# Capitole de Toulouse
Pour les articles homonymes, voir Capitole (homonymie).
Le Capitole est un monument de la ville française de Toulouse, qui abrite aujourd’hui l'hôtel de ville et le théâtre du Capitole. Sa construction a été décidée par les Capitouls en 1190, afin d’y établir le siège du pouvoir municipal. Il est l’emblème de la ville et l’emplacement du pouvoir municipal depuis plus de huit siècles. Le Capitole est entouré par la place du Capitole à l'ouest, la rue de la Pomme et la rue du Poids de l'Huile au sud, le square Charles-de-Gaulle et la rue Ernest Roschach à l'est et la rue Lafayette au nord.

## Histoire

### Construction de l'ensemble
L'histoire de cet édifice commence en 1190 lorsque les consuls de Toulouse recherchent un bâtiment pour héberger la maison commune. Ils ont ambition de construire une cité administrative entourée par des remparts au XIIIe siècle. Mais ce n'est qu'au XVIIe siècle que le palais actuel est construit par les capitouls. Le nom de cette maison commune est initialement Capitulum (Chapitre), Capítol en occitan : la maison des capitouls, qui votaient par tête, comme les chapitres ecclésiastiques. En 1522, Pierre Salmon, greffier à l'hôtel de ville, latinise le nom en Capitolium, en référence au Capitole romain.
L'emplacement n'est pas choisi au hasard. Il est situé loin du château comtal à la limite de la cité et du bourg de Saint-Sernin contre une tour désaffectée de l'ancien rempart gallo-romain. Les capitouls font l'acquisition de nombreux bâtiments et terrains autour de la maison commune afin de regrouper les services administratifs, les archives, la prison, les salles de réunion et de réception. Au XIVe siècle, la maison commune forme un ensemble fortifié percé de portes correspondant à la superficie de l'actuel Capitole et de l'actuel square Charles-De-Gaulle.
Au XVIIe siècle, les capitouls veulent construire un palais municipal unique en France. Sa construction va durer près de deux cents ans. La façade du Capitolium a été bâtie en 1750 pendant dix ans sur les plans de Guillaume Cammas. En 1771, elle est peinte à la céruse et reste blanche jusqu'en 1883, date à laquelle les assises de briques et de pierres sont mises à nu. En 1974, puis en 1987 et 1994, les façades et les blasons sont rénovés par sablage.
Les huit colonnes de la façade en marbre de Caunes-Minervois symbolisent les huit premiers capitouls. En ce temps, Toulouse était divisé en huit quartiers : les « capitoulats », chacun géré par un capitoul. Cette façade avait pour but de cacher l'ensemble hétéroclite de bâtiments que les magistrats n'arrivaient pas à harmoniser. Elle donne sur la place du Capitole et protège la cour Henri-IV. Ainsi que le rappelle une plaque commémorative, c'est dans cette cour que le duc de Montmorency, ennemi de Richelieu, fut décapité en 1632.

### Anciens bâtiments

Plan du Capitole au XVIIIe siècle : 1.Façade du Capitole
2.Cour Henri-IV
3. Poids Commun et la Bouille
4. Grand Consistoire
5. Chapelle des Consistoires
6. Salle octogone
7. Logis de l'écu
8. Donjon du Capitole
9. Tour de la Vis
10. Tour Charlemagne
11. Prison des hommes
12. Arsenal
13. Poids de l'huile
14. Petit Versailles

Appelé autrefois la Maison Commune, le Capitole se composait d’un ensemble plus important de bâtiments achetés, construits et modifiés au fil des siècles selon les besoins. Aujourd’hui, des anciens bâtiments seules subsistent la tour des archives ou Donjon datant du XVIe siècle, les galeries de la cour Henri-IV du XVIIe siècle, la façade de l’hôtel de ville du XVIIIe siècle et la porte du Petit Consistoire, sculptée par Nicolas Bachelier en 1546 puis déplacée dans la cour Henri-IV voisine et surmontée d'un décor sculpté de Geoffroy Jarry (1561). Deux autres portes de Jean Aleman (1576) et de Pierre Monge (1620) ont été déplacées au jardin des plantes de Toulouse et accolées dos à dos.
Parmi les bâtiments détruits du Capitole figuraient principalement :

#### Le Grand Consistoire
Construite en 1552, cette grande salle servait aux cérémonies. Elle comportait une immense charpente, une cheminée monumentale, des verrières, des fresques portant les armoiries de centaines de capitouls. Plusieurs grands tableaux y étaient exposés parmi lesquels L’Entrée de Louis XIV à Toulouse en 1659, la Vierge aux prisonniers de Jean Chalette (actuellement au musée des Augustins) et l'allégorie de La Naissance de Madame Royale (1778) de François Cammas, professeur de l'Académie Royale de peinture de Toulouse (détruite durant la Révolution).
La salle du Grand Consistoire a été détruite en 1808 à l'occasion de la venue de Napoléon Ier.
La porte du Grand Consistoire, œuvre de Guiraud Mellot en 1553, est ornée des blasons des huit capitouls de l’année. Elle a été remontée à Paris au musée du Louvre ; les vantaux et le tympan en bois sculpté du XVIIe siècle qui l'accompagnaient sont conservés au musée Paul-Dupuy de Toulouse.

Porte du Grand consistoire, Paris, musée du Louvre.
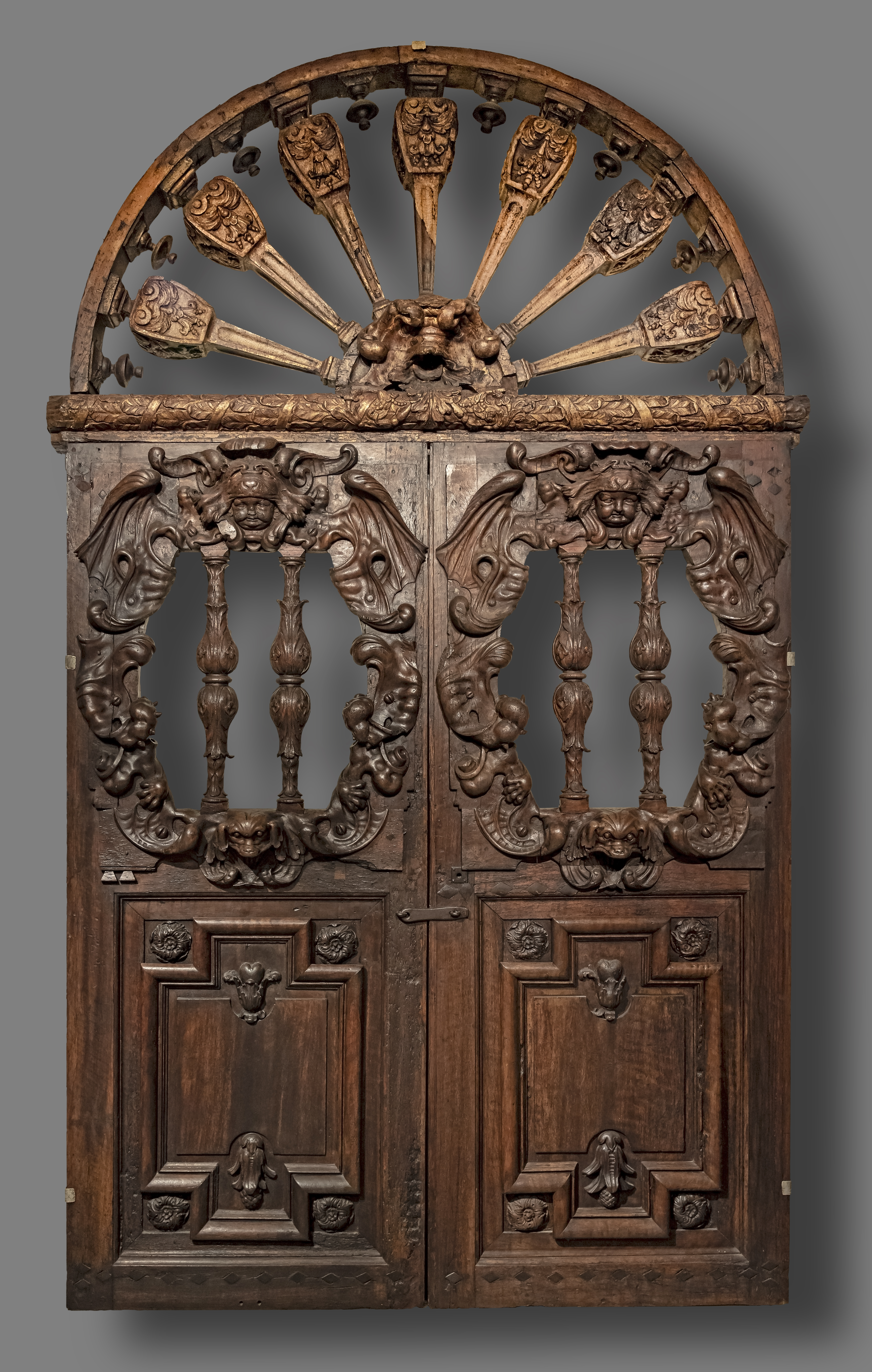
Vantaux de la porte du Grand Consistoire, Toulouse, musée Paul-Dupuy.
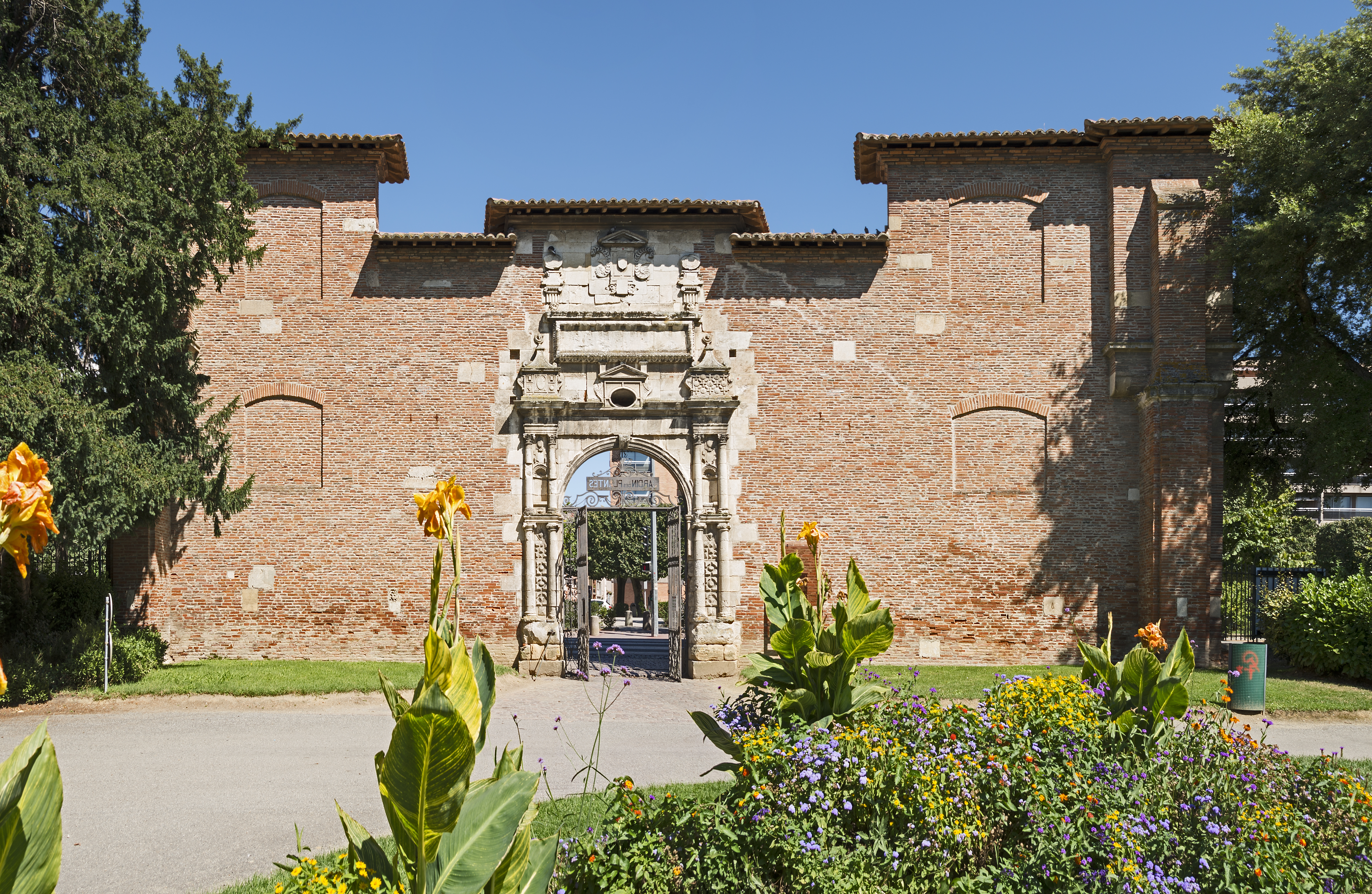
Porte de La Commutation.
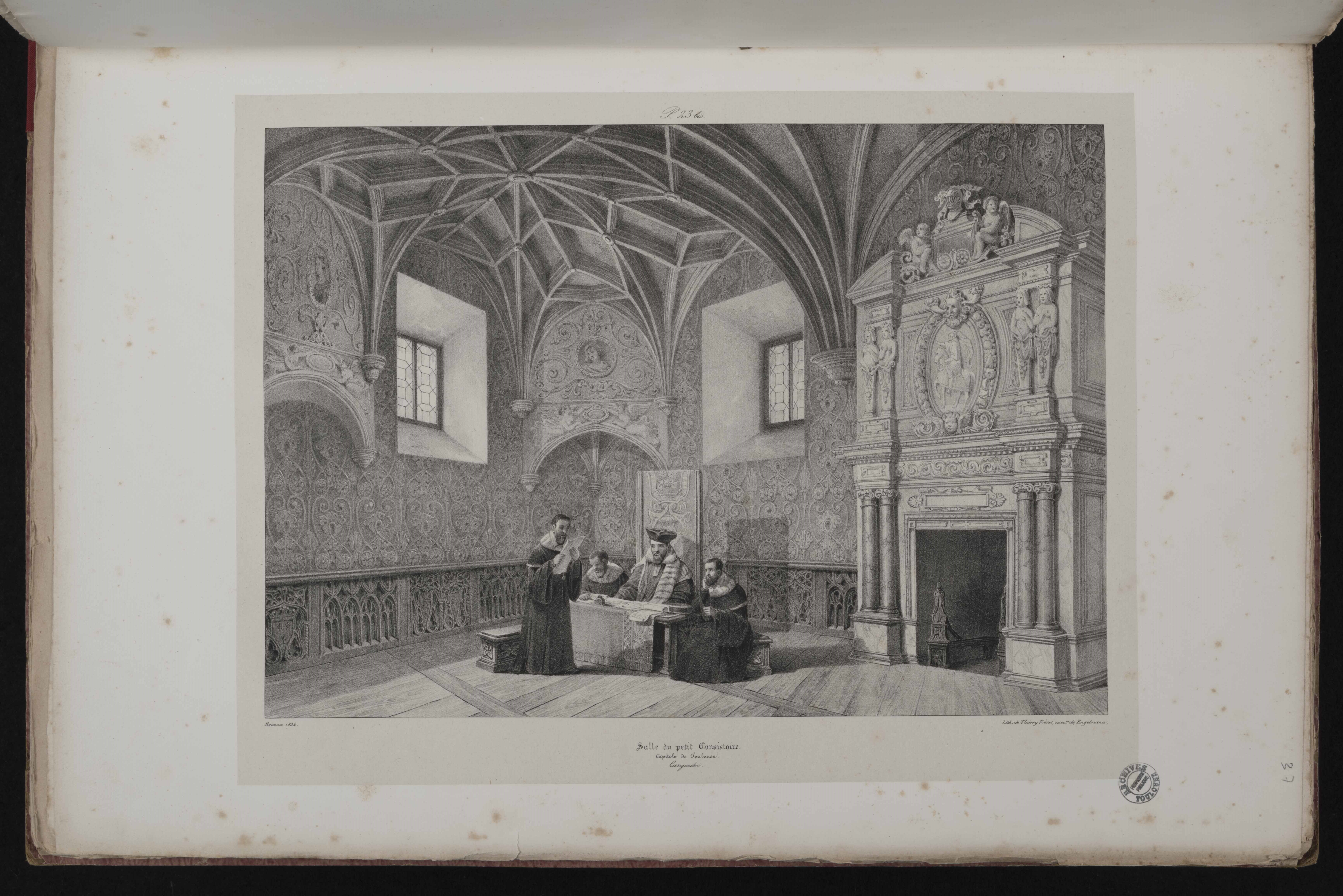
L'intérieur du Petit Consistoire, lithographie de 1833.

#### Le Petit Consistoire
La construction de la salle du Petit Consistoire fut achevée en 1526. Elle se trouvait au rez-de-chaussée du donjon, à l'emplacement de l'actuel accueil de l'office de tourisme.

#### L'Arsenal
L’ostal de l’artilhariá (maison d’artillerie, en occitan) a été construit à la fin des années 1550 à l’est de la tour Charlemagne et agrandi au début du XVIIe siècle. Il comportait une riche façade à tourelles.

## Bâtiments
La tour du donjon, les façades de la cour Henri IV et la façade donnant sur la place du Capitole ont été portées sur la liste de 1840 des monuments historiques, la première protection de ce type en France, et par arrêté du 11 février 1911. La salle des Illustres, la salle des pas perdus, la salle du conseil municipal, la salle des mariages et le grand escalier d'honneur sont classés au titre des monuments historiques par arrêté du 17 février 1995.
Les façades et toitures de l'ensemble du Capitole (hôtel de ville et théâtre) — à l'exception de la surélévation réalisée en 2006 au-dessus de la scène du théâtre et de la centrale de climatisation —, l'enfilade des pièces situées au rez-de-chaussée de l'aile ouest (antichambre, salon rouge, trois bureaux du cabinet du maire, couloir) sont inscrits au titre des monuments historiques par arrêté du 11 octobre 2021.

### Façade

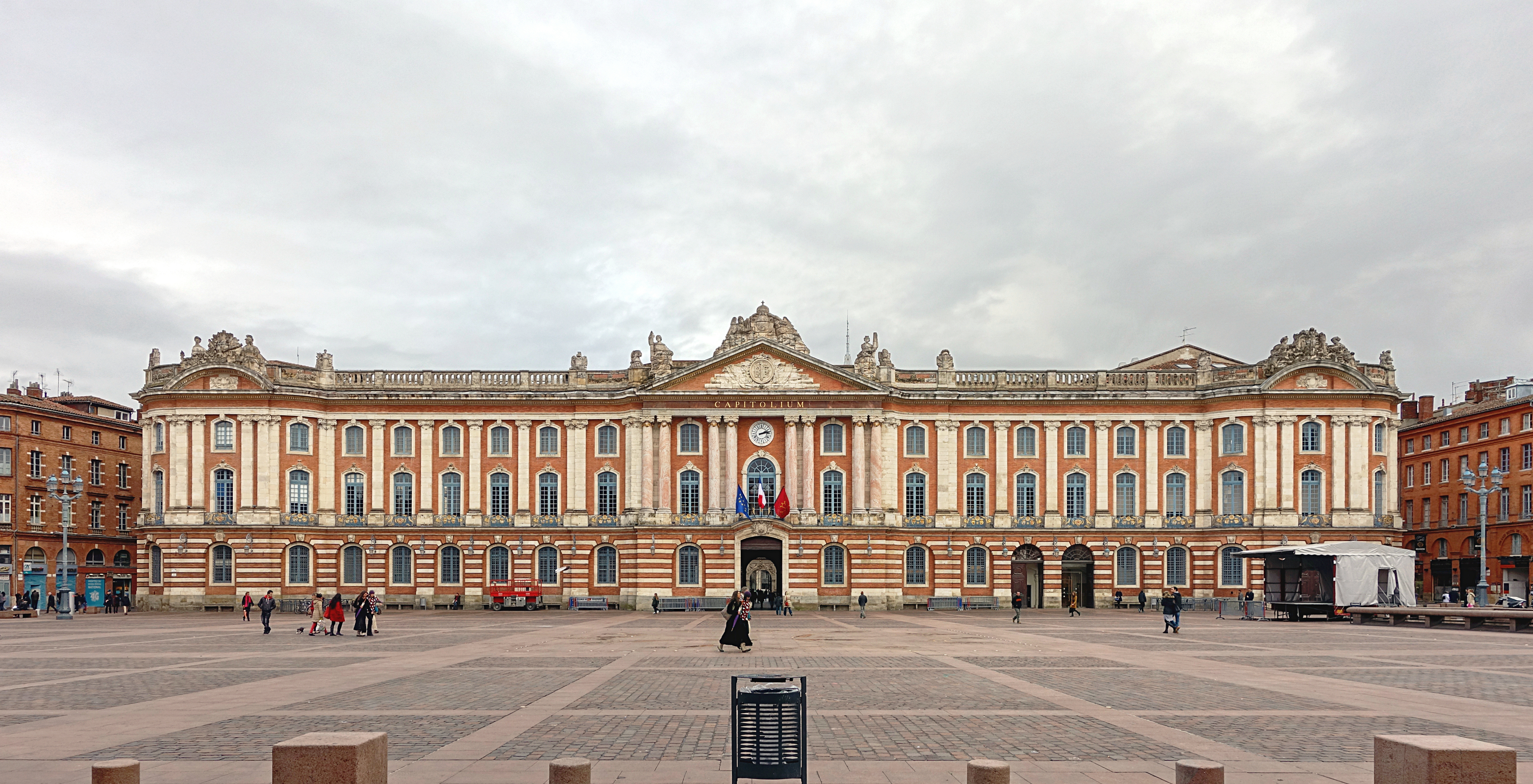
Façade du Capitole.

La façade du Capitole est construite de 1750 à 1760 en pierre calcaire et en briques, tandis que la base des murs est en grès de couleur grise à gris beige, issu de la molasse de Carcassonne (pierre d'appareil très employée dans le Languedoc, connue sous le nom de pierre de Carcassonne). En 1771, les briques sont cachées par de la peinture blanche selon la coutume du moment, contrairement à ce qu'avait prévu Guillaume Cammas dont la composition mariait habilement les couleurs blanche et rouge. Ce n'est qu'en 1883 qu'on juge bon de respecter les vœux de l'architecte en peignant les briques en rouge et la pierre en blanc. Enfin, il faut attendre le ravalement de 1988 pour retrouver la beauté naturelle des matériaux. Le bâtiment est constitué de deux étages, de trois avant-corps couronnés de frontons et d'un entablement supportant un attique. Sur l'avant-corps central ont été placées huit colonnes en marbre pour symboliser les huit capitoulats. La façade est percée de 41 fenêtres ornées de balcons en fer forgé. Chaque balcon est décoré d'écussons : deux (les 6e et 16e balcons) possèdent les écussons colorés des armes de la ville, les autres représentent les armes des capitouls en exercice à l'époque de construction. Ces blasons ont été forgés par Bernard Ortet. Mais en 1760, lors de la pose des écussons, les capitouls n'étaient plus les mêmes et refusèrent de poser les armes de leurs prédécesseurs. Les blasons furent placés dans les combles du Capitole et remplacés par ceux des capitouls en place. Pendant plusieurs années, à chaque changement des capitouls, les blasons connaissaient le même sort jusqu'en 1770. En 1793, les révolutionnaires arrachèrent les blasons en place mais oublièrent ceux cachés dans les combles. Retrouvés en 1827, ils furent remis en place sur les balcons. 
En 1988, les blasons sont remplacés par des copies à cause de leur état de dégradation.

#### Le Capitole par Eugène Trutat

Le Capitole photograpies par Eugène Trutat, photothèque du Museum de Toulouse
La place du Capitole (vers 1860).
La place du Capitole (1859).
La place du Capitole (1900).
La place du Capitole : Capitole pavoisé (14 juillet 1899).
La place du Capitole : Capitole pavoisé (14 juillet 1899).
Les marchands d'oiseaux sur la place du Capitole (1900).

#### Balcons du Capitole

Ecussons
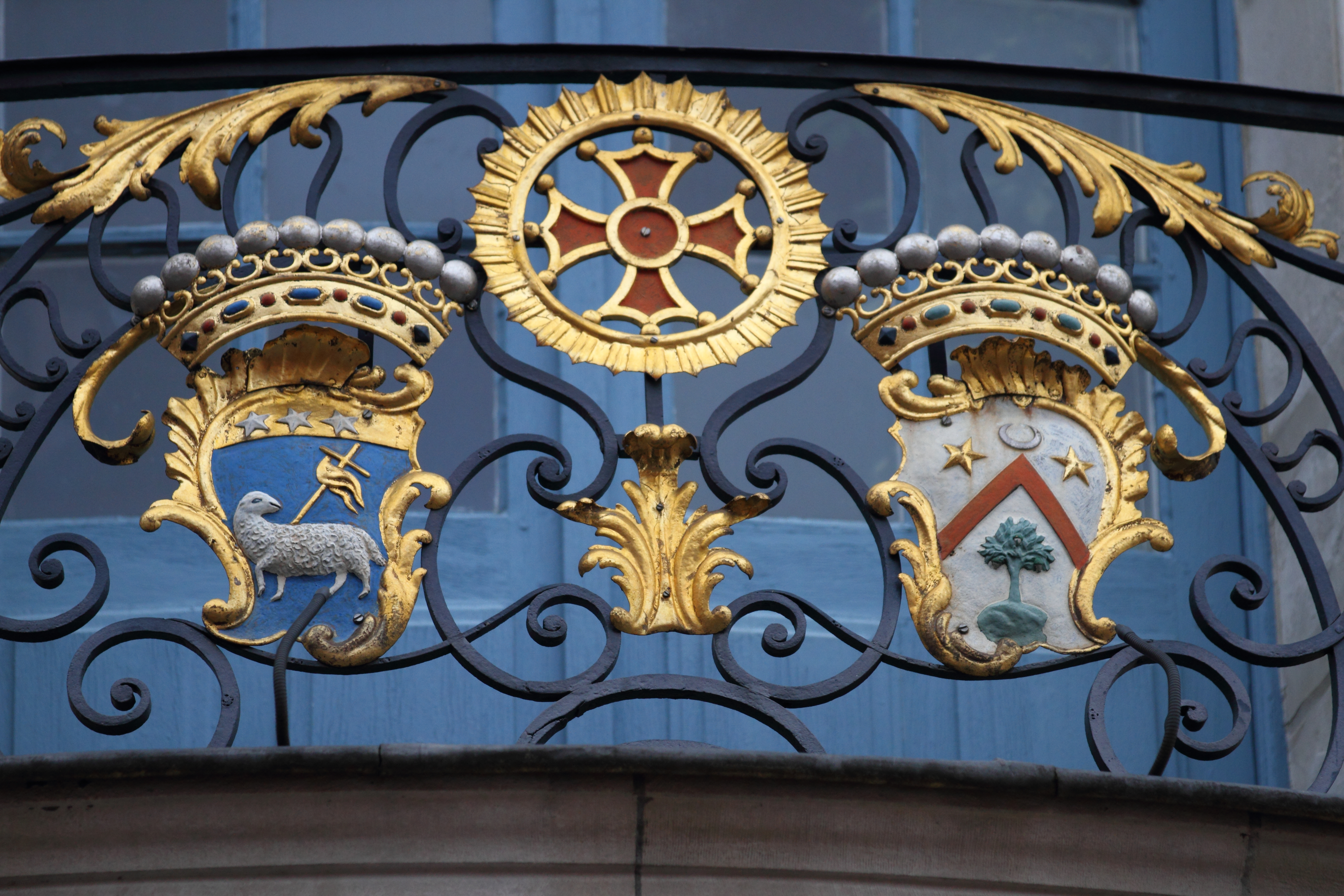
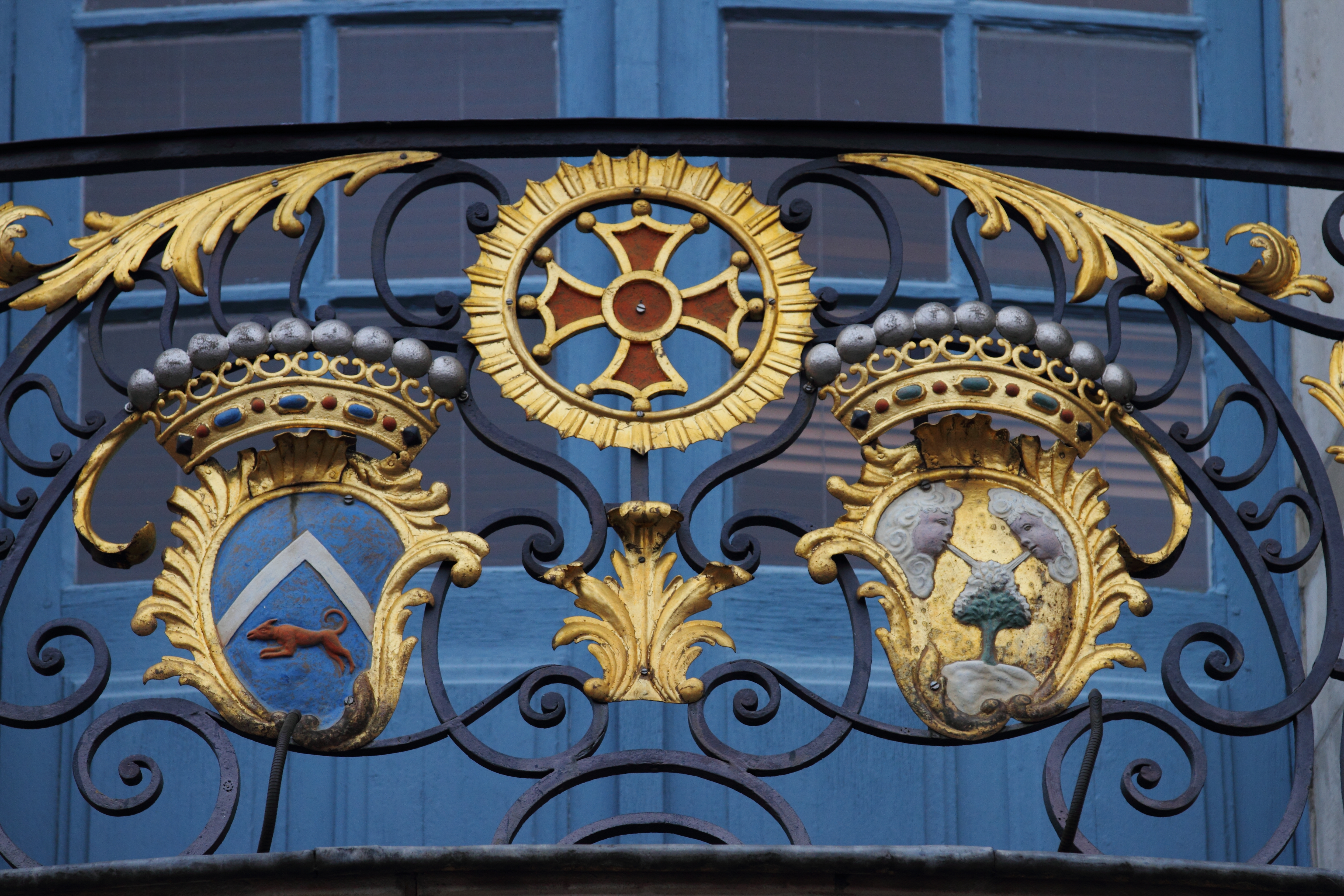
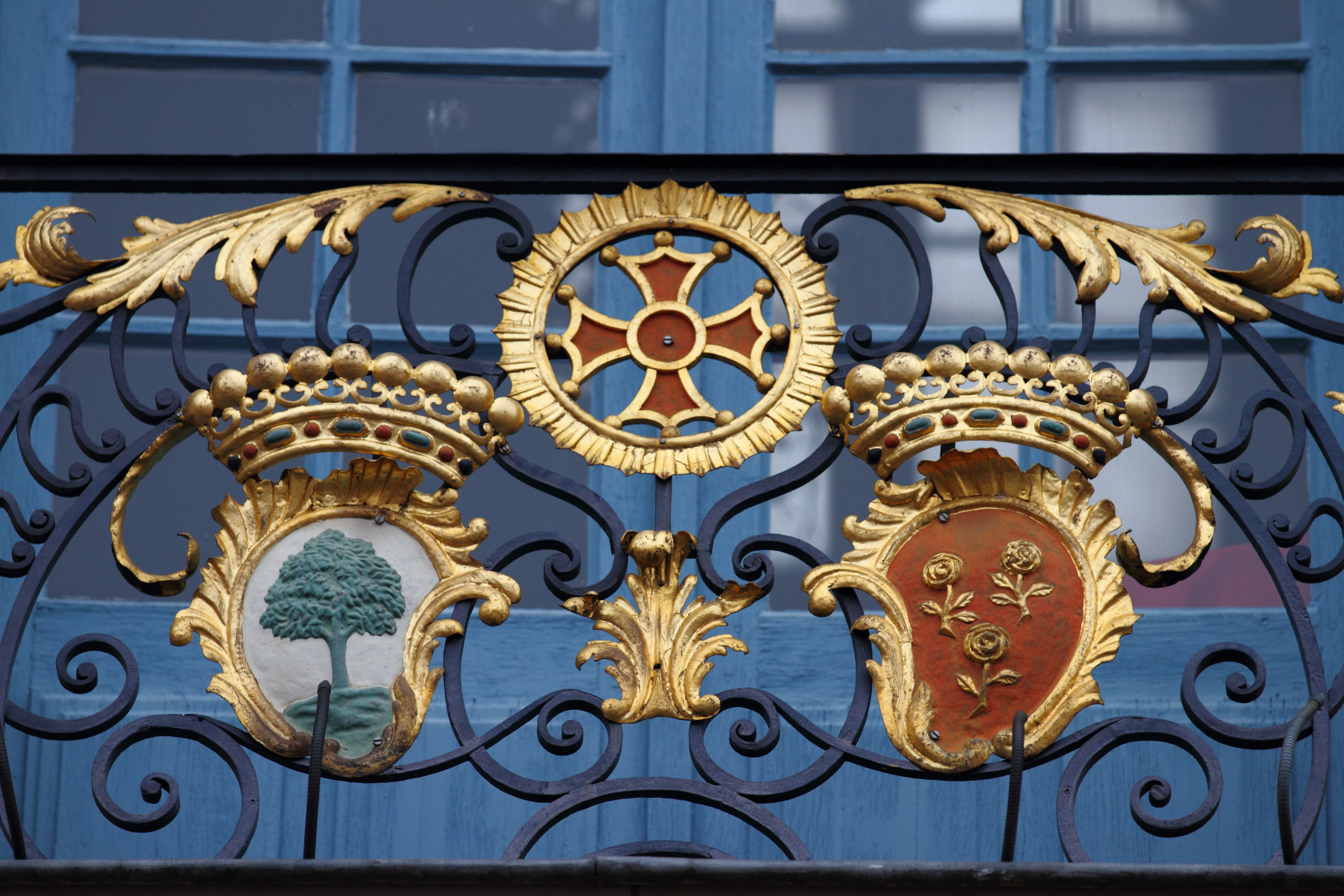
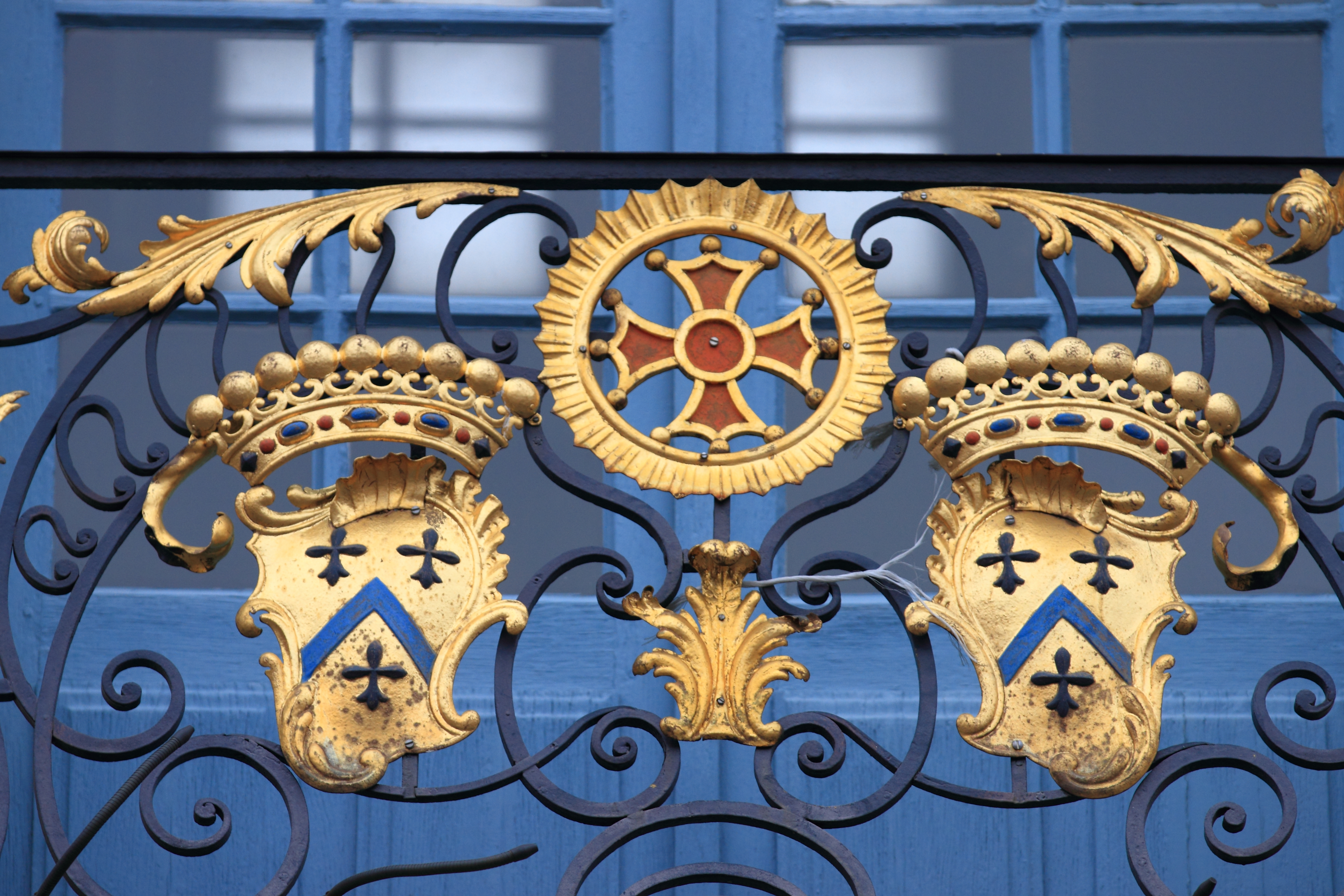
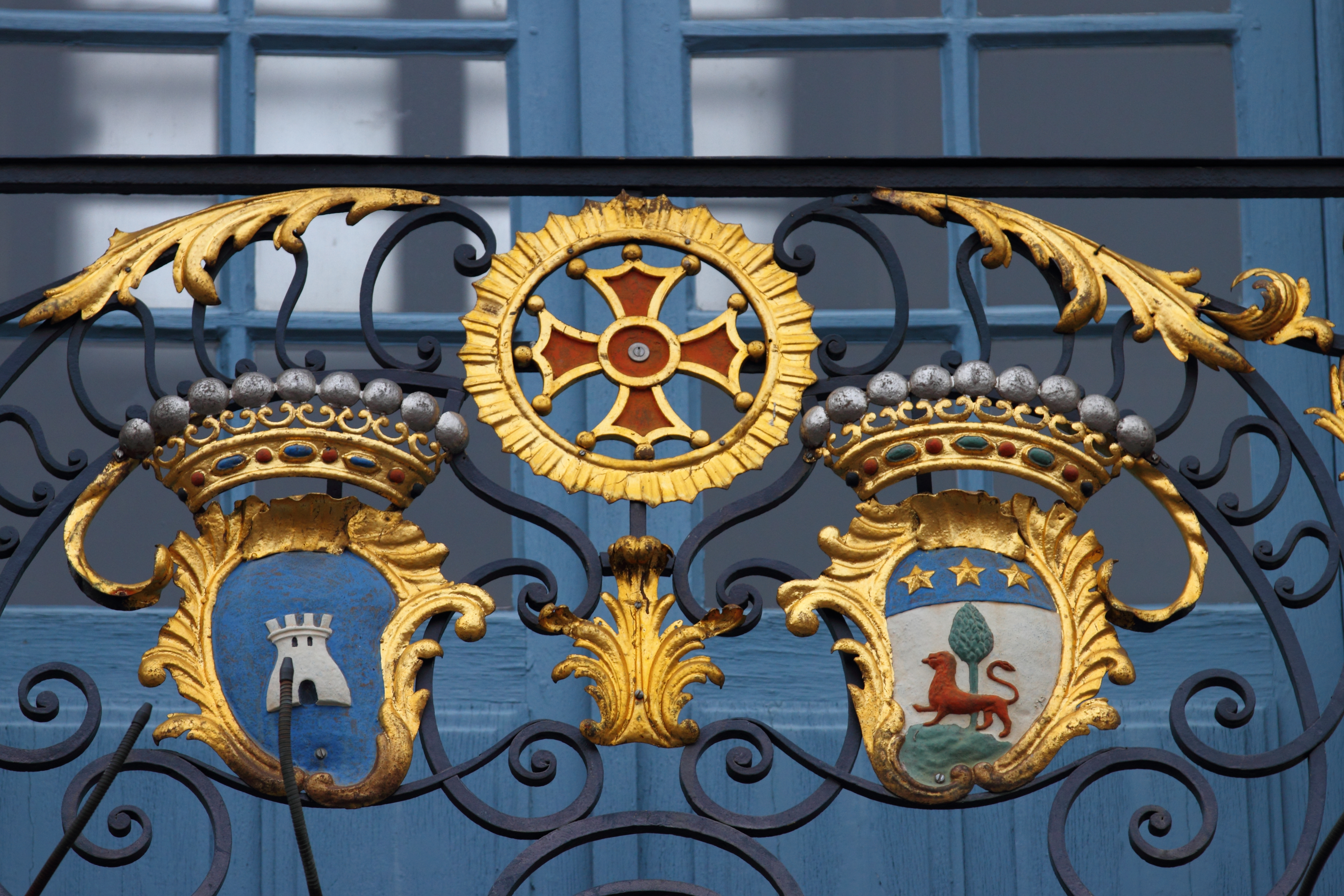
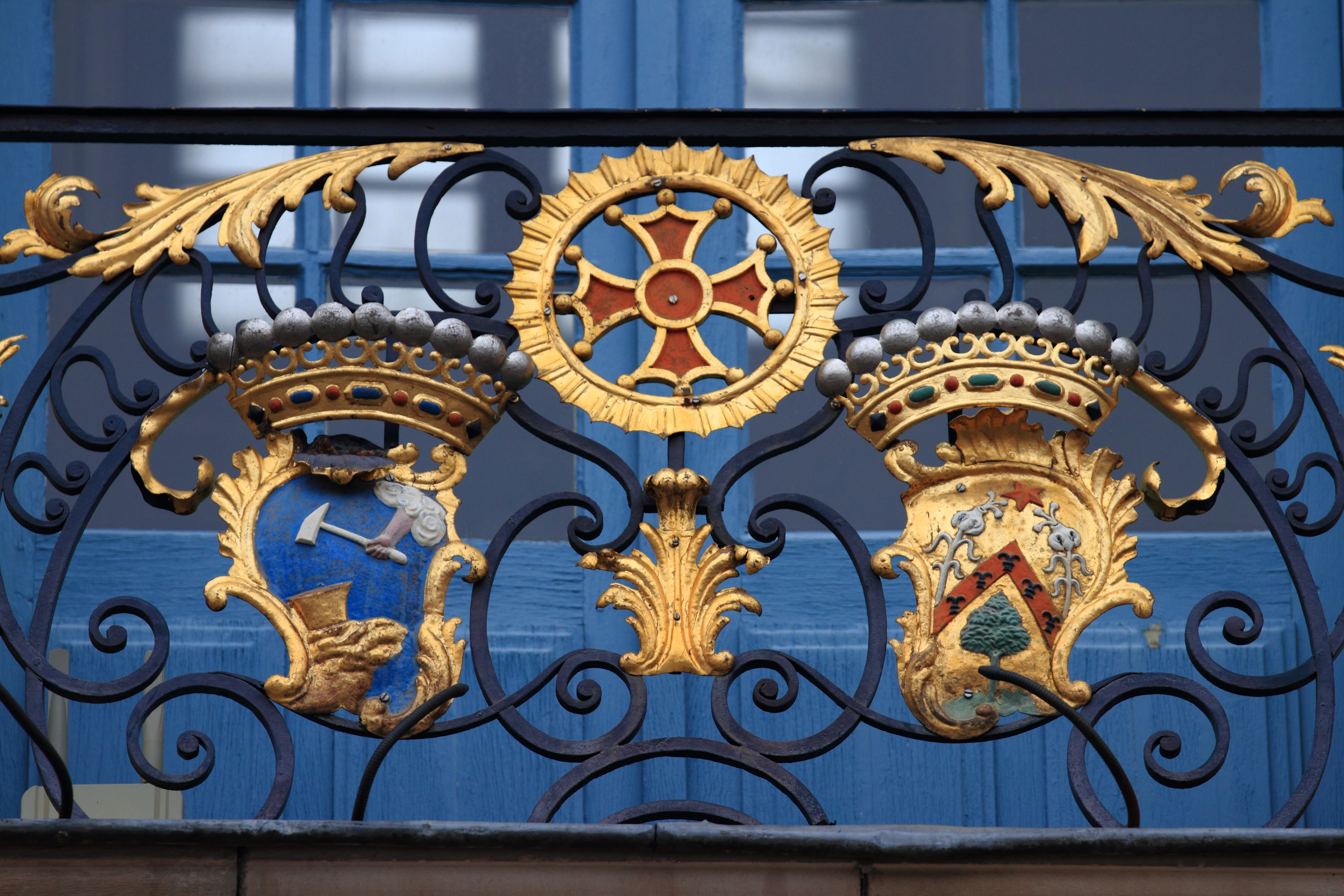
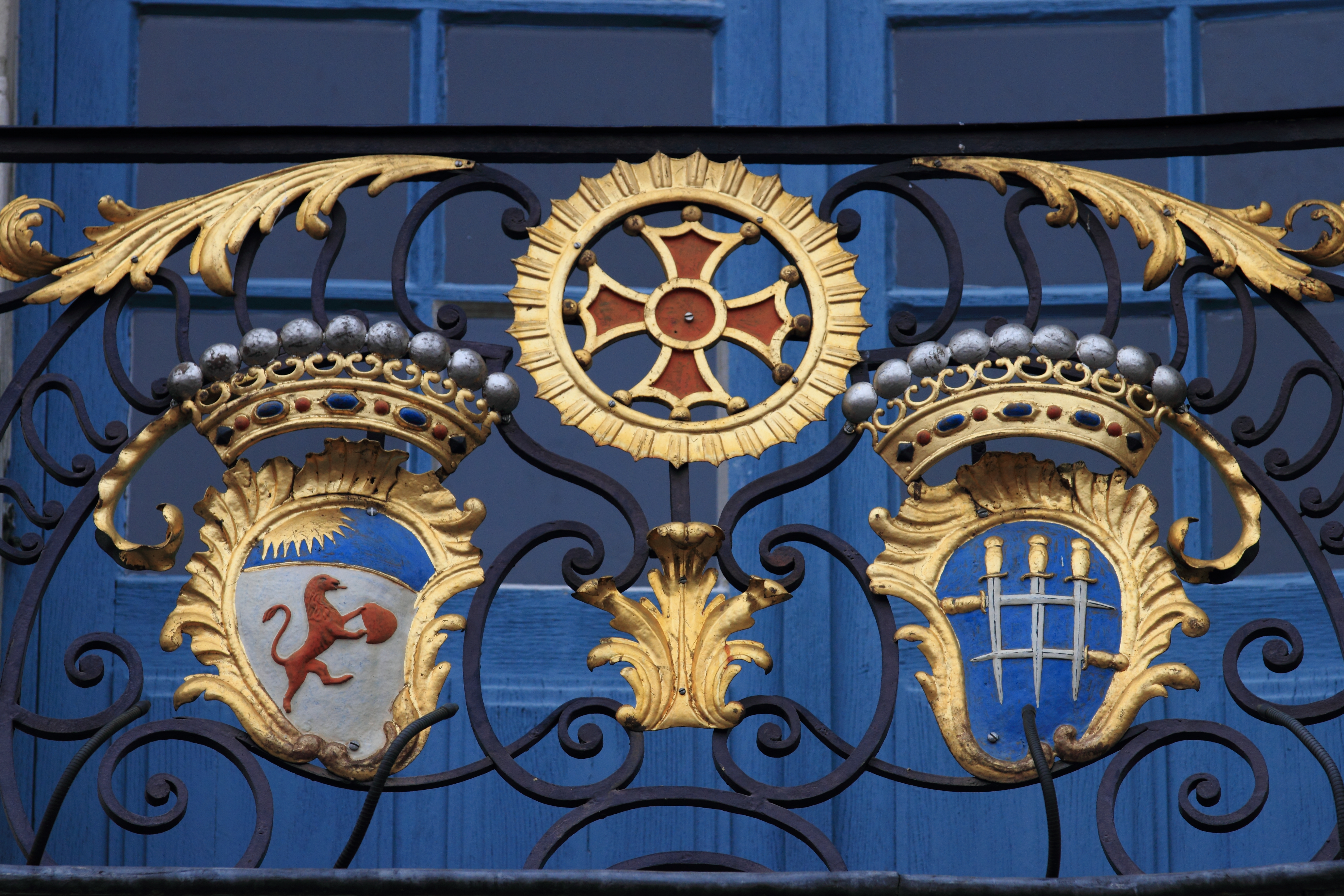
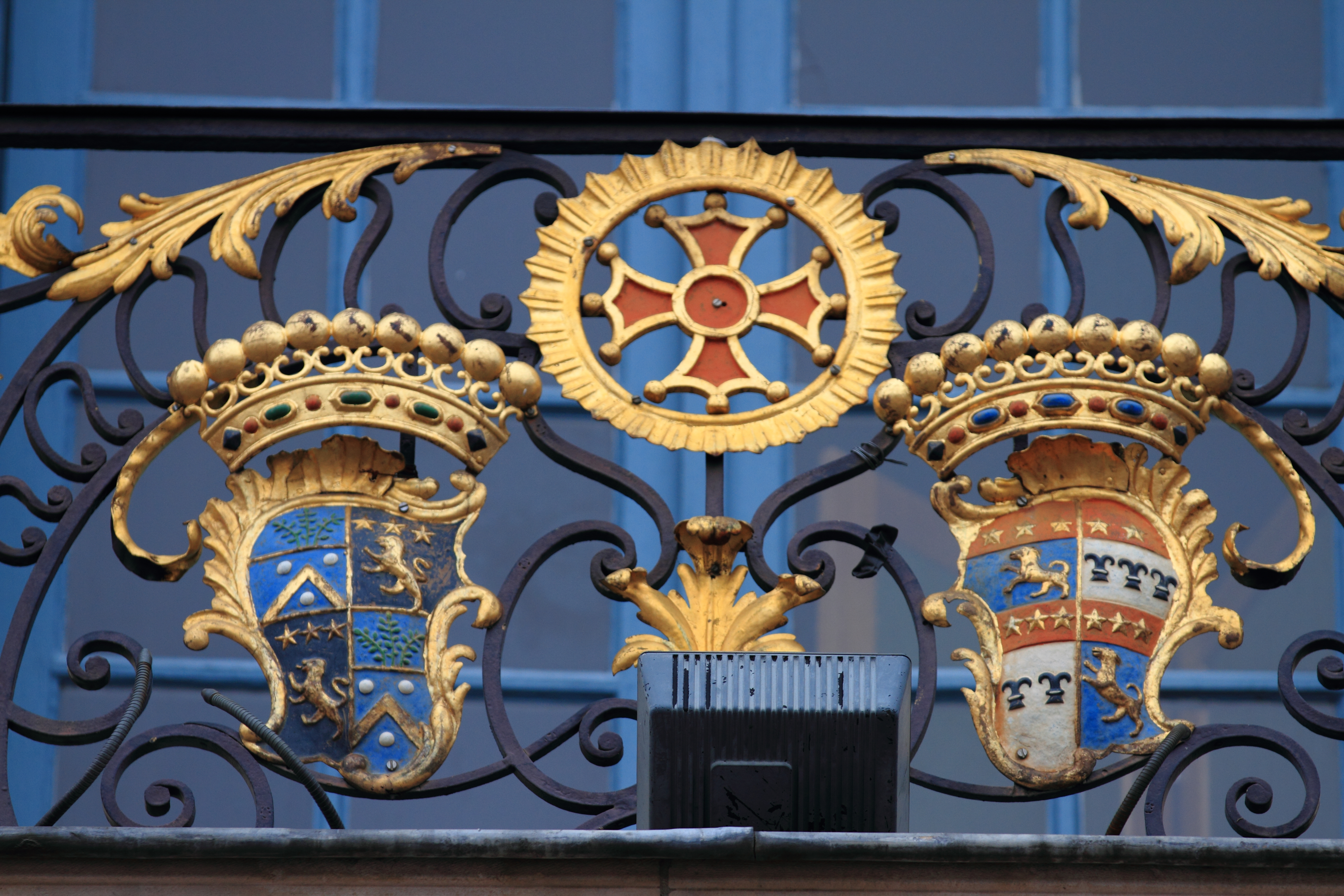
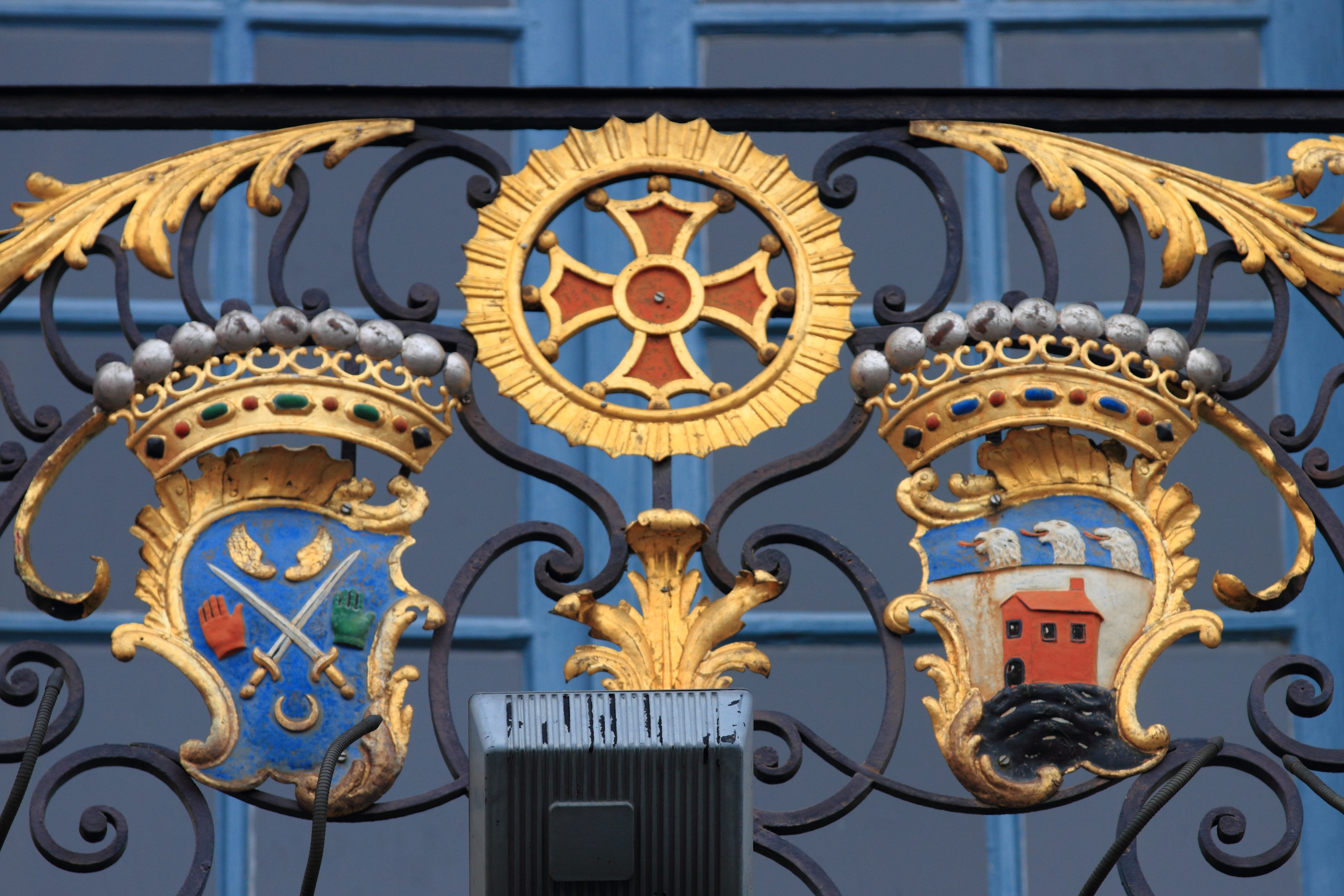
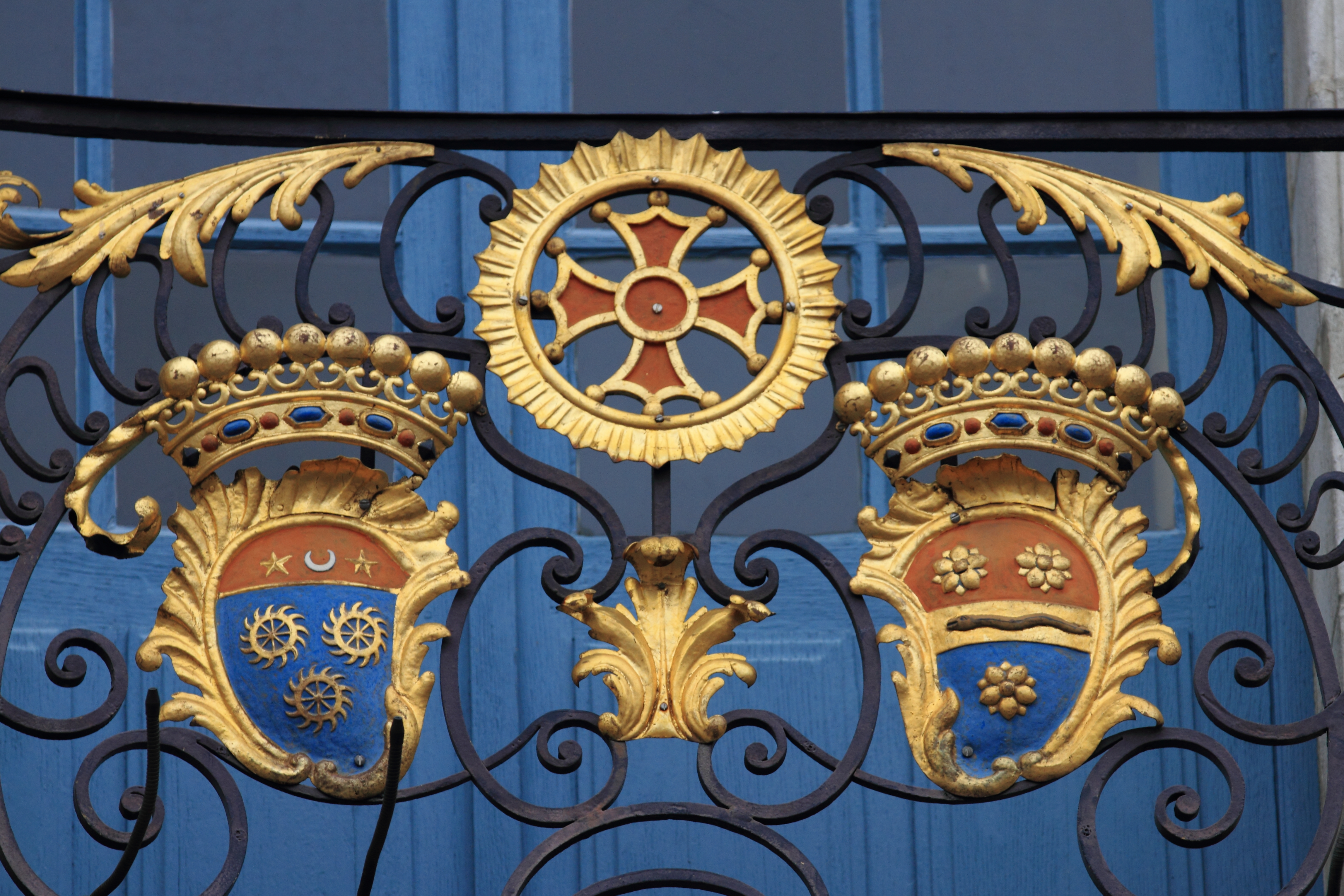
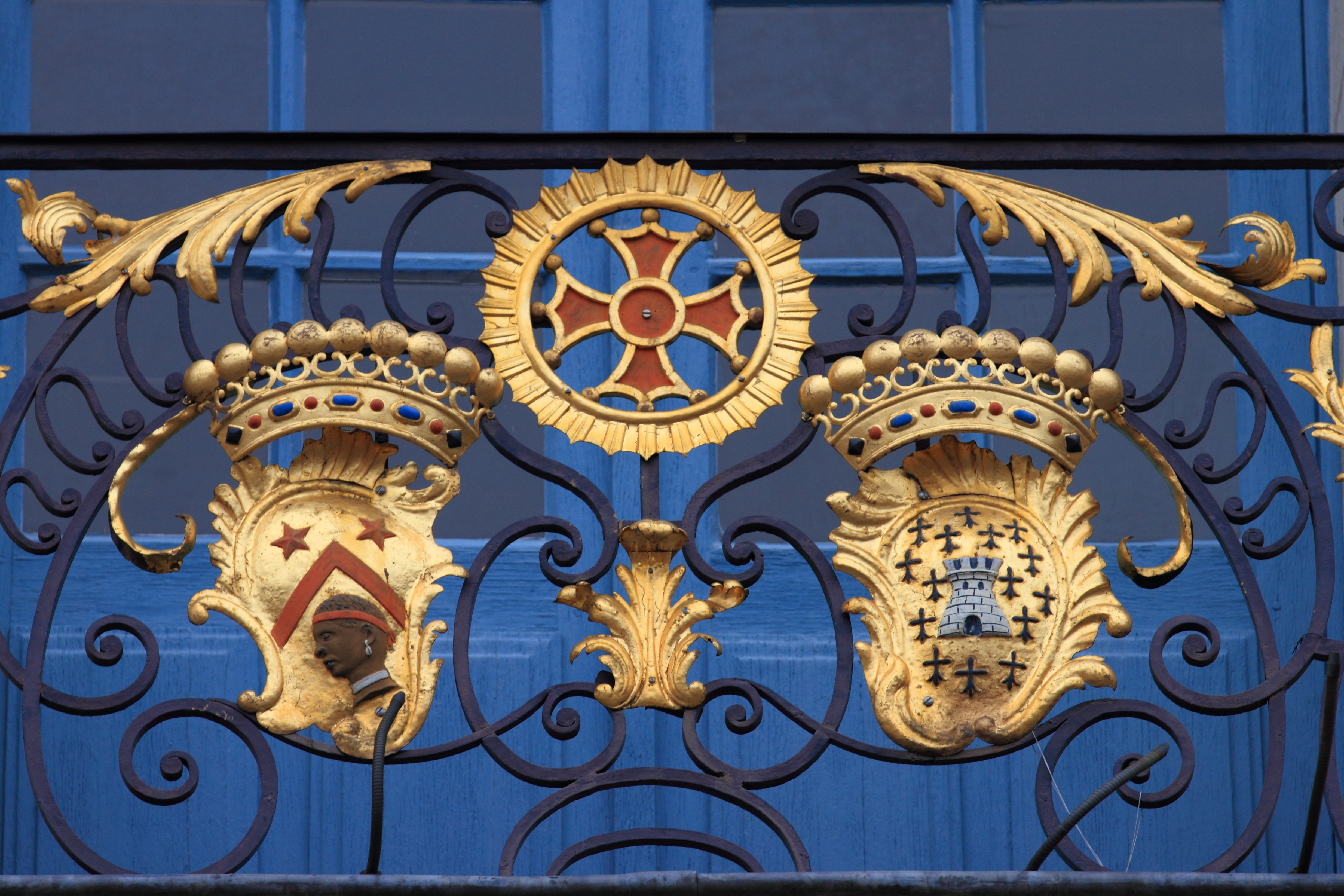
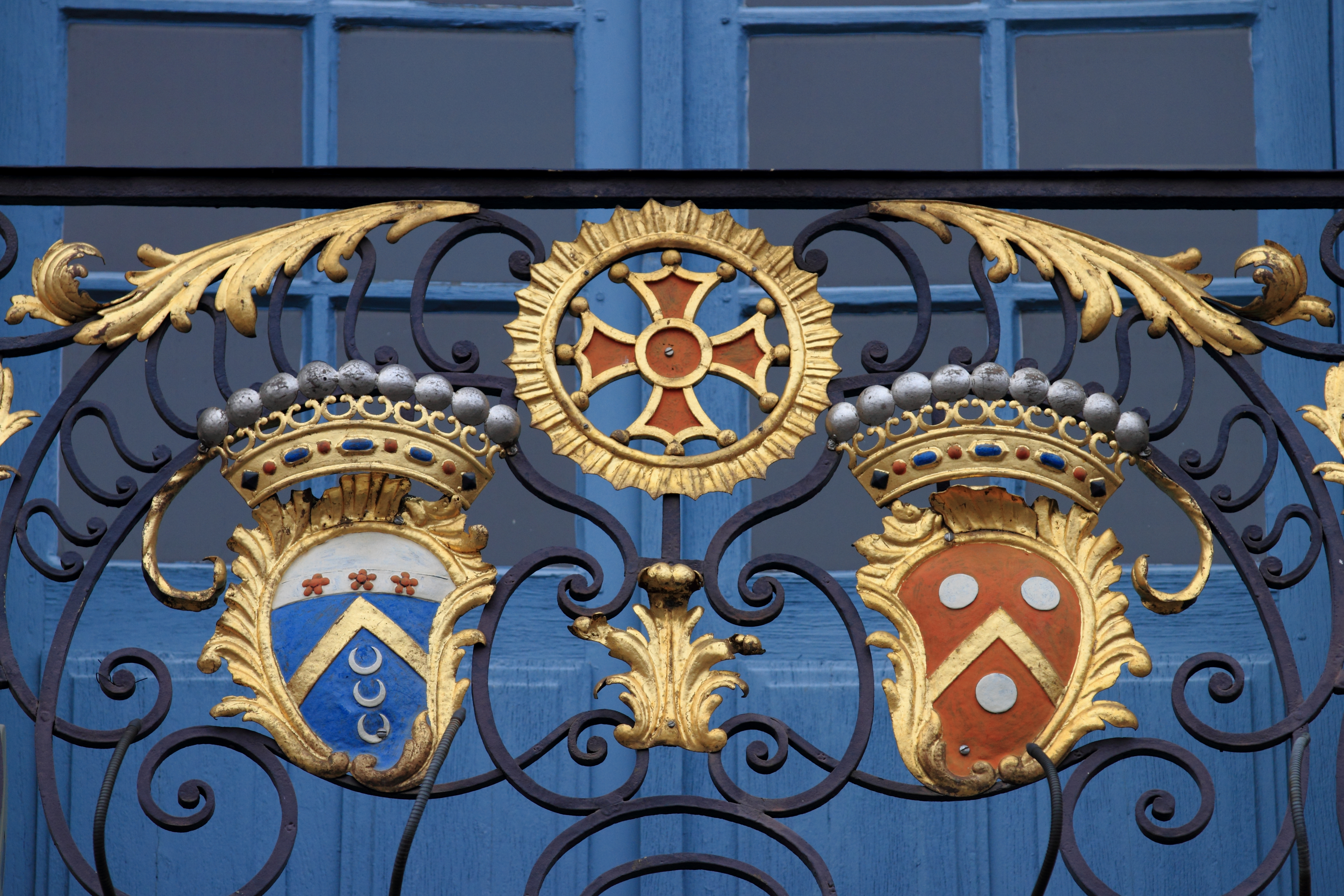
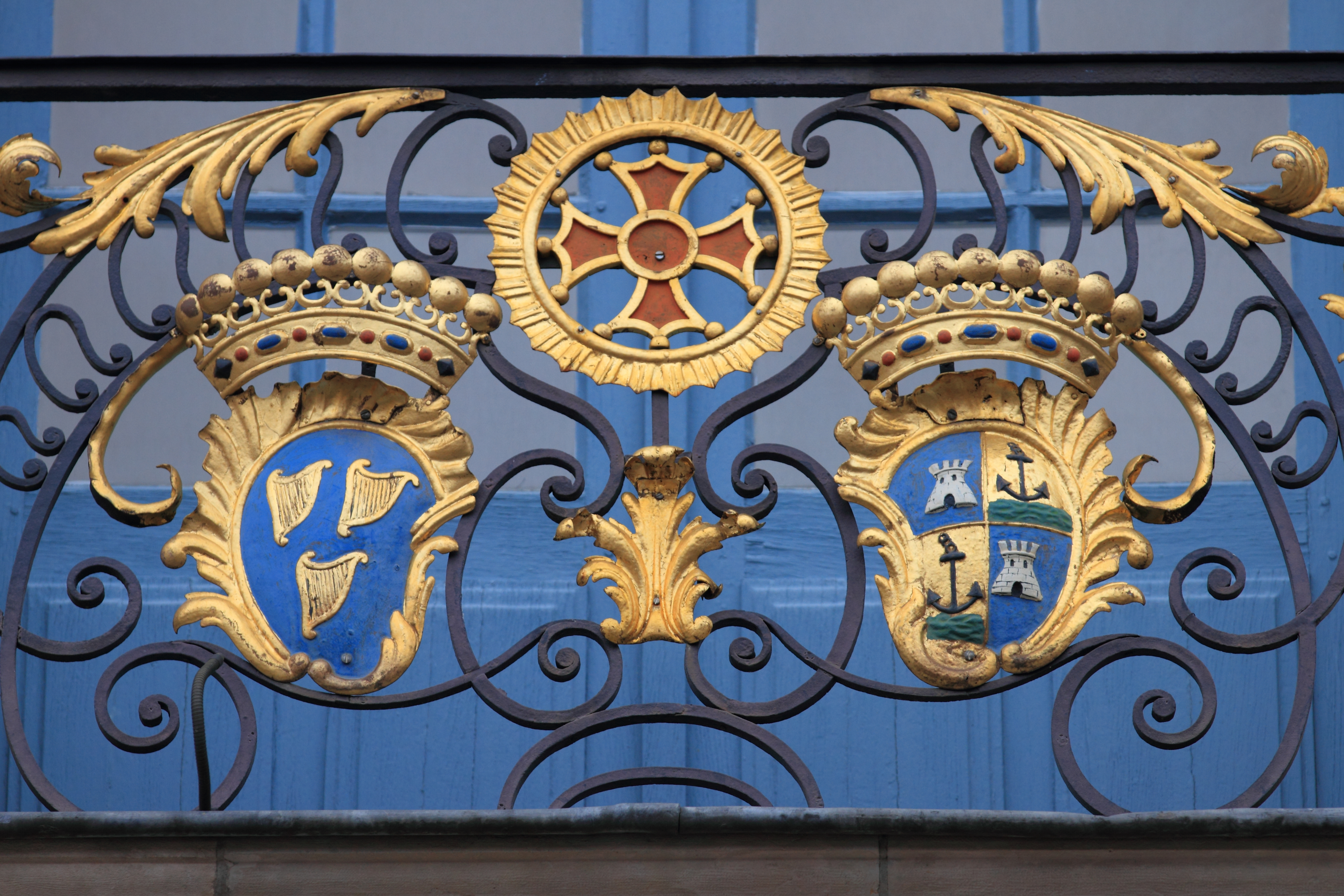
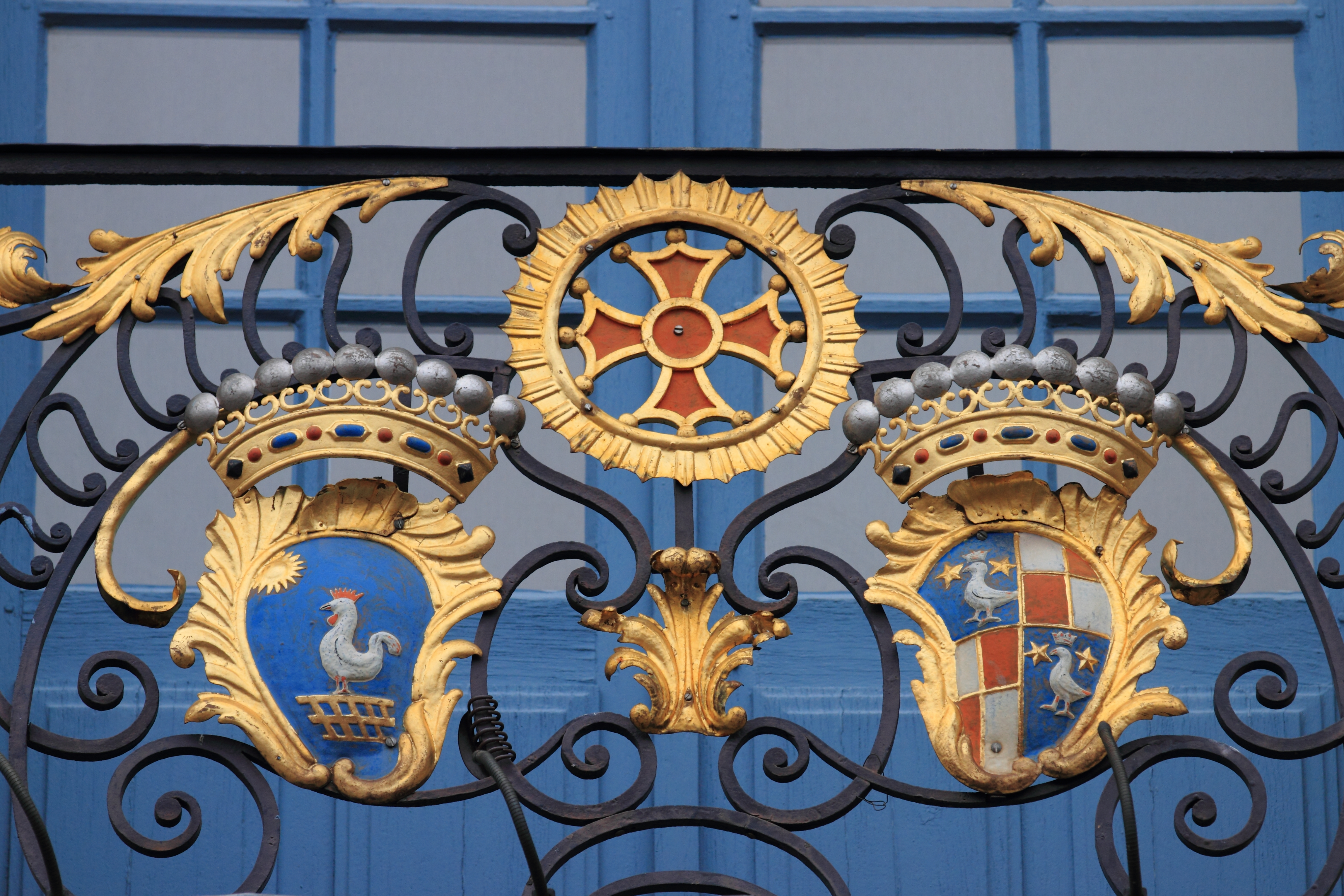
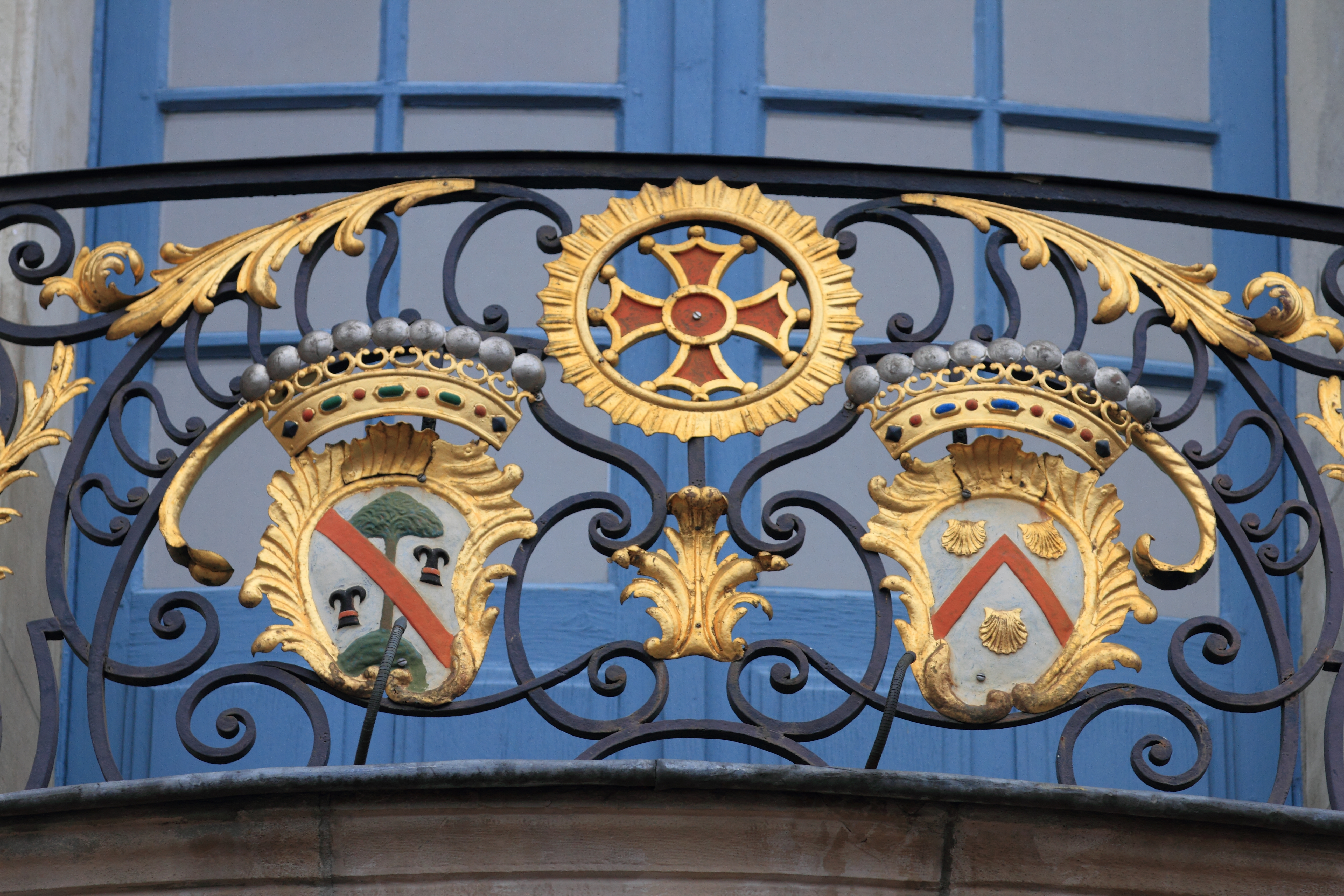
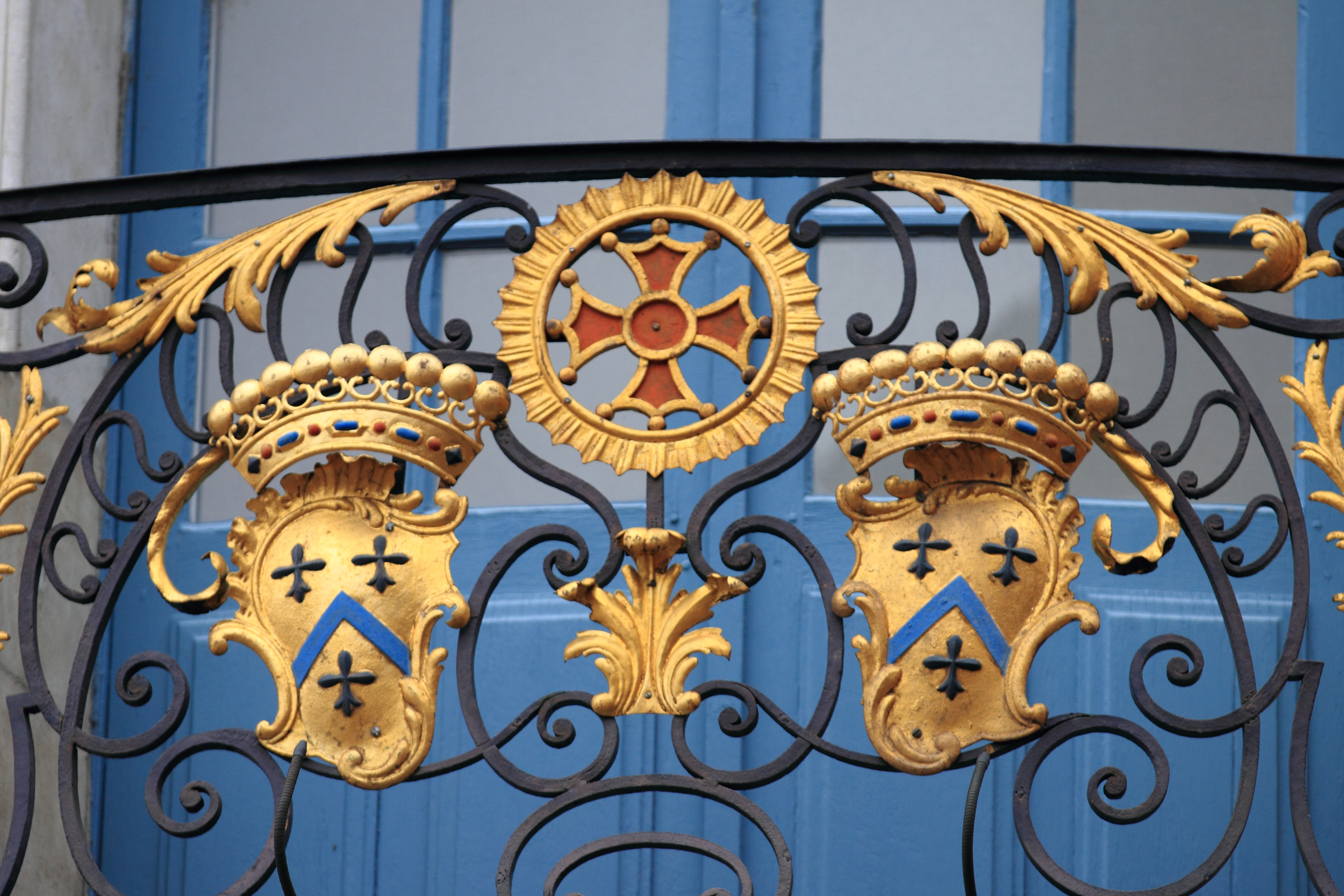

#### Mascarons du Capitole
La façade est ornée de nombreux mascarons anonymes représentant entre autres des figures de la mythologie grecque.

Mascarons
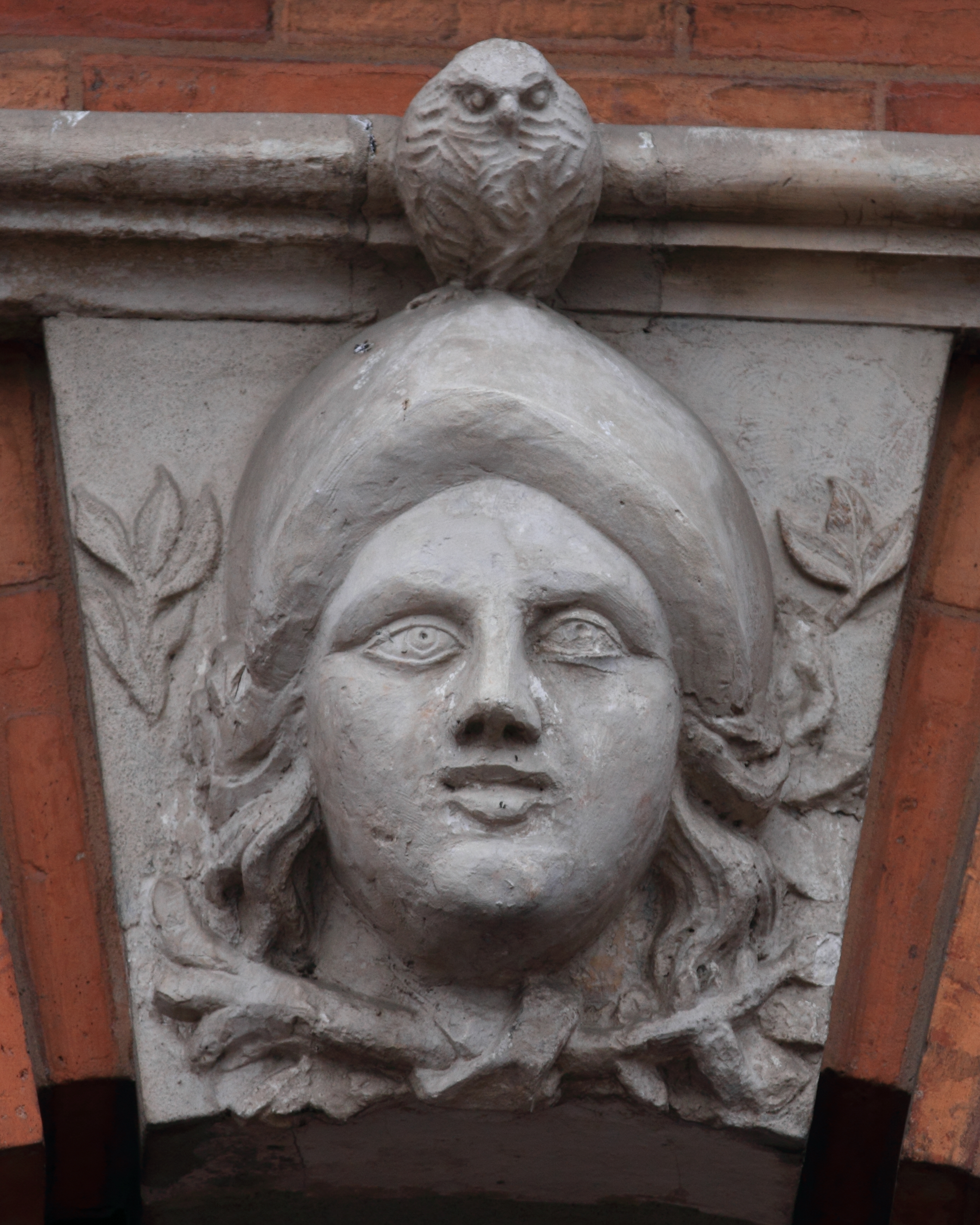
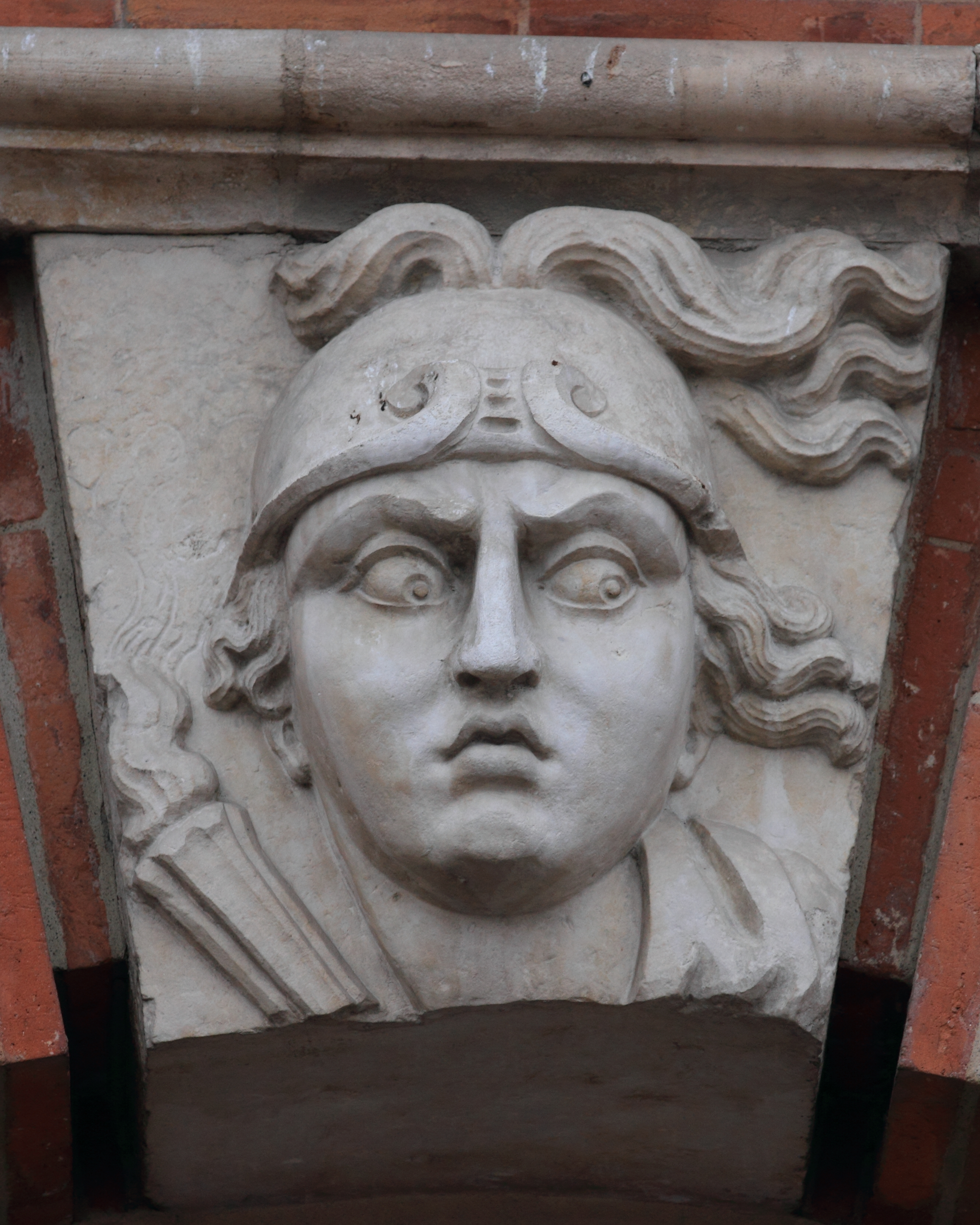
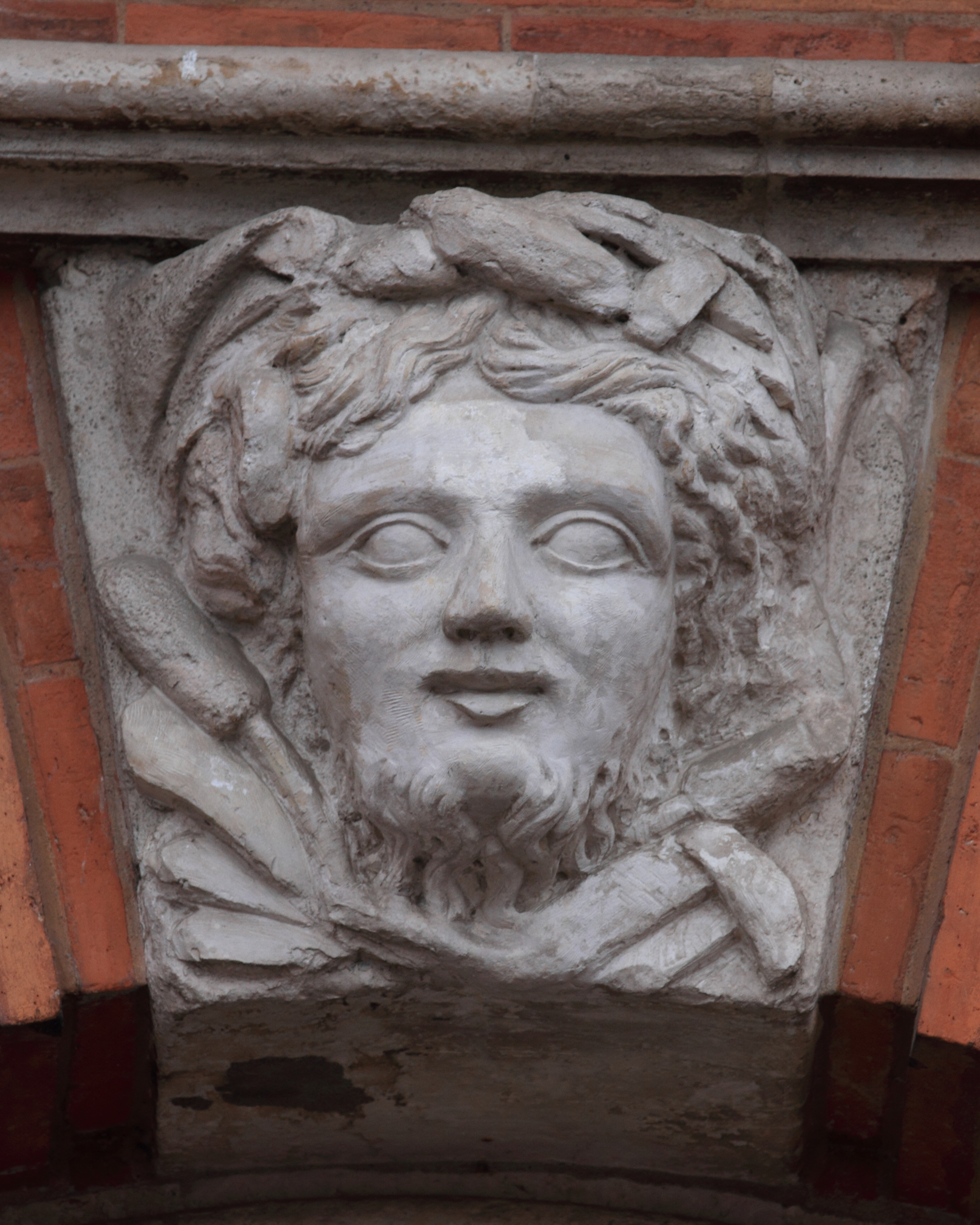
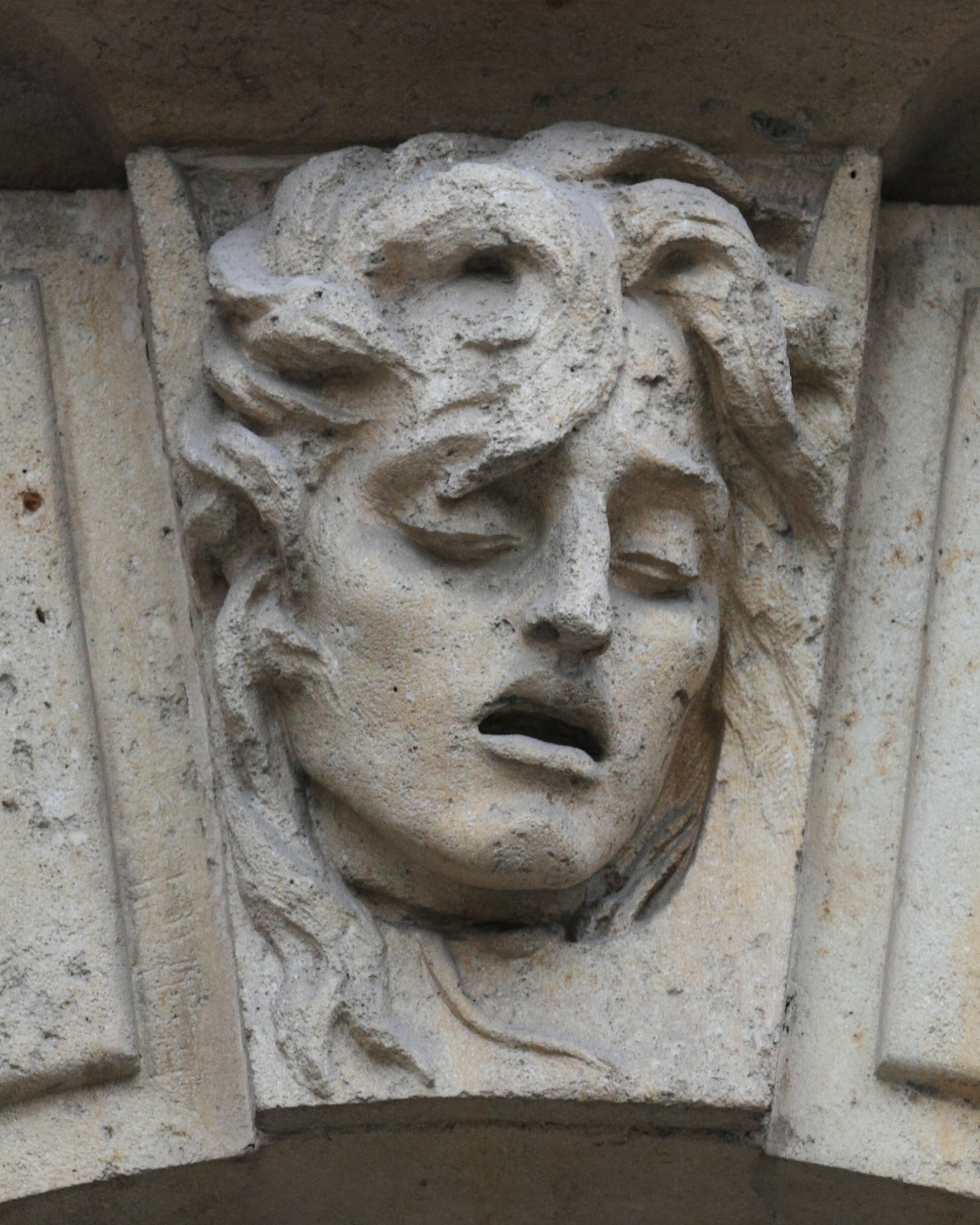
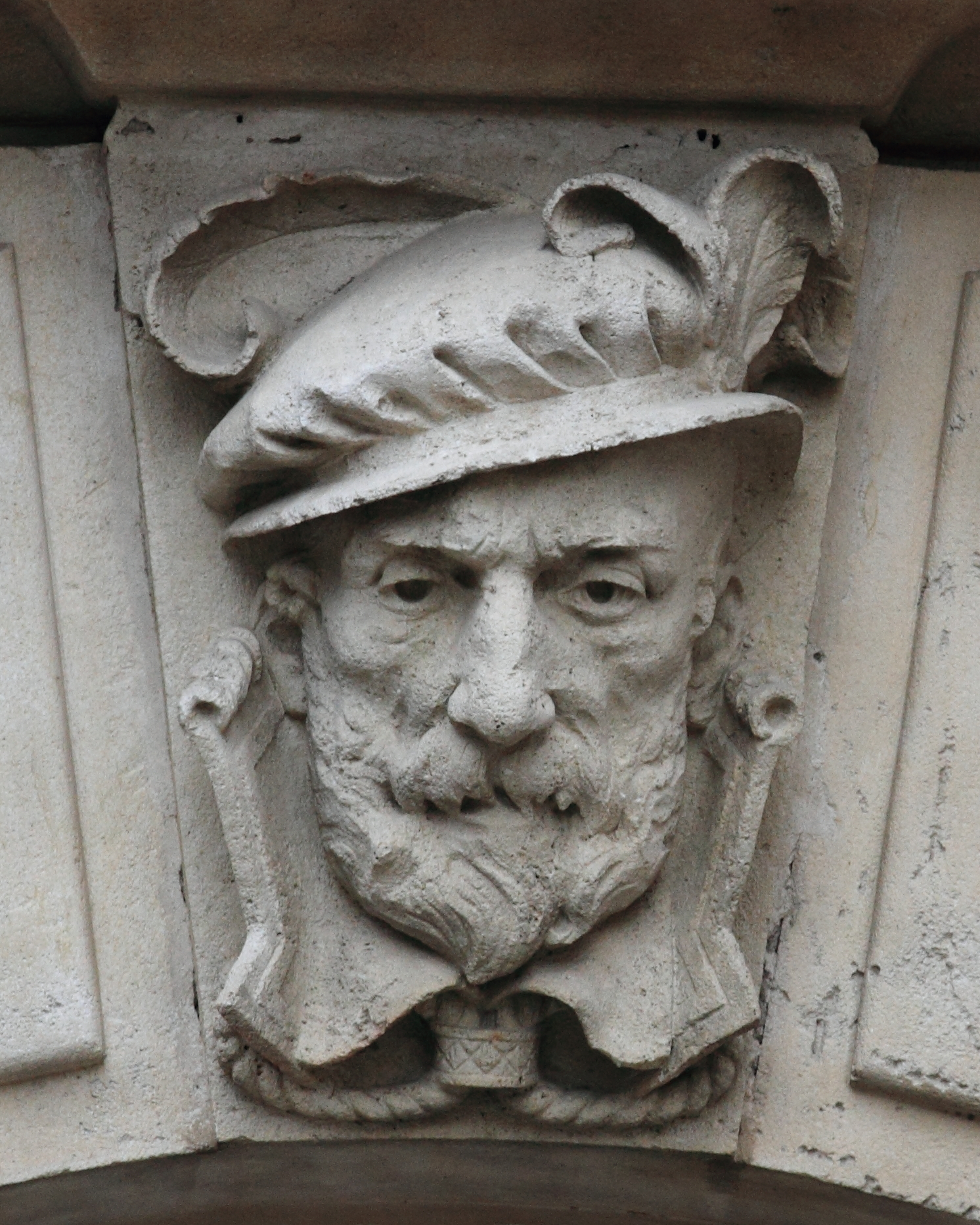
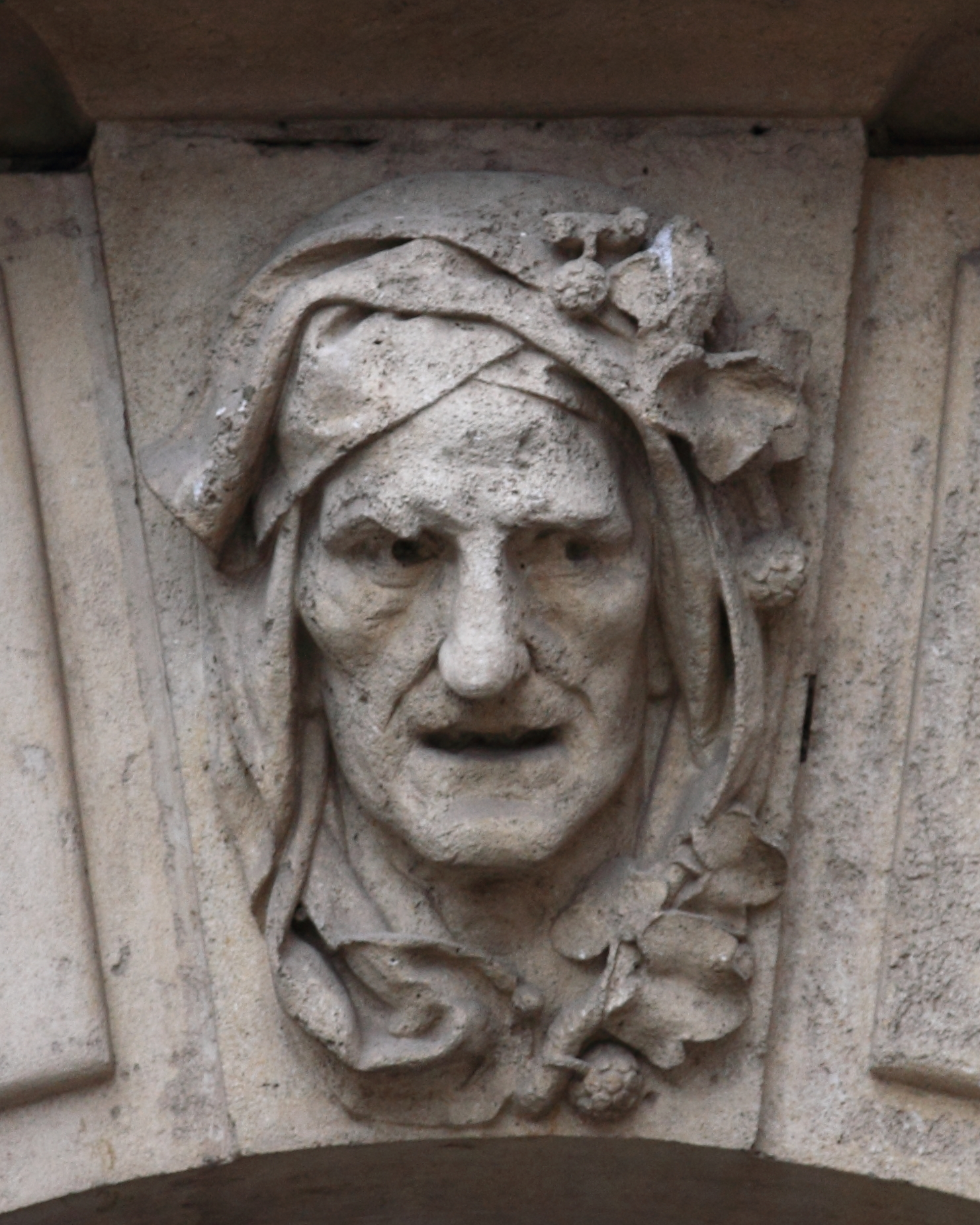

Outre les colonnes, l'édifice est percé d'un porche surmonté d'un fronton triangulaire. Il a été  modifié au gré des régimes en place dans le pays. Il porte aujourd’hui et depuis 1871, le sceau de la République française, « R.F. » sur fond or. Mais au début, il portait l'effigie de Louis XV, puis celle de la déesse de la Liberté, l'effigie de Napoléon Ier, puis celle de Louis XVIII en marbre, puis la devise « Liberté ordre public ».

#### Le fronton
Le fronton est surmonté de plusieurs statues qui sont des copies des œuvres du sculpteur Louis Parant. Elles représentent au centre une allégorie de la Justice et de la Force avec deux anges soutenant un écusson aux armes du roi de France. Au-dessus de la mairie à gauche, se trouve une représentation de Clémence Isaure et de Pallas, tandis qu'à droite au-dessus du théâtre se trouve une représentation de la Tragédie et de la Comédie. Les sculptures originelles ont été remplacées en 1988 et mises à l'abri[Où ?].
Enfin, une plaque de marbre portant les inscriptions « Capitolium » sous le fronton date de 1759 et a remplacé l'ancienne inscription « Capitolium Tolosanum ».

### La cour Henri-IV
On accède à la cour Henri-IV par le portail de l'hôtel de ville qui perce la façade principale. Elle est entourée de deux galeries construites entre 1602 et 1607 sur les plans de Pierre Souffron. Elles ont remplacé deux tours et un poste de garde trop encombrants pour les conserver lors de la construction de la façade. Après la porte de Bachelier du XVIe siècle, les galeries sont les parties les plus anciennes du Capitole.

#### Blasons de la cour Henri IV
Au début du XVIIe siècle, les capitouls souhaitent construire une galerie leur permettant de montrer leurs blasons et portraits afin d'accroître leur prestige. Les parlementaires ne voient pas cela d'un bon œil et, chargés d'autoriser et superviser les dépenses publiques faites dans le ressort du Parlement de Toulouse, ils refusent d'avaliser les travaux. Les capitouls demandent alors l'autorisation au roi Henri IV, qui accepte de la donner en échange de l'installation d'une statue à son effigie, la seule réalisée de son vivant.
La statue d'Henri IV en marbre polychrome de Thomas Hurtamat datant de 1607 est installée au-dessus du portail de Nicolas Bachelier. Mais, elle est remplacée entre 1799 et 1800 par une Liberté puis retrouve sa place en 1815. Elle est constituée d'un corps en armure noire et une tête blanche couronnée de lauriers verts placée dans une niche entre deux oculi et des blasons des capitouls. Sous la statue, une inscription datant de la Révolution demeure : « Vivant, le peuple entier l'aima. Il le pleura quand il fut enlevé. La postérité ne cessera de l'aimer d'un amour pieux. »
Le portail de Nicolas Bachelier est une porte en plein cintre. Au-dessus de l'arc, se trouve Pallas l'autre nom de la déesse Minerve et à gauche une figure ailée porte un bâton sur lequel était posée une chouette et depuis la restauration de 1873, une croix occitane. À droite, se trouve une autre figure ailée qui brandit une couronne de lauriers et une branche fleurie.
Au-dessus de la porte de Nicolas Bachelier se trouve un décor sculpté par Geoffroy Jarry en 1561. Il met en scène des sphinges et des esclaves entravés symbolisant la puissance de Toulouse en tant que capitale du Languedoc. Au centre est placé le blason de la ville. Sous ce décor, une inscription en latin ajoutée en 1771 annonce en latin l'importance du lieu : HIC THEMIS DAT JURA CIVIBUS, APOLLO FLORES CAMŒNIS, MINERVA PALMAS ARTIBUS, c'est-à-dire « Ici Thémis donne la loi aux citoyens, Apollon les fleurs aux poètes, Minerve les palmes aux artistes ».
La statue se trouve sous un auvent de bois peint en 1610 par Pierre Fournier. Les étoiles à huit branches, motif typique de l'art mudéjar, pourraient laisser penser que le plafond a été réalisé par un morisco chassé d'Espagne. Cependant ce décor aurait été très remanié ultérieurement.
Sur le sol de cette cour, une dalle scellée rappelle l'exécution par décapitation de Henri II de Montmorency le 30 octobre 1632 sur ordre de Richelieu et de Louis XIII. Il était coupable d'avoir participé au soulèvement du Midi contre le pouvoir royal.

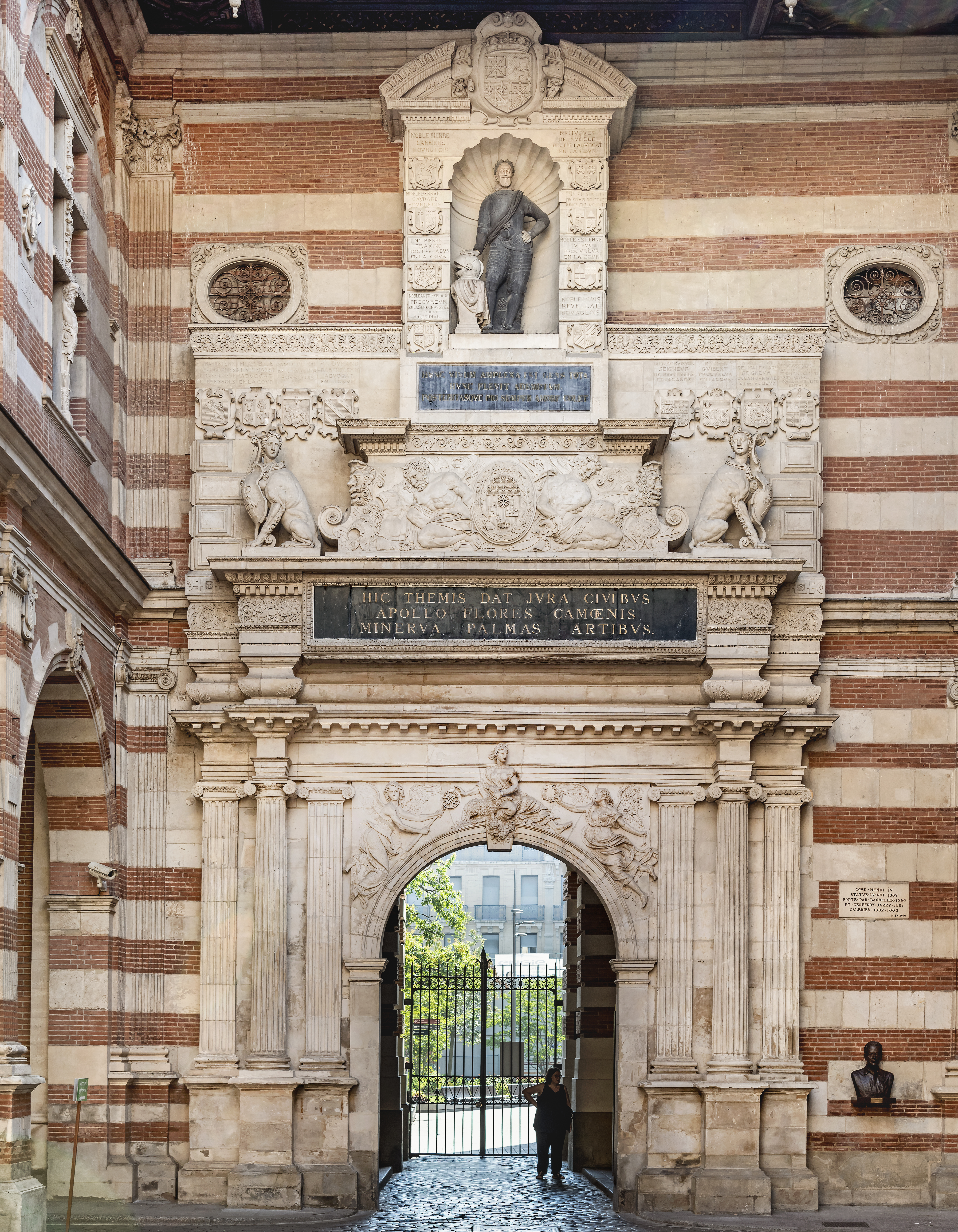
Portail de Nicolas Bachelier.
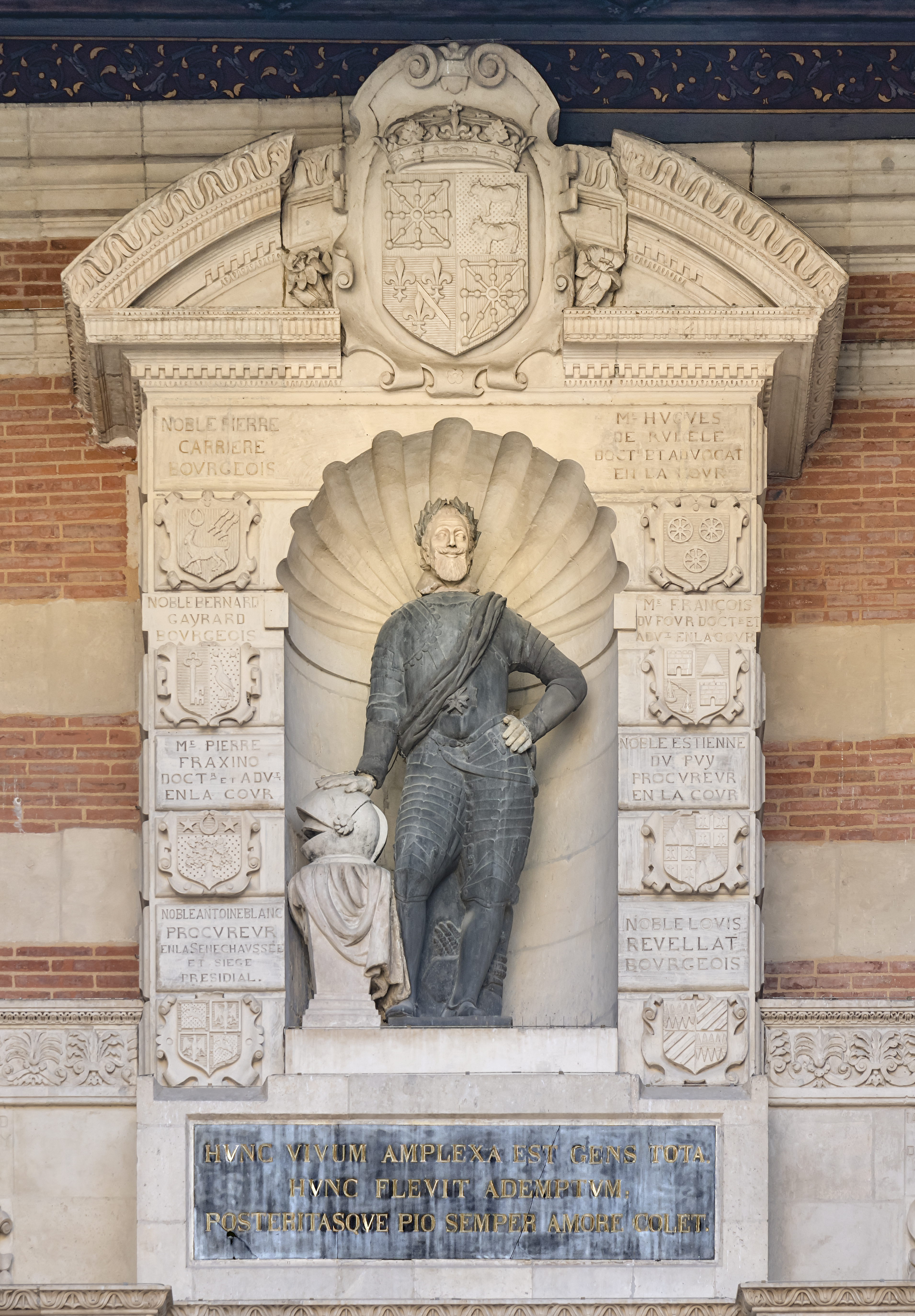
Thomas Hurtamat, Henri IV (1607).

Mascaron
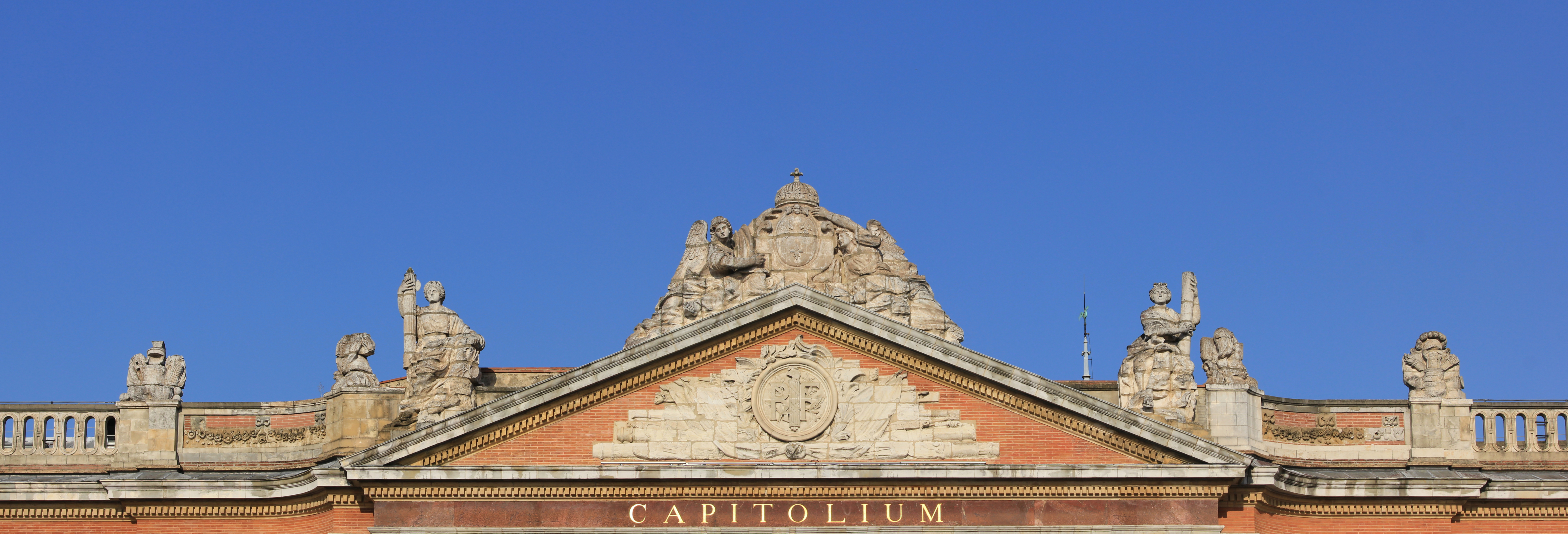
Fronton du Capitole de Toulouse.
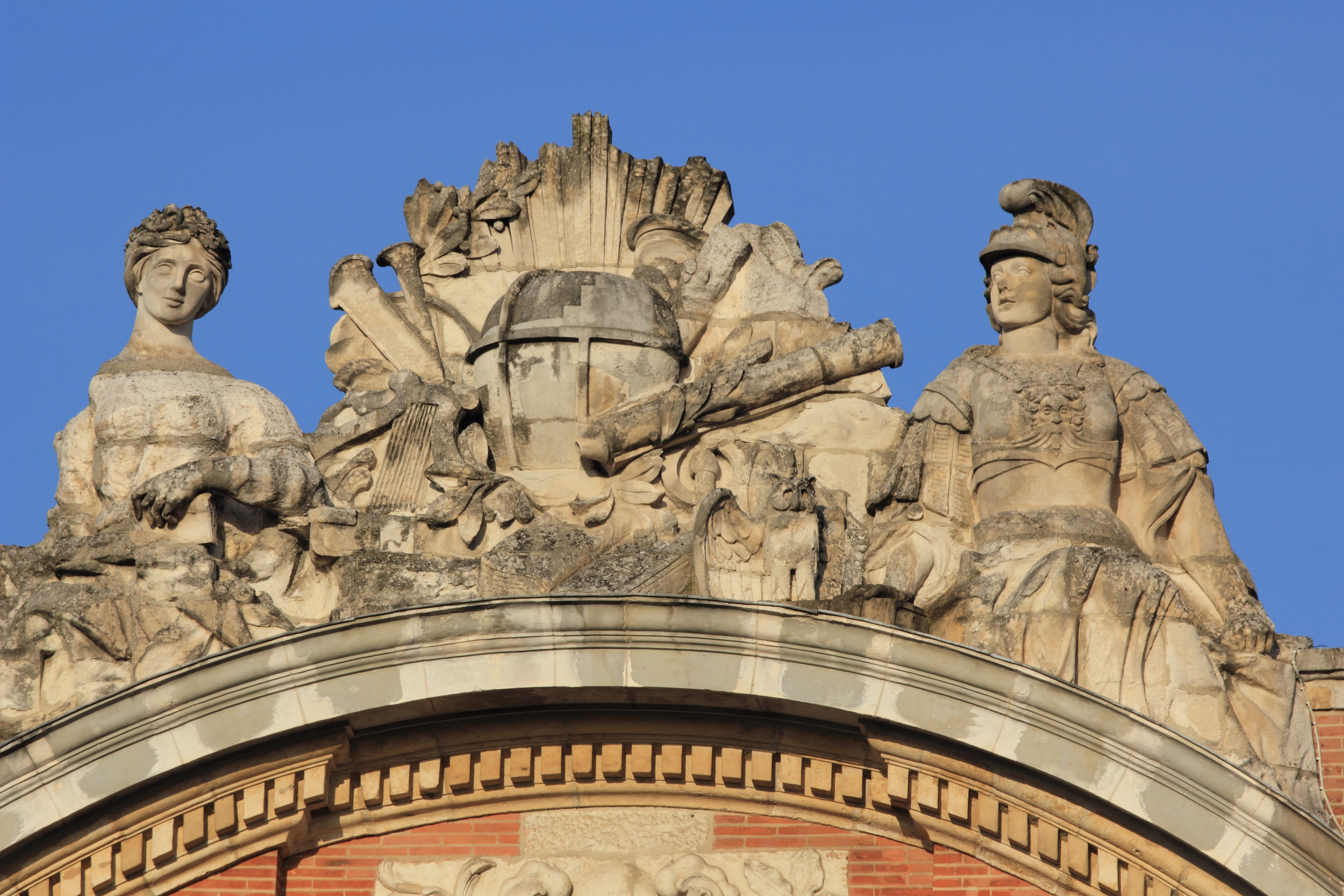
Clémence Isaure à gauche et Pallas Athéna à droite.
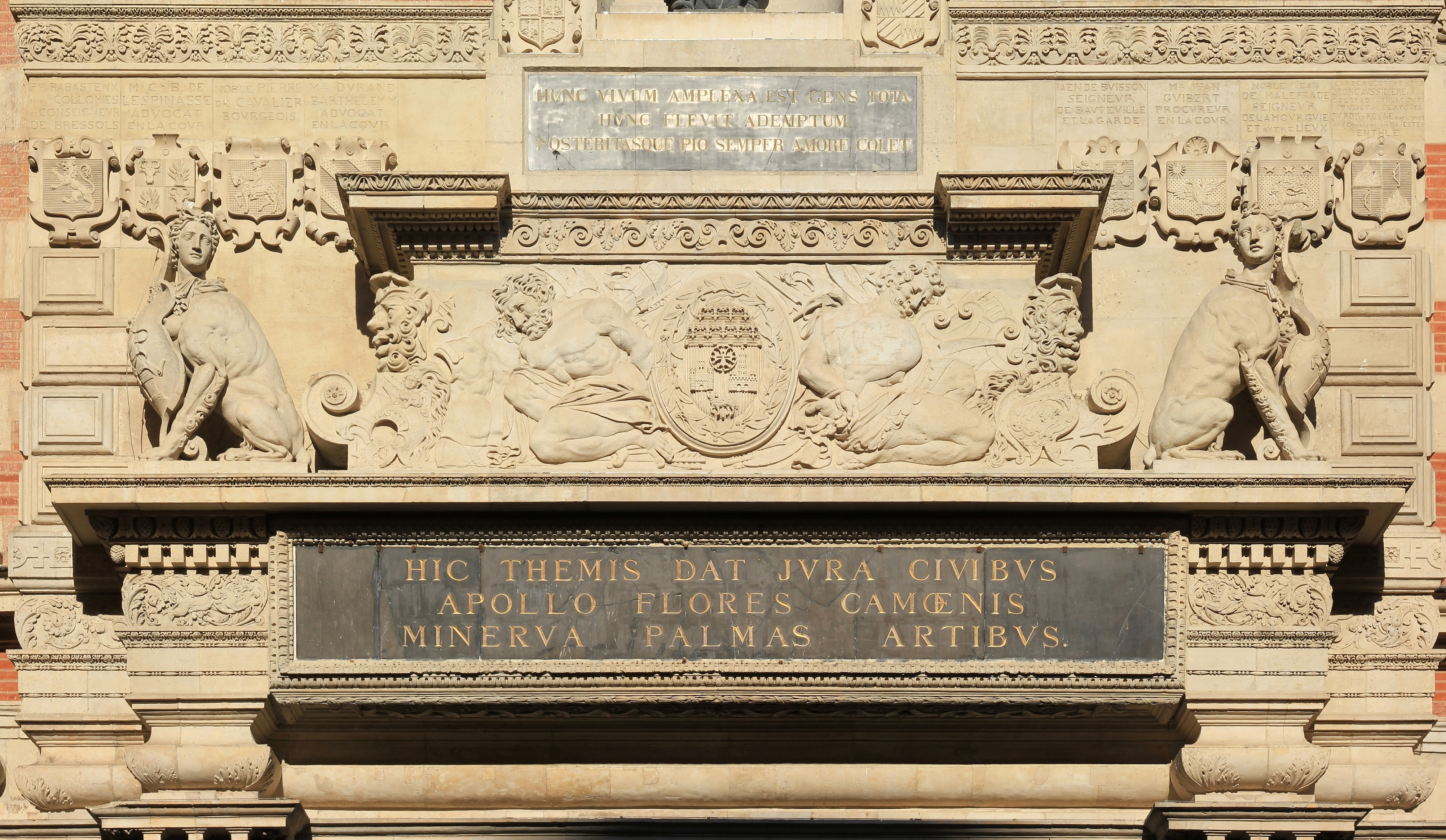
Bas-reliefs entre la statue d'Henri IV et le portail. Blasons des capitouls, blasons de Toulouse, inscriptions.
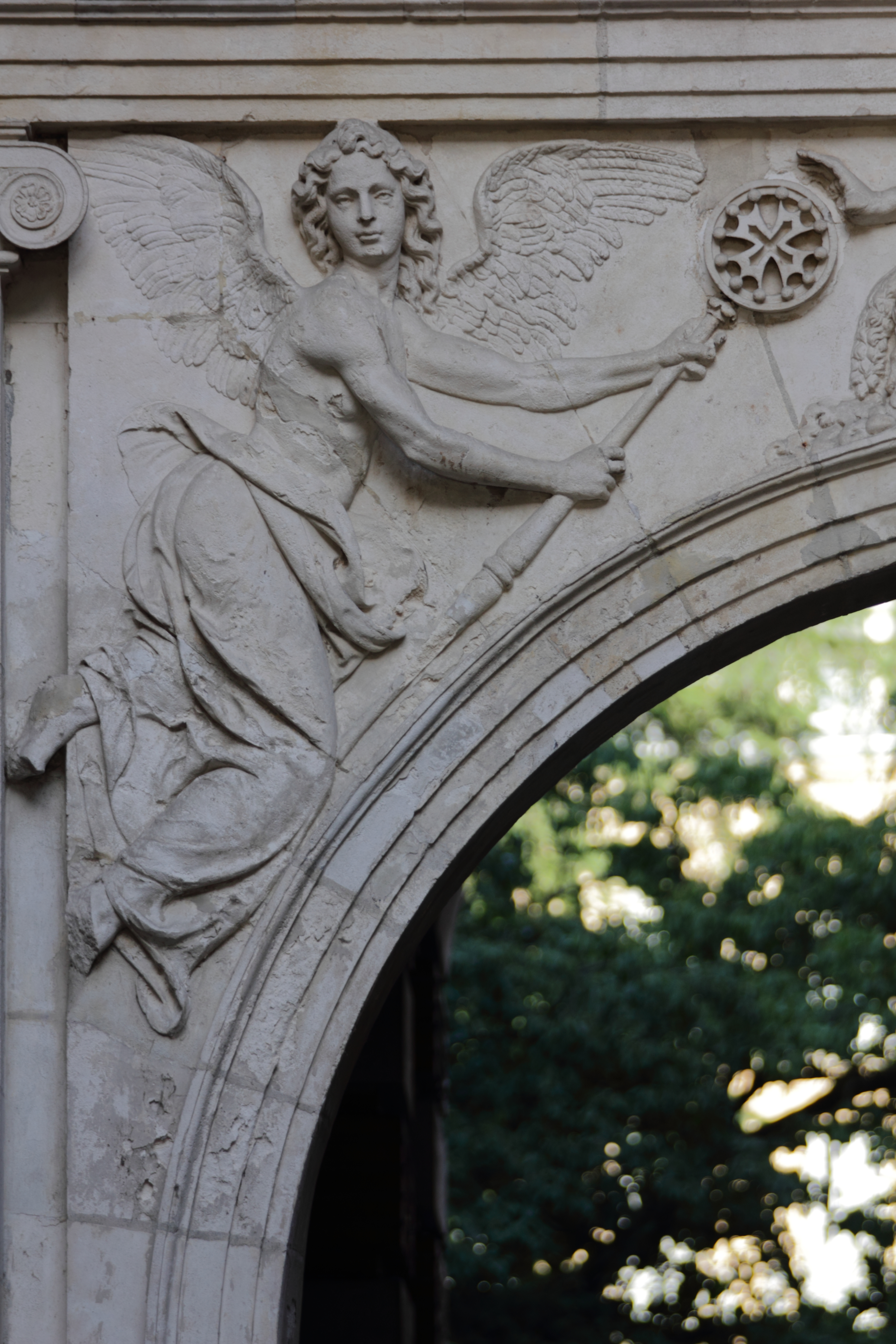
Figure ailée à la croix du Languedoc.
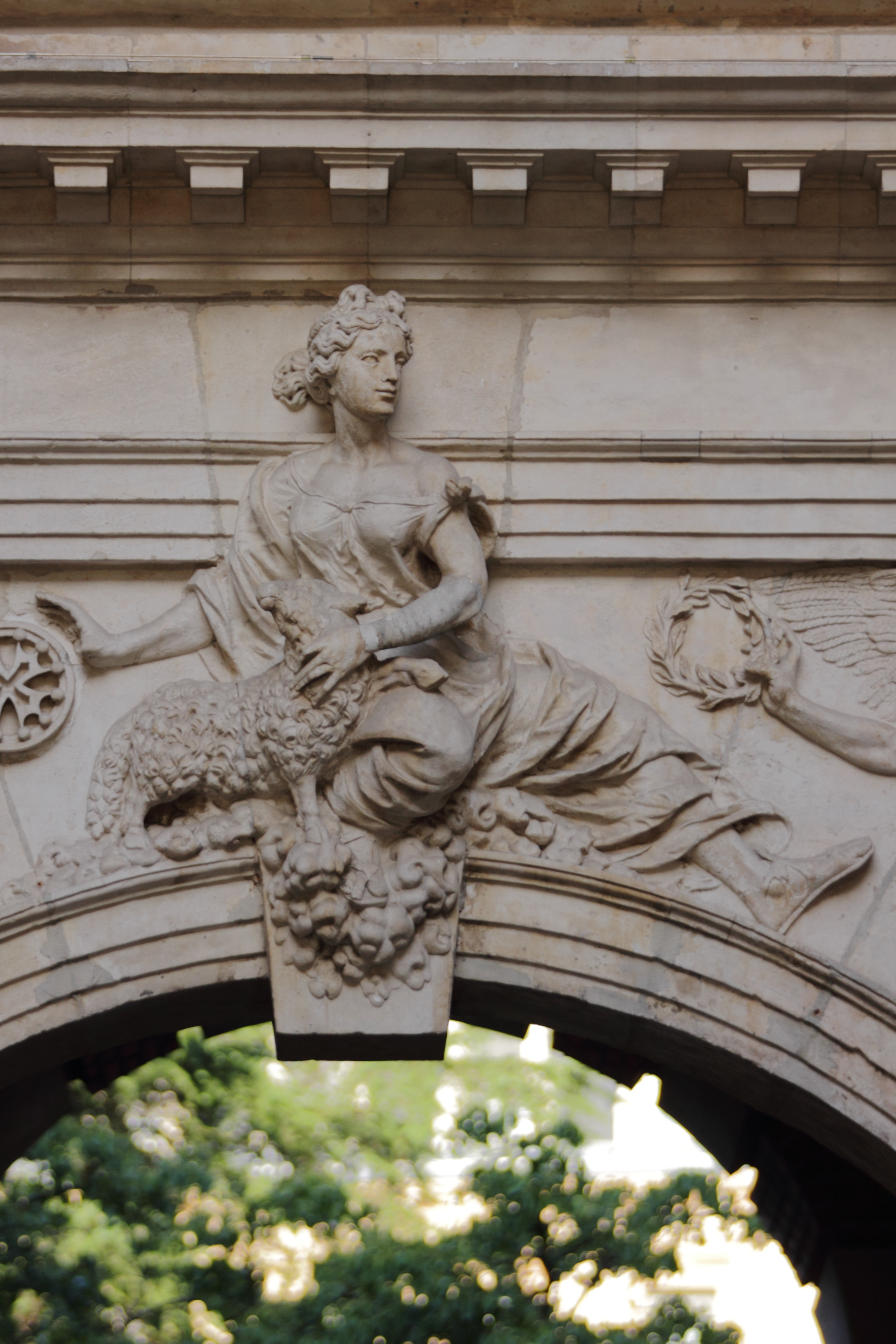
Pallas-Athéna.
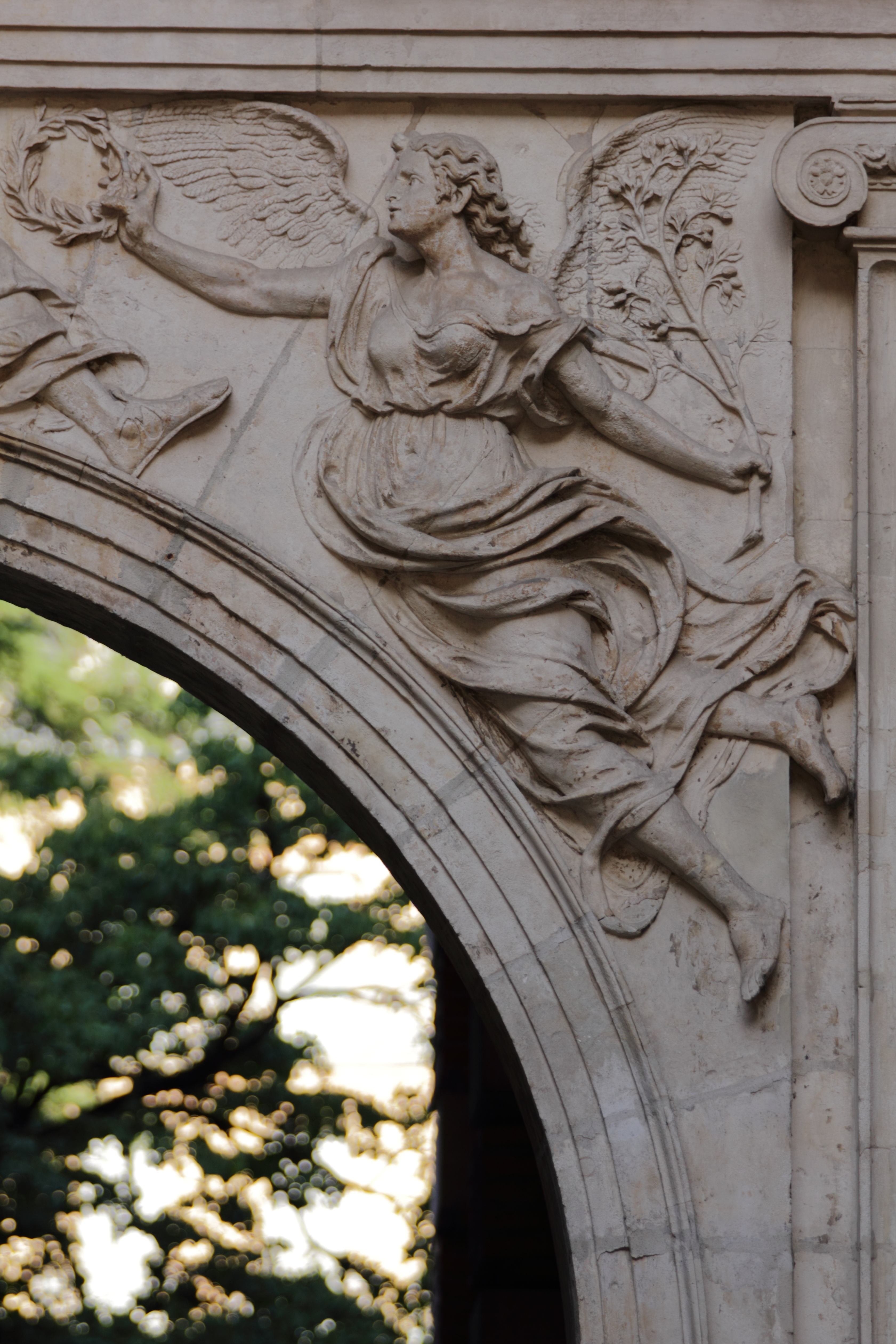
Figure ailée à la couronne de lauries.
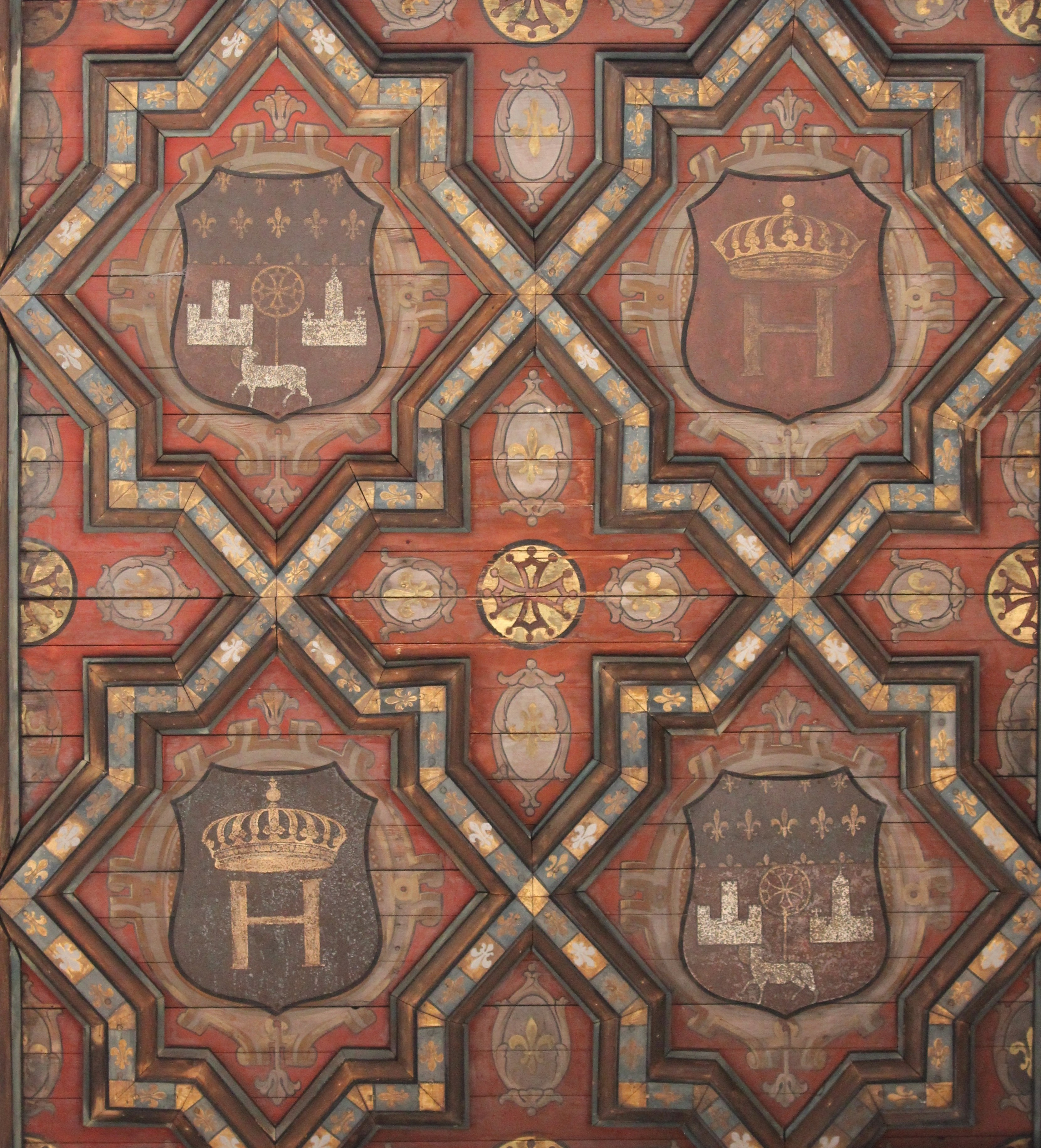
Étoiles à huit branches avec armes de Toulouse, d'Henri IV et croix occitanes.
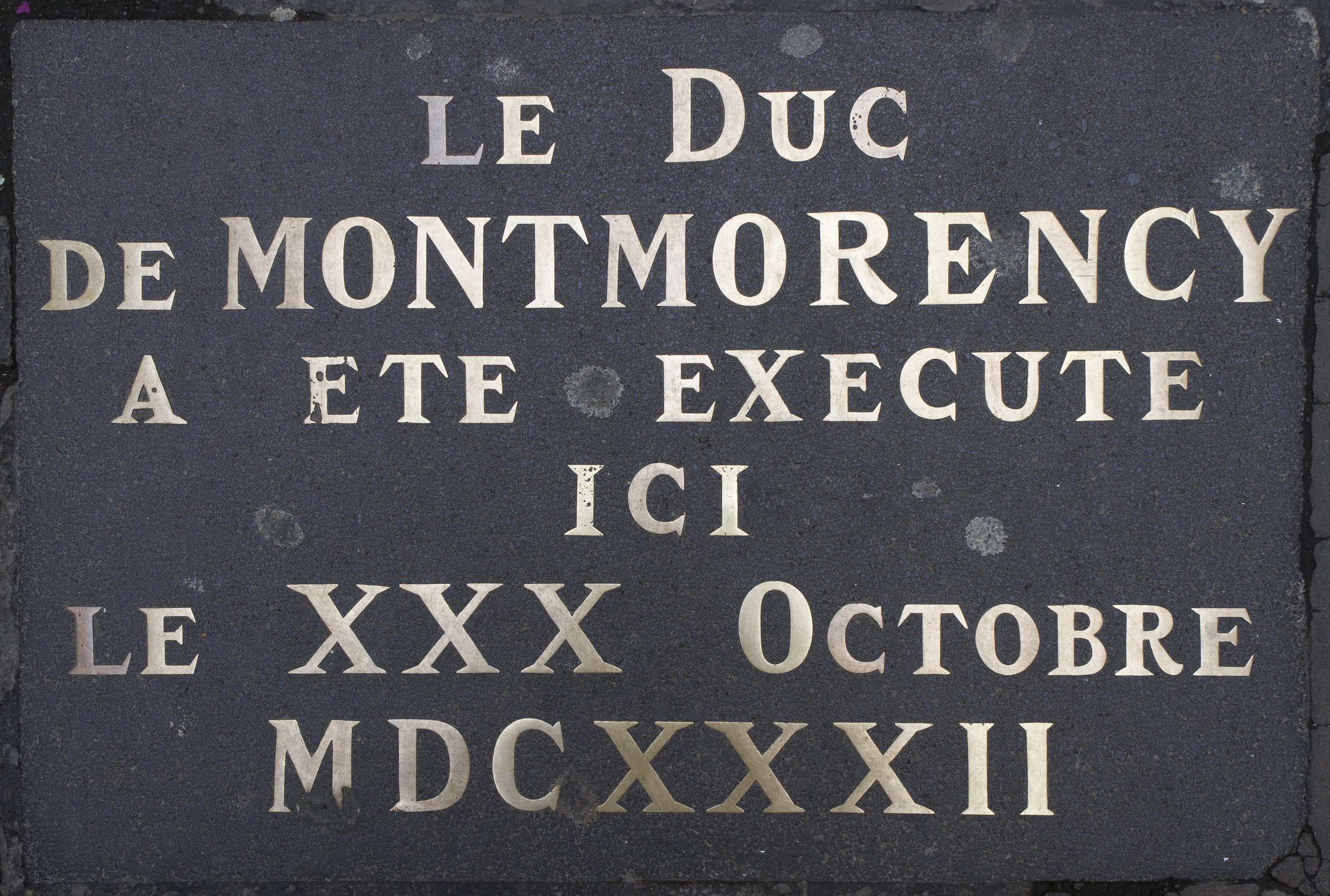
Dalle rappelant l'exécution de Henri II de Montmorency.
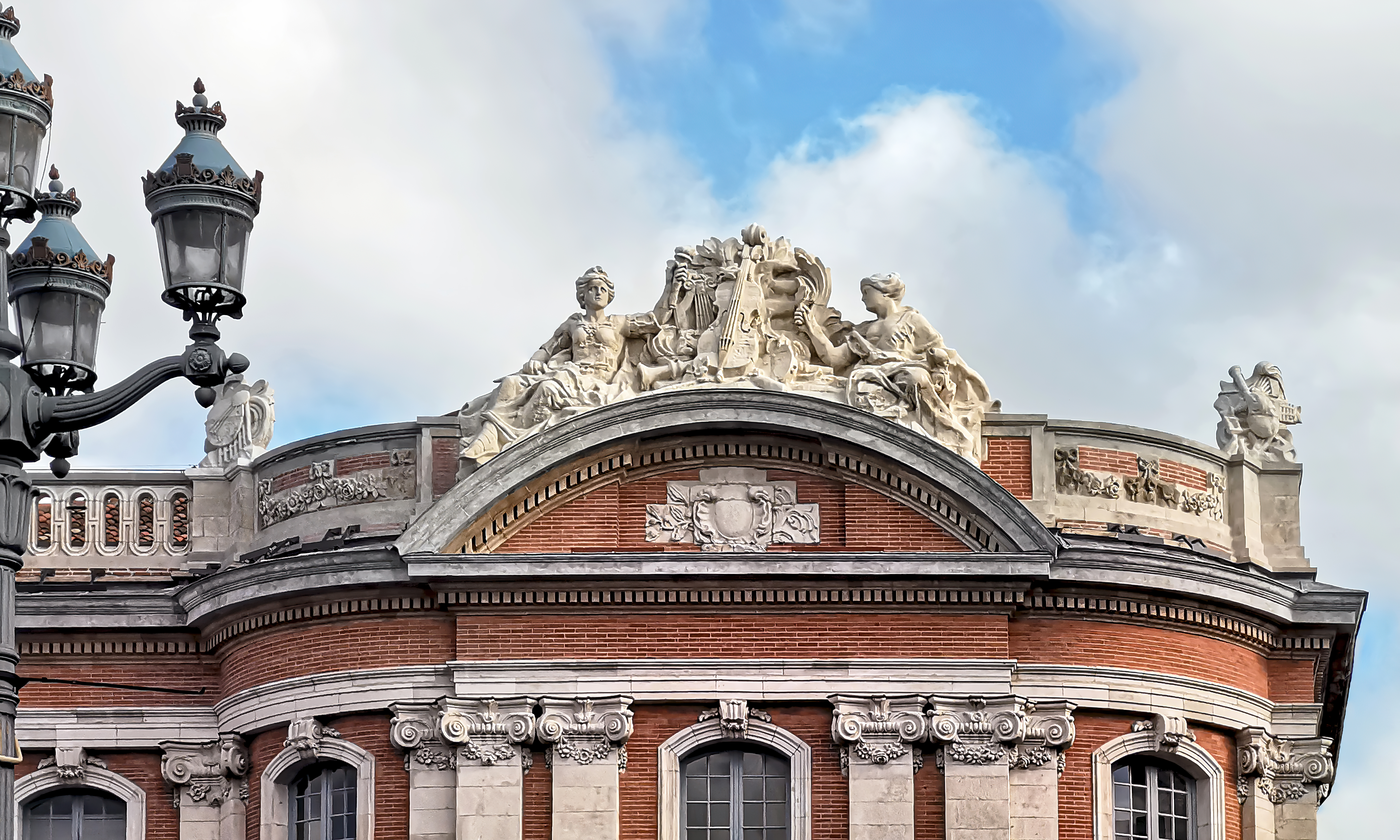
Bas-reliefs entre la statue d'Henri IV et le portail. Blasons des capitouls, blasons de Toulouse, inscriptions.
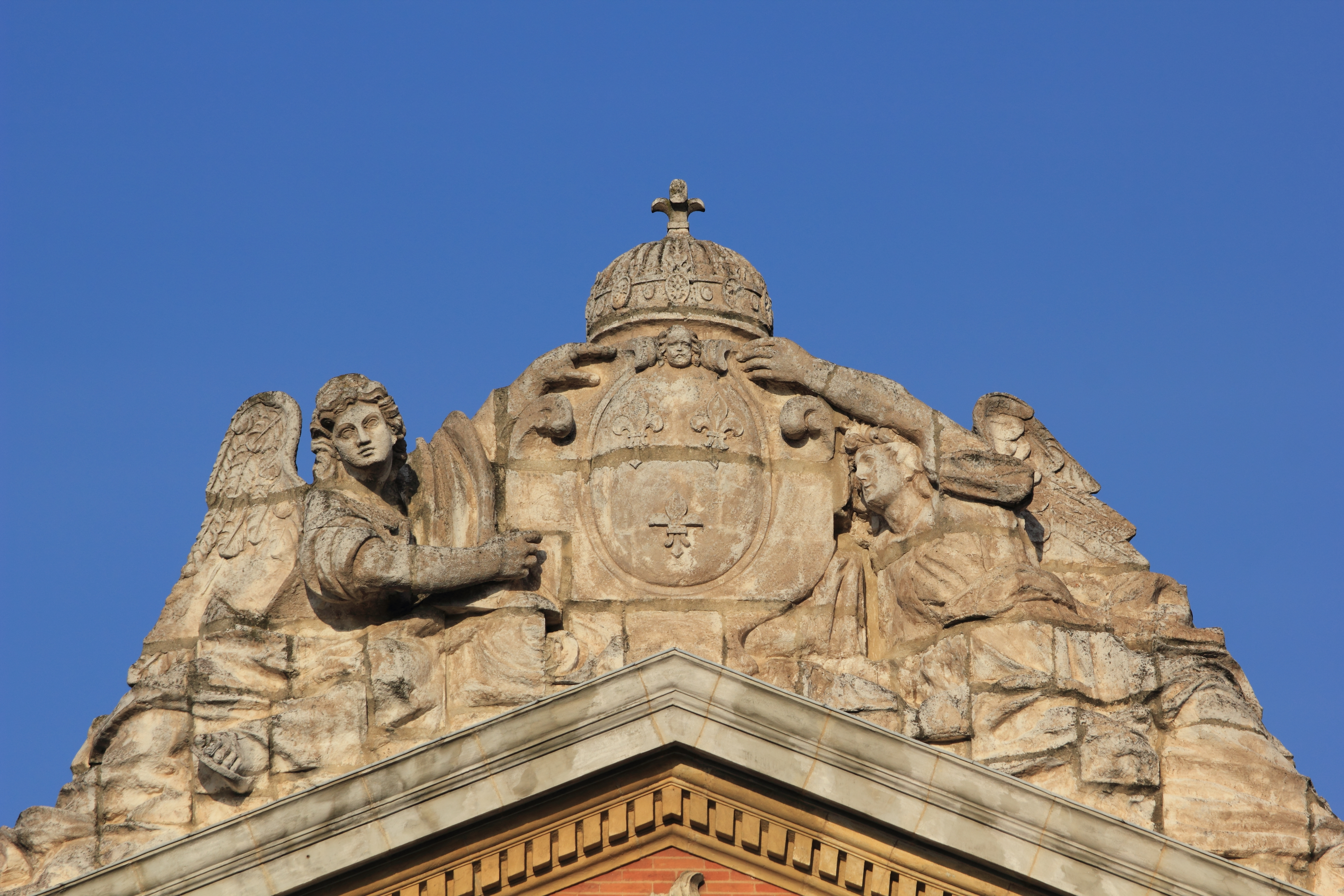
Anges soutenant les armoiries des rois de France.
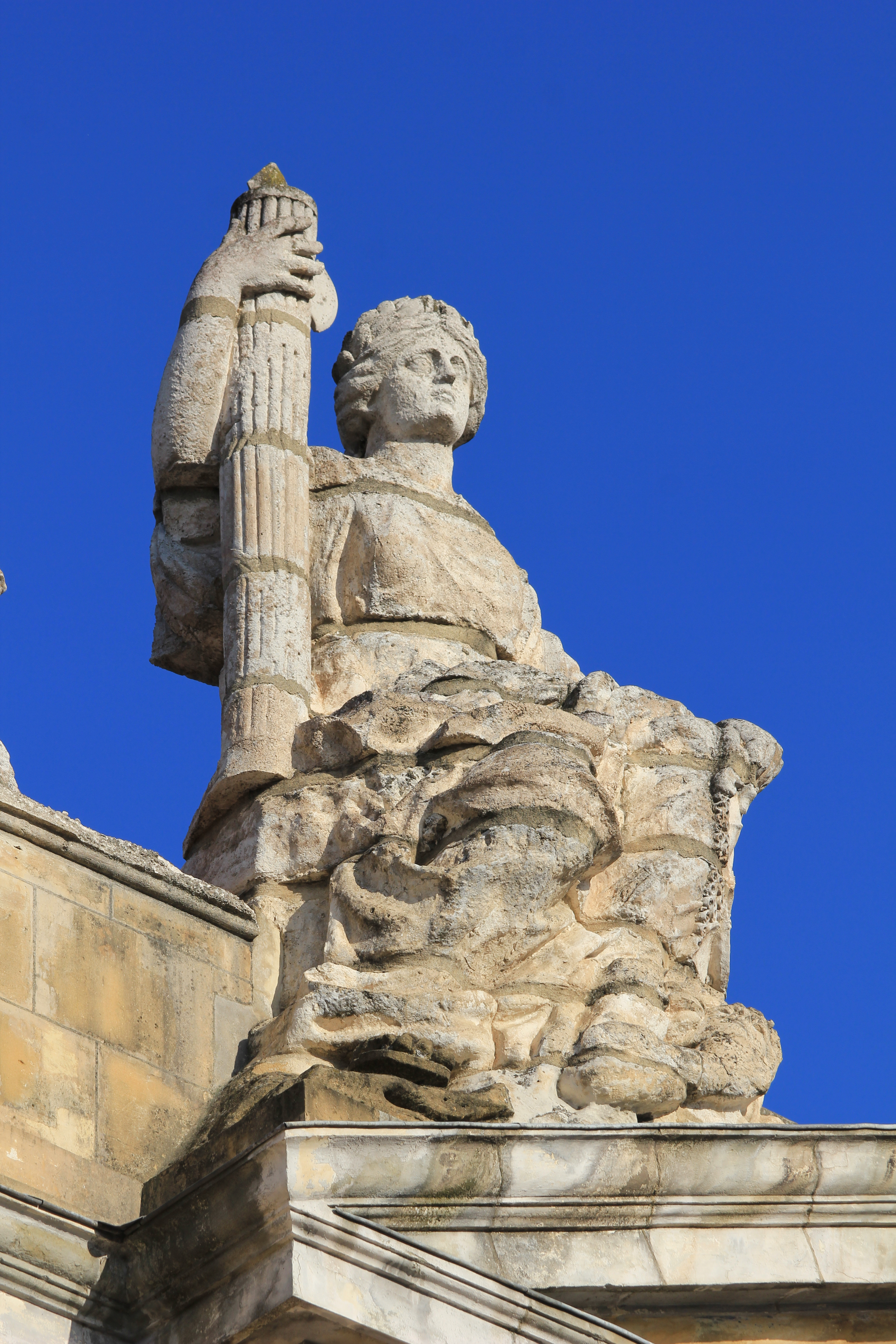
Figure ailée à la croix du Languedoc.
- Pallas-Athéna.
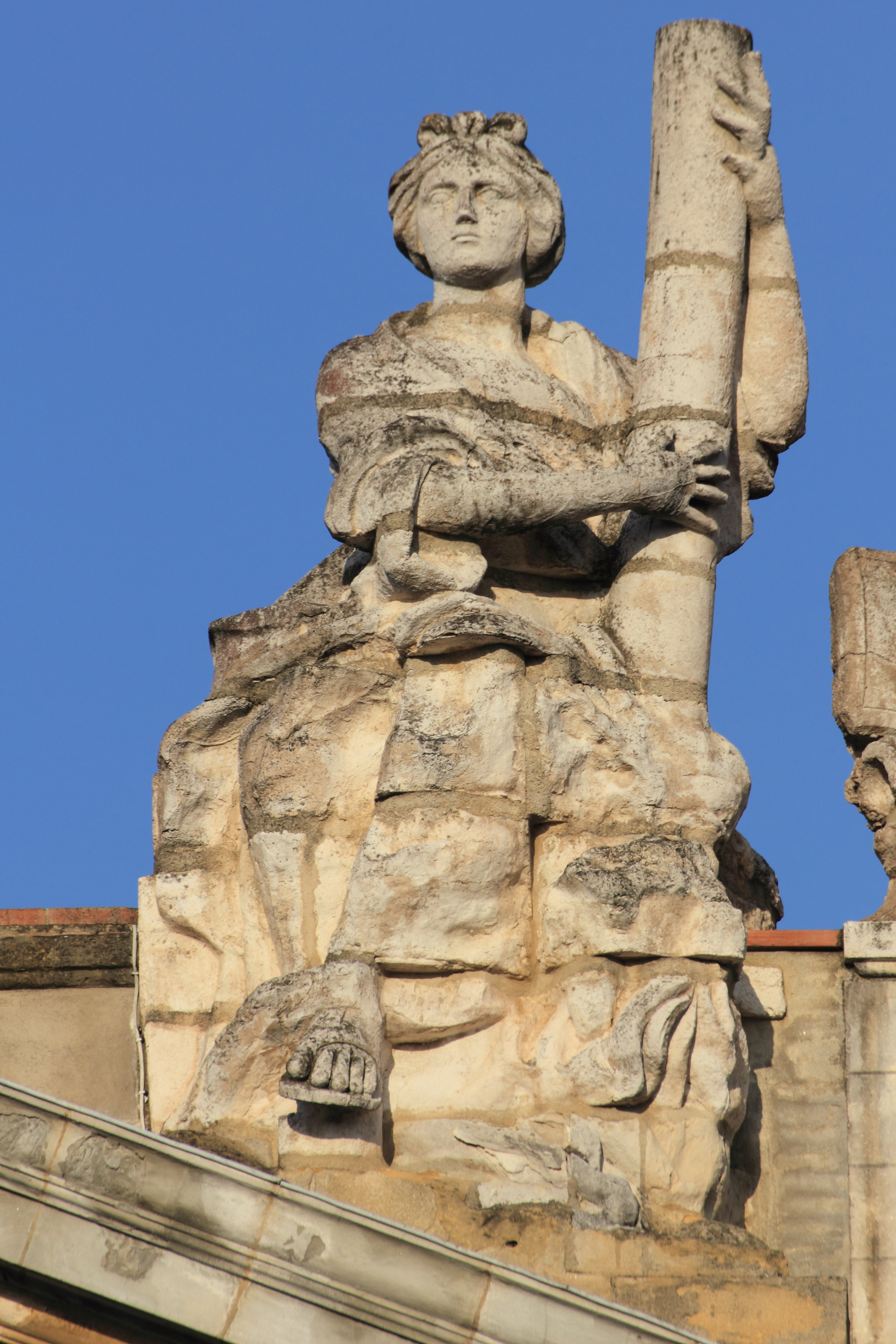
Figure ailée à la couronne de lauries.

Blasons Cour Henri IV
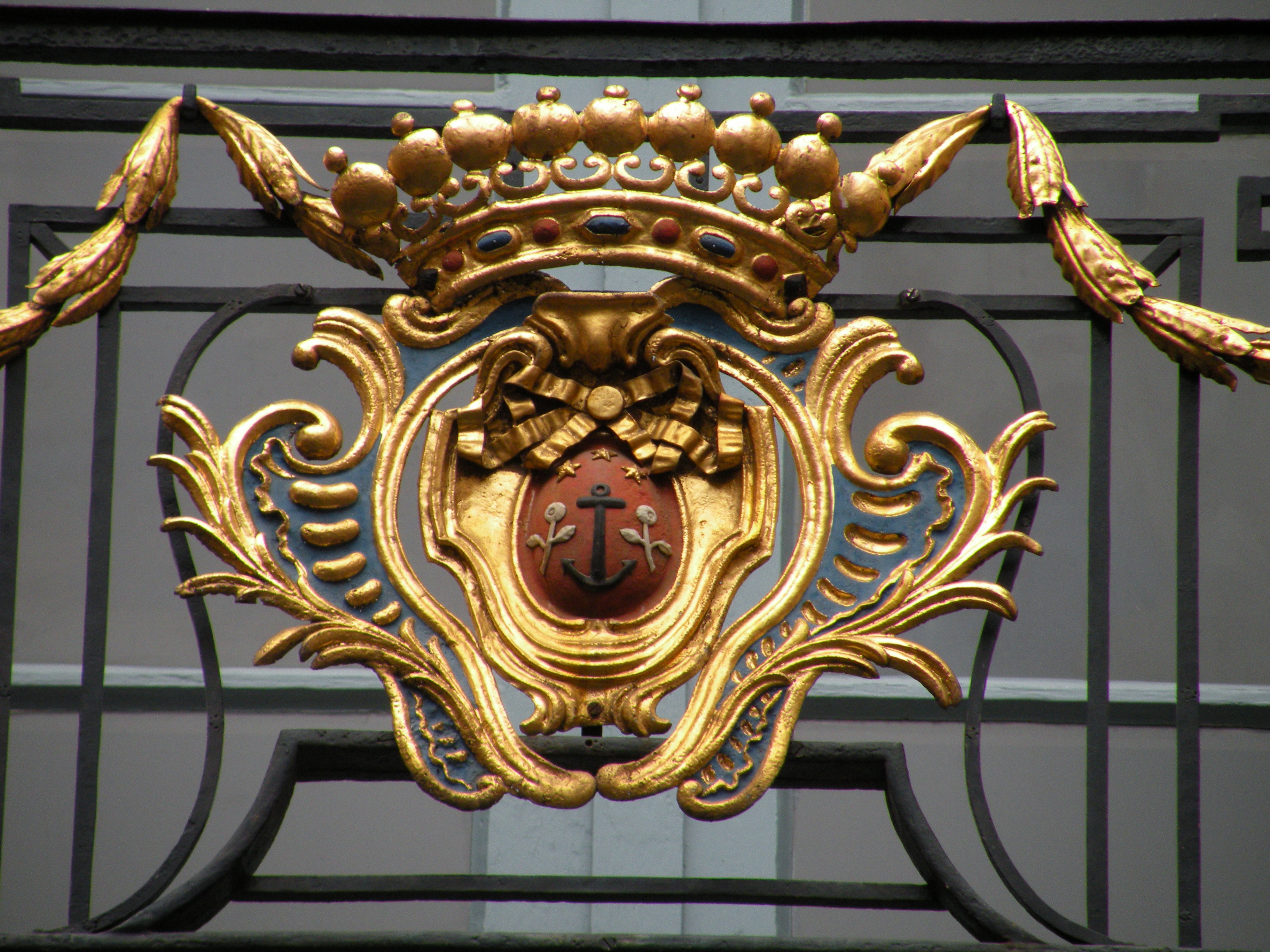
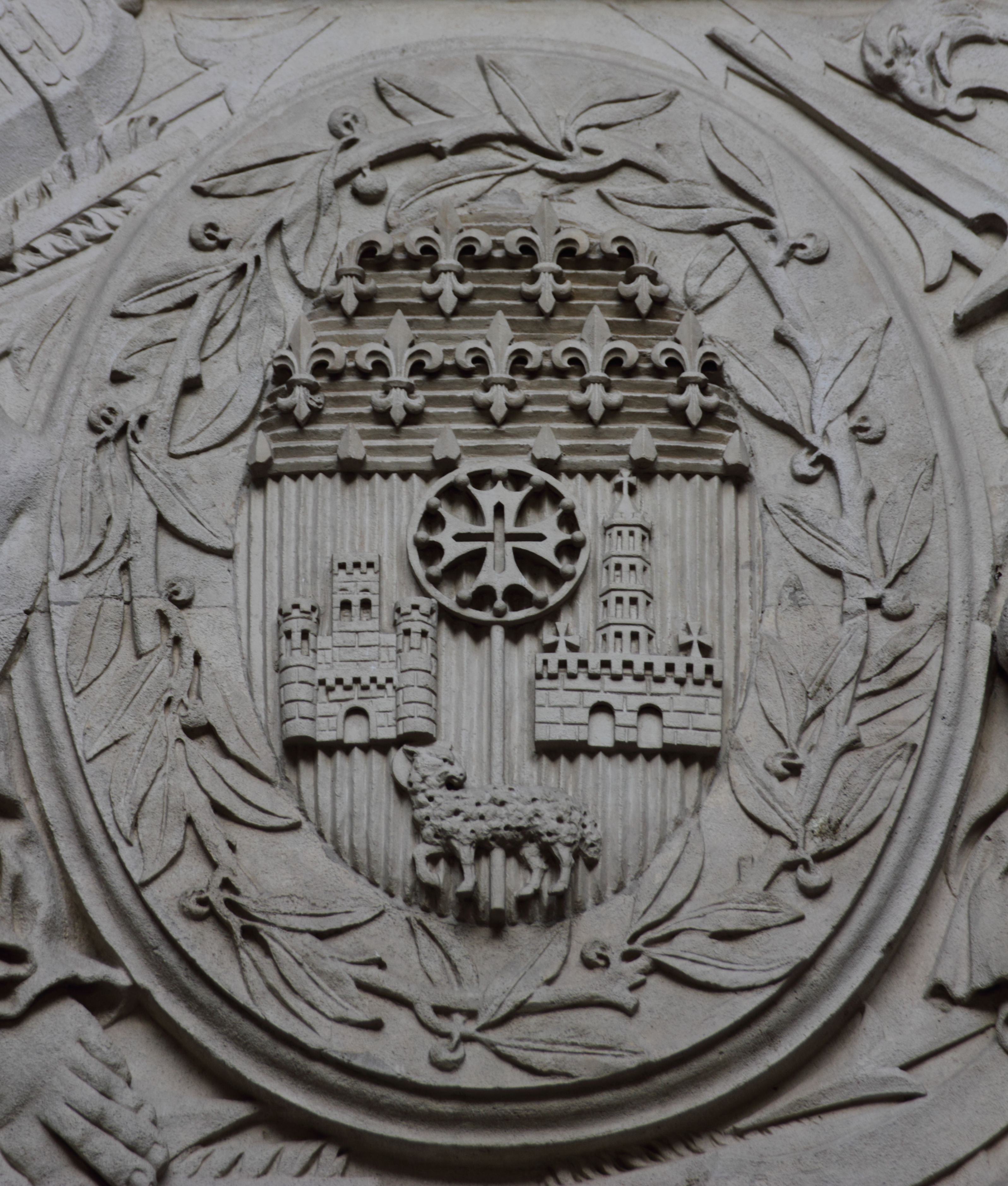
Étoiles à huit branches avec armes de Toulouse, d'Henri IV et croix occitanes.
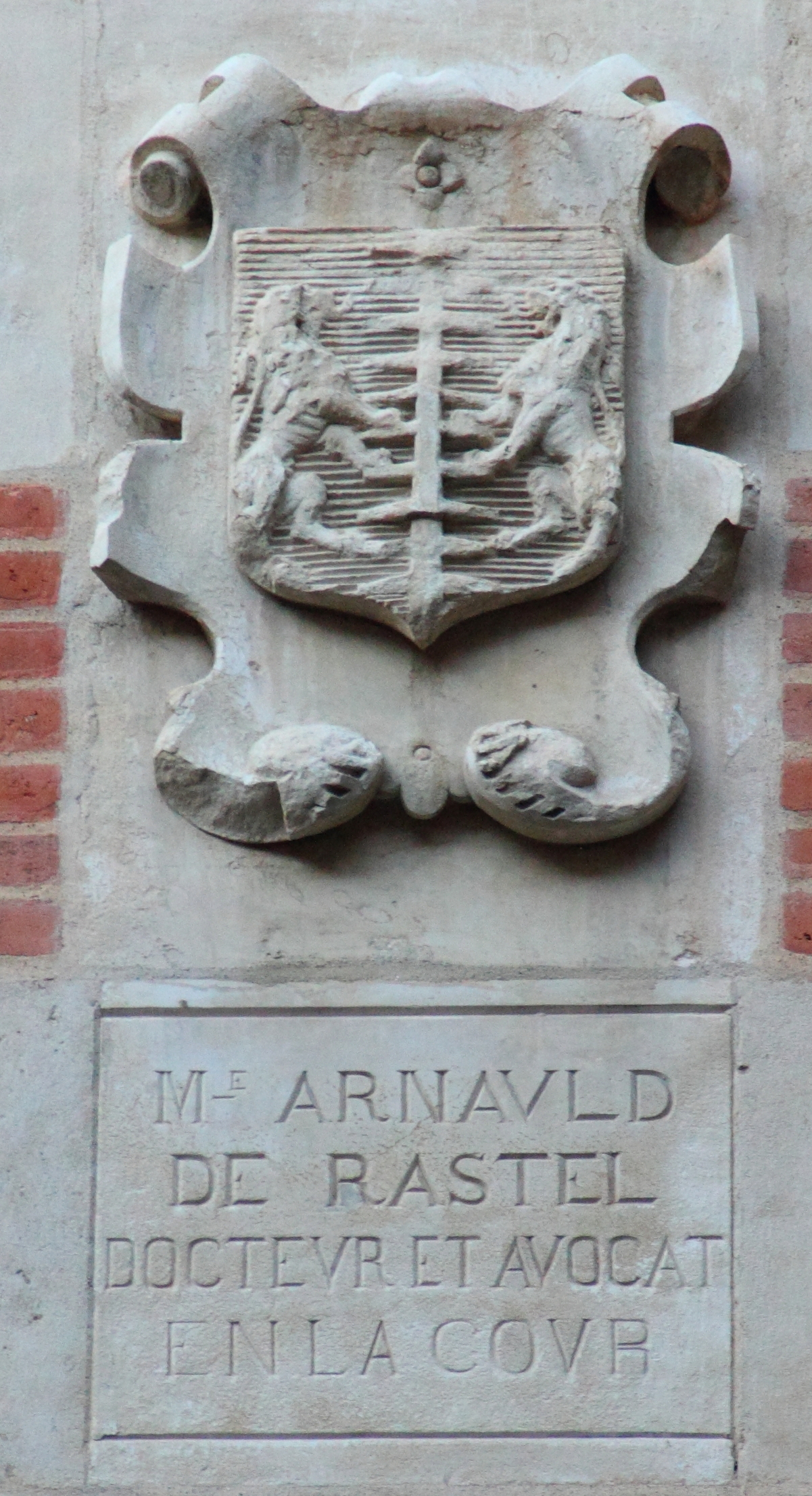
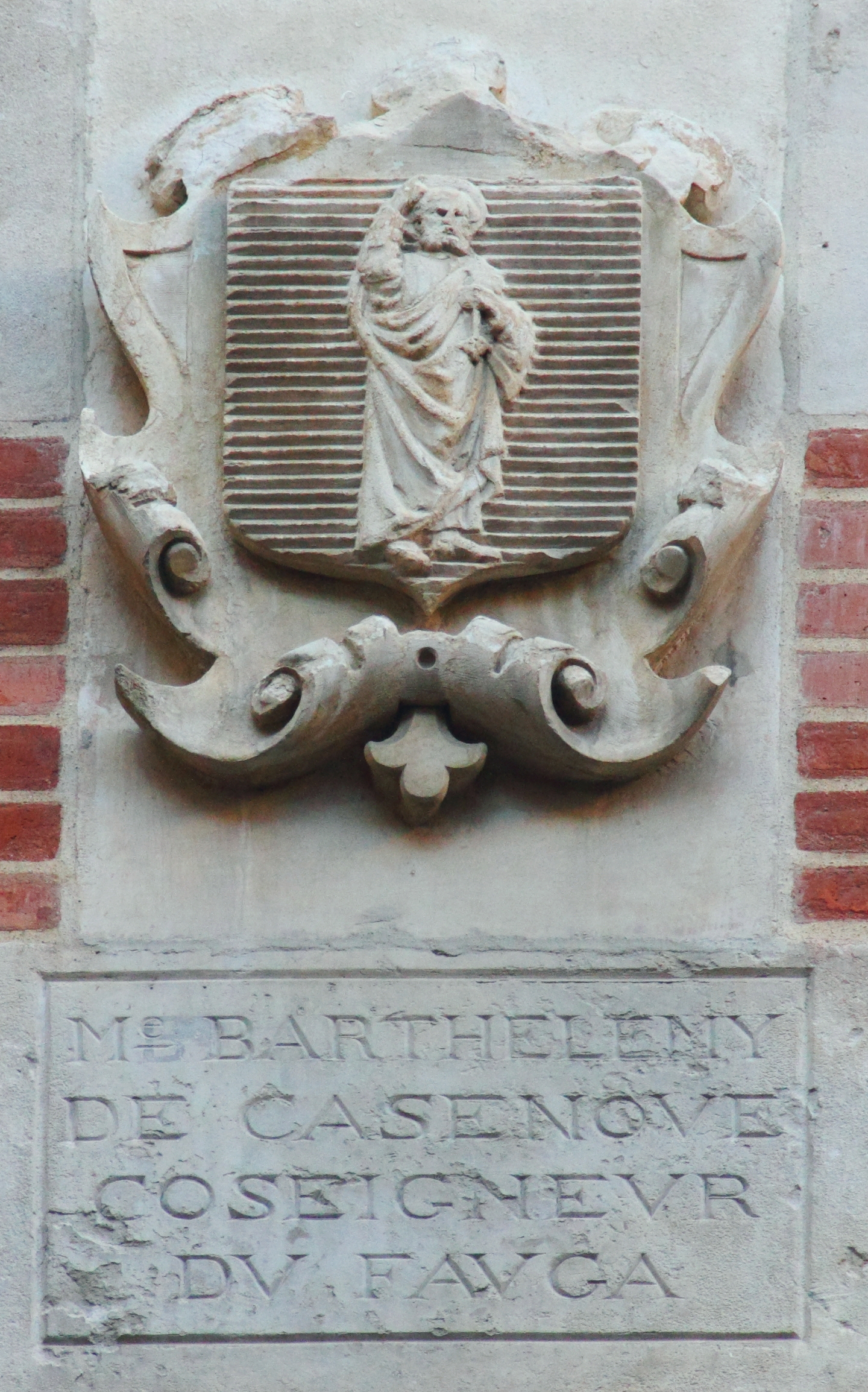
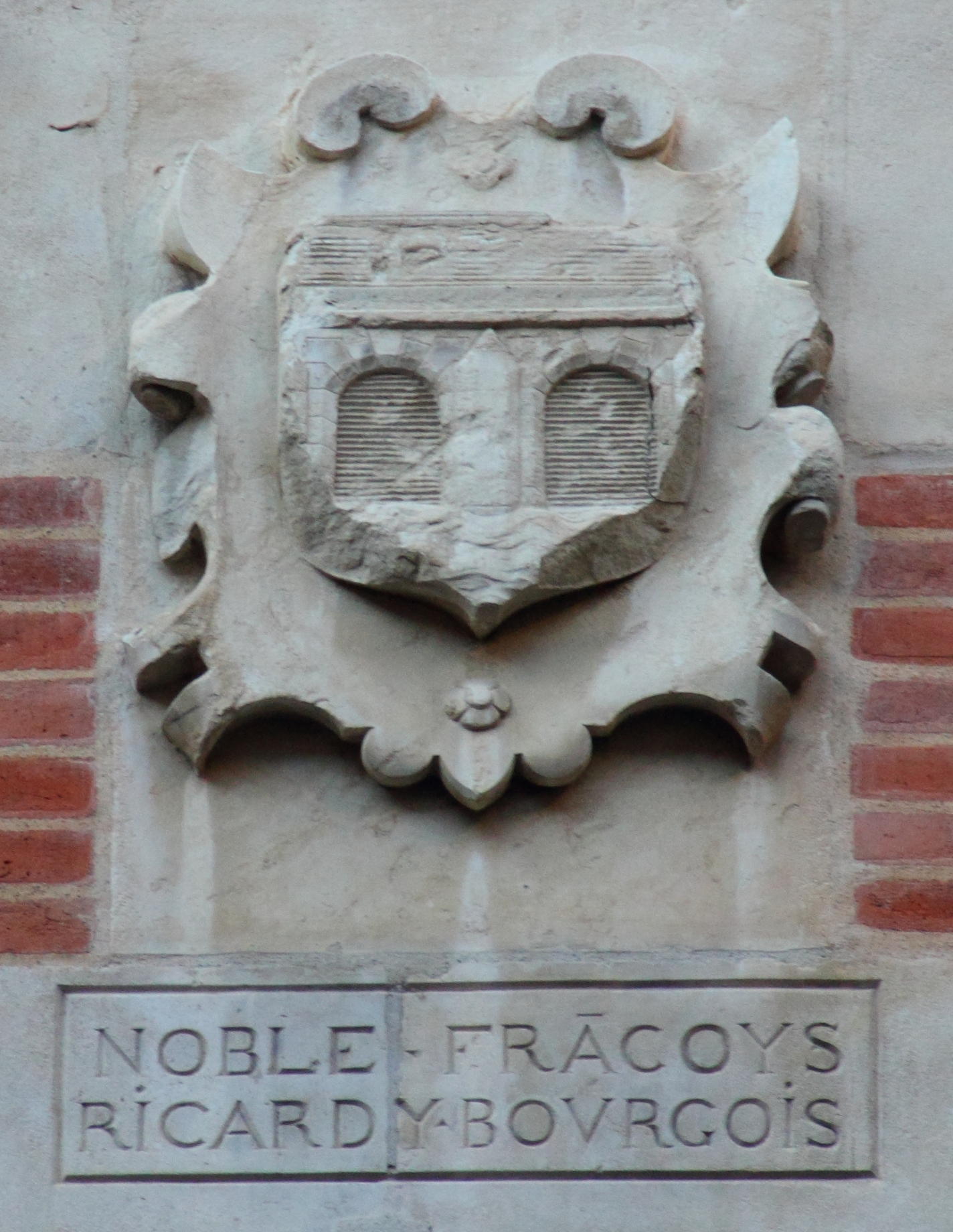
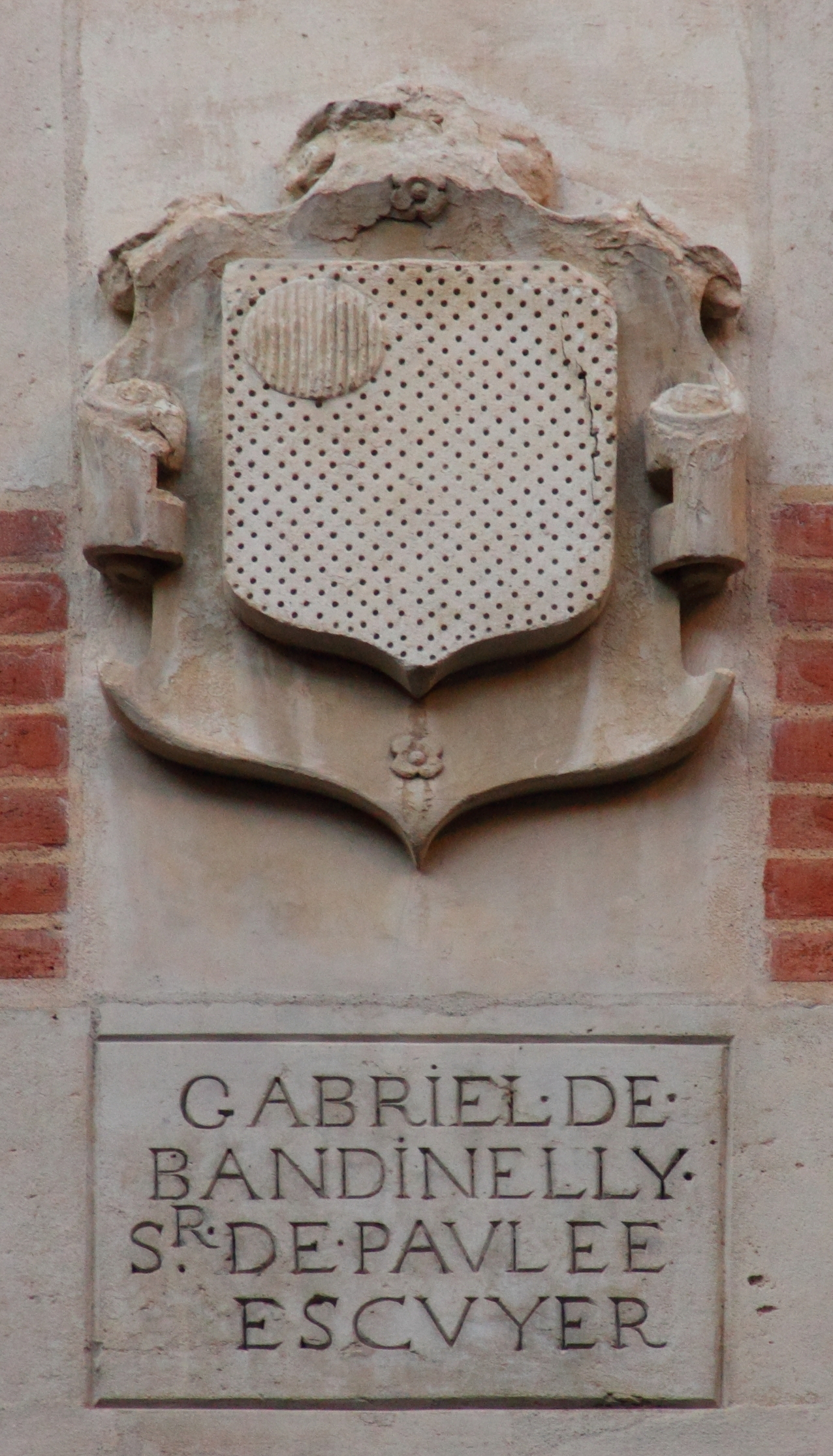
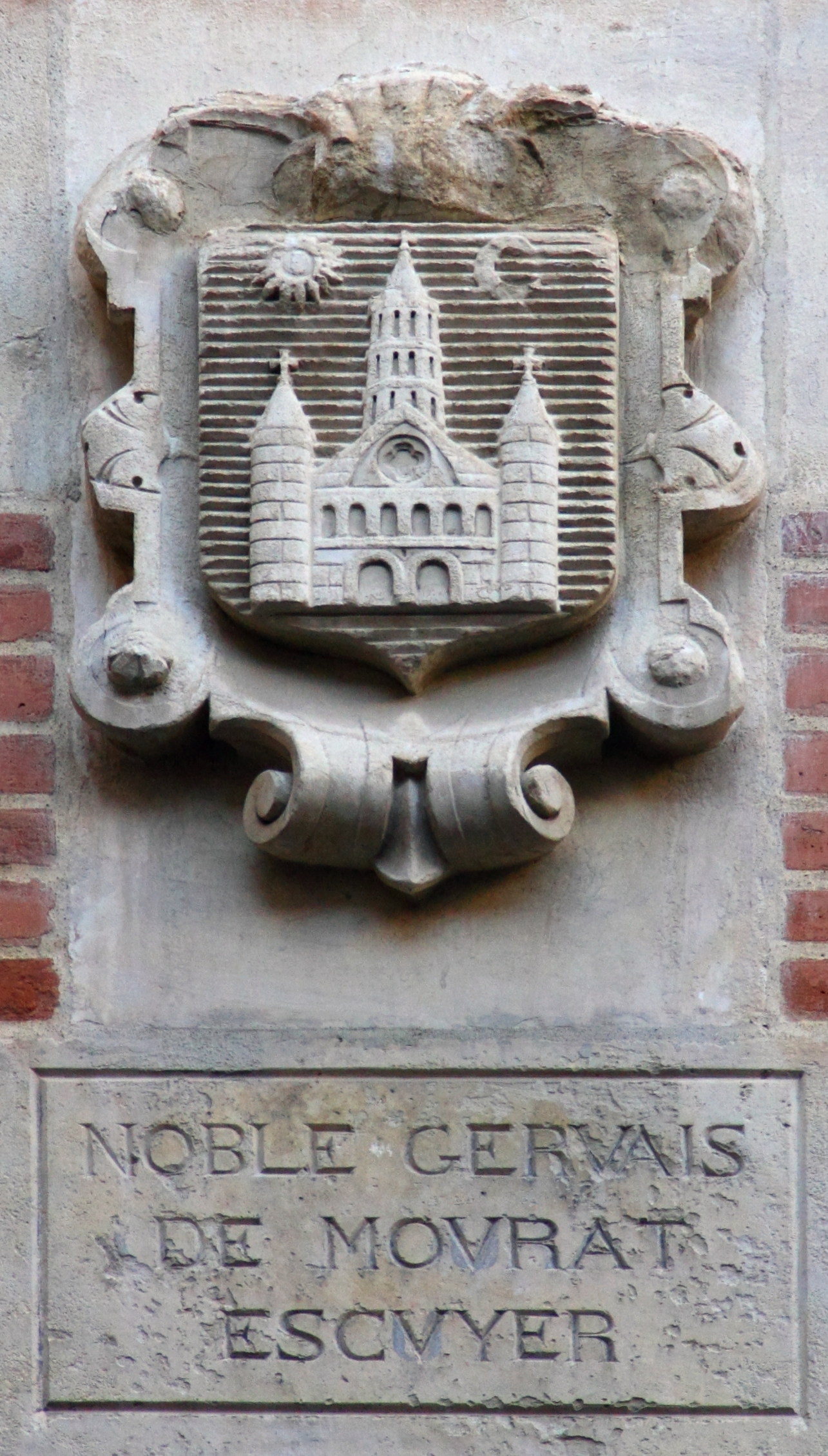
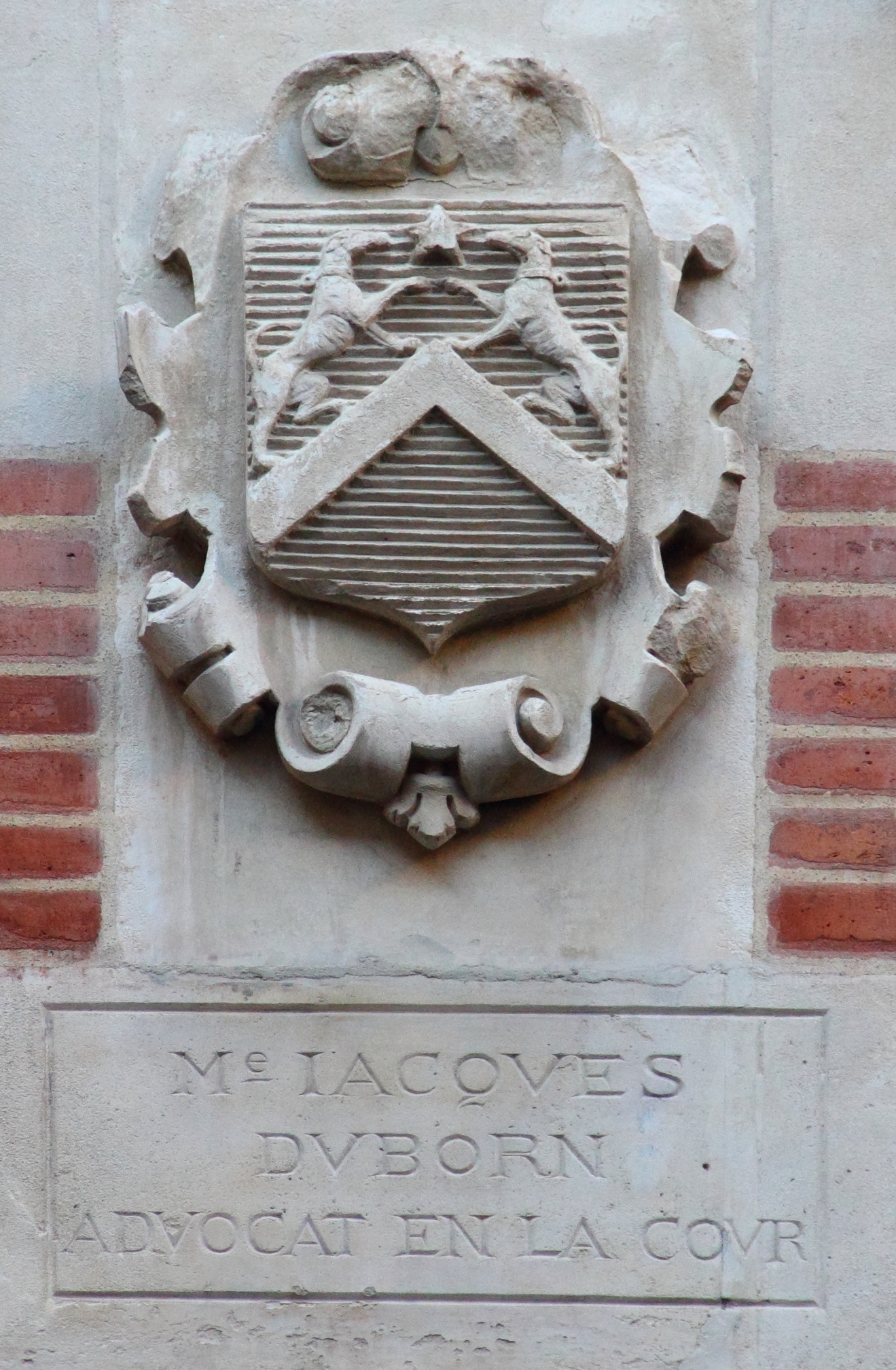
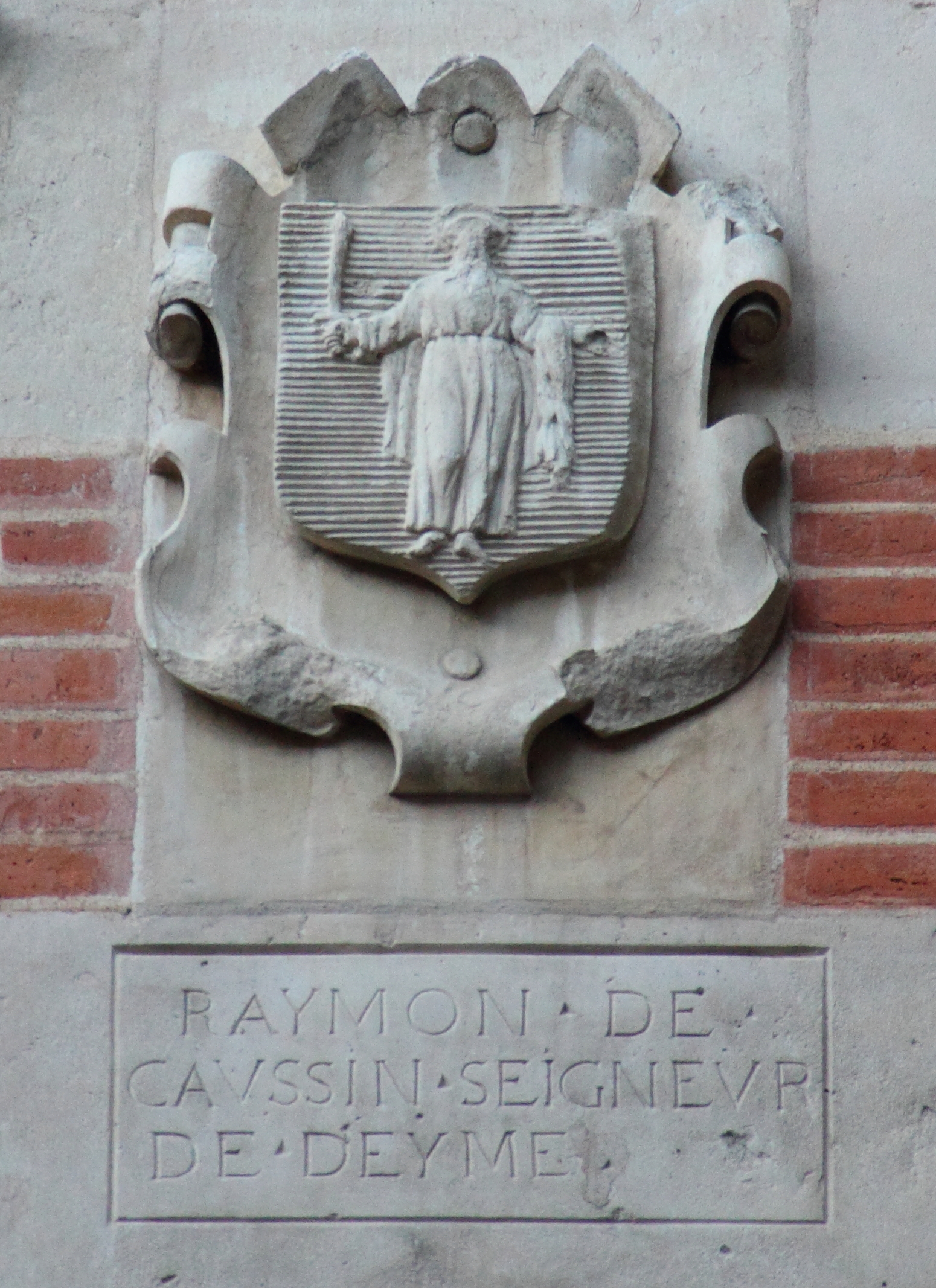
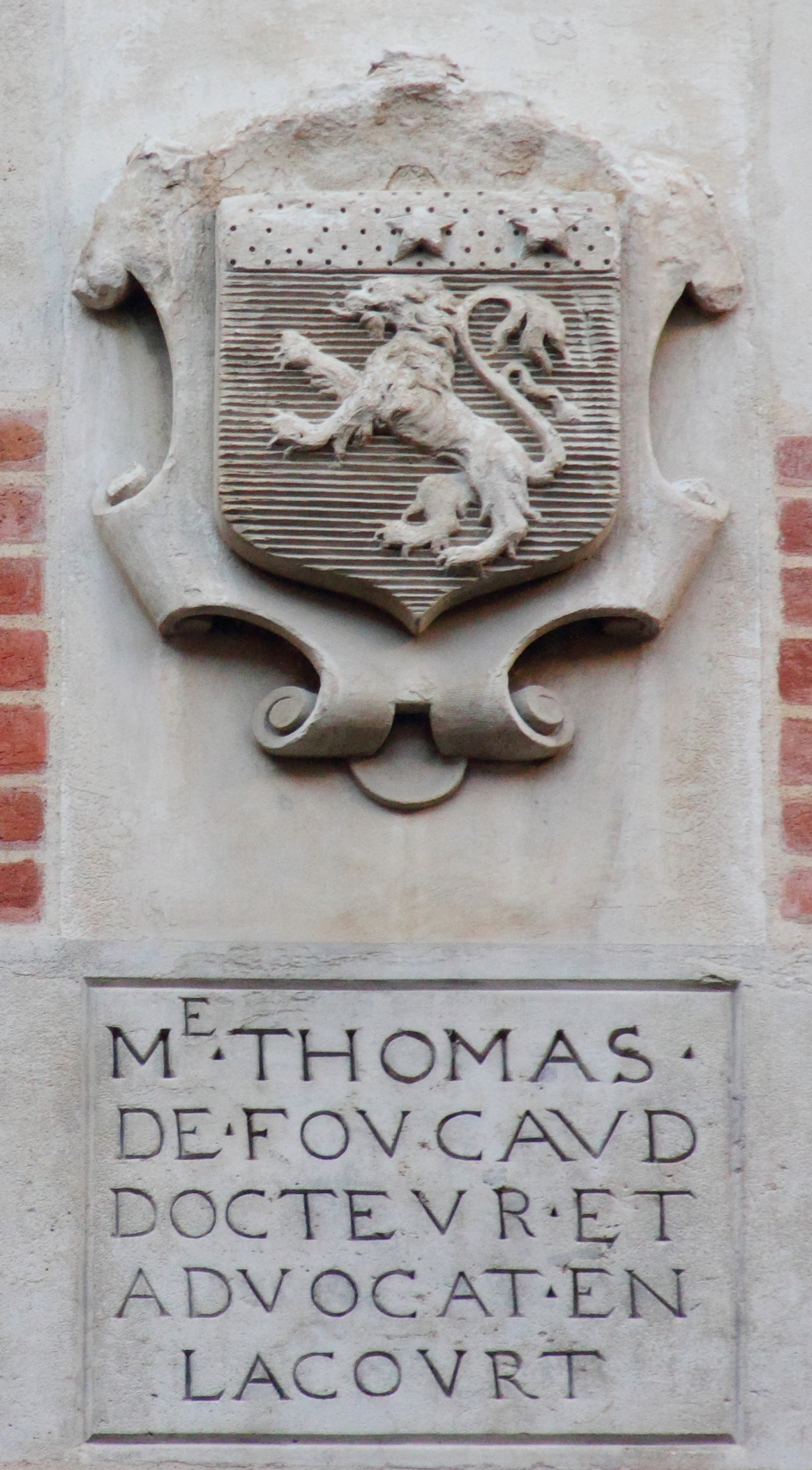

- Dalle rappelant l'exécution de Henri II de Montmorency.

### Intérieur du palais
Le porche traverse le Capitole de la place en passant par la cour Henri-IV jusqu'au jardin Charles-de-Gaulle où se trouve le donjon du Capitole. Il a été construit et décoré par Nicolas Bachelier en 1546.

#### Escalier d'honneur

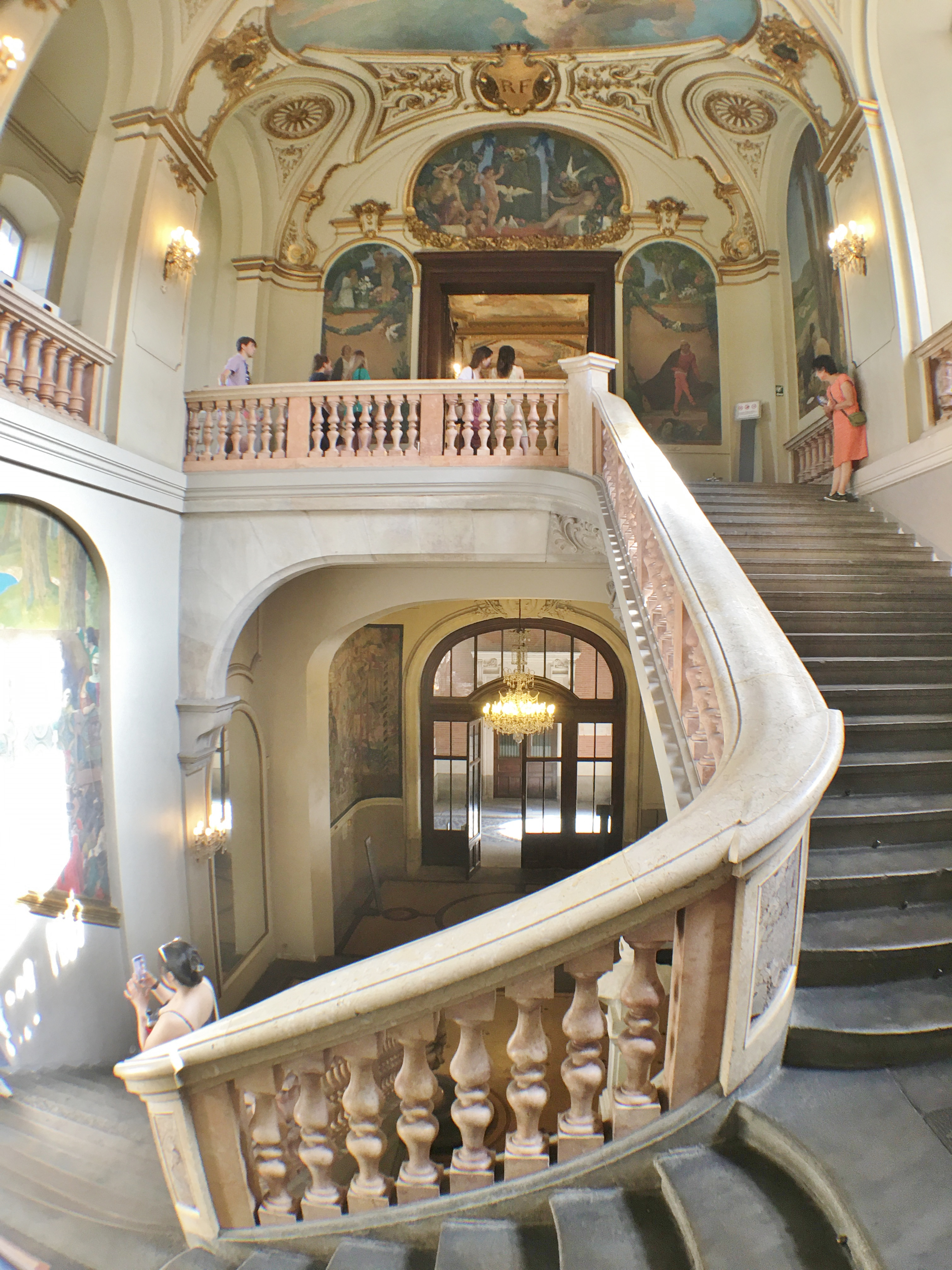
L'escalier d'honneur.

L’escalier initial construit en 1674 par Jean-Pierre Rivalz a été reconstruit en 1886. À l’entrée un buste monumental de Jean Jaurès par Paul Ducuing. À droite, une œuvre de Jean-Paul Laurens, Le Tournoi. Cette scène de tournoi de la fin du XIVe siècle a été reproduite par la manufacture des Gobelins pour la salle publique des Archives nationales à Paris. Lui faisant face, Raimond VI comte de Toulouse, l'excommunié 1156-1222 par René Henri Ravaut, élève de Jean-Paul Laurens. Cette toile a été acquise par la Ville de Toulouse en 1890, mais ne sera mise dans sa situation actuelle qu’en 1930. Le décor est la basilique Saint-Just de Valcabrère. Dans l'escalier deux œuvres monumentales datant de 1912. La première peinture murale représente La Première séance solennelle des Jeux floraux. Le 3 mai 1324 dans le verger des Augustines, le jury est composé de sept troubadours de la compagnie du Gai Savoir (Gay Saber) qui récompensèrent Arnaut Vidal de Castelnaudary pour son poème à la Vierge. Elle est de Jean-Paul Laurens. La seconde au plafond représente Le Triomphe de Clémence Isaure par Paul-Albert Laurens. En haut du côté droit, une œuvre de Jean-Pierre Laurens, Les Pâtres. De part et d'autre de la porte La Musique et La Poésie de Paul-Albert Laurens.
Sur le palier figurent quatre copies de bustes dus à Marc Arcis ou à son atelier, dont les originaux sont au musée des Augustins et qui représentent le théologien et physicien Emmanuel Maignan, l’humaniste Jean de Pins et deux membres du parlement appartenant aux familles de Nogaret et de Bertier. Les inscriptions des socles des deux derniers bustes ont été interverties.

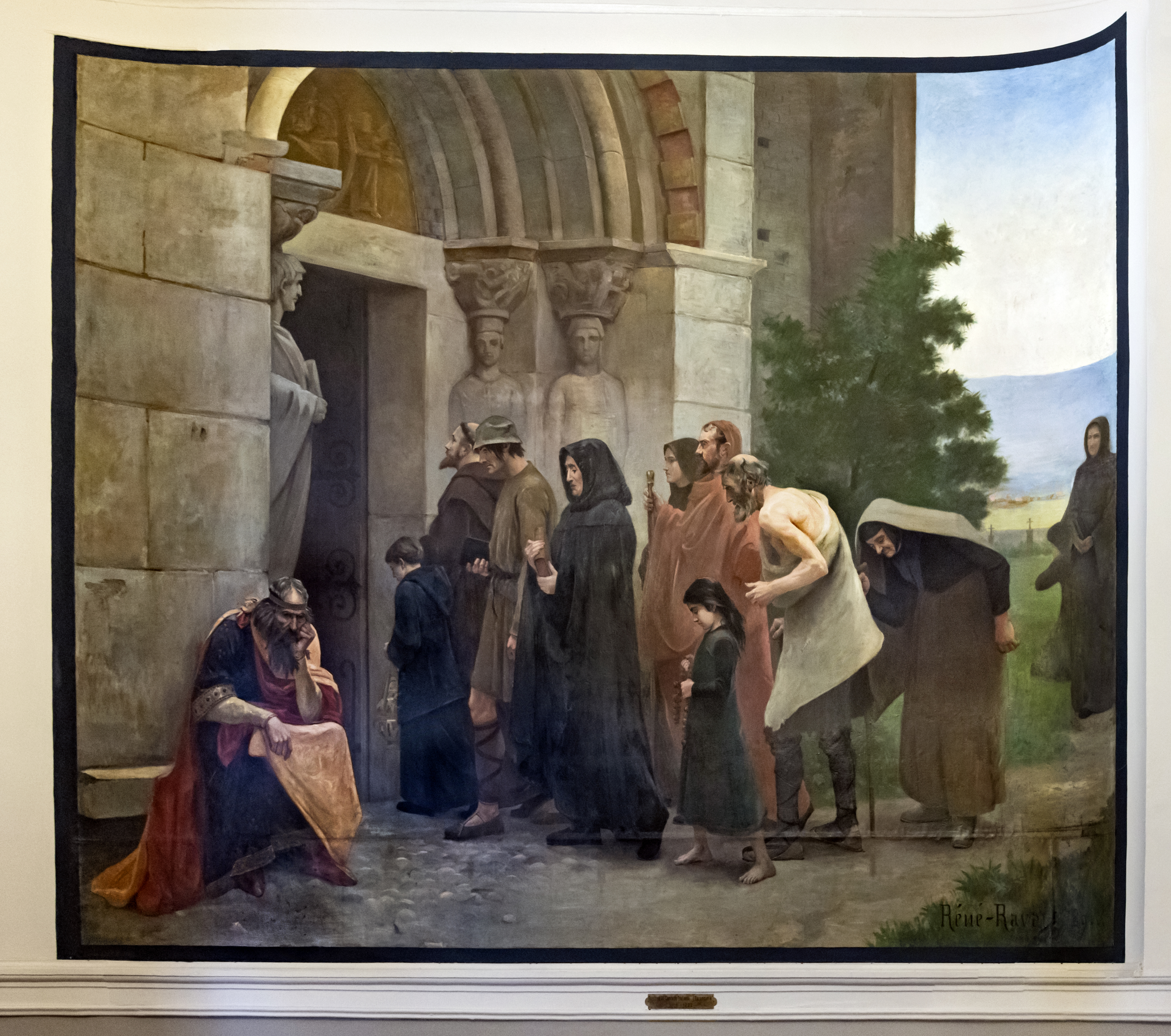
René Henri Ravaut, Raimond VI comte de Toulouse, l'excommunié 1156-1222.
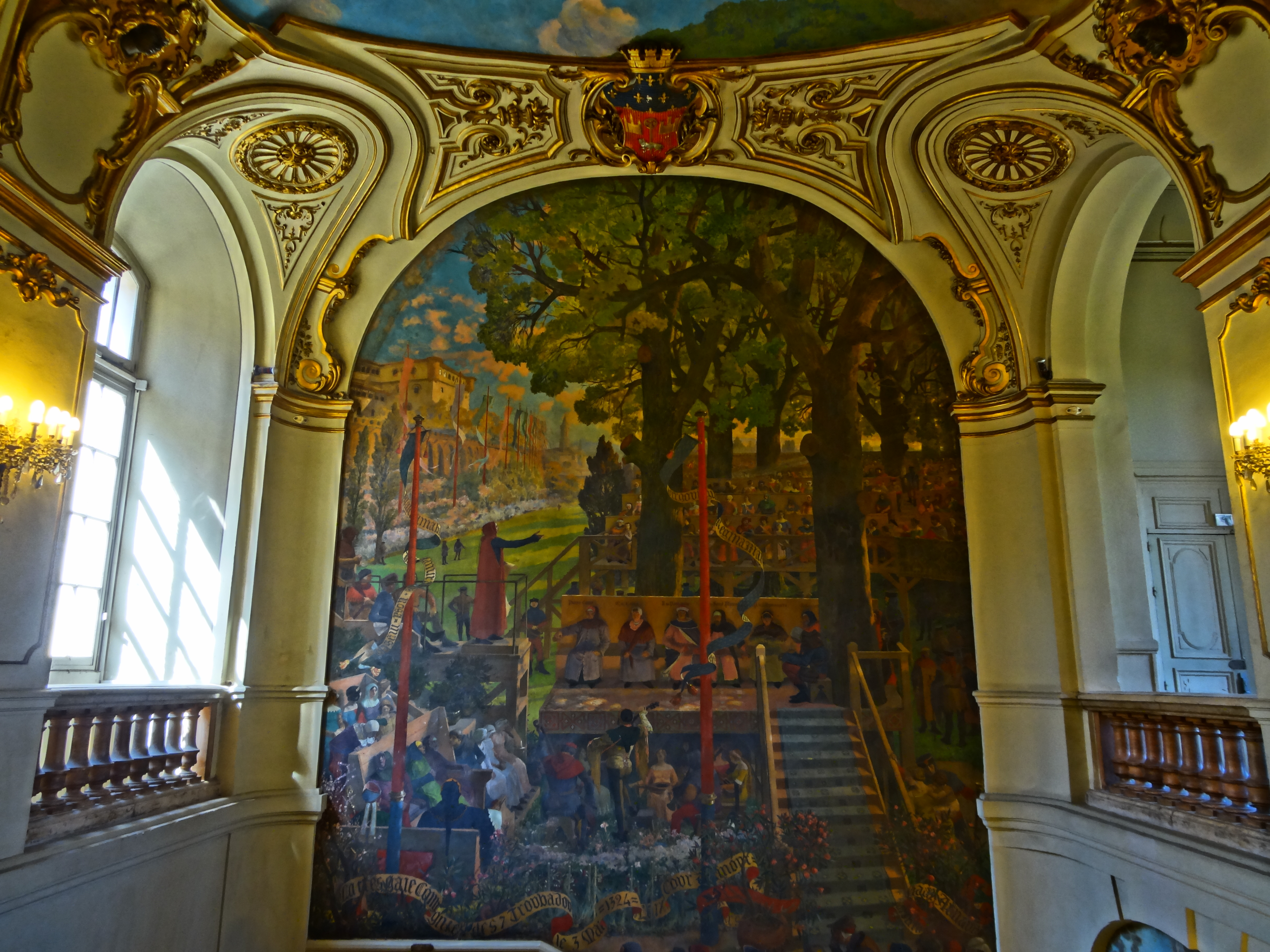
Jean-Paul Laurens, La Première séance solennelle des Jeux floraux.
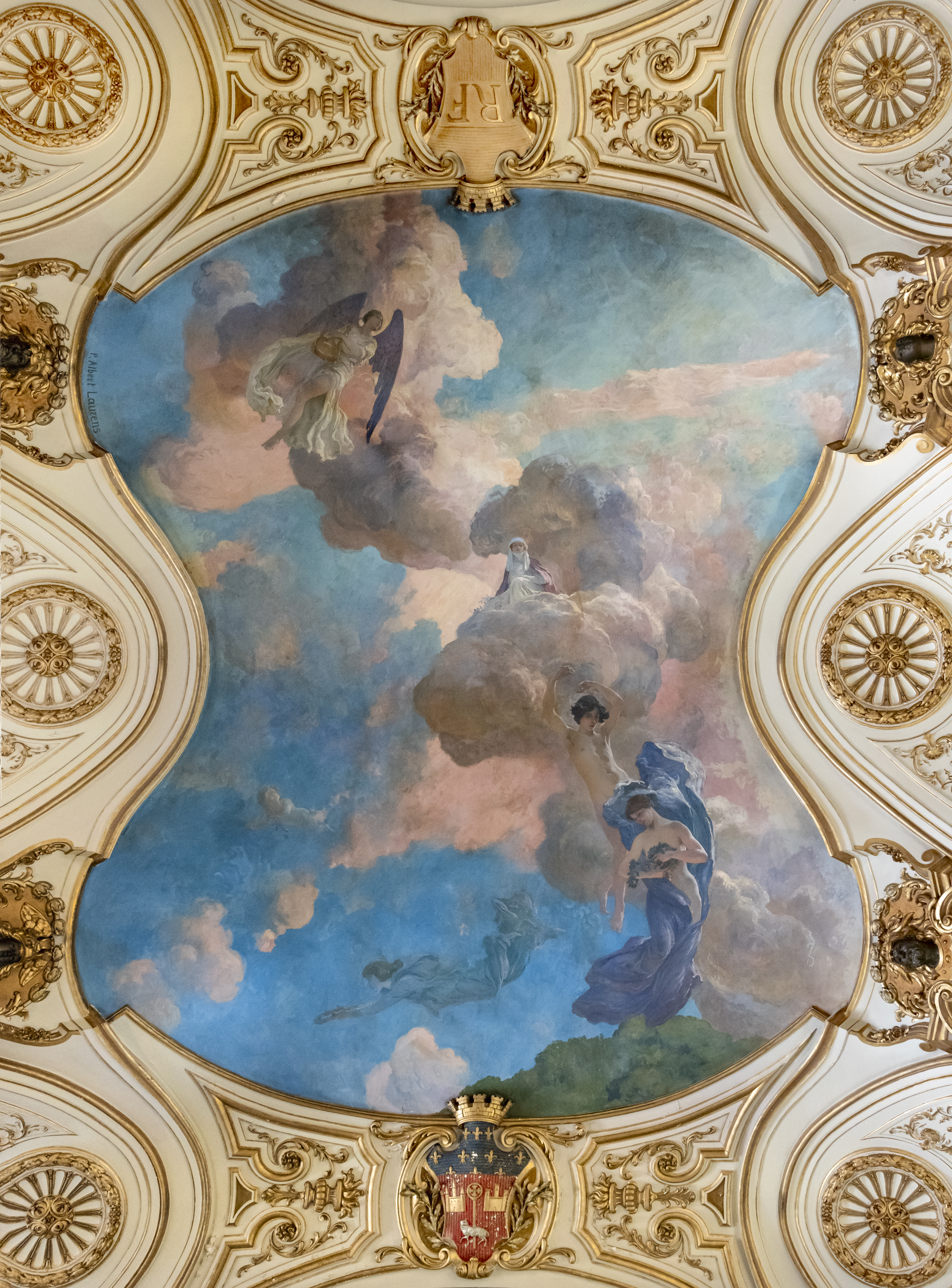
Paul-Albert Laurens, Triomphe de Clémence Isaure.
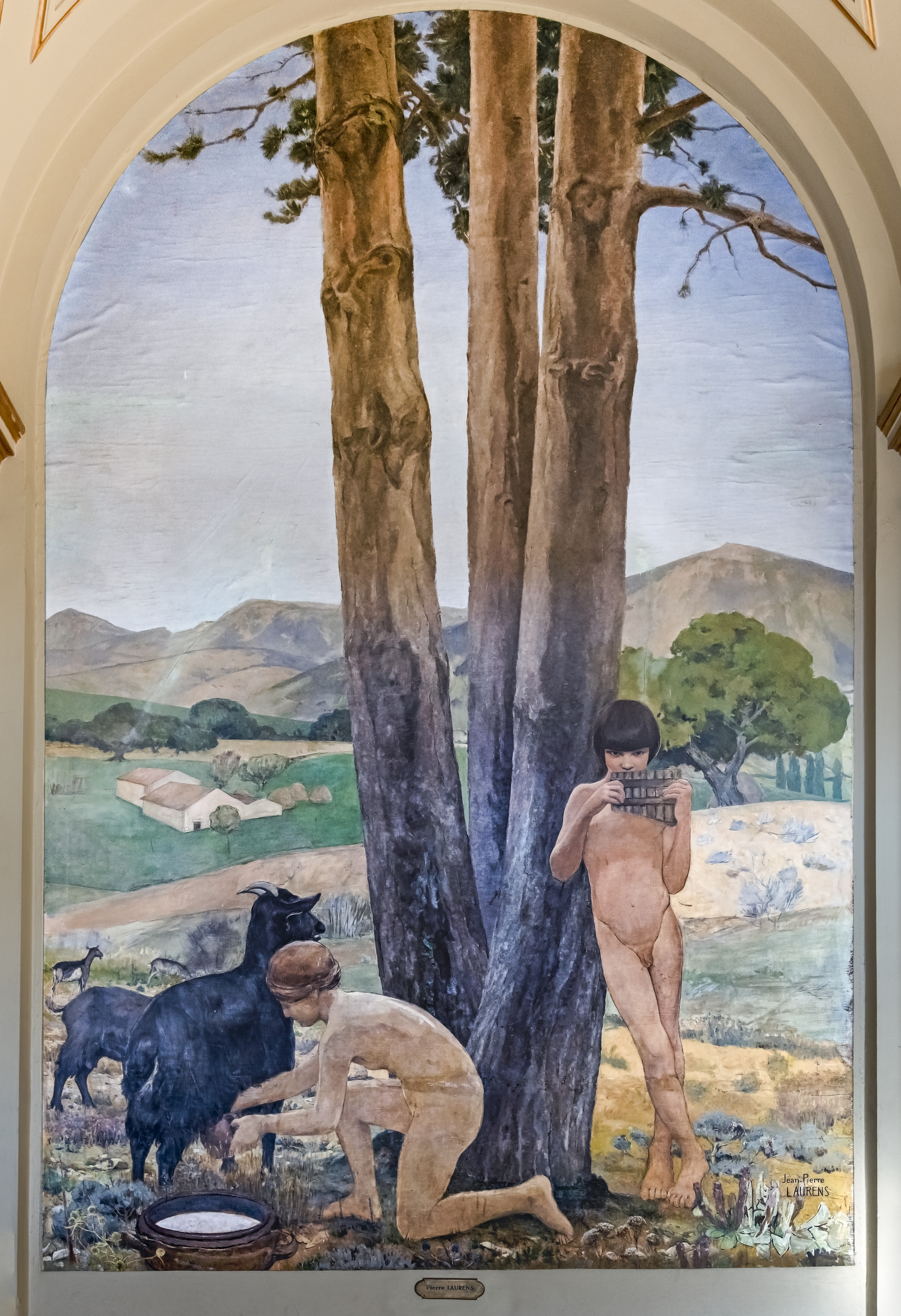
Jean-Pierre Laurens, Les Pâtres.
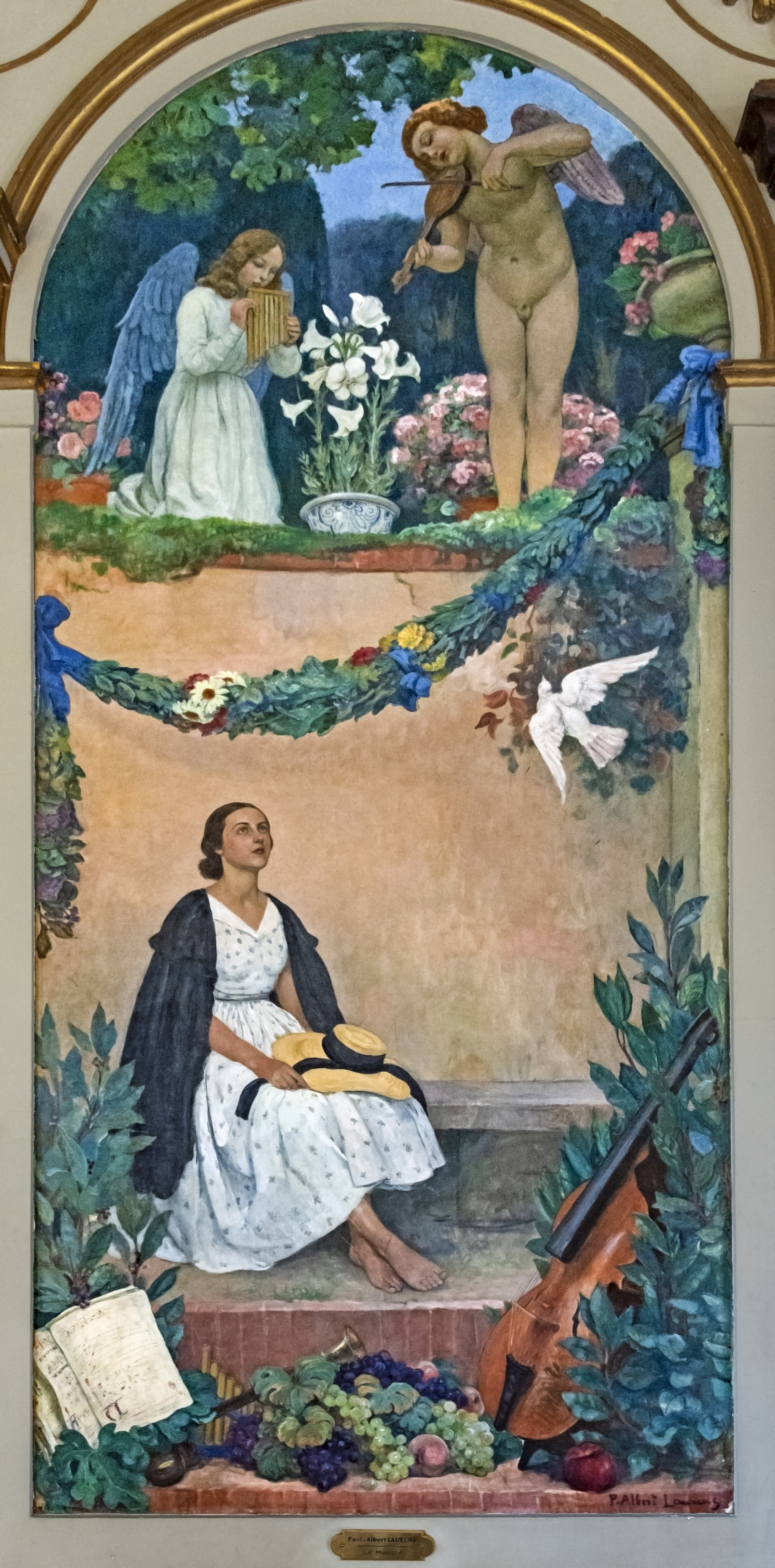
Paul-Albert Laurens, La Musique.
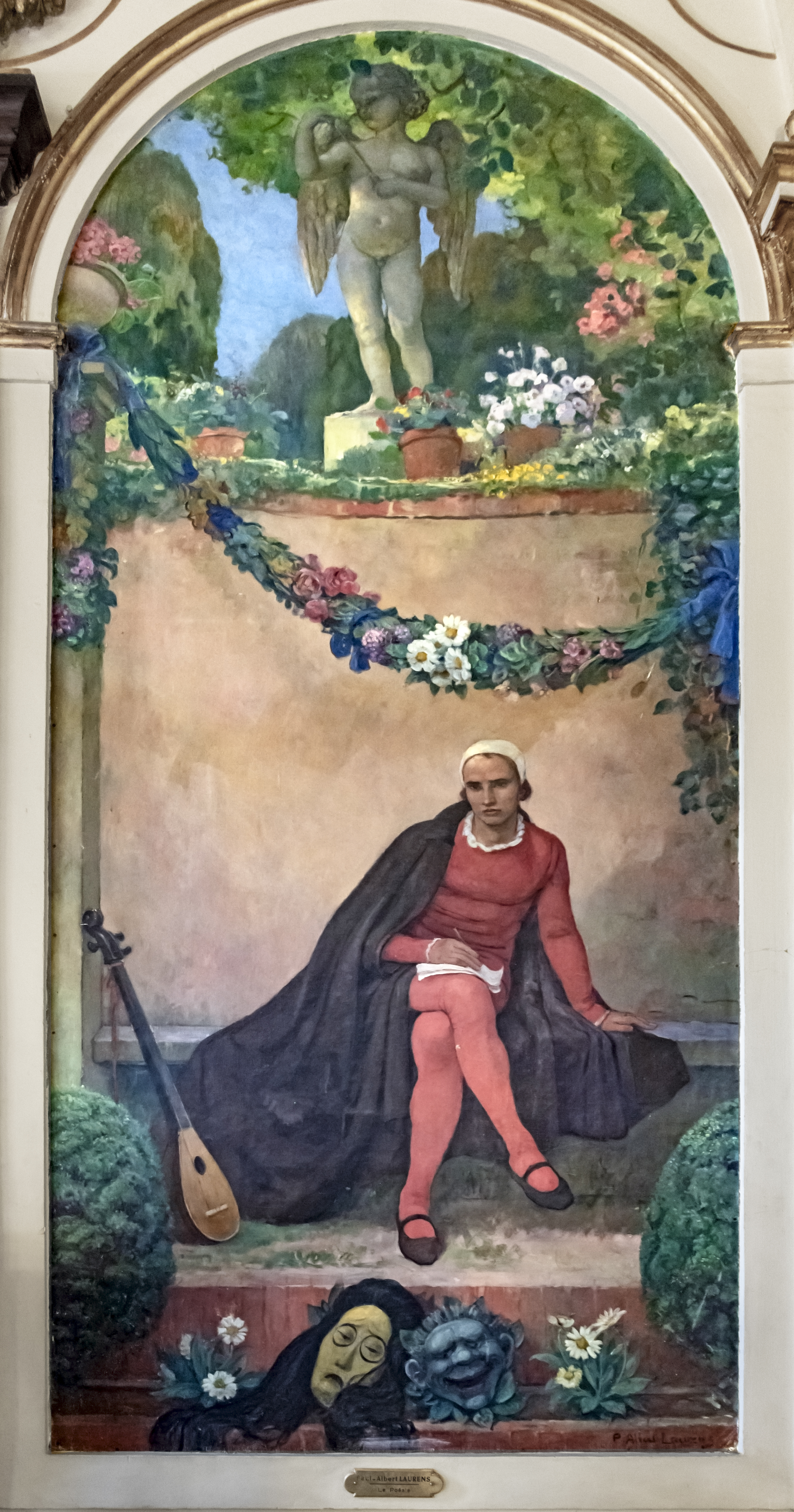
Paul-Albert Laurens, La Poésie.

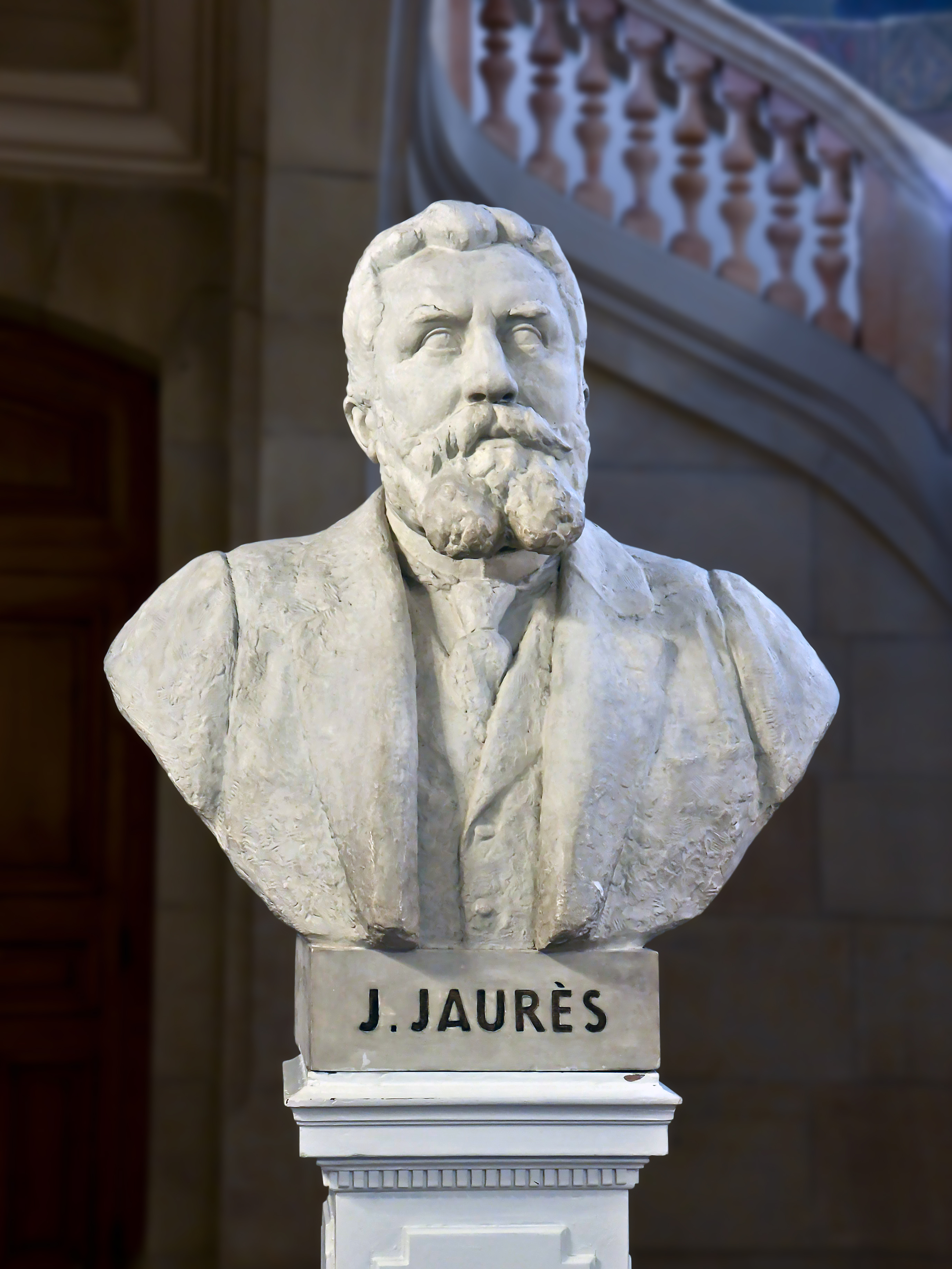
Paul Ducuing, Jean Jaurès.
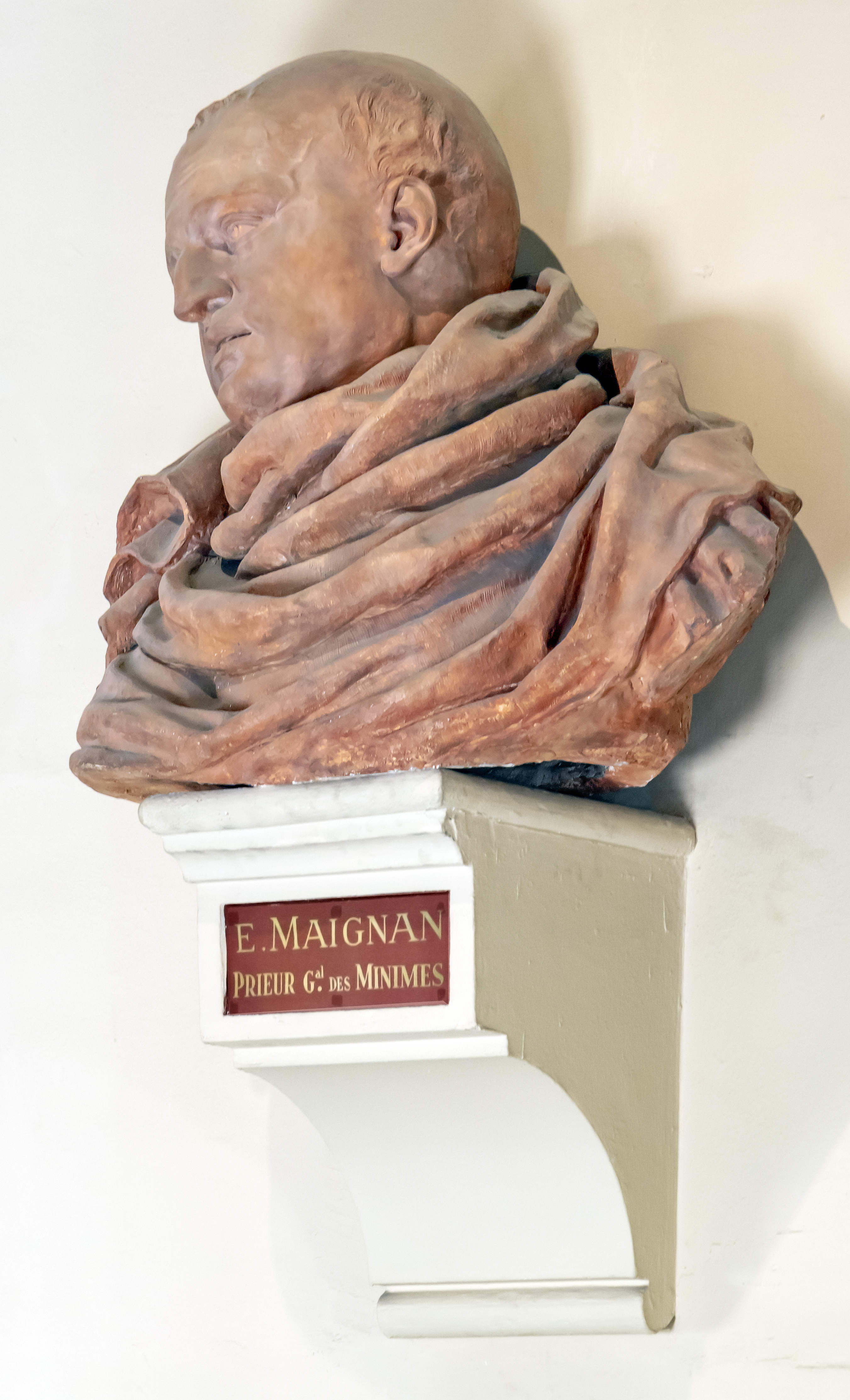
Marc Arcis, Emmanuel Maignan.
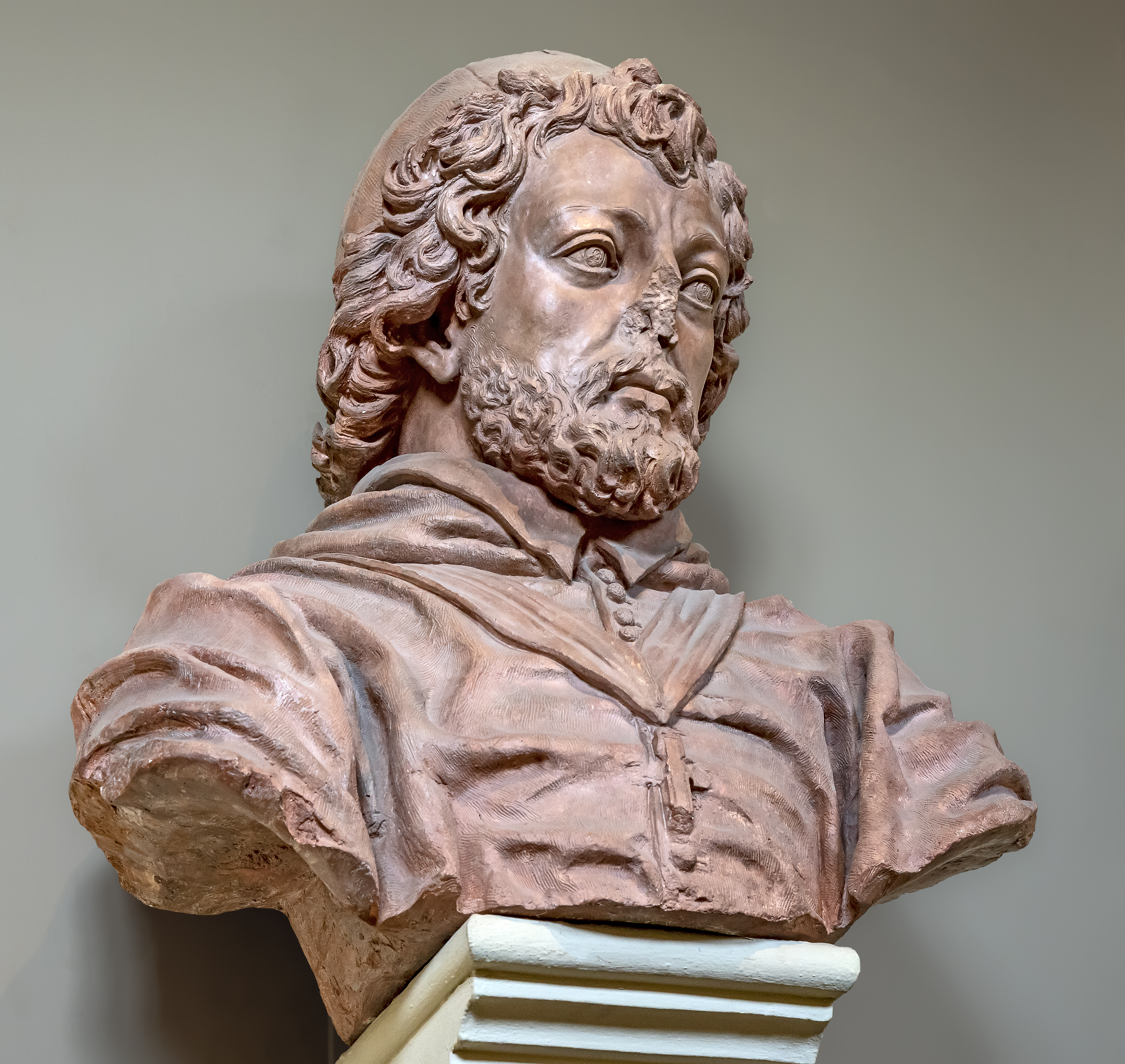
Marc Arcis, Jean de Pins.
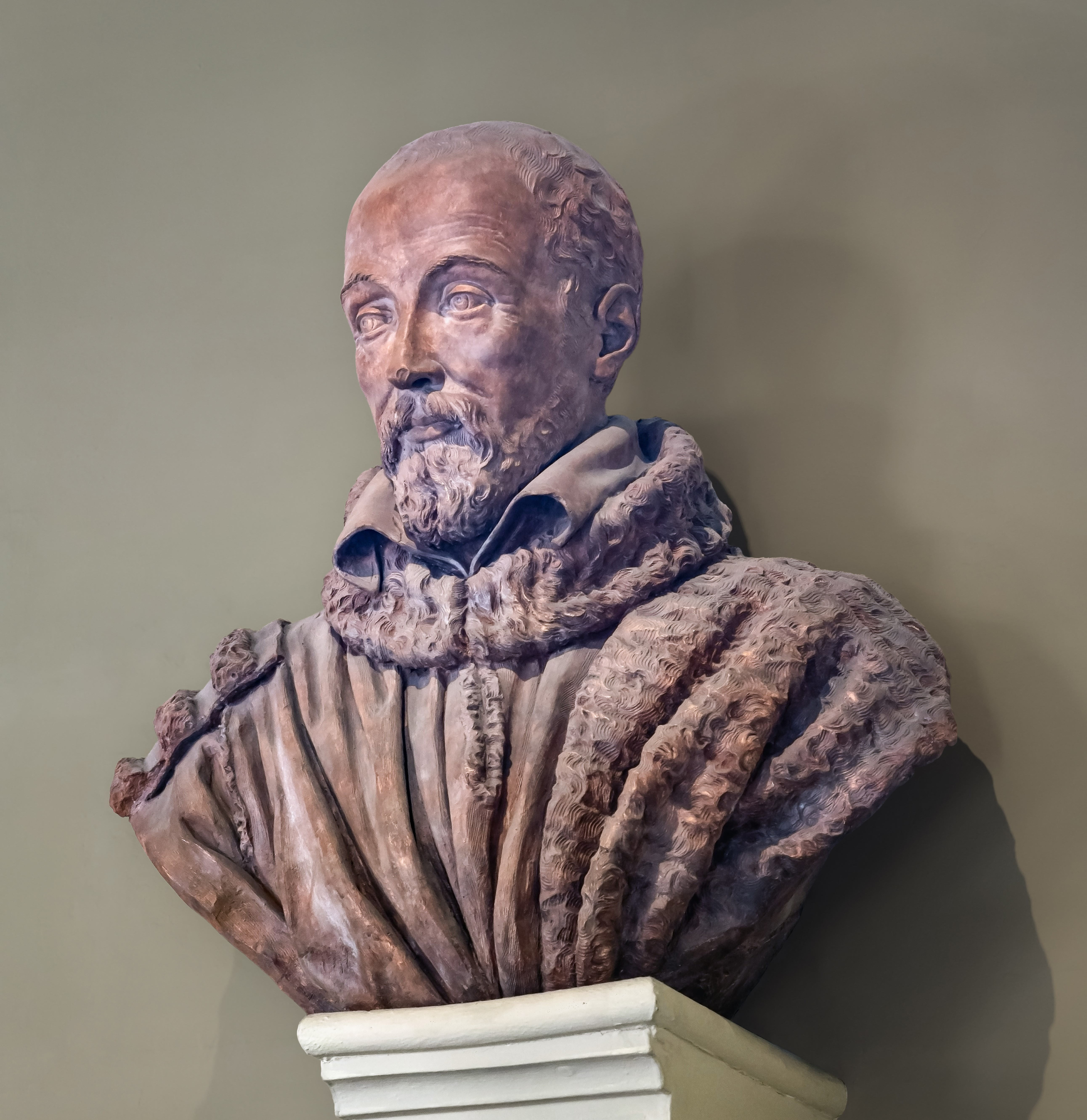
Marc Arcis, Philippe de Bertier.
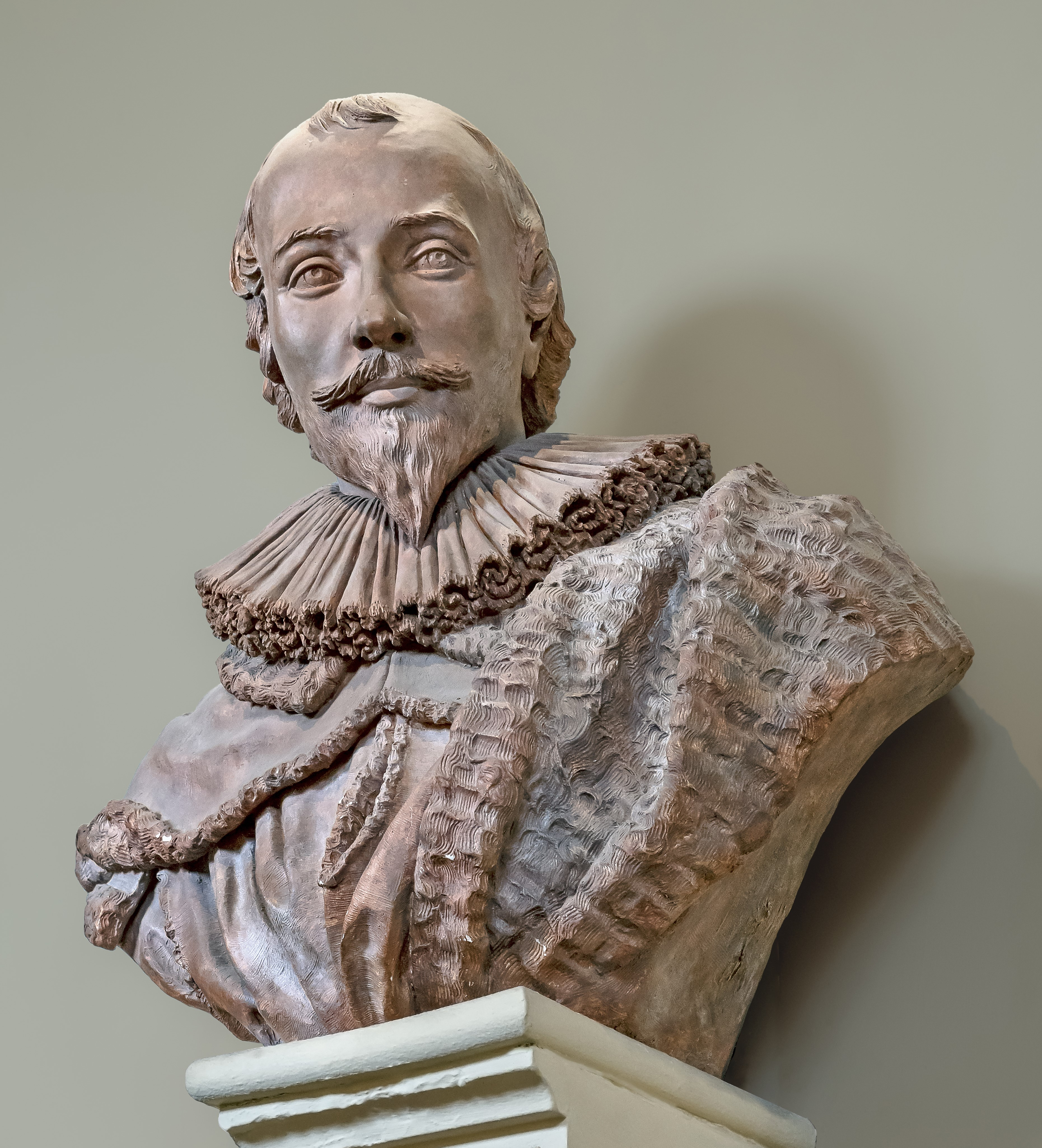
Marc Arcis, G. de Nogaret.

#### Salle Gervais
Cette salle est nommée d’après le peintre Paul Gervais qui décora la salle avec des allégories de l'Amour. Cette salle servait de salle de mariage. La salle est toute en longueur avec sur le mur est face aux fenêtres trois tableaux représentant L'Amour source heureuse de vie à 20 ans, 40 ans et 60 ans ; au fond sur le mur nord, L'Île de Cythère. Le plafond est décoré par le même auteur d'un Éros entouré de quatre nymphes La Grâce, La Pureté, L'Innocence, et La Fidélité.

Paul Gervais, L'Amour source heureuse de vie, salle Gervais
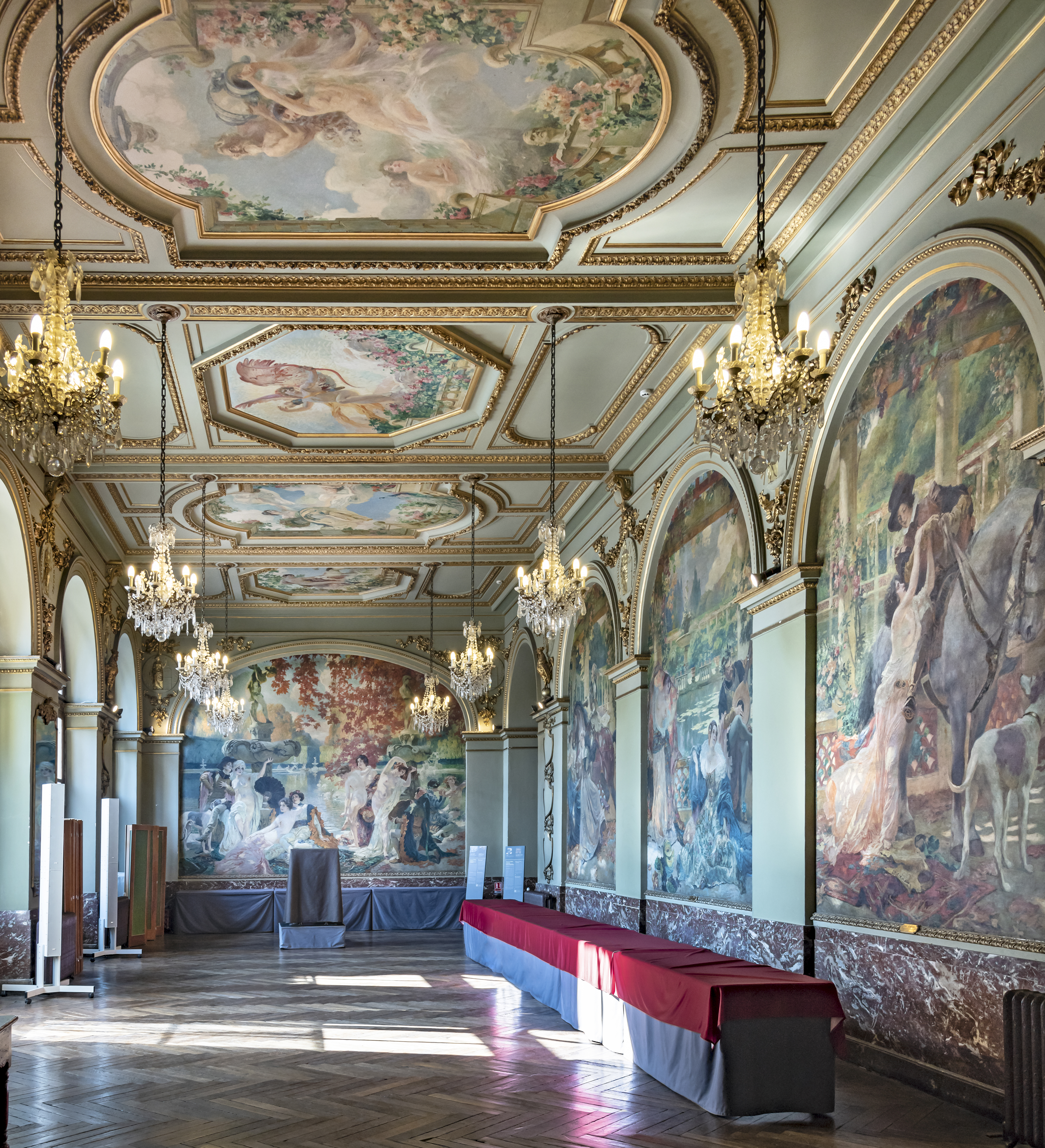
Vue d'ensemble.
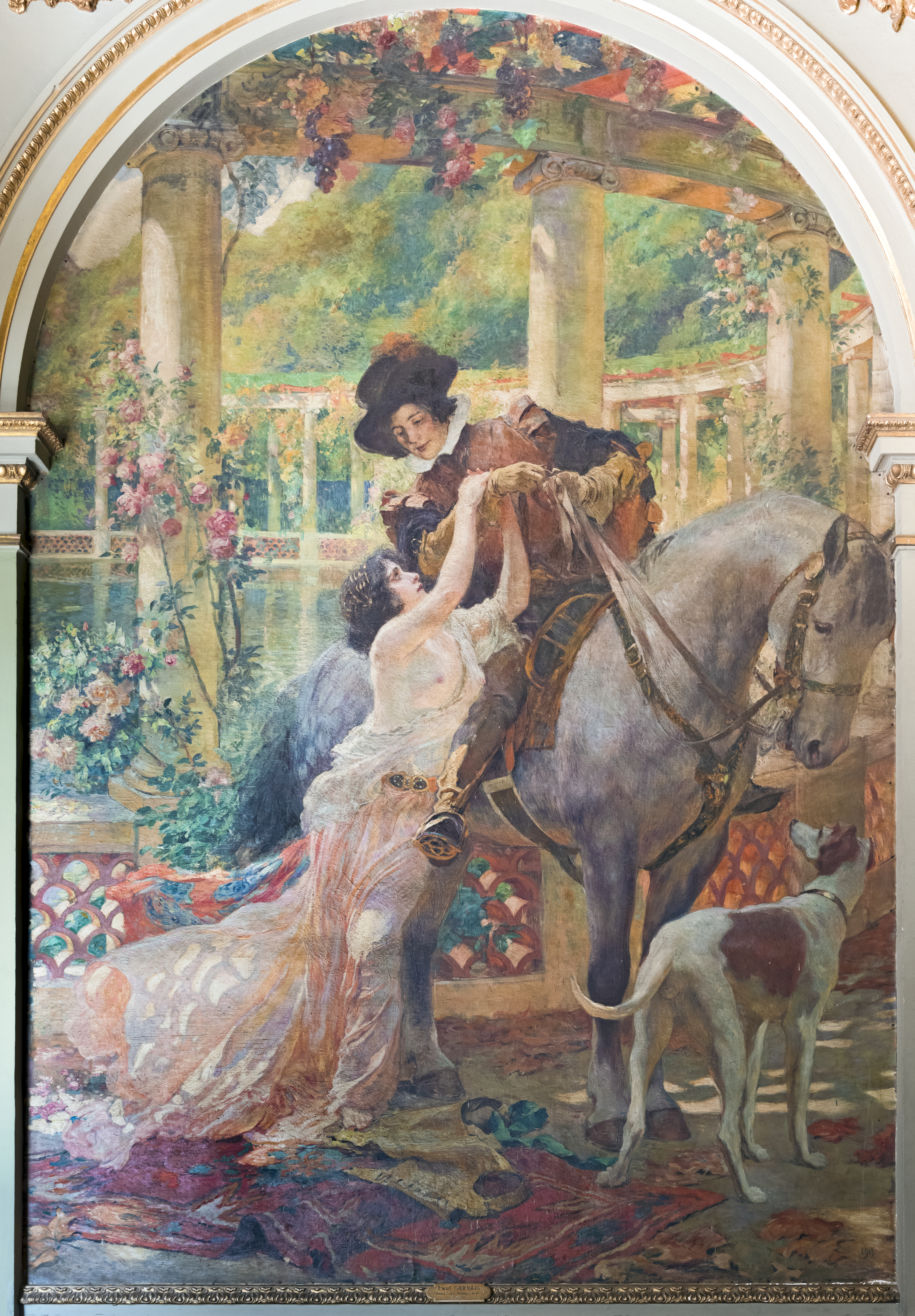
LAmour source heureuse de vie à vingt ans
Amour source heureuse de vie à quarante ans
Amour source heureuse de vie à soixante ans
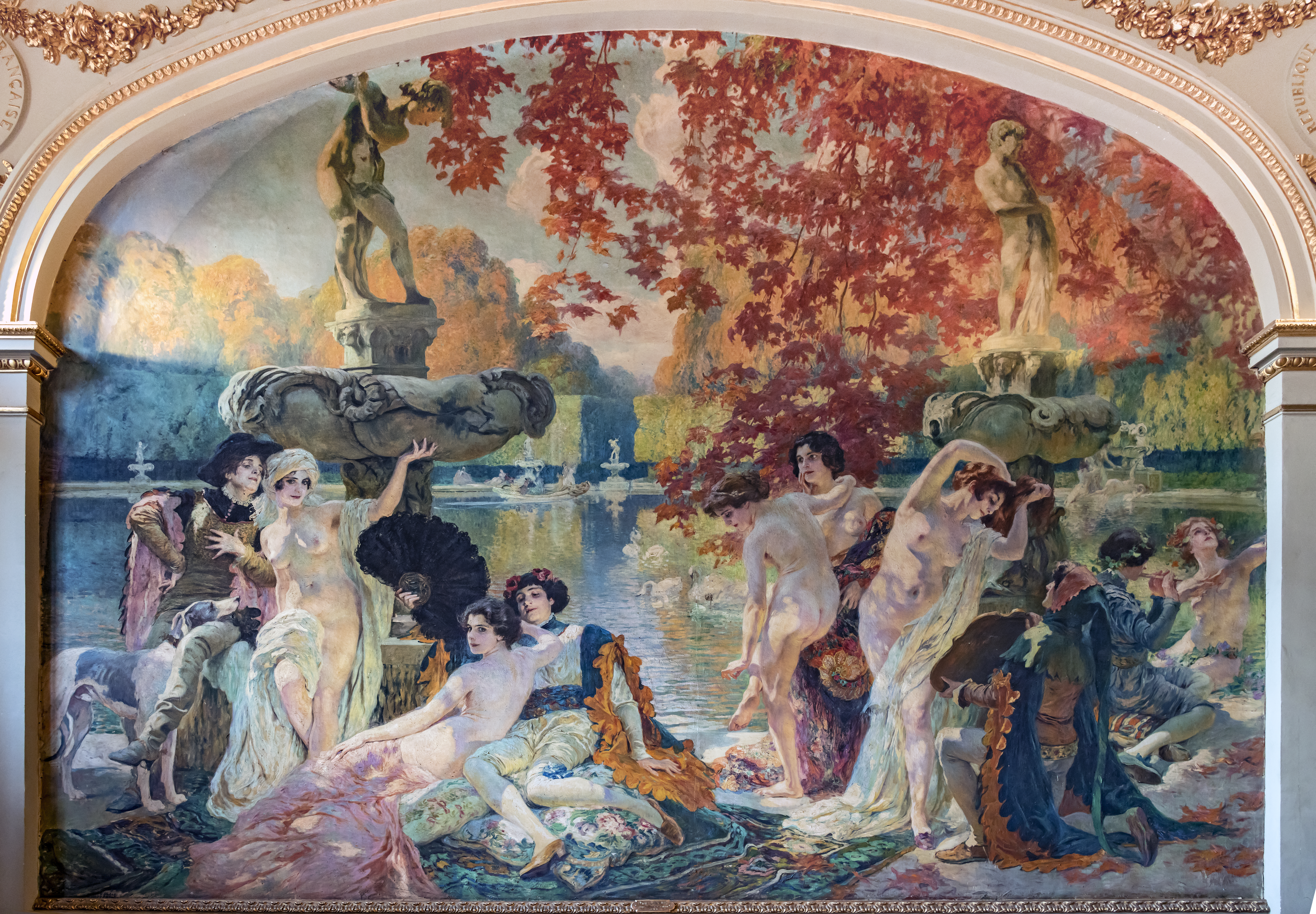
Amour source heureuse de vie. Cythère

Paul Gervais, plafonds de la salle Gervais
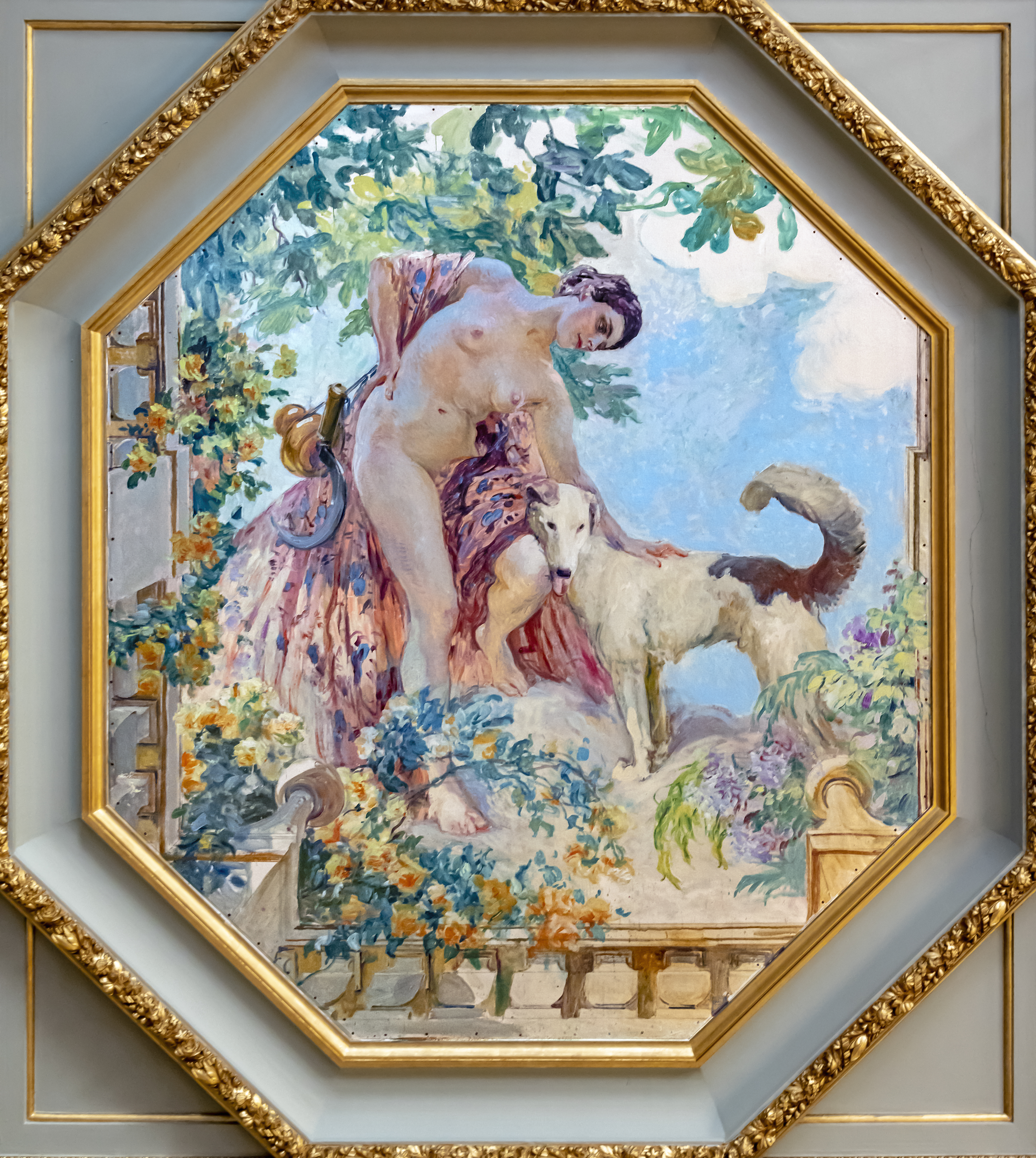
La Fidélité
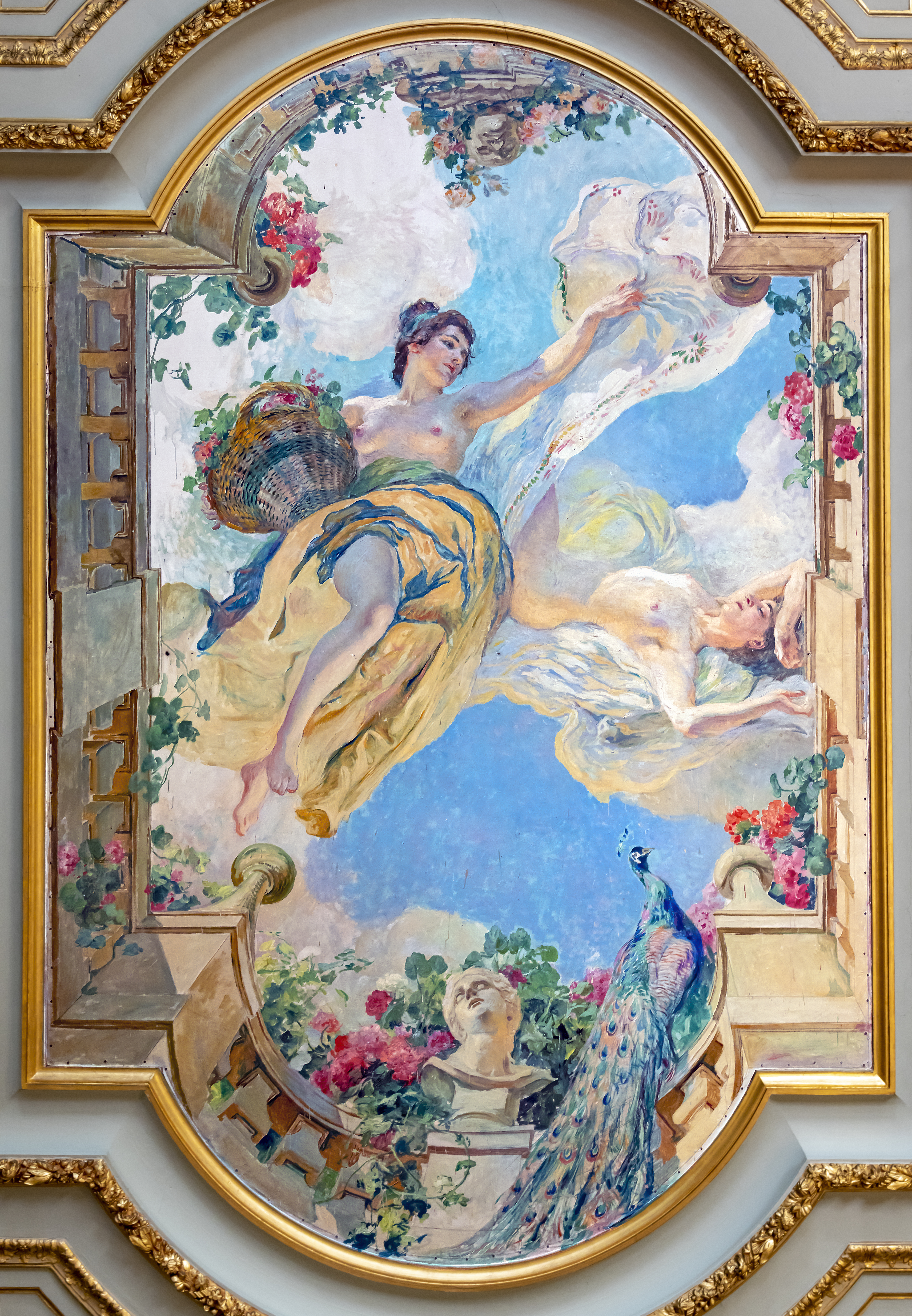
L'Innocence
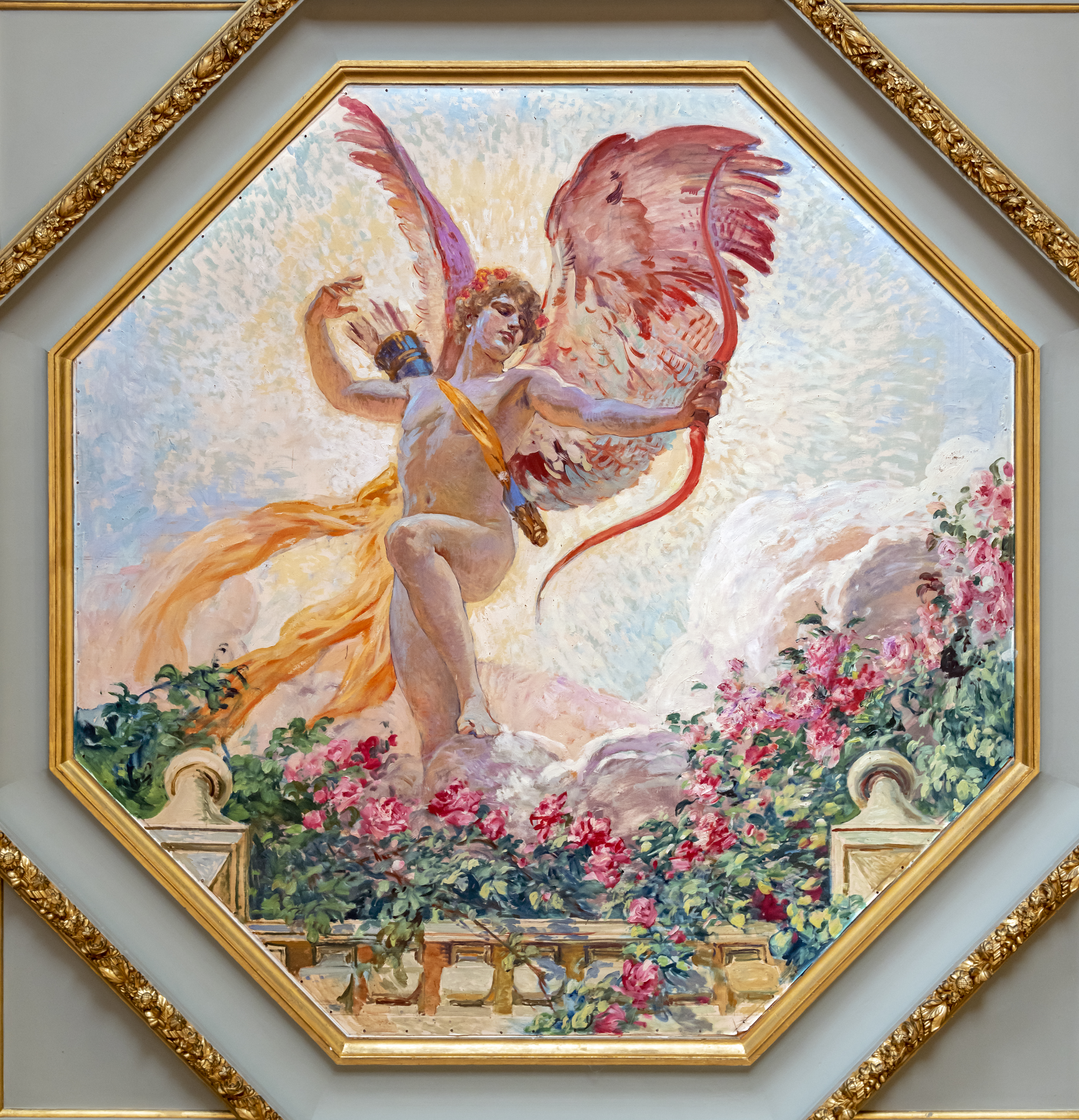
Éros
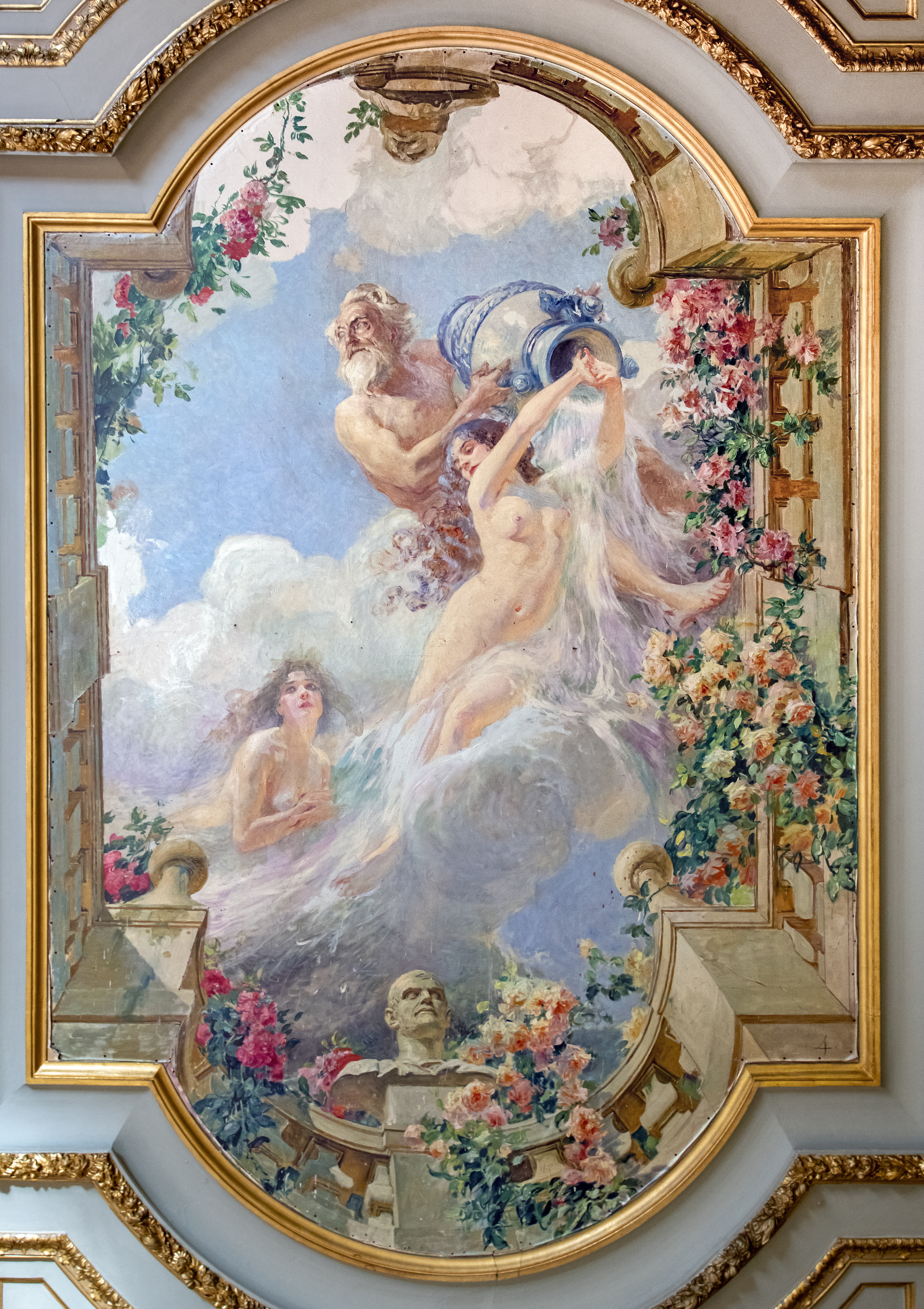
La Pureté
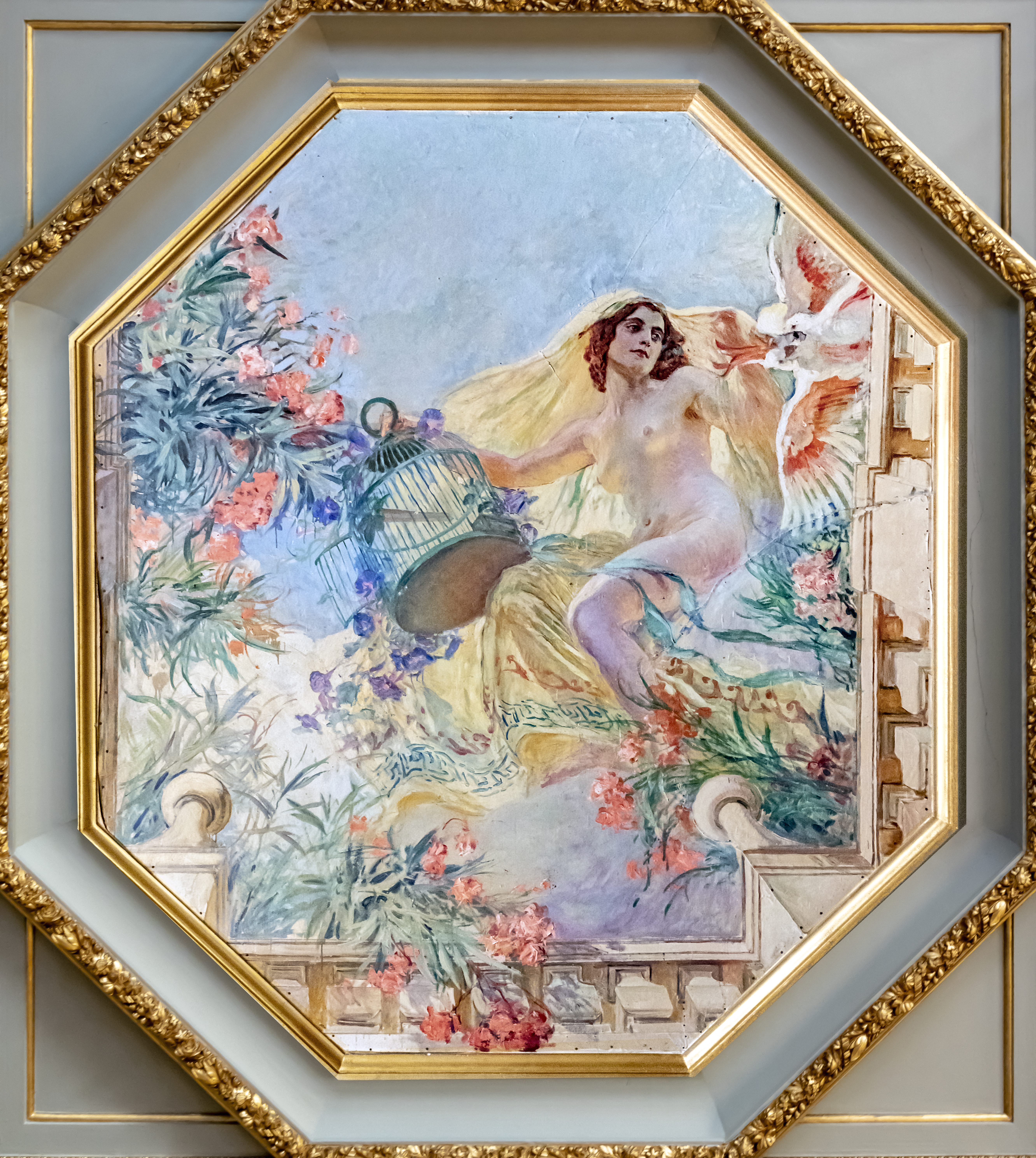
La Grâce

#### Salle Henri Martin
La salle Henri Martin est décorée de dix toiles de grand format par Henri Martin. Sur le mur nord, le Cycle Les bords de la Garonne avec Les Amoureux, Les Rêveurs et Le Poète. En face, sur le mur sud, figure le cycle des Saisons : Le Printemps, L'Été, L'Automne et L'Hiver. Le tableau Les Rêveurs est le plus célèbre ; il met en scène la famille du peintre et ses amis. De droite à gauche figurent Gilbert Martin, son fils aîné, René Martin, autre fils du peintre, Henri Bellery-Desfontaines, décorateur et peintre, Jean-Paul Laurens, William Viénot, le peintre Henri Marre, Marie Martin épouse du peintre, au bras de son fils René, représenté deux fois sur le tableau, Henri Martin lui-même, Emilio Boggio peintre vénézuélien, et Jean Jaurès.
Cette salle est aussi ornée de plusieurs bustes en terre cuite de figures toulousaines : le sculpteur et architecte Nicolas Bachelier, le mathématicien Pierre de Fermat, les juristes Jacques Cujas et son élève Guillaume Maran, et l’historien Guillaume Catel. Cette salle se dénommait autrefois salle des pas perdus et servait à exposer les tableaux représentant les plus fameux capitouls.

Salle Henri Martin
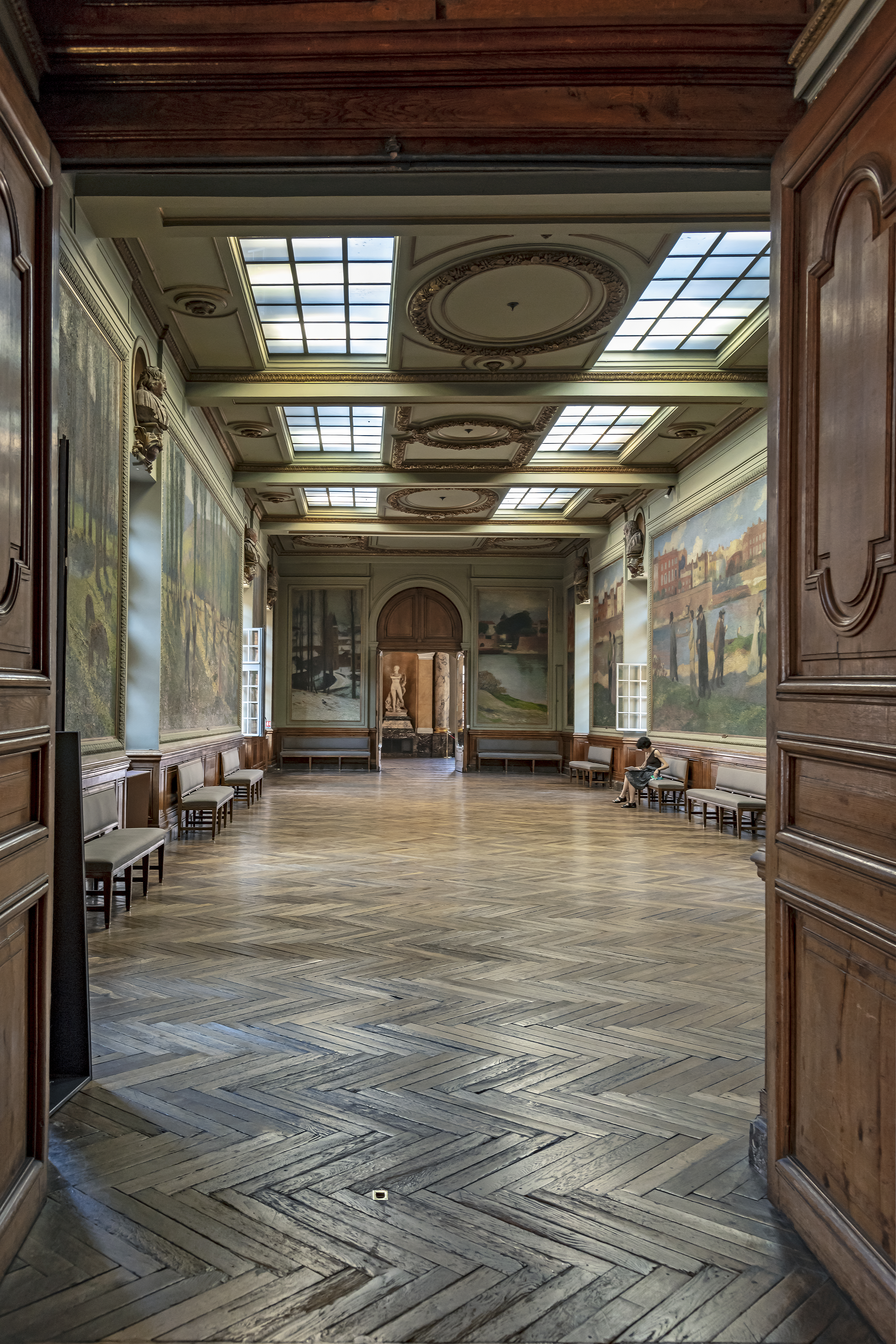
Vue d'ensemble.
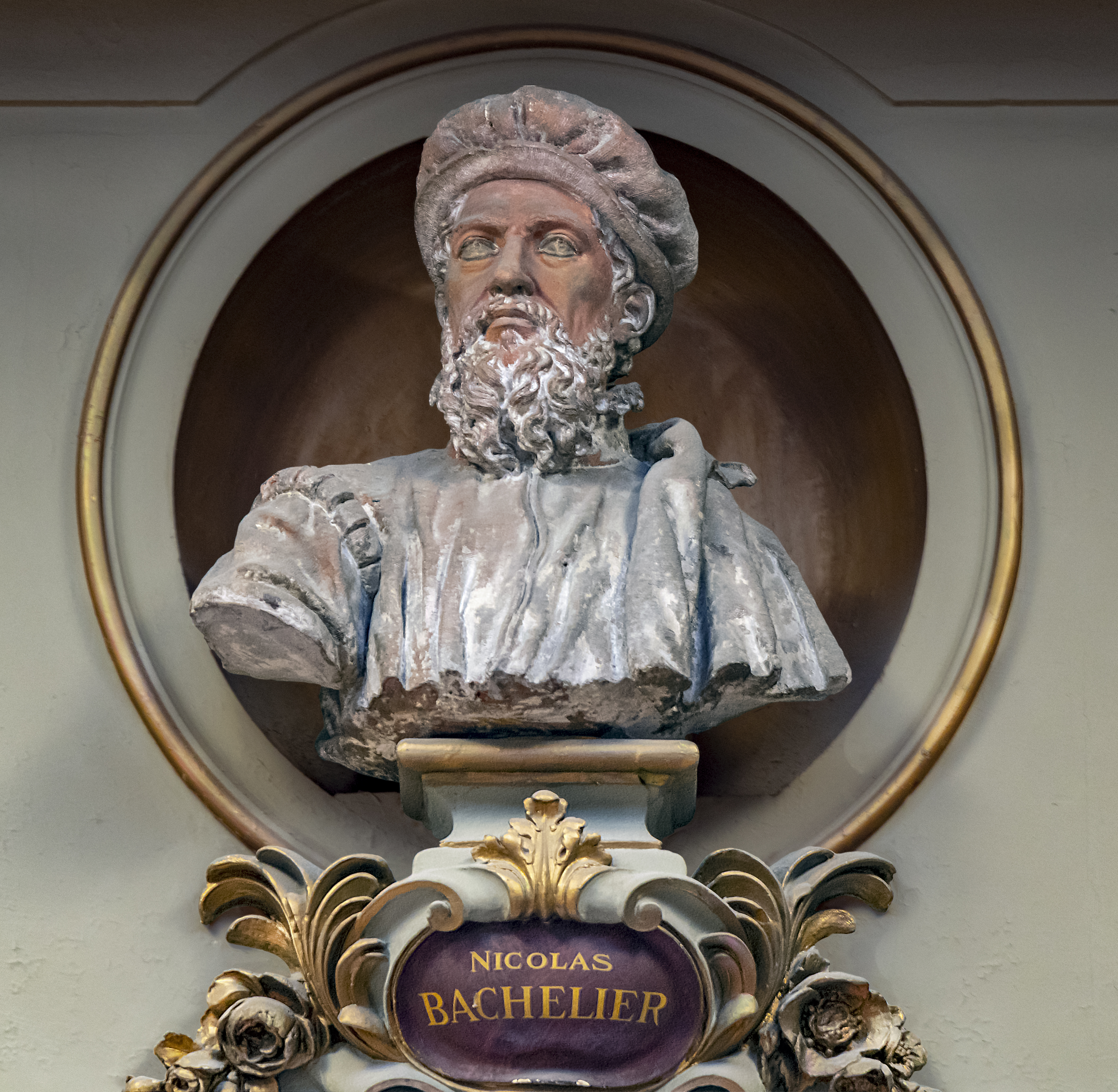
Buste de Nicolas Bachelier.
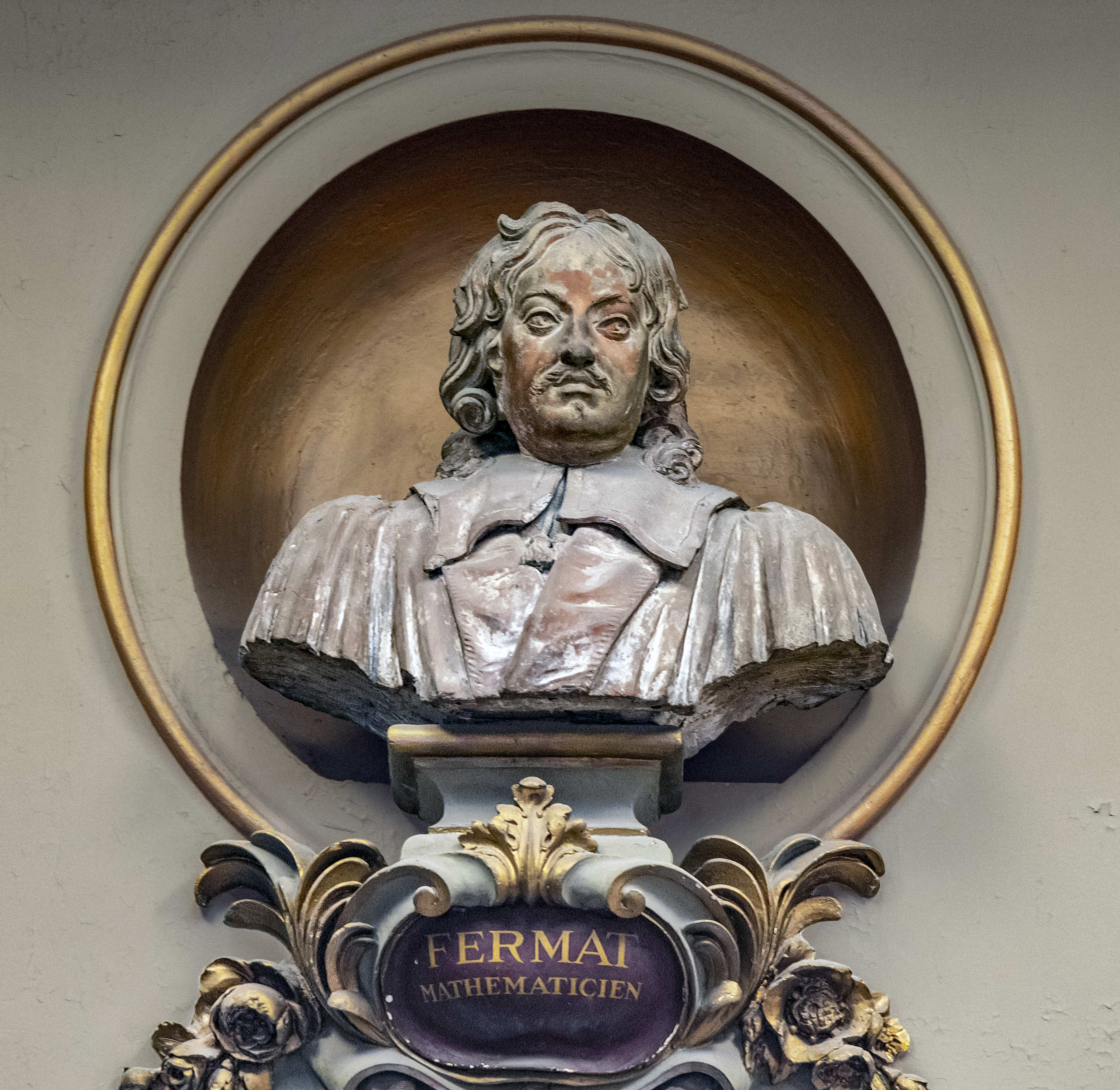
Buste de Pierre de Fermat.
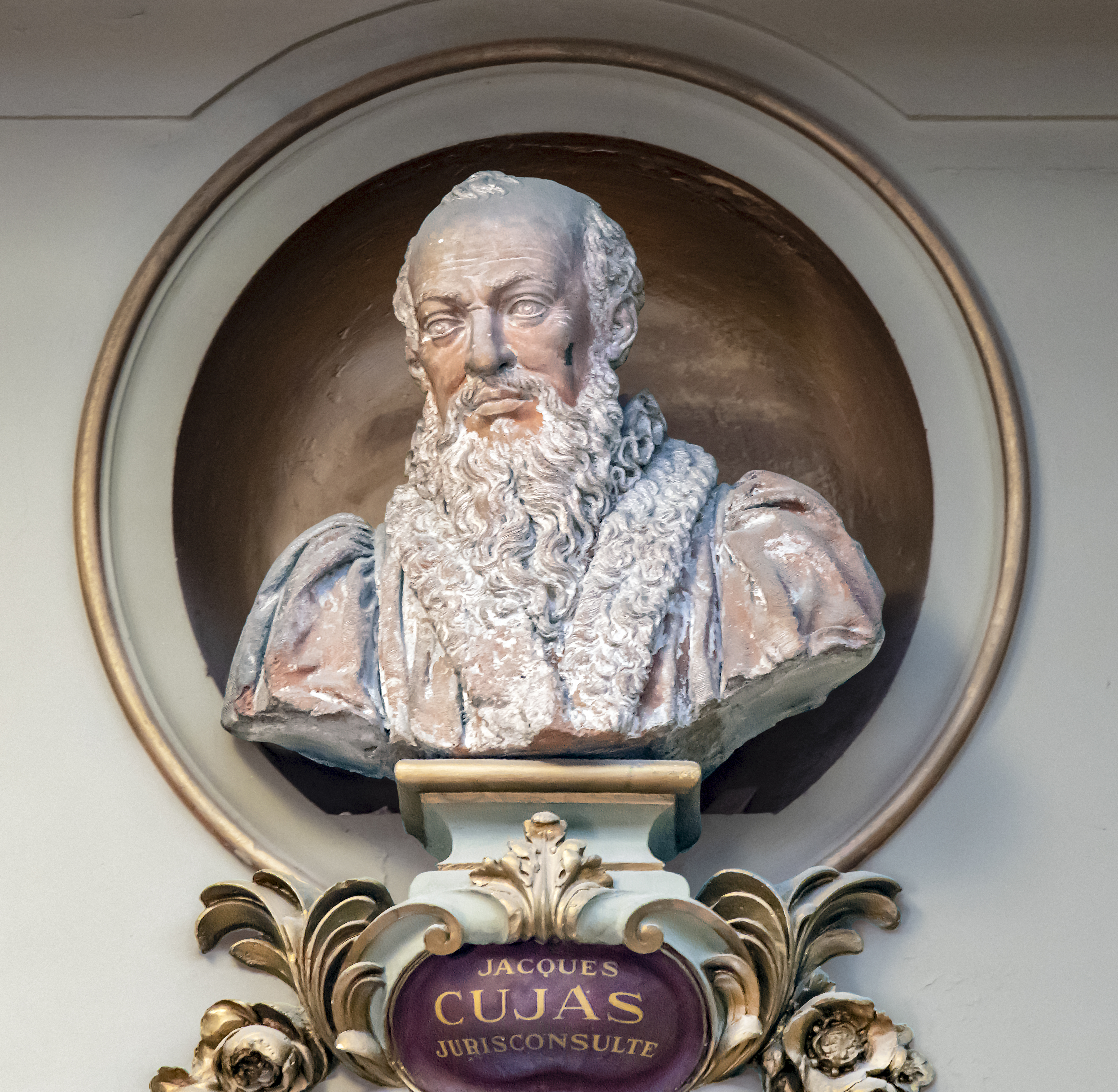
Buste de Jacques Cujas
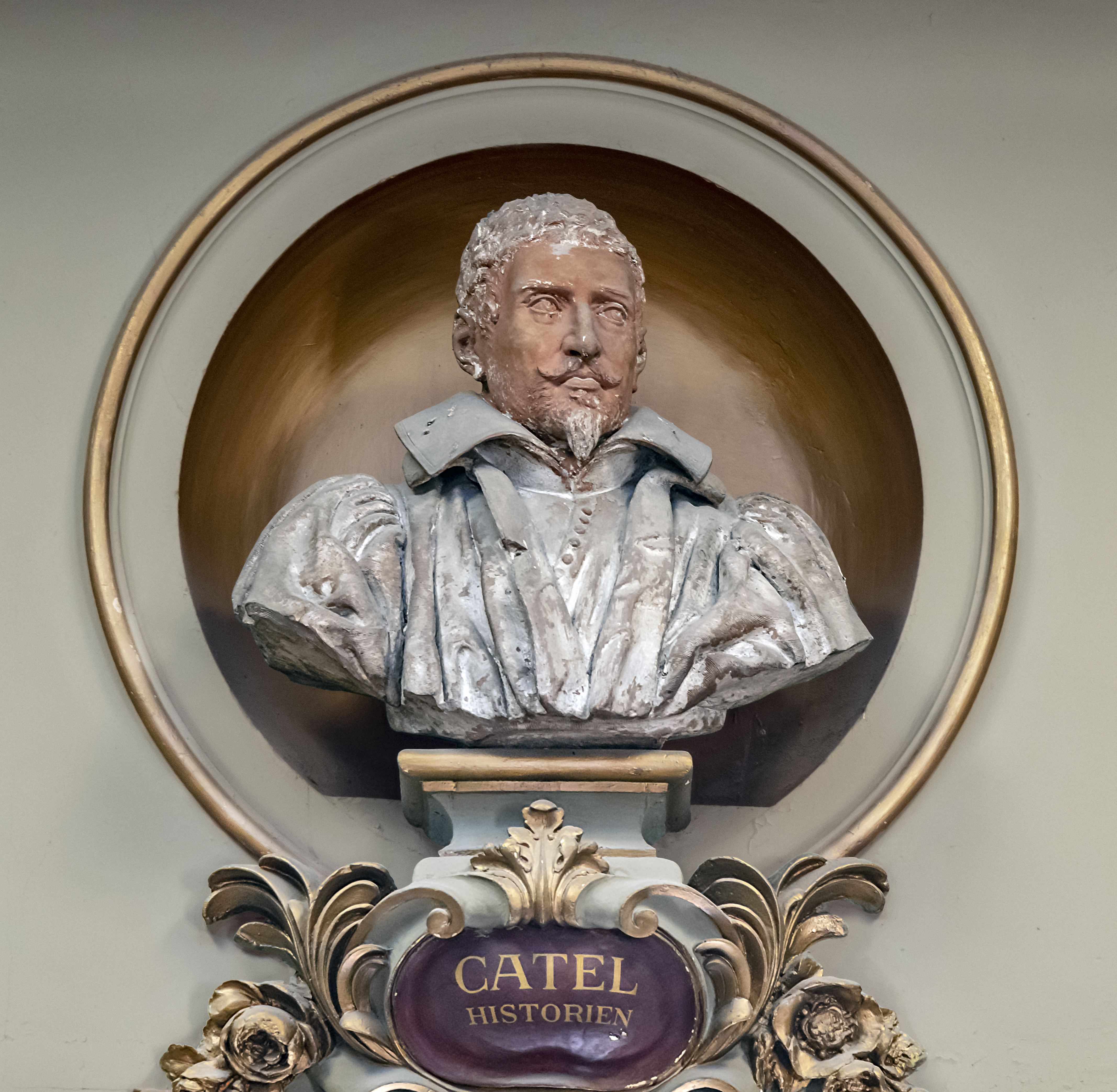
Buste de Guillaume Catel
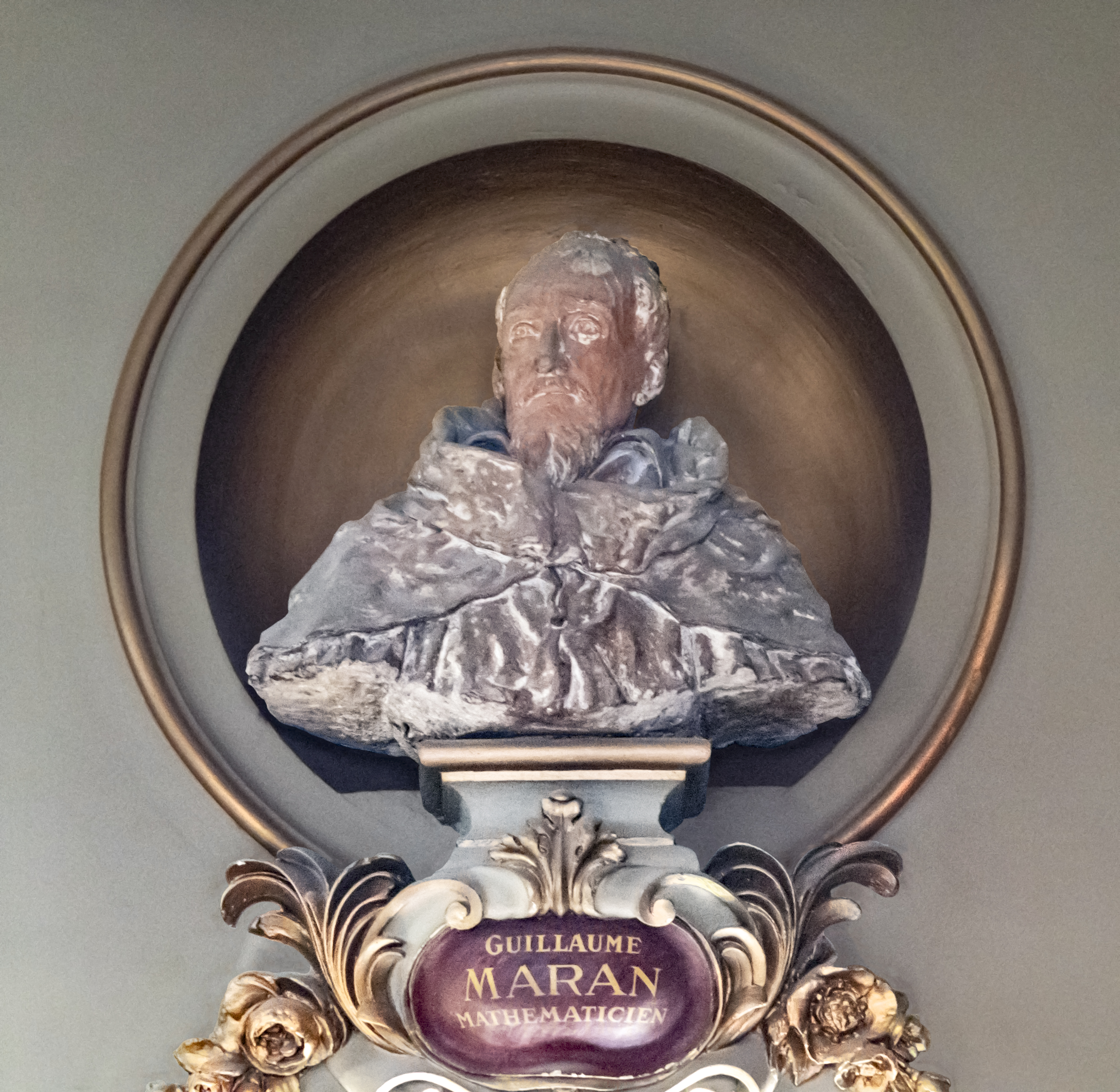
Buste de Guillaume Maran

Œuvres d'Henri Martin, salle Henri Martin
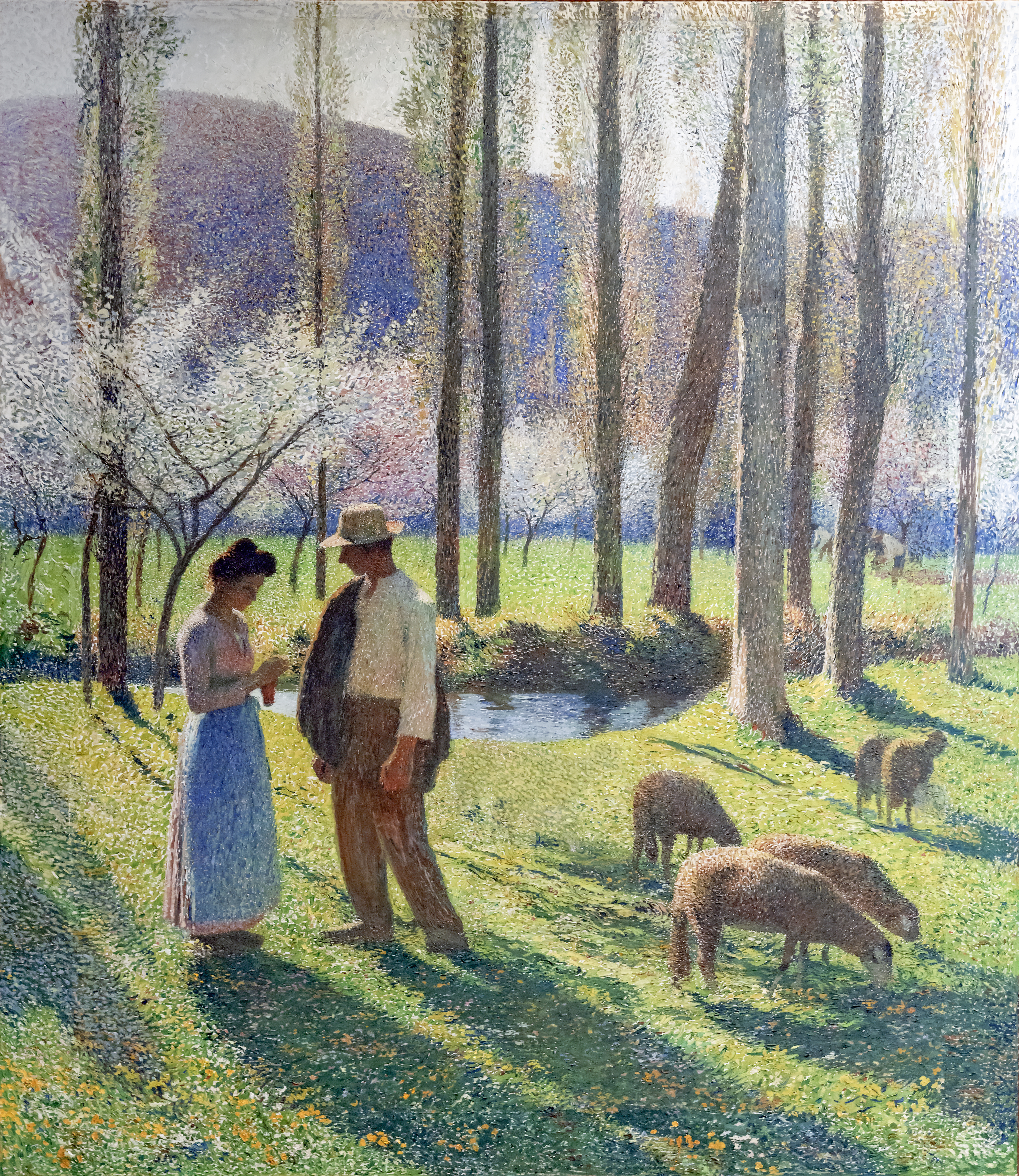
Le Printemps
L'Été
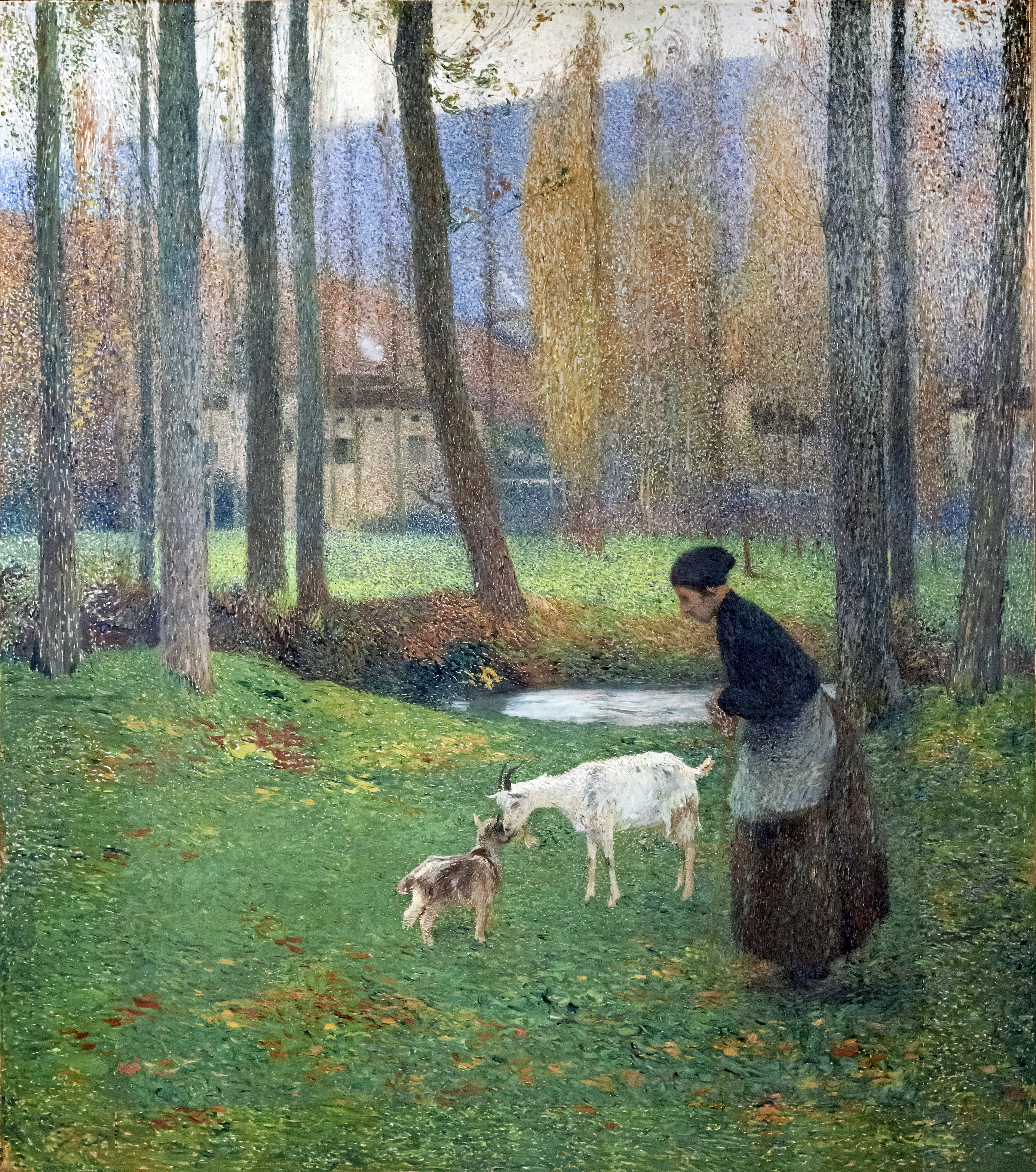
L'Automne
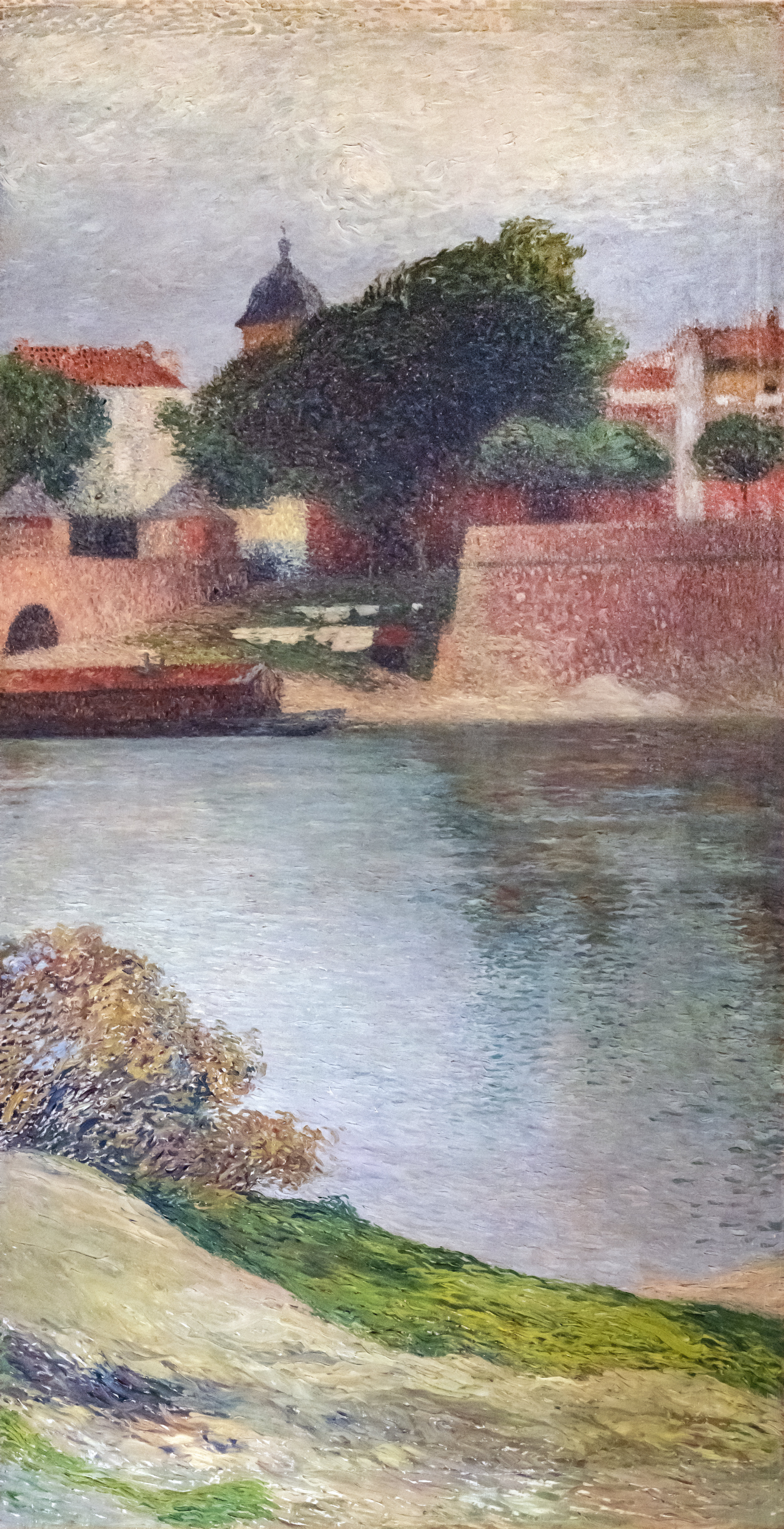
Les Bords de la Garonne. Le pont saint Pierre
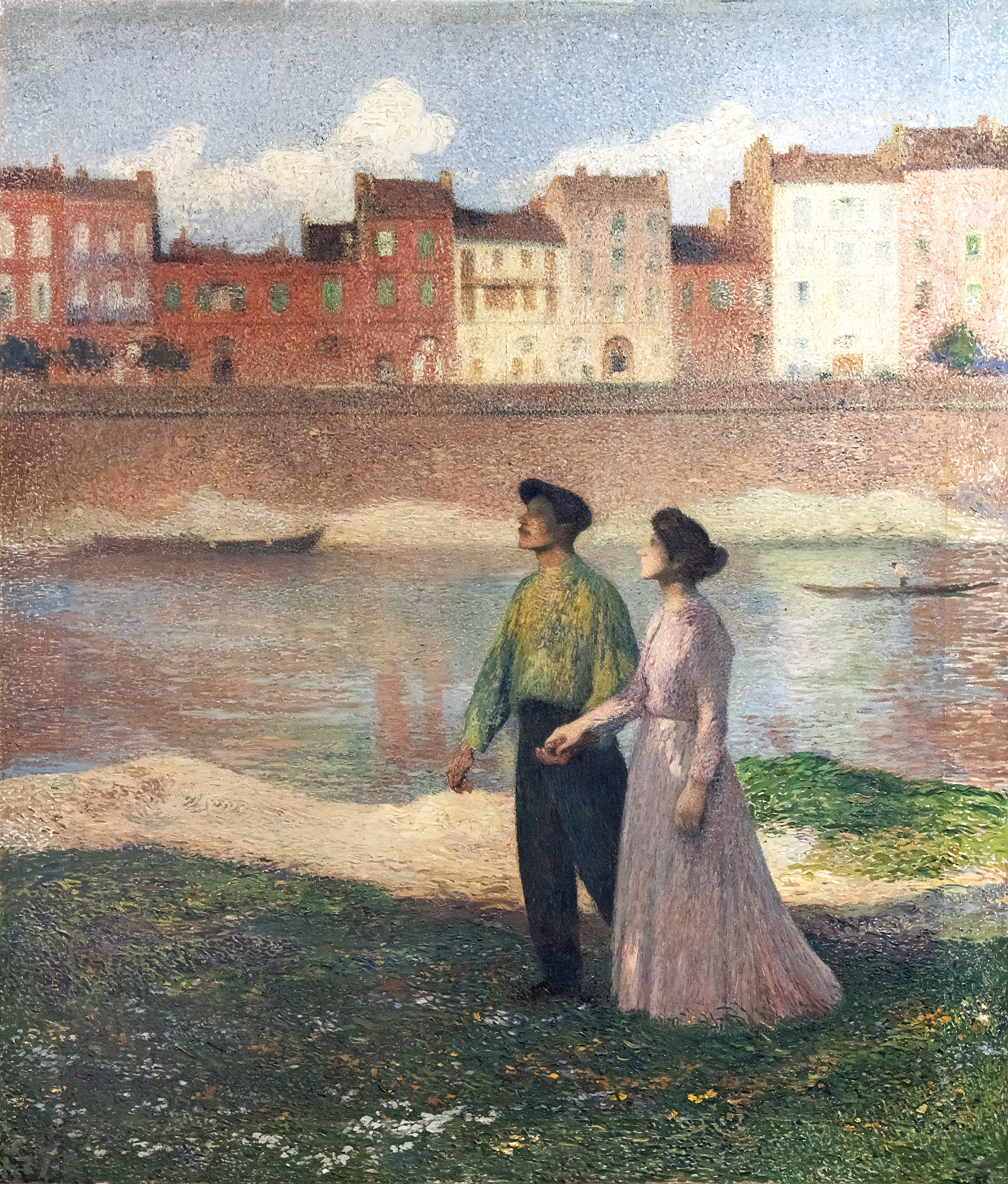
Les Bords de la Garonne. Les amoureux
Les Bords de la Garonne. Les promeneurs ou Les rêveurs
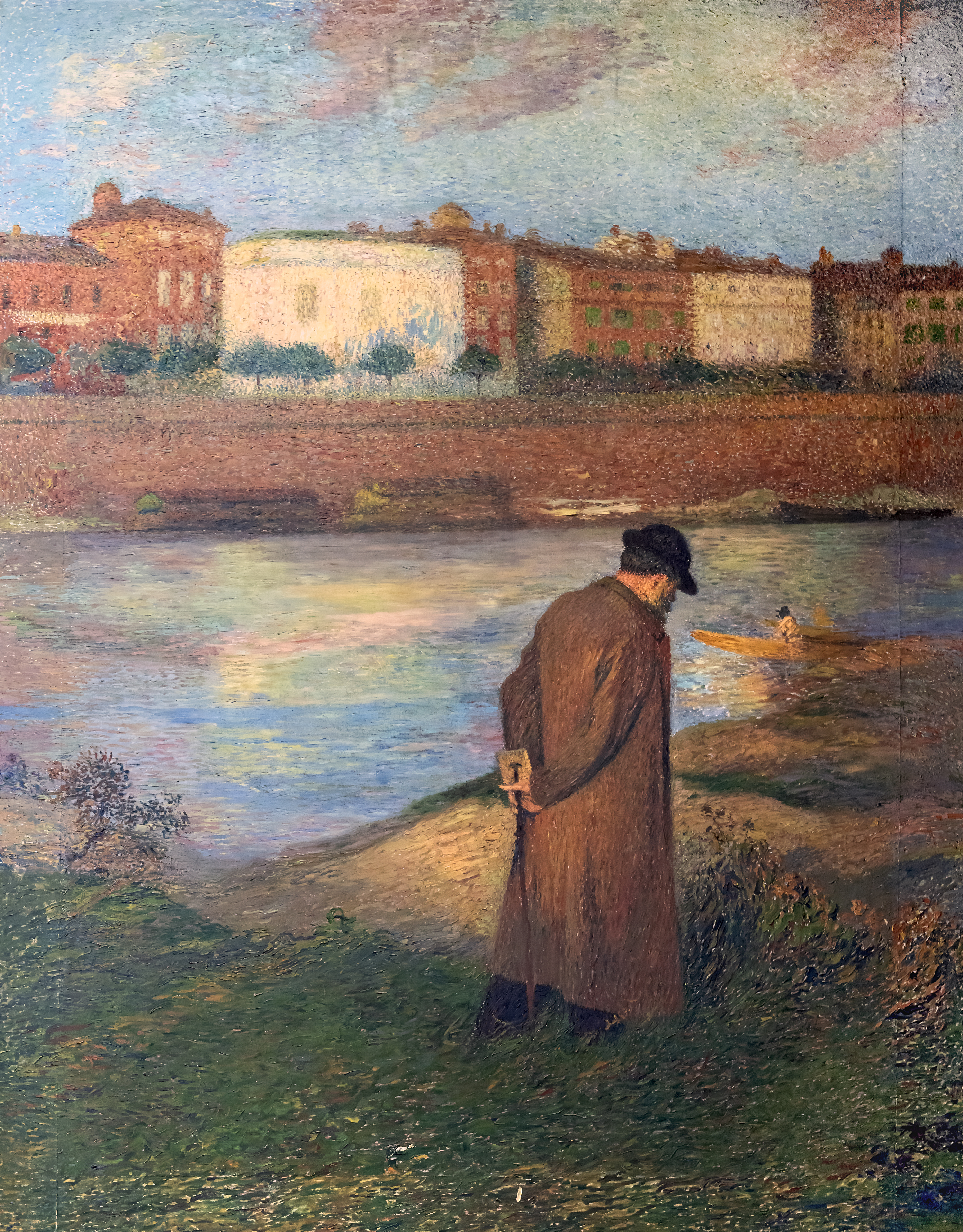
Les Bords de la Garonne. Le poète

#### Salle des Illustres

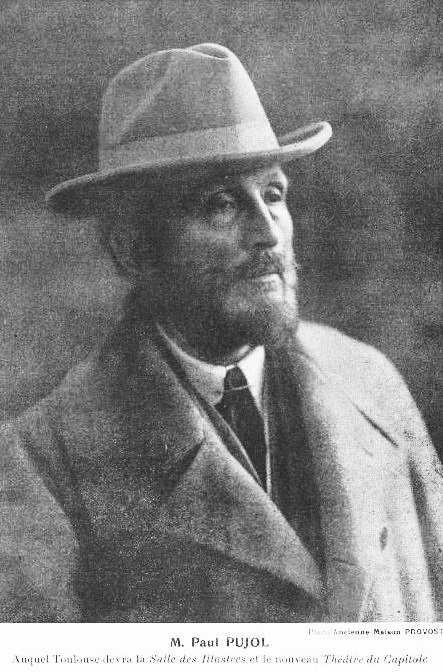
Paul Pujol, architecte toulousain, en 1922.

Située le long de la façade du Capitole, la salle des Illustres est classée monument historique depuis 1994. La galerie actuelle remplace l'ancienne salle des Illustres construite en 1674, à l'instigation du premier président du Parlement Gaspard de Fieubet, et détruite en 1887. Cette galerie est l'œuvre des architectes Paul Pujol et Pierre Esquié, elle est formée par la réunion de l'ancienne salle des Illustres, des deux salles des Fêtes, de la salle du Trône, elle mesure 60 mètres de long et 9 mètres de large. Son nom de salle des Illustres lui vient des nombreux bustes des célébrités toulousaines qui l'ornent.
En 1892, le maire de la ville Camille Ournac décide la création d'une immense galerie décorée par les artistes toulousains. L’État, qui assure la moitié des frais de rénovation, et la mairie se disputent sur la liste des peintres devant participer à l'ouvrage. Celle-ci est fixée le 20 janvier 1892 et le choix de la mairie de ne sélectionner que des artistes de l'école de Toulouse est retenu. La salle est ornée des œuvres de Jean-Paul Laurens, Benjamin-Constant, Jean-André Rixens, Paul Gervais, Édouard Debat-Ponsan, Henri Rachou, Paul Pujol et Henri Martin pour la peinture, et Antonin Mercié, Laurent Marqueste, Jules Jacques Labatut, Raymond Barthélemy, Charles Ponsin-Andarahy et Alexandre Laporte pour la sculpture. 
Elle sert aujourd’hui de salle de réception pour les hôtes de marque de la ville de Toulouse et pour les mariages. Lors de la reconstruction en 1892, on y a installé une carcasse métallique hourdée en ciment avec des arcs-doubleaux sans rôle porteur mais qui servent à diminuer l'effet de renflement de la partie centrale. La plupart des colonnes sont en stuc et peintes en faux marbre, décorées par les peintres Faure et Monlong. Des insectes et des canetons sont aussi représentés de façon impromptue ; les murs sont peints et remaniés par Paul Pujol qui s'est inspiré de la galerie du palais Farnèse de Rome. Parmi les tableaux figurent La Défense de Toulouse contre Simon de Montfort de Jean-Paul Laurens et L'Entrée à Toulouse du pape Urbain II de Benjamin-Constant. Cette salle est consacrée à la gloire de Toulouse telle qu'imaginée en 1900.
La commande passée à Henri Martin comporte un cahier des charges précis : « Ici les Troubadours écoutent pour la première fois les voix impératives des muses, là ils se joignent dans la ville au brillant cortège de Clémence Isaure qui en haut est couronnée immortellement par la poésie ». Henri Martin est particulièrement en avance sur les autres peintres car il réutilise le travail préparatoire qu'il avait effectué pour Les Troubadours, présenté au Salon des artistes français de 1893.
Fidèle à la vérité historique, il choisit d'habiller ses troubadours en longue robe rouge brun et capuchon florentin et les représente sous les traits de ses amis : le compositeur Maillol dans Troubadours, Jean Rivière, Jean Jaurès, Armand Silvestre et Viennot dans L'Apparition de Clémence Isaure. Celle-ci est meilleure que les deux versions des Troubadours : les muses sont positionnées plus naturellement dans les airs, les troubadours sont plus vivants. Des éléments représentatifs de son œuvre sont le laurier rose dans le coin gauche, la statuette de Minerve et le sol remontant brusquement.

##### Le plafond
- L'Apothéose de Clémence Isaure, par Henri Martin : les teintes sont sombres et la touche est large et d'un trait affirmé. Le mouvement de la figure est jugé « à la fois très harmonieux et tout à fait plafonnant[22] ».
- Toulouse coopérant à la défense nationale, 1897, par Jean-André Rixens.
- Apollon et les Arts, 1897, par Paul Gervais.
- La Couronne de Toulouse, 1894, par Édouard Debat-Ponsan.

##### Les extrémités
- Au nord, L'Entrée à Toulouse du pape Urbain II en 1096, par Benjamin-Constant. Le pape vient appeler le comte de Toulouse à participer à la première croisade.
- Au sud, La Défense de Toulouse, par Jean-Paul Laurens. Des fortifications qui faisaient face à l'actuel Muséum fut tiré la pierre qui tua Simon de Montfort.

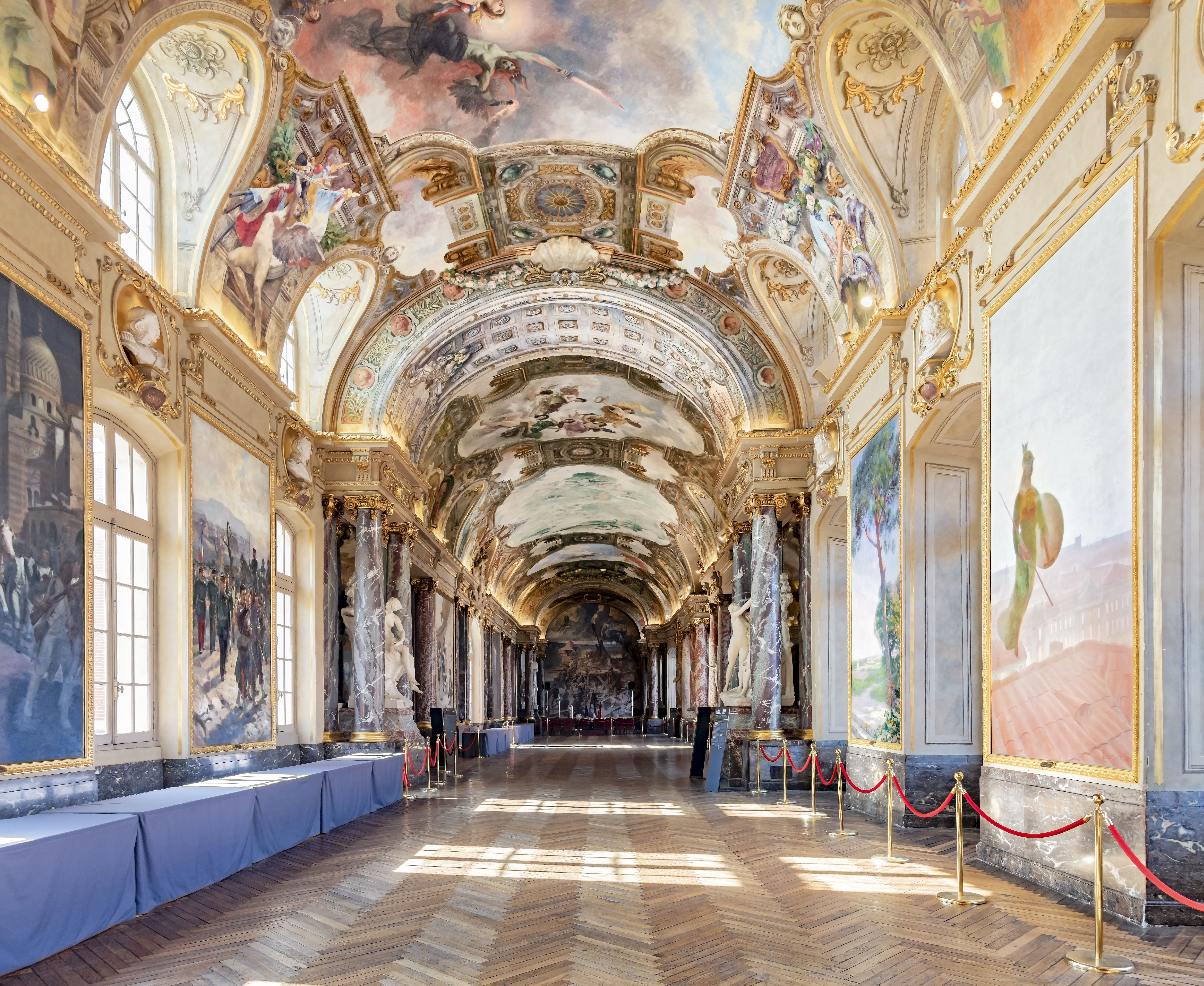
Vue de la salle des Illustres.
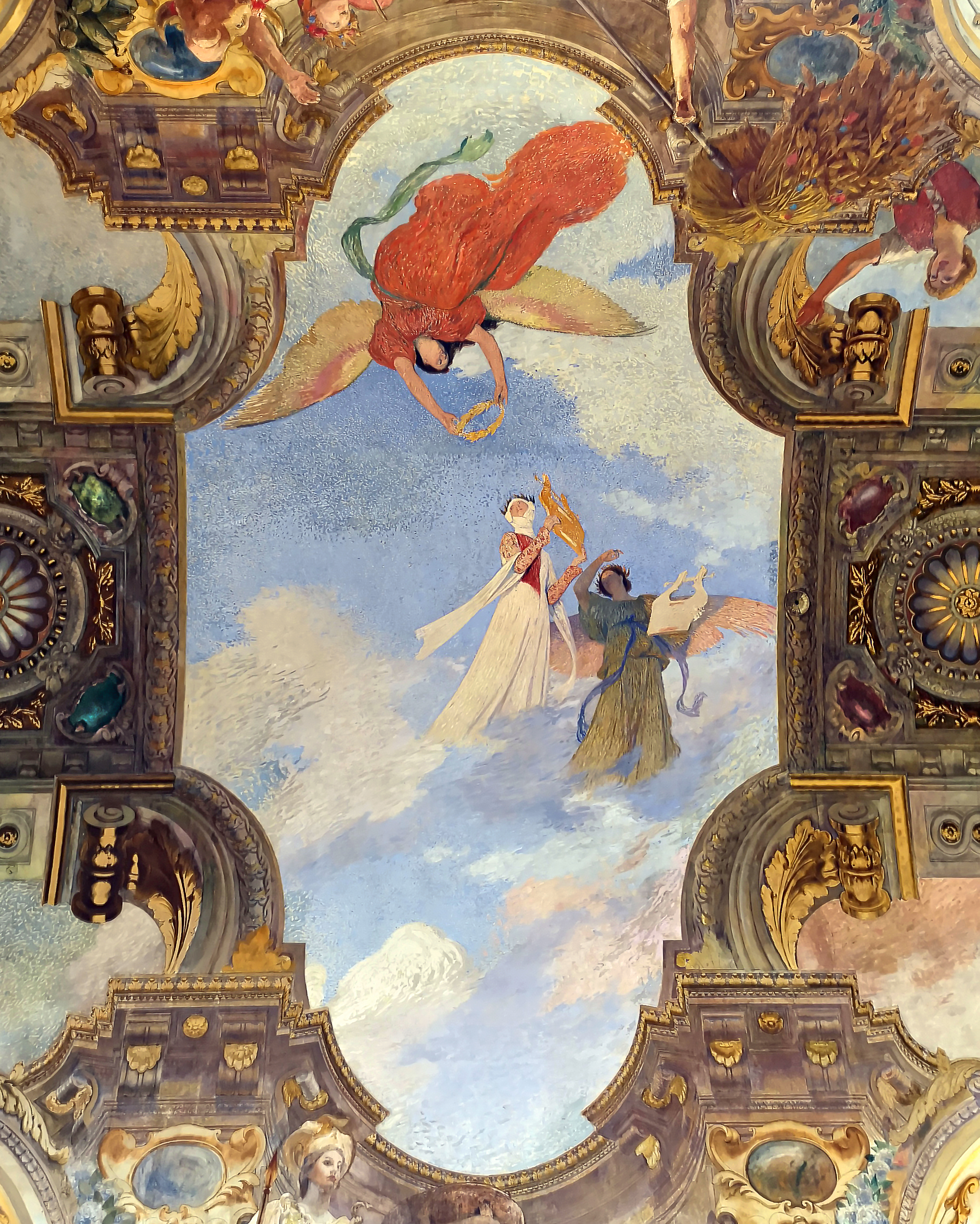
Henri Martin, L'Apothéose de Clémence Isaure (1897).
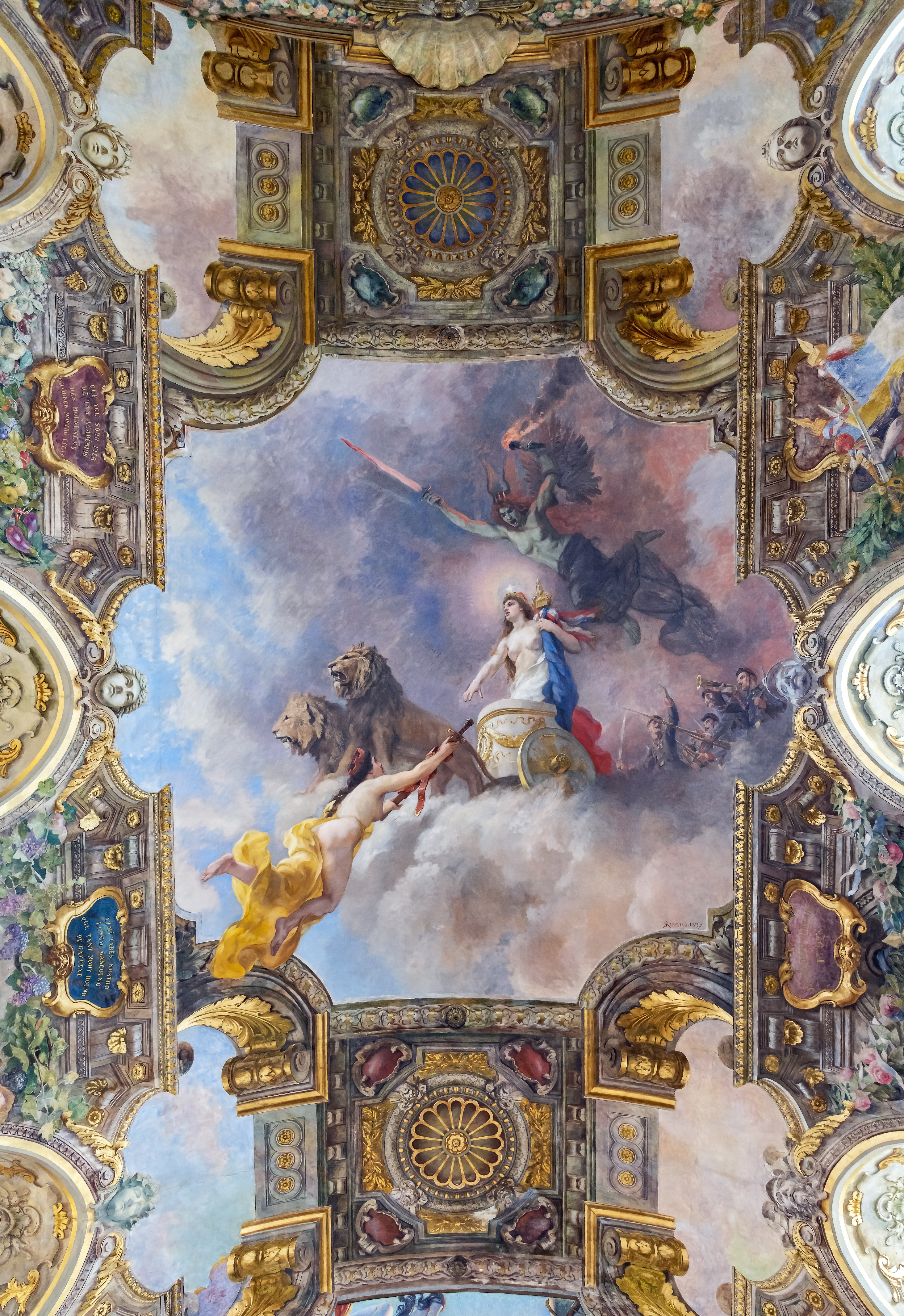
Jean-André Rixens, Toulouse coopérant à la défense nationale (1897).
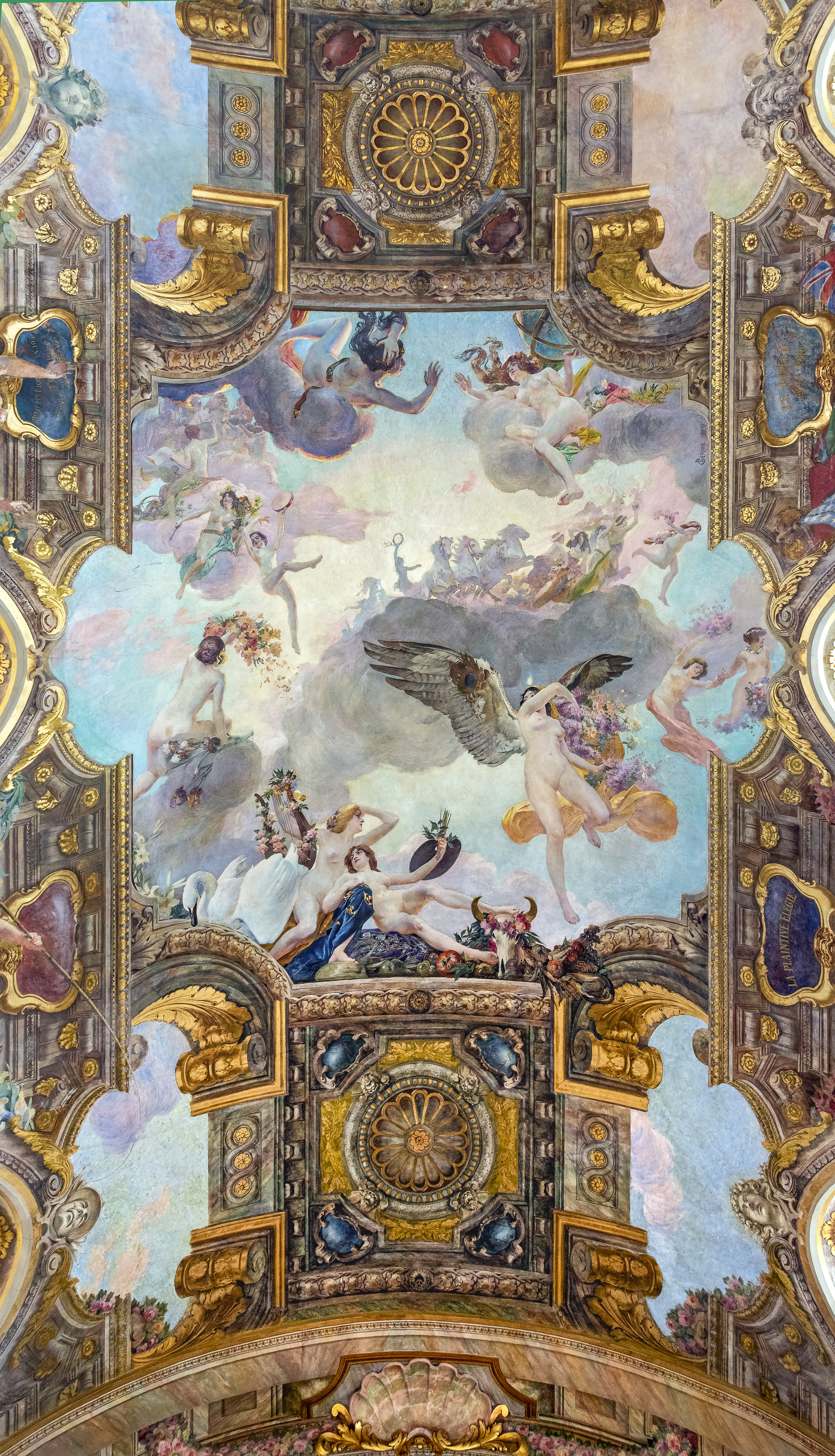
Paul Gervais, Apollon et les Arts (1897).
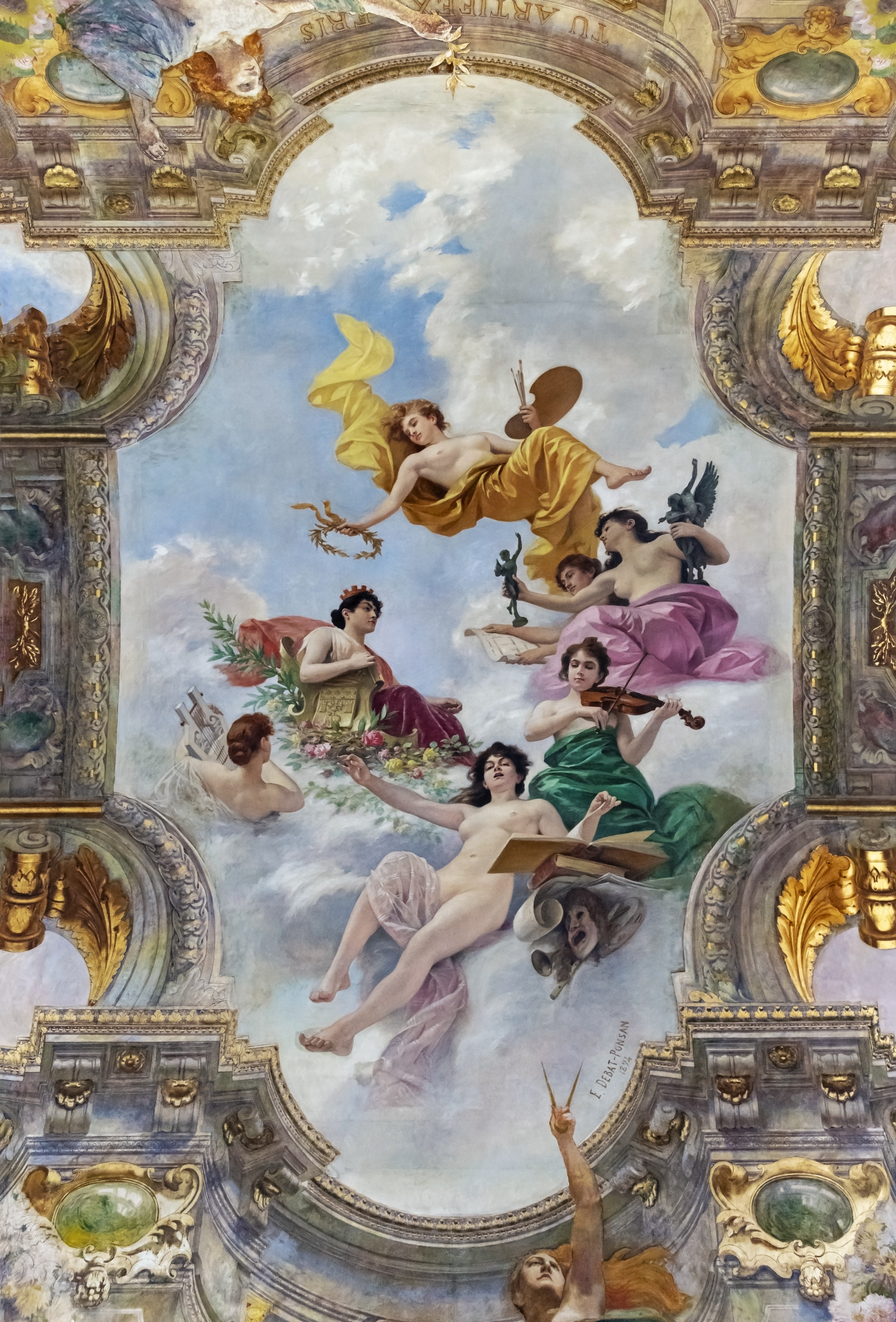
Édouard Debat-Ponsan, La Couronne de Toulouse (1894).
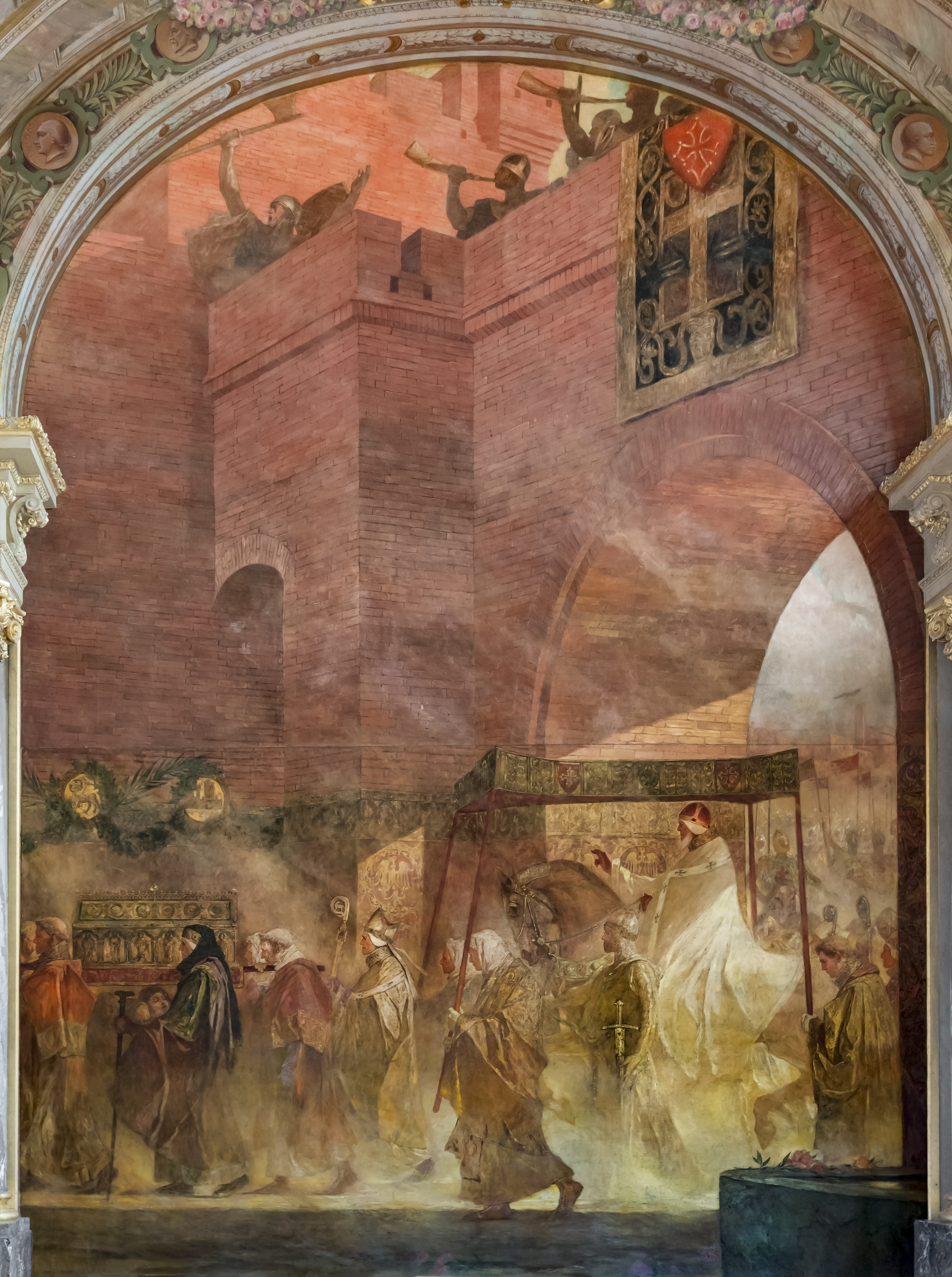
Benjamin-Constant, Entrée du pape Urbain II en 1096.
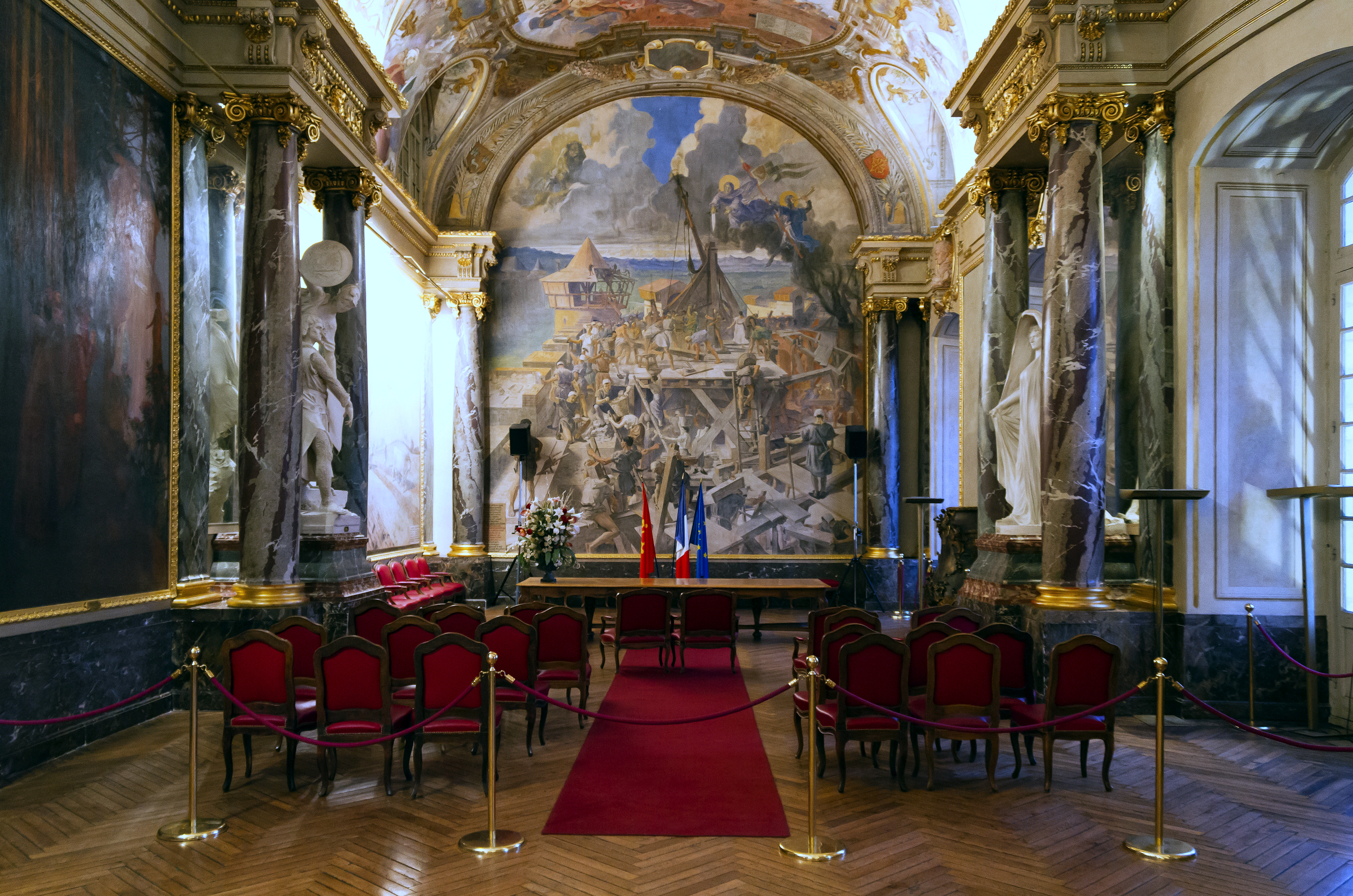
Jean-Paul Laurens, La Défense de Toulouse.

##### Façade ouest
- La Belle Paule par Henri Rachou. Lors de l'entrée à Toulouse de François Ier en 1533, les capitouls organisèrent de grandes et coûteuses festivités. Pour remettre les clefs de la ville, une jeune fille de quinze ans, nommée Paule de Viguier, fut choisie. Cette jeune et belle fille plut tellement à François Ier qu'il la surnomma La Belle Paule[23]. Le peuple toulousain fut saisi également par la beauté de l'adolescente à un tel point qu'au départ du roi, des troubles apparurent et les capitouls obligèrent la Belle Paule à apparaître à sa fenêtre deux fois par semaine.
- La Poésie rencontre la ville de Toulouse et se fixe chez elle, 1897, par Casimir Destrem.
- Minerve veillant sur Toulouse, 1898, par Casimir Destrem.
- Toulouse vue des coteaux voisins, par Edmond Yarz.
- Monument à Goudouli, 1911, par Antonin Carlès.
- La Poésie héroïque, marbre par Alexandre Falguière, exposé au Salon de 1893.
- Aphrodite, par Laurent Marqueste.
- Le Vanneur, 1885, par Charles Ponsin-Andarahy.

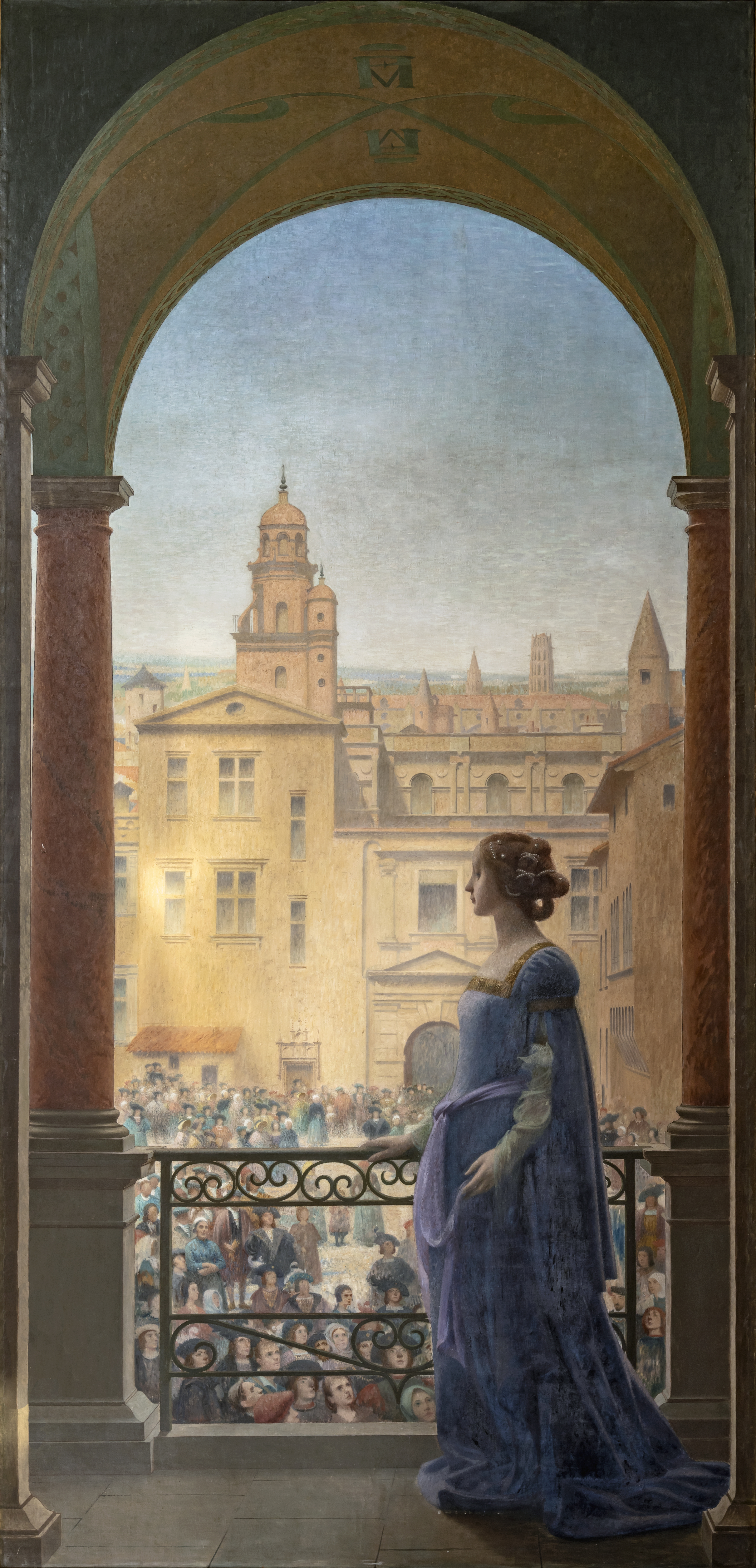
Henri Rachou, La Belle Paule.
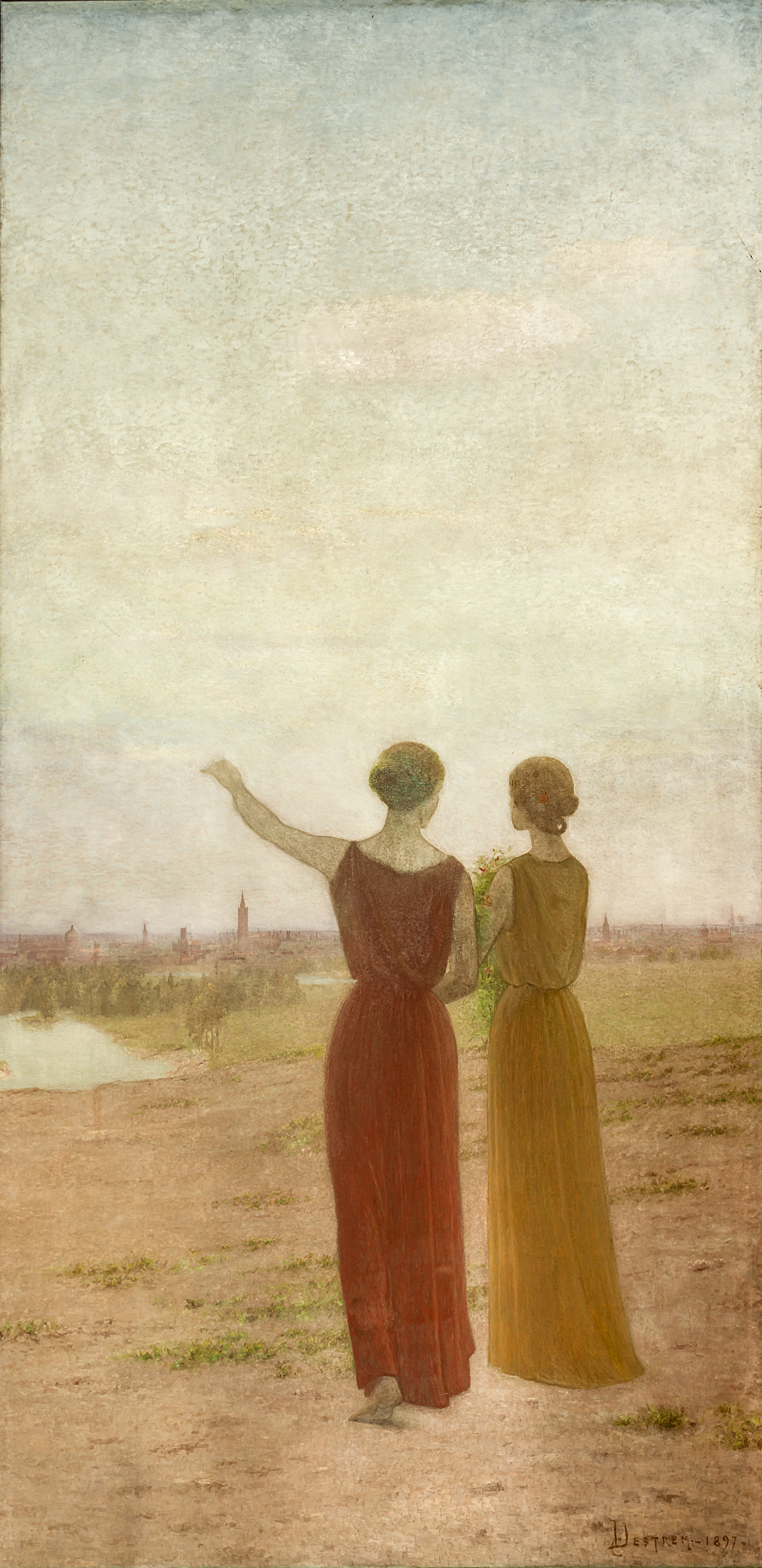
Casimir Destrem, La Poésie.
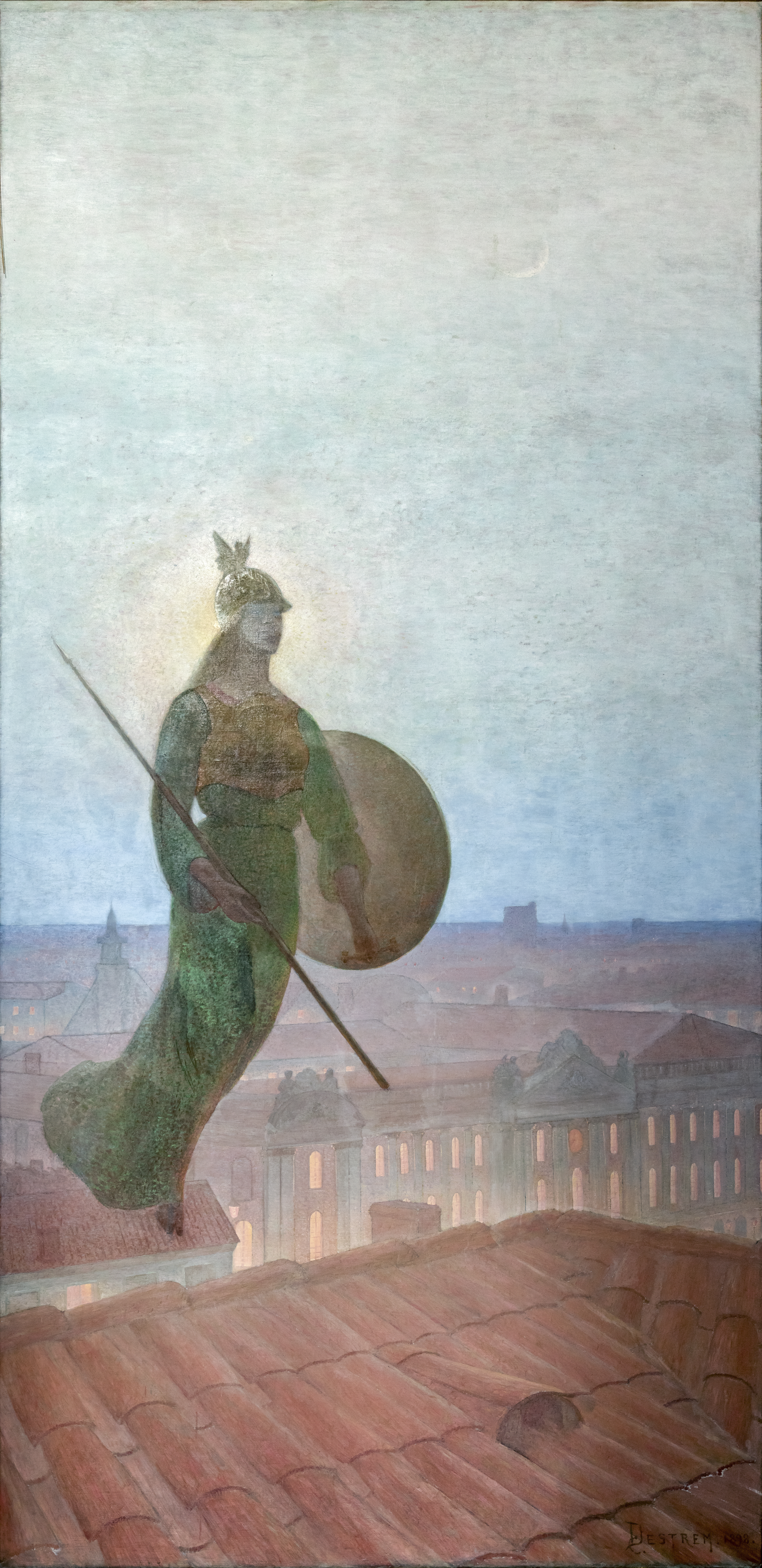
Casimir Destrem, Minerve veillant sur Toulouse.
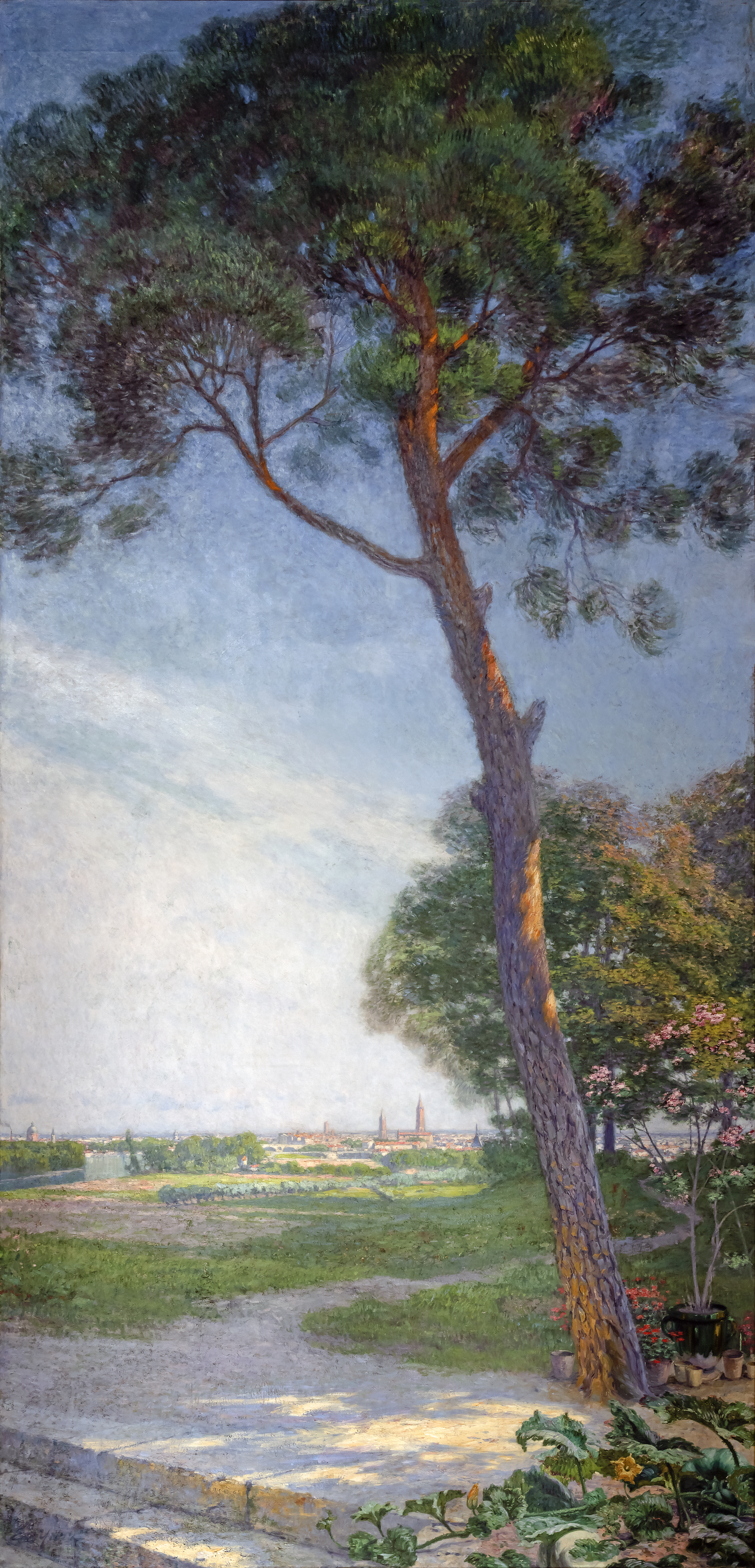
Edmond Yarz, Toulouse vue des coteaux voisins.
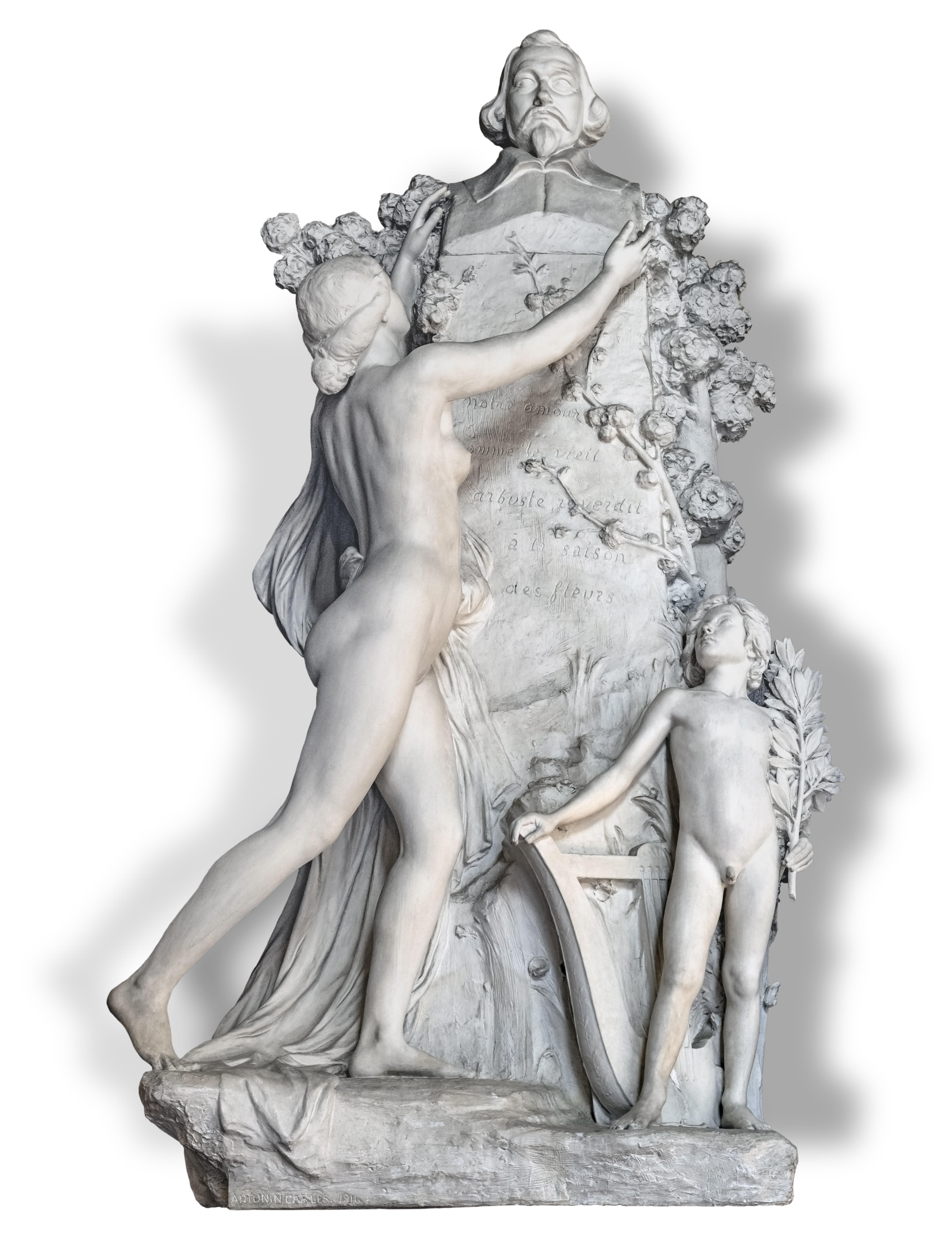
Antonin Carlès, Monument à Goudouli.
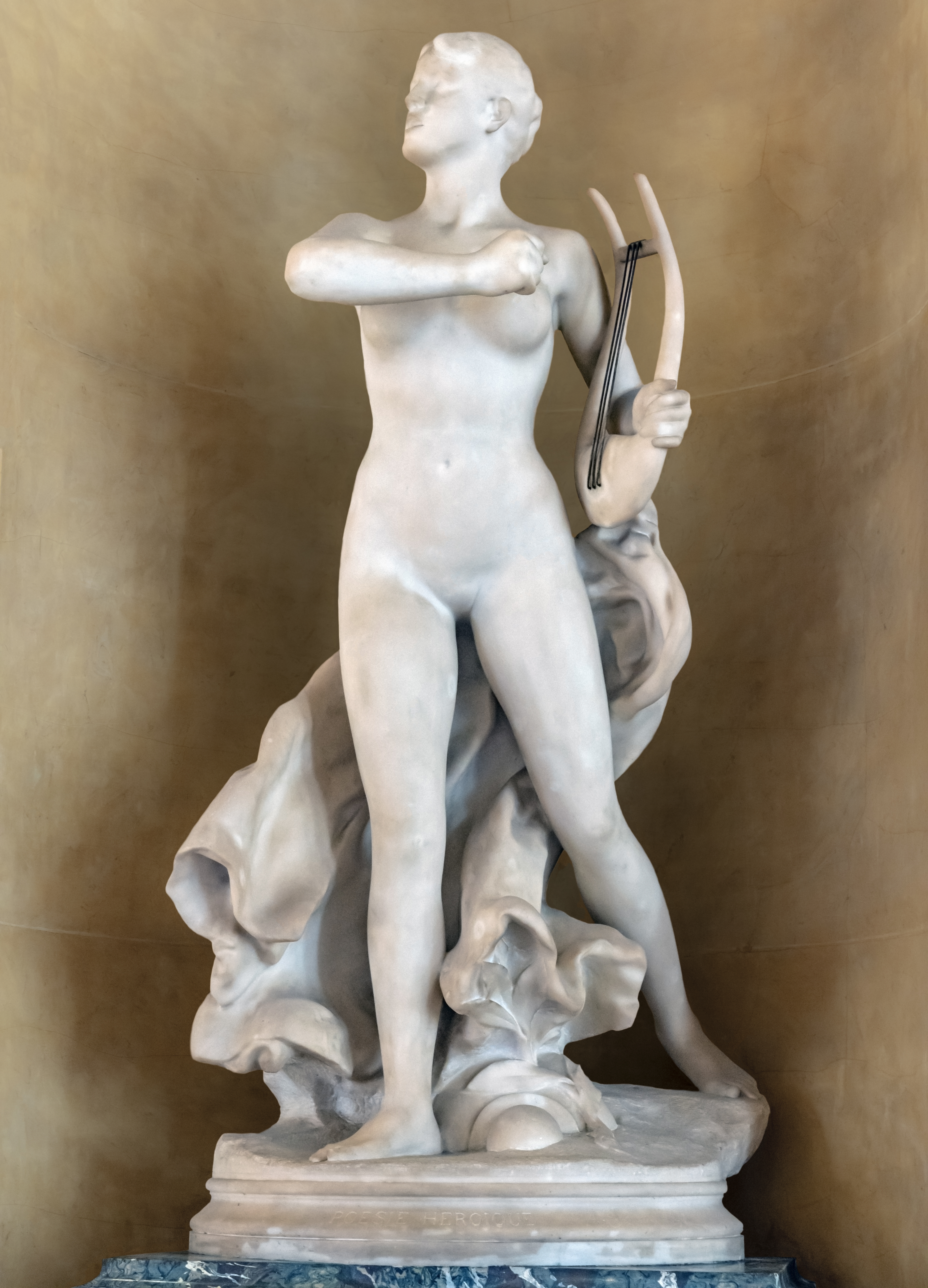
Alexandre Falguière , La Poésie héroïque.
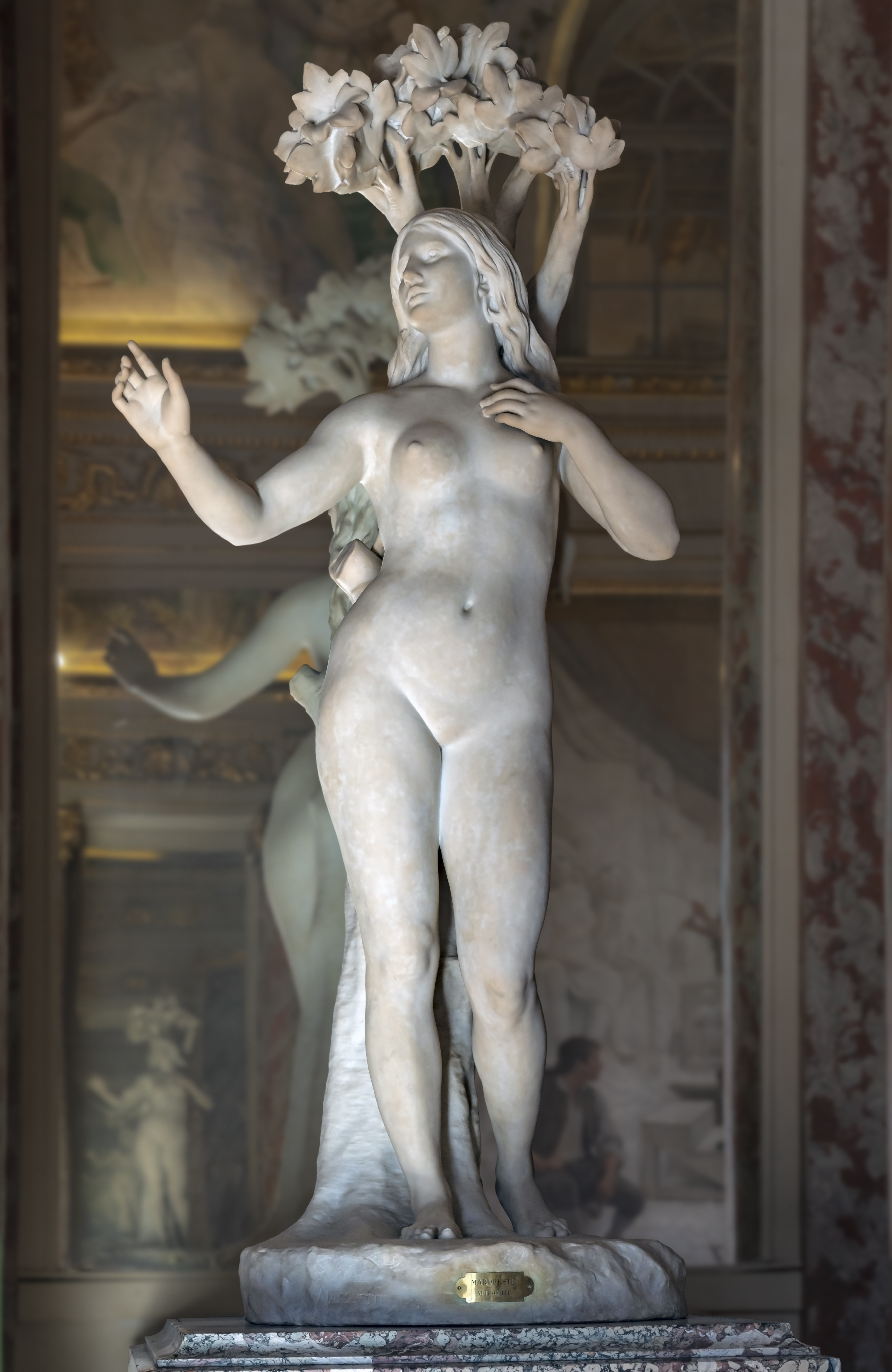
Laurent Marqueste, Aphrodite.
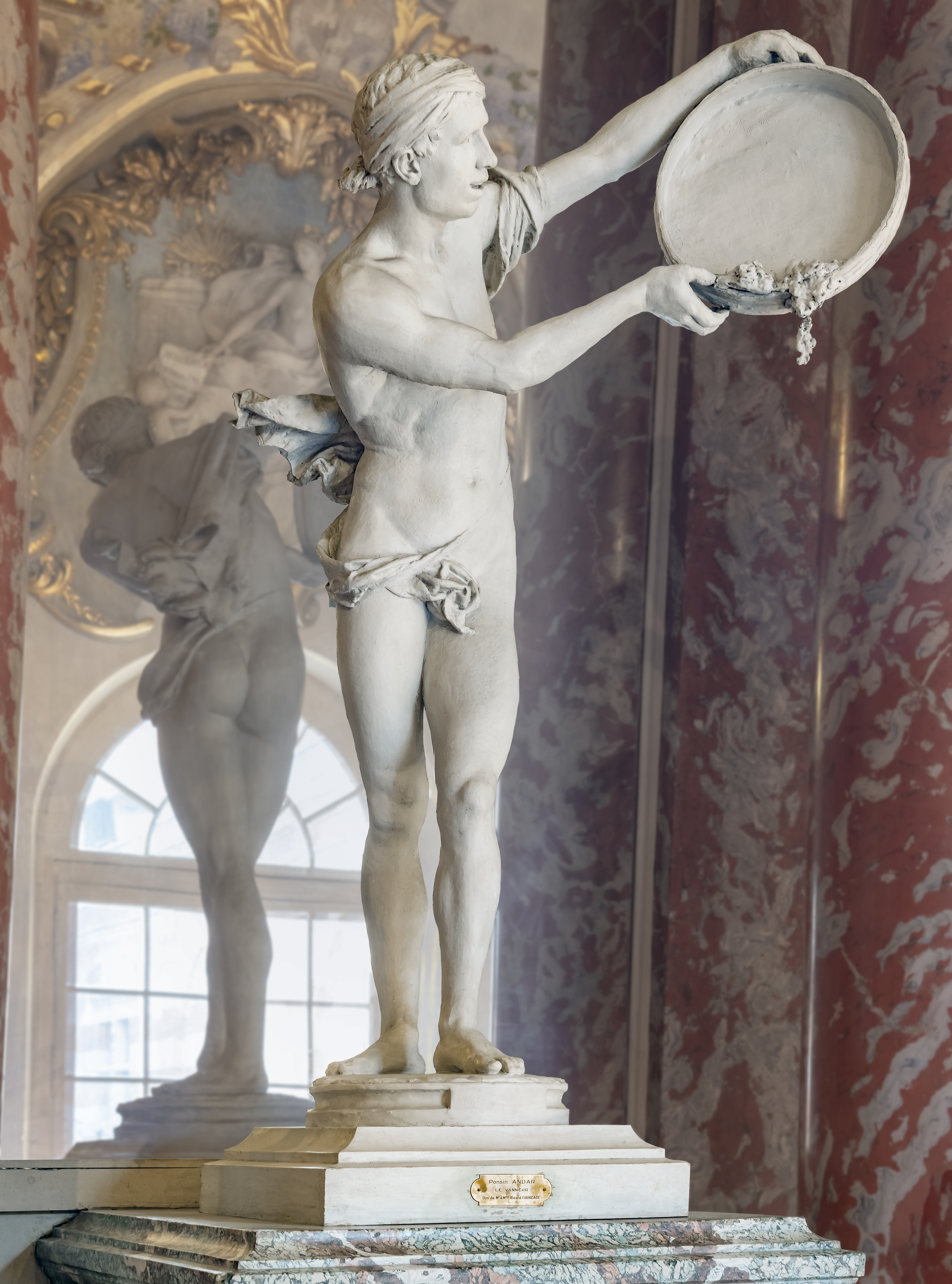
Charles Ponsin-Andarahy, Le Vanneur.

##### Façade est
- La Fontaine de jouvence, 1908, par Paul Gervais.
- Dura lex, sed lex ou La Loi, la Justice, la Vérité, 1905, par Paul Gervais.
- Entrée du Général Dupuy au Caire, 1899, par Jean-André Rixens.
- Fermat et sa muse, 1898, groupe en plâtre par Théophile Barrau.
- Une visite au sculpteur, 1896, par Édouard Debat-Ponsan, montrant la visite faite par le cardinal de Brienne à François Lucas sur le chantier du bas-relief des Ponts-Jumeaux .
- Les Poëtes du Gay Savoir, 1893, par Henri Martin.

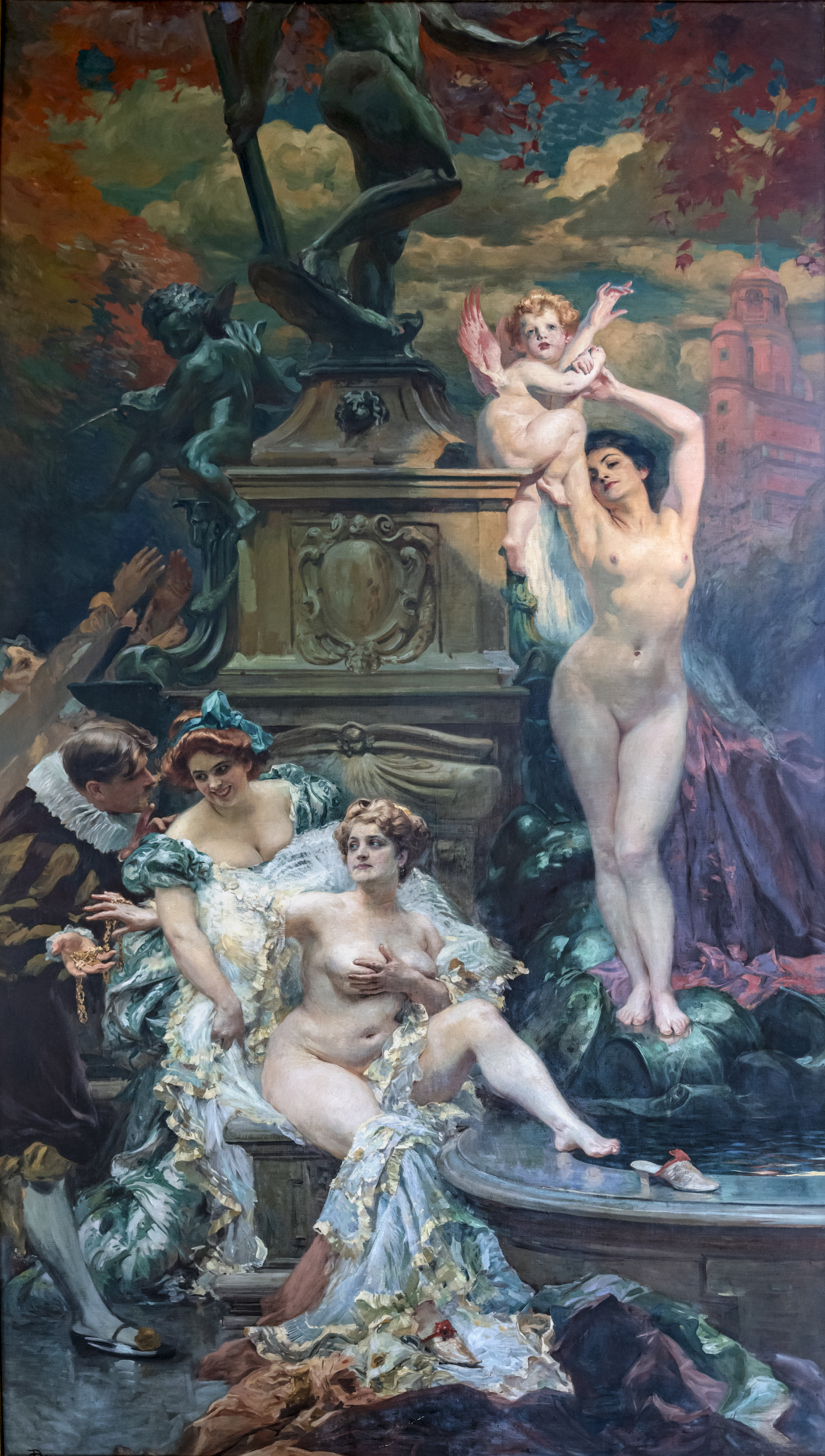
Paul Gervais, La Fontaine de jouvence (1908).
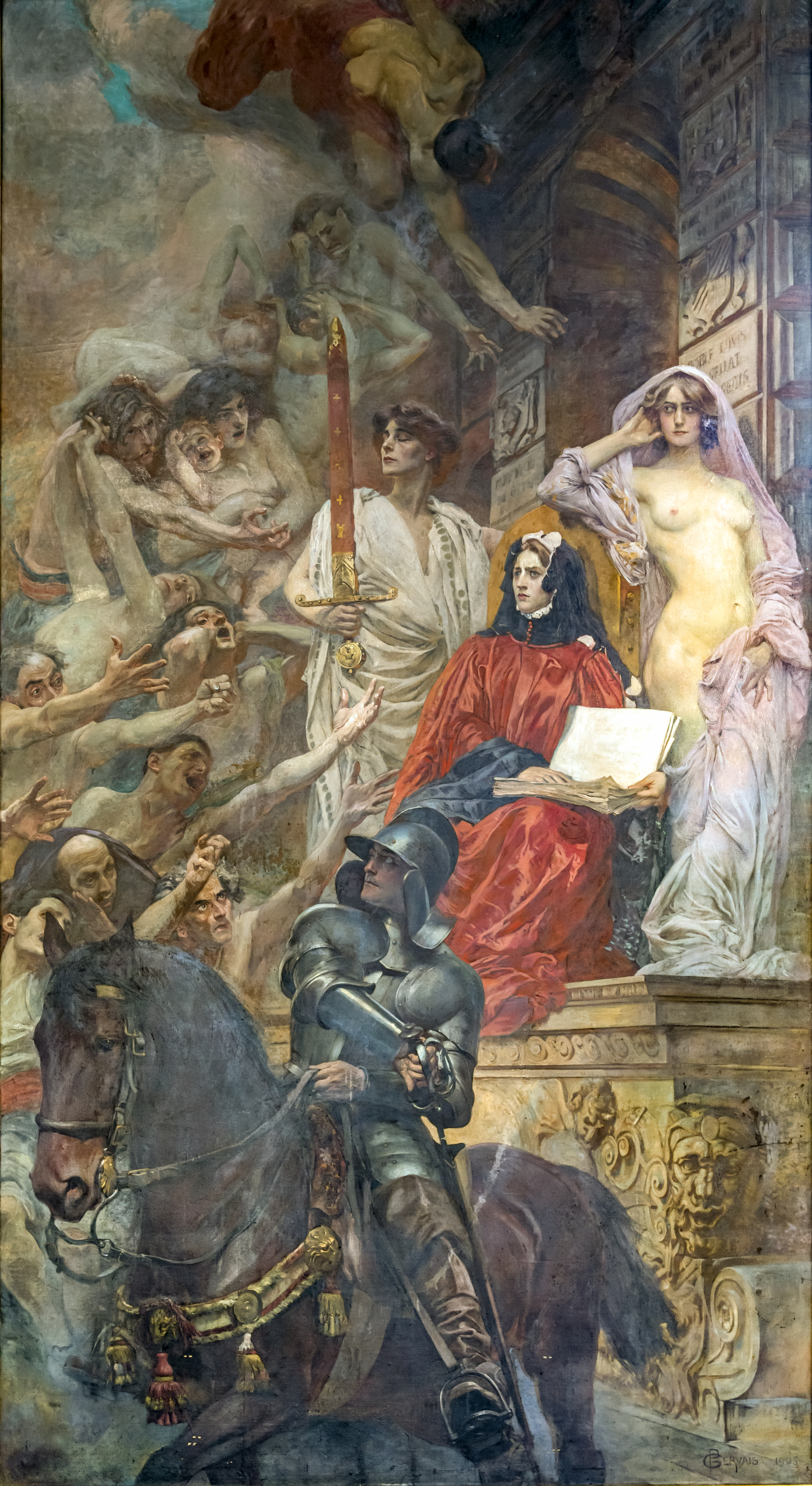
Paul Gervais, Dura lex, sed lex (1905).
Jean-André Rixens, Entrée du général Dupuy au Caire (1899).
Jean-André Rixens, Les Artilleurs mobiles de Toulouse quittent Belfort avec les honneurs de la guerre.
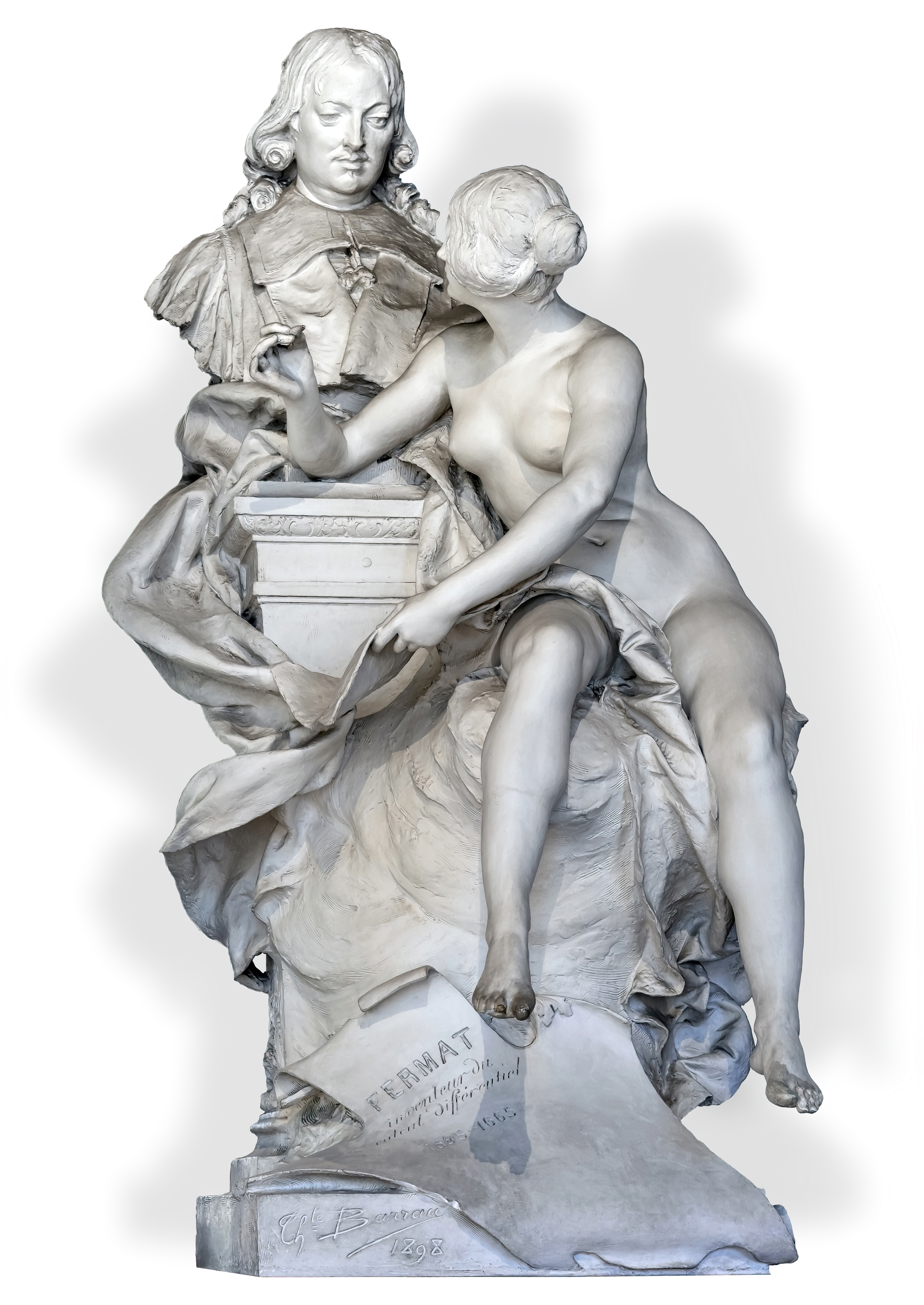
Théophile Barrau, Fermat et sa muse (1898), plâtre.
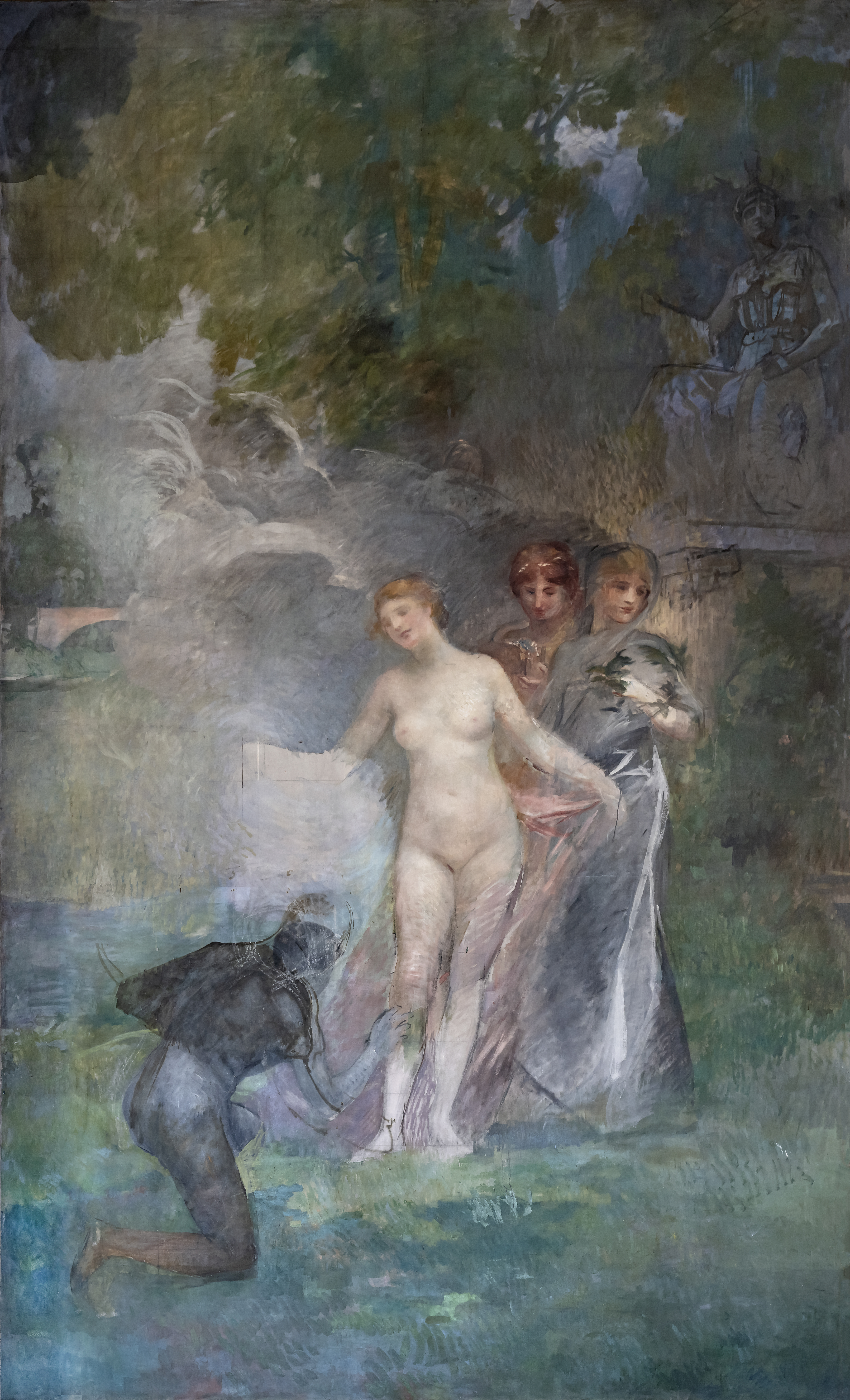
Antonin Mercié, œuvre inachevée (1899).
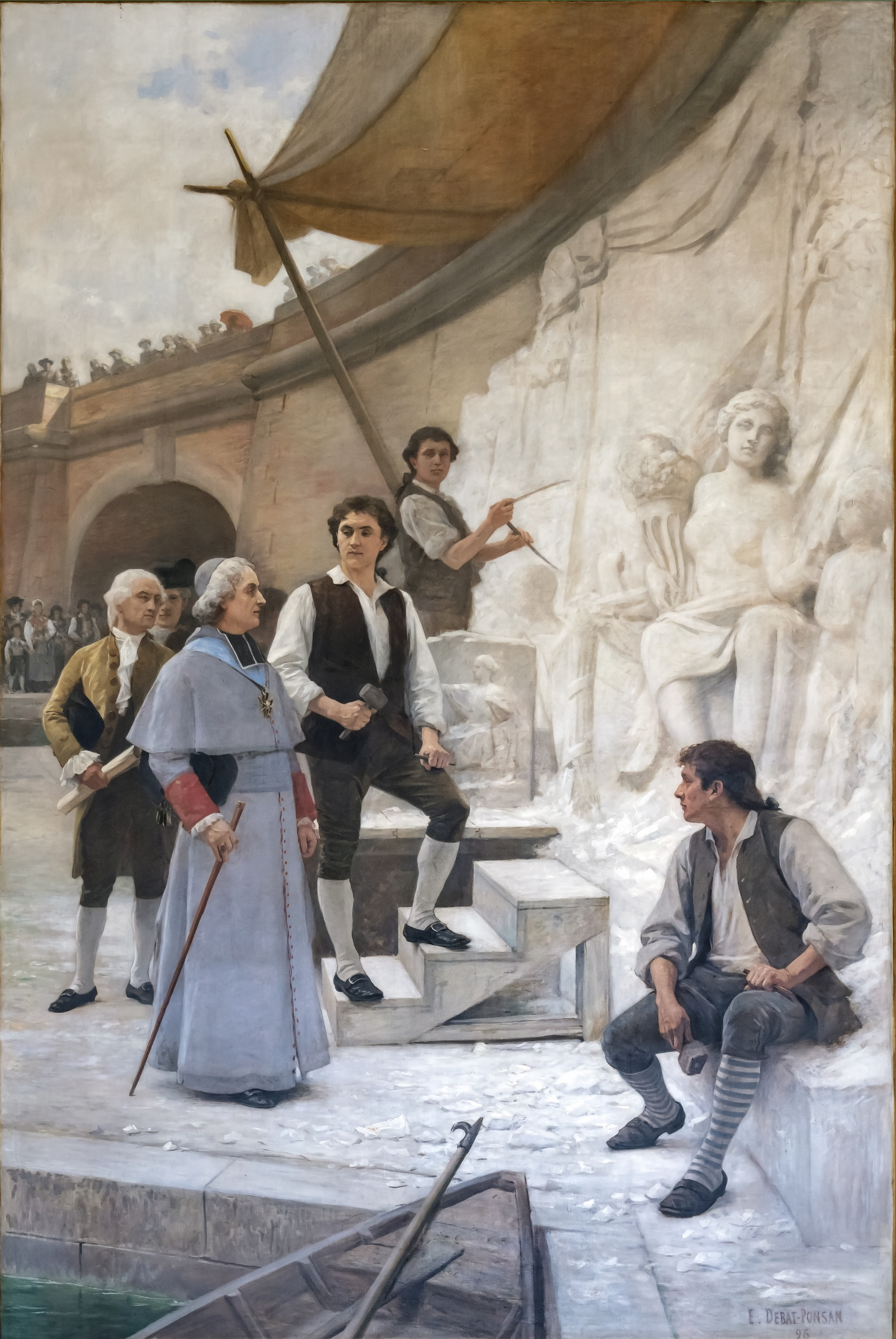
Édouard Debat-Ponsan, Une visite au sculpteur (1896).
Henri Martin, Les Poëtes du Gay Savoir (1893).

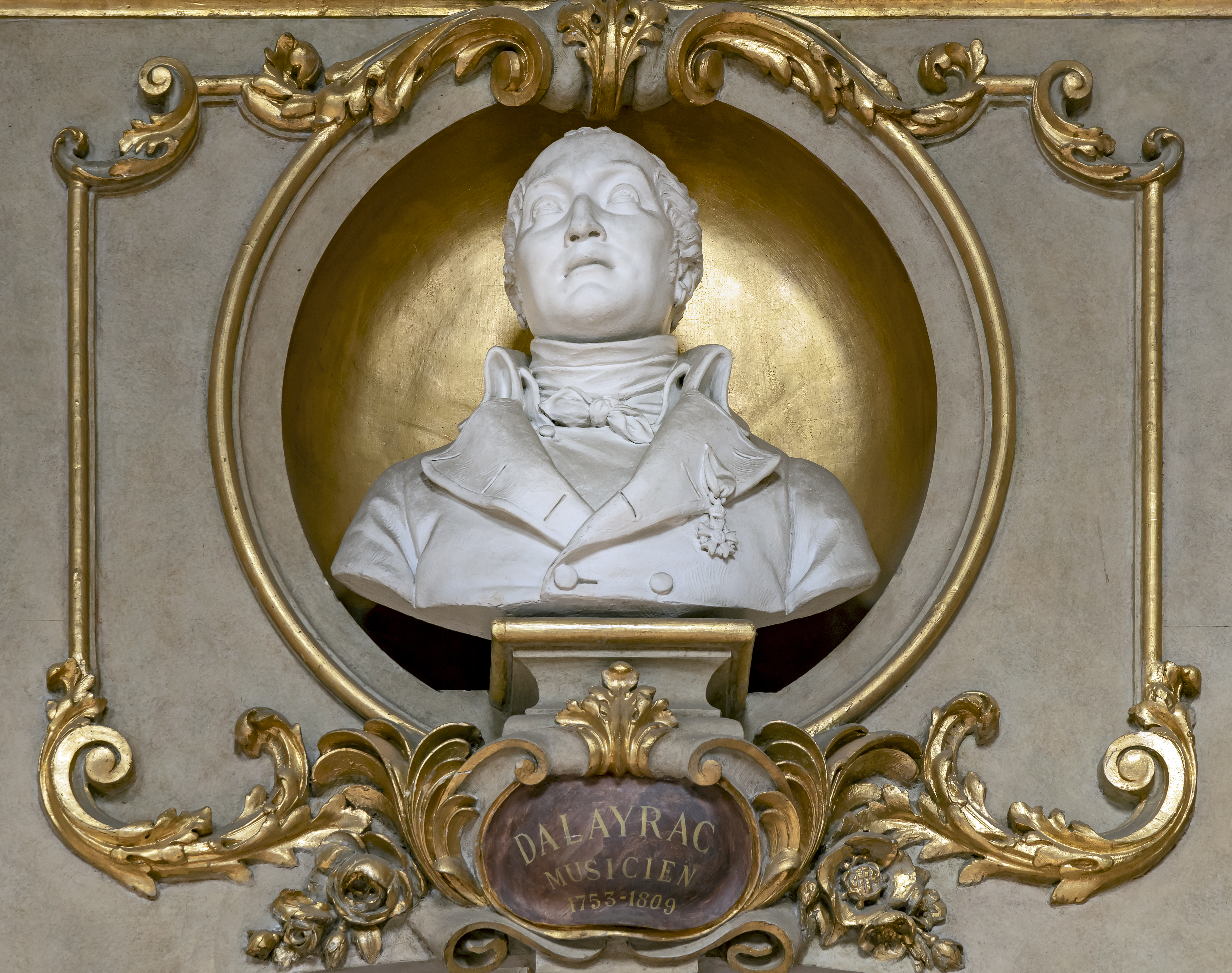
Henri Maurette, Nicolas Dalayrac.
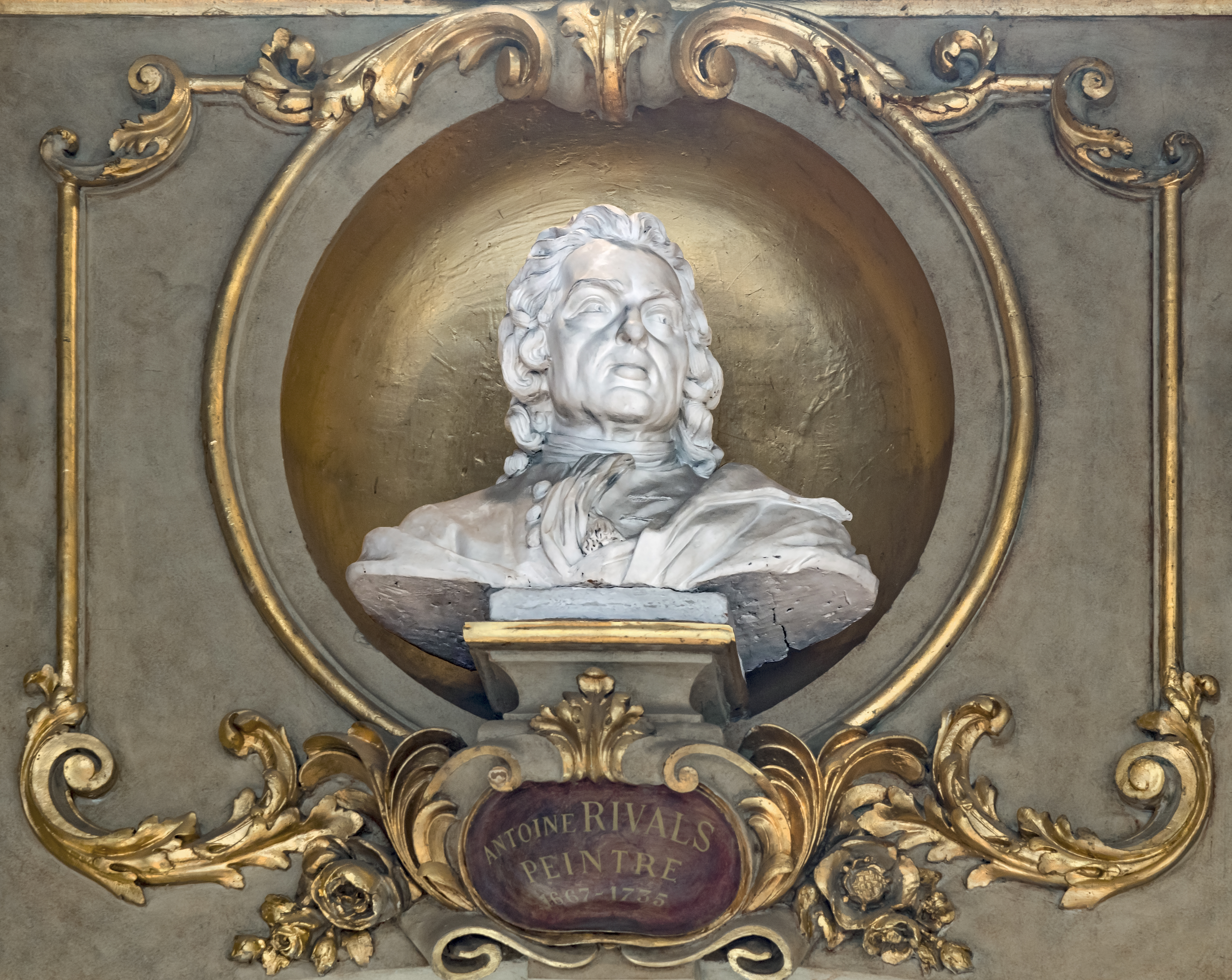
Antoine Rivalz
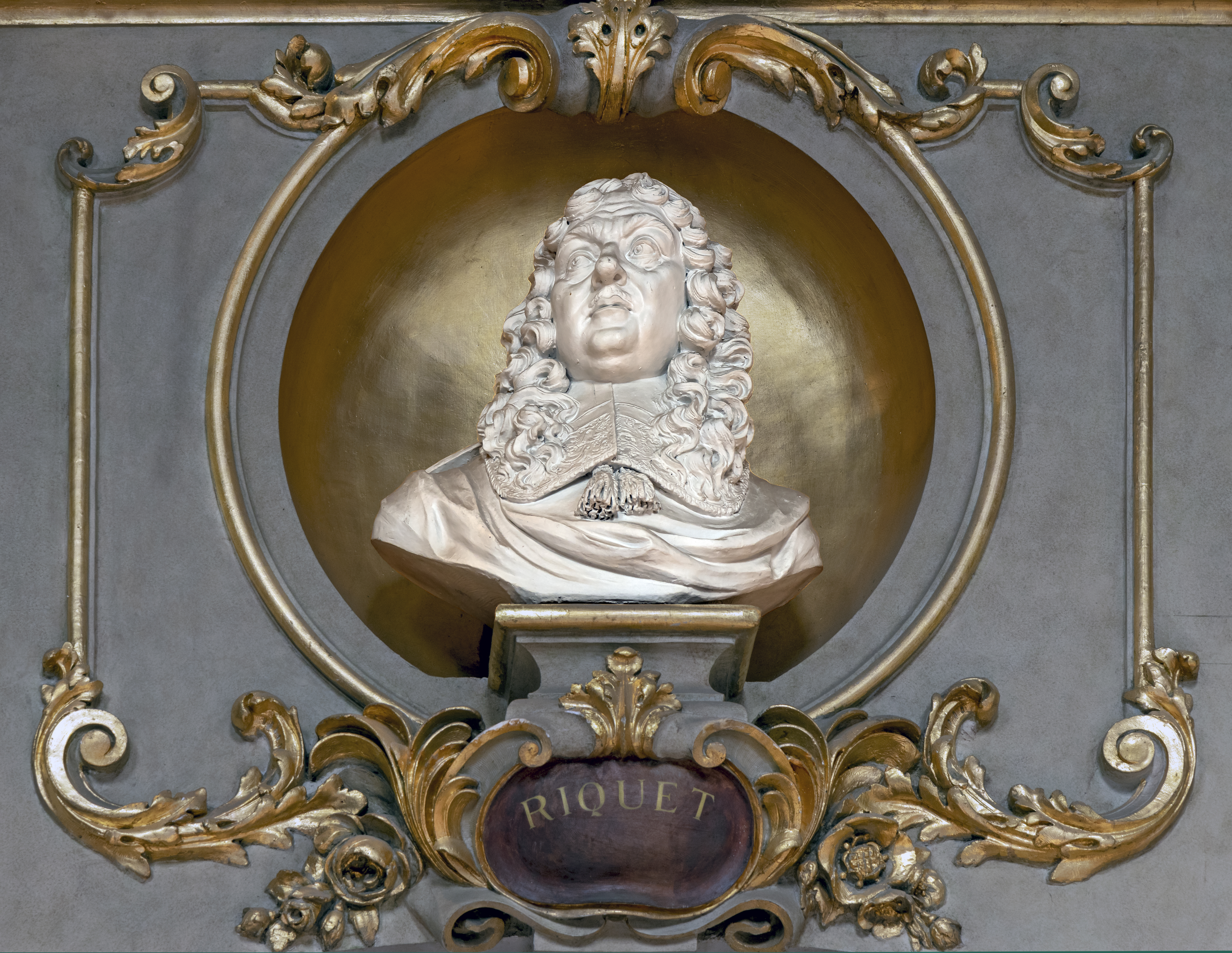
Buste de Pierre-Paul Riquet.
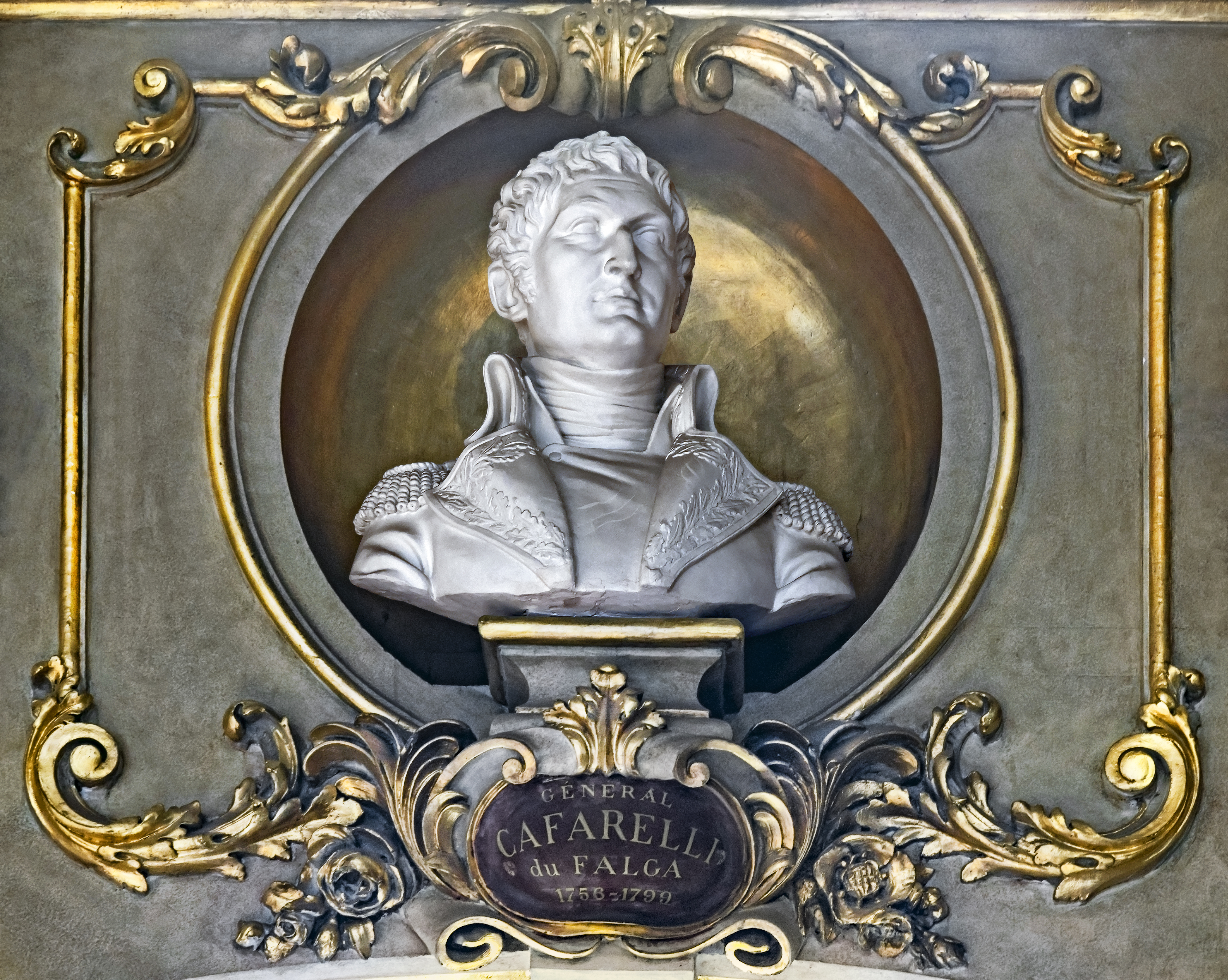
Buste de Maximilen Caffarelli du Falga.
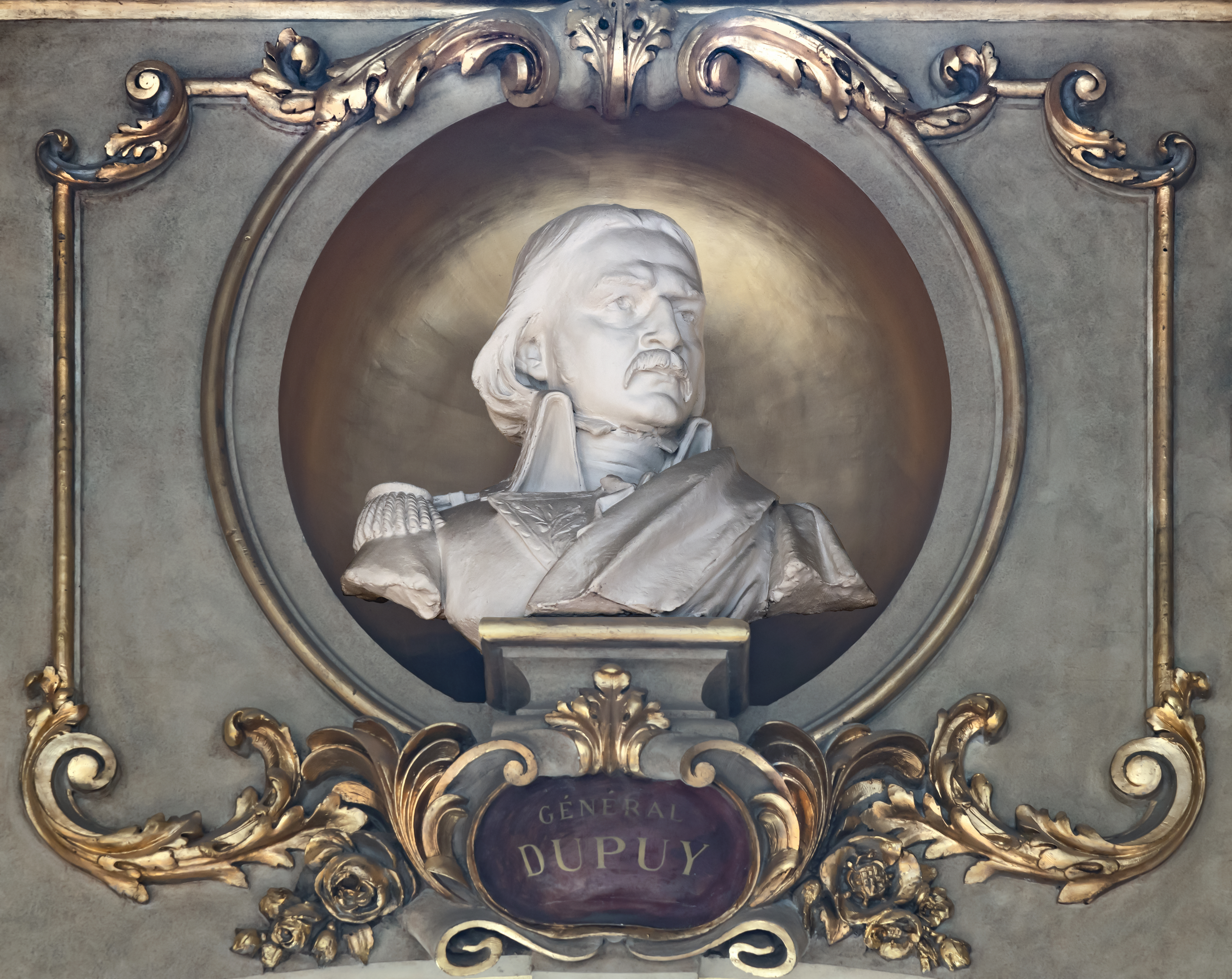
Buste de Dominique Martin Dupuy.
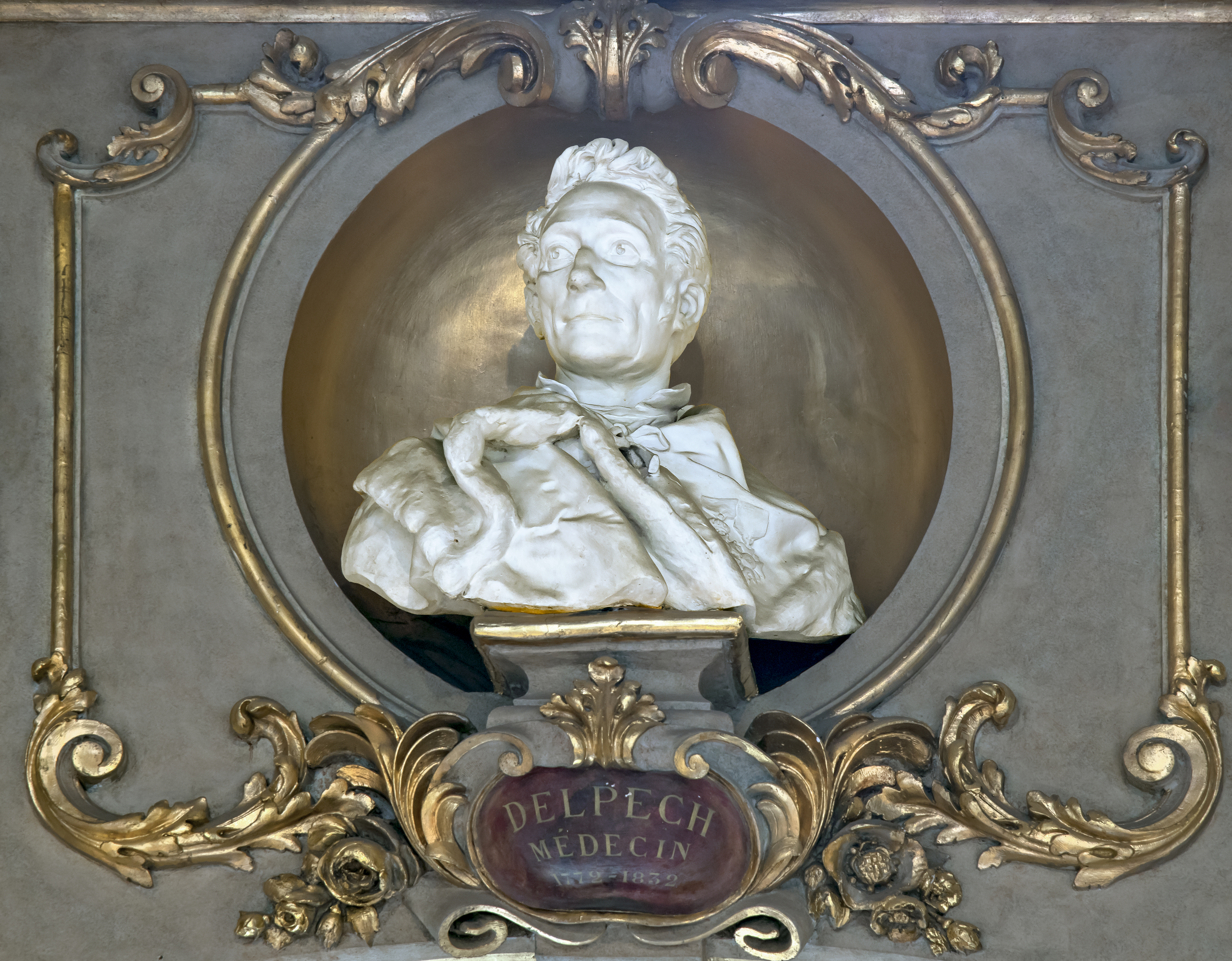
Buste du Docteur Delpech (1772-1832)

Tous les 3 mai, en ce lieu est organisée la remise des prix de l'Académie des Jeux floraux. Les trophées fleuris sont alors ramenés de la basilique de la Daurade en procession pour être remis aux vainqueurs.

#### Salle du conseil municipal
La salle du conseil municipal est décorée de peintures de Paul Gervais représentant des monuments de la ville et de sa région et des scènes champêtres.
- De part et d'autre de la porte donnant sur la salle des Illustres, deux tableaux du peintre toulousain Edmond Yarz : Toulouse vue du Bazacle.
- L'Entrée de Louis XI à Toulouse, 1908, par André Roucolle.
- Molière et Goudouli, 1907, par Édouard Debat-Ponsan.
- La Moisson et Les Vendanges, par Henri Bonis.

Des bustes sculptés par Marc Arcis dont celui de Raymond IV et de rois wisigoths sont présents dans des niches. Une plaque de marbre rose énumère les maires de la ville depuis 1790.

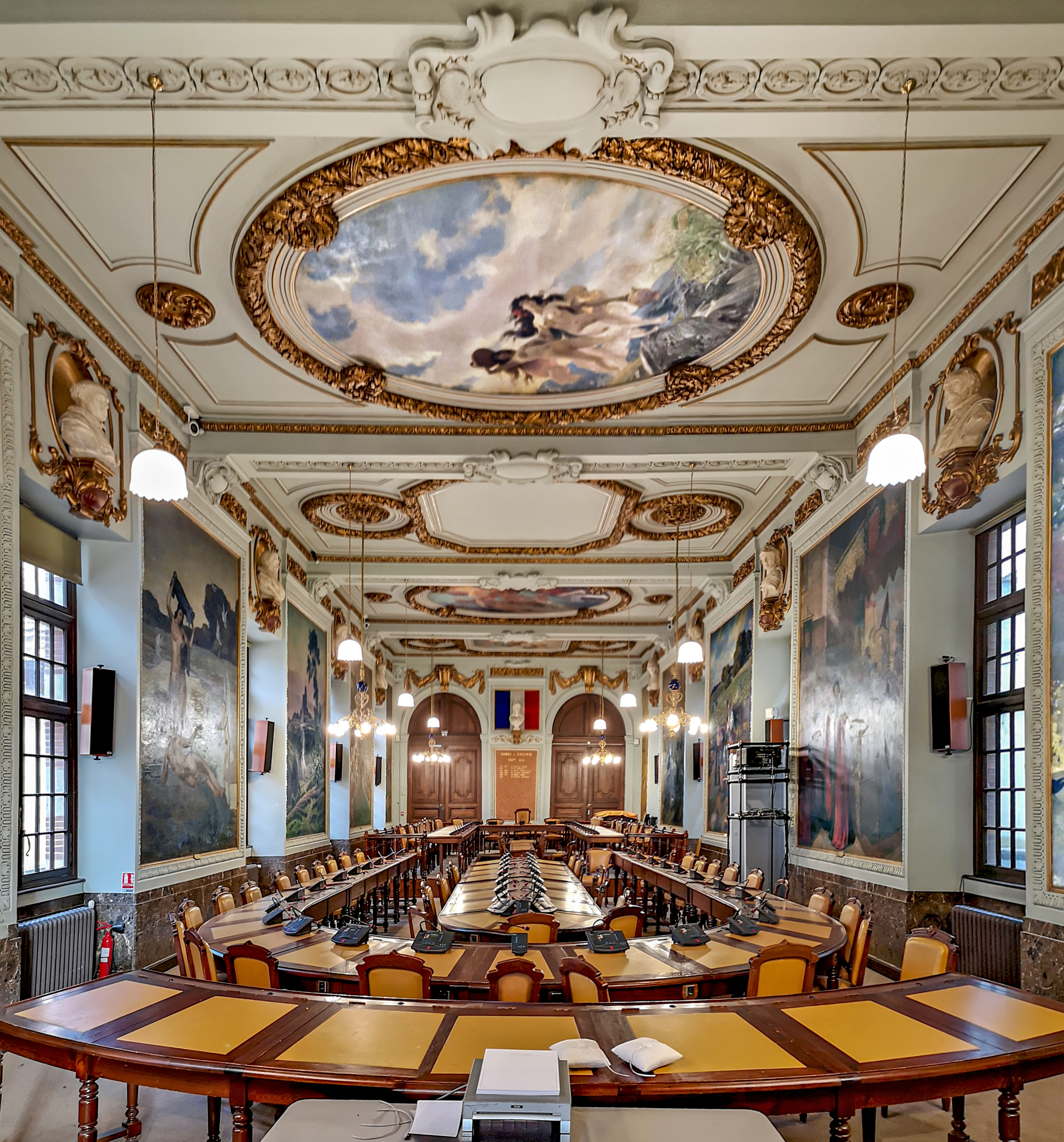
Salle du conseil municipal.
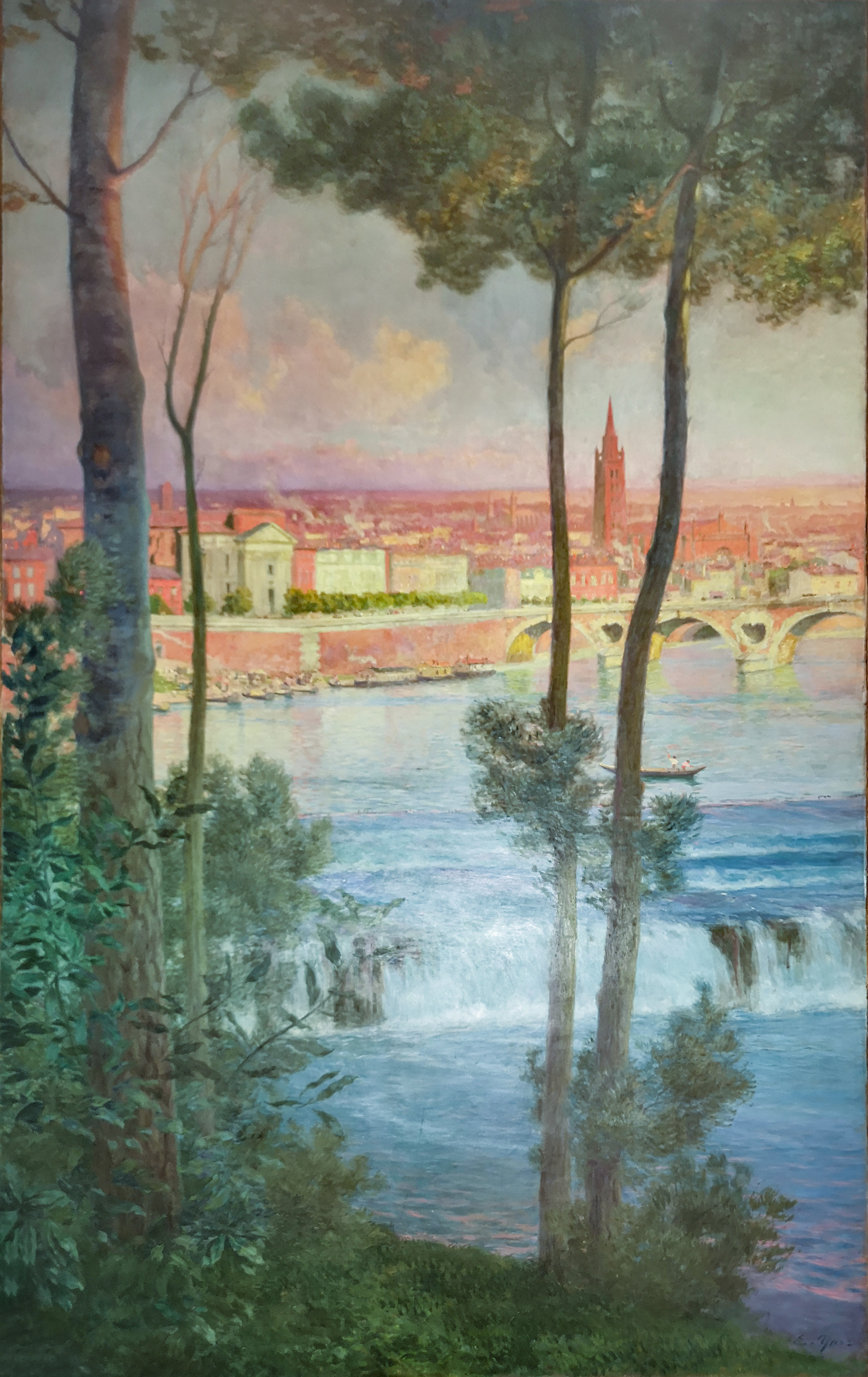
Edmond Yarz, Toulouse vue du Bazacle.
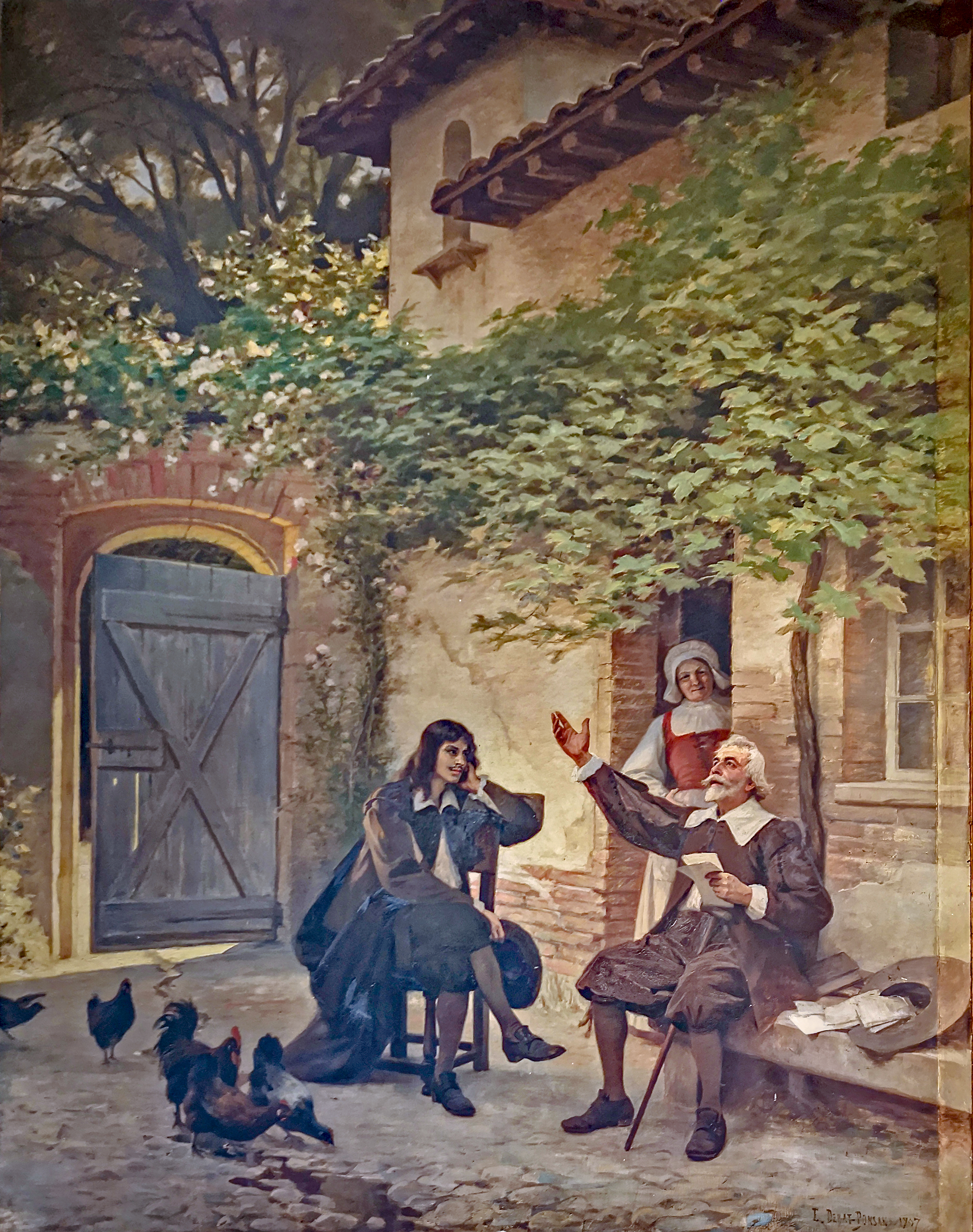
Édouard Debat-Ponsan, Molière et Goudouli.
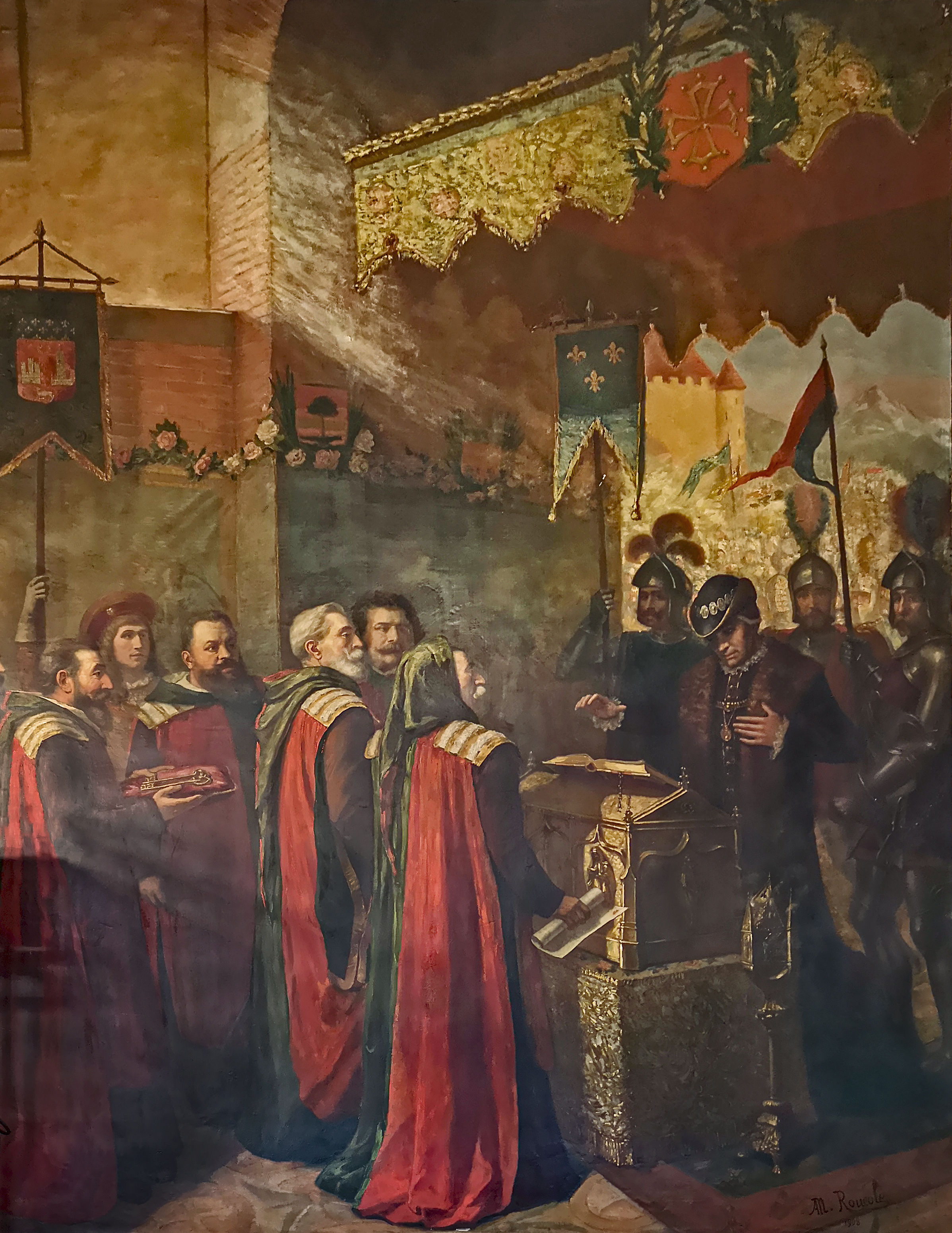
André Roucolle, Entrée de Louis XI à Toulouse.
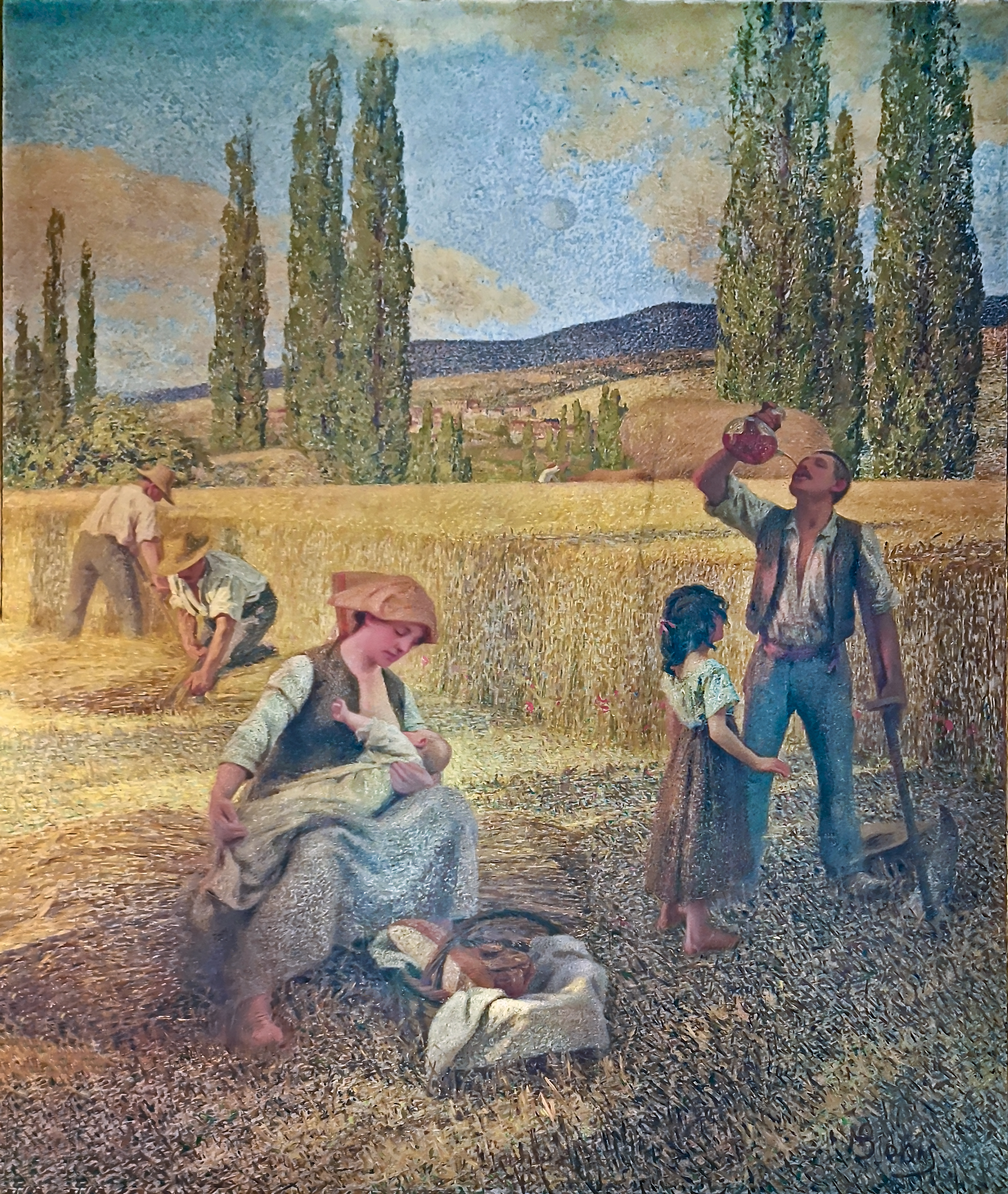
Henri Bonis, La Moisson.
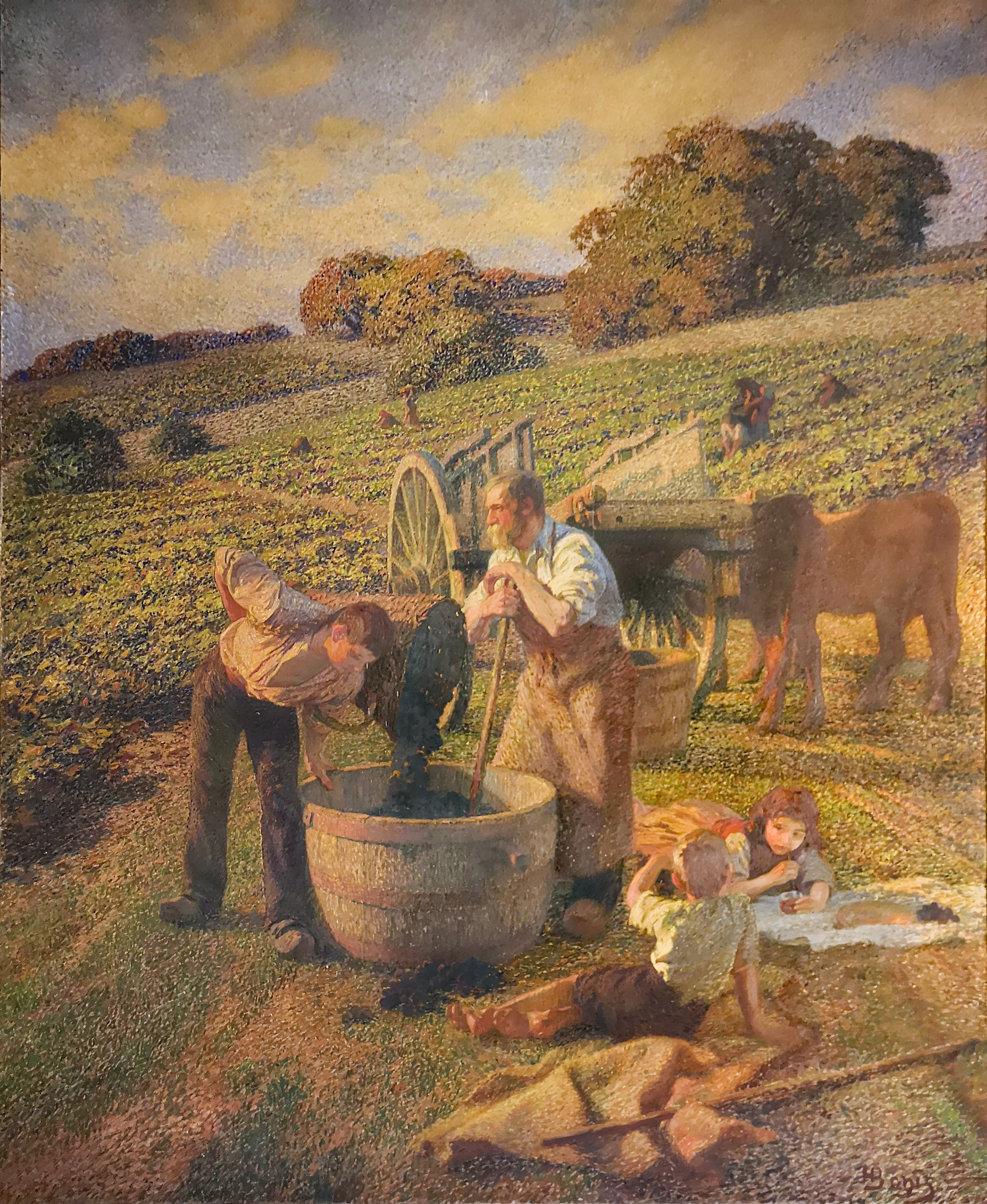
Henri Bonis, Les Vendanges.

### Donjon du Capitole
Après 60 ans de travaux sur les ruines du grand incendie du Capitole, les capitouls décident, en 1525, de construire le donjon, aussi appelé tour des Consistoires ou tour des Archives, afin de protéger les archives et la poudre à canon en prévision d'une invasion du Languedoc par les Espagnols lors de la guerre entre François Ier et Charles Quint. Cette construction a aussi pour but de renforcer le rempart de défense de la porte Villeneuve. Il fut construit en quatre ans par Pierre de Naves puis Laurent Clary. En raison de l'absence d'escalier intérieur, sans doute par raison de sécurité pour séparer la poudre, au premier étage, de la salle de réception, au rez-de-chaussée, un escalier de bois extérieur est construit en 1527, mais il est rapidement détruit par les intempéries. En 1557, un arsenal ou chambre de l'Artillerie est construit à côté du donjon. Jean Calas a été interrogé dans ce donjon en 1761.
À l'origine le toit était orné d'une fire[Quoi ?] de ferronnerie au-dessus de laquelle est installée, en 1529 un enfant-girouette de bois. Cette girouette est remplacée en 1544 par une Dame Tholose, démontée et restaurée en 1827, puis exposée face à la halle aux Grains en 1834 tout en haut de la colonne de la place Dupuy. En 2005, la statue originale est déposée au musée des Augustins et remplacée sur la colonne par une copie.
Le toit à comble élevé et à couverture d'ardoise nécessitait de fréquentes réparations (11 entre 1559 et 1782). Au début du XIXe siècle, il tombe en ruine et est démoli en 1829. En 1830, il est remplacé par une toiture simple et basse en tuiles canal qui est celle que l'on peut voir sur les dessins du XIXe siècle représentant le donjon. La toiture d'origine en ardoise, au comble aigu, faisait 7,50 m de hauteur, soit un mètre à peine de moins que celle d'aujourd'hui (hors clocheton).
Le donjon est restauré par Viollet-le-Duc entre 1873 et 1887. Il ajoute lors de cette rénovation un beffroi flamand en ardoise avec un clocheton, laissé vide, très original dans une ville où d'ordinaire s'expriment la brique (sur les façades) et les tuiles (sur les toits), typiques du style méridional. Les trois cloches que l'on entend sonner les quarts, sont situées derrière le fronton de la façade de l'hôtel de ville. Les deux plus grosses sont les survivantes du carillon de neuf cloches fondues en 1768 par Vignes, et accordées par Cammas lui-même.
Il est constitué d'un étage appelé chambre haute où les archives sont conservées jusqu'en 1946 et d'un rez-de-chaussée appelé chambre basse ou salle du Petit-Consistoire qui servait de salle de réunion au Capitouls et était alors recouvert de fresques représentants les capitouls et surmonté d'une voûte de charpente avec sur ses clefs des blasons du roi, de la ville et des capitouls. Il devient en 1948 l'office du Tourisme de la ville de Toulouse ; on y trouve ainsi des livres, des cartes, des prospectus, ainsi que de nombreuses informations concernant la région Occitanie.

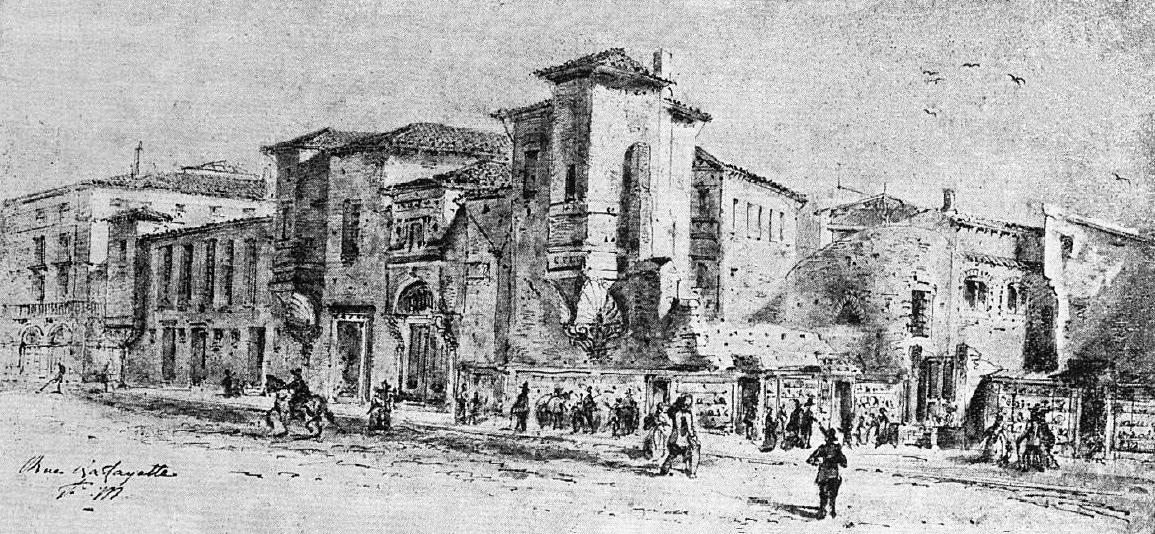
L'hôtel de la Commutation, rue Lafayette au XVIIIe siècle, dessin d'Auguste Mazzoli.
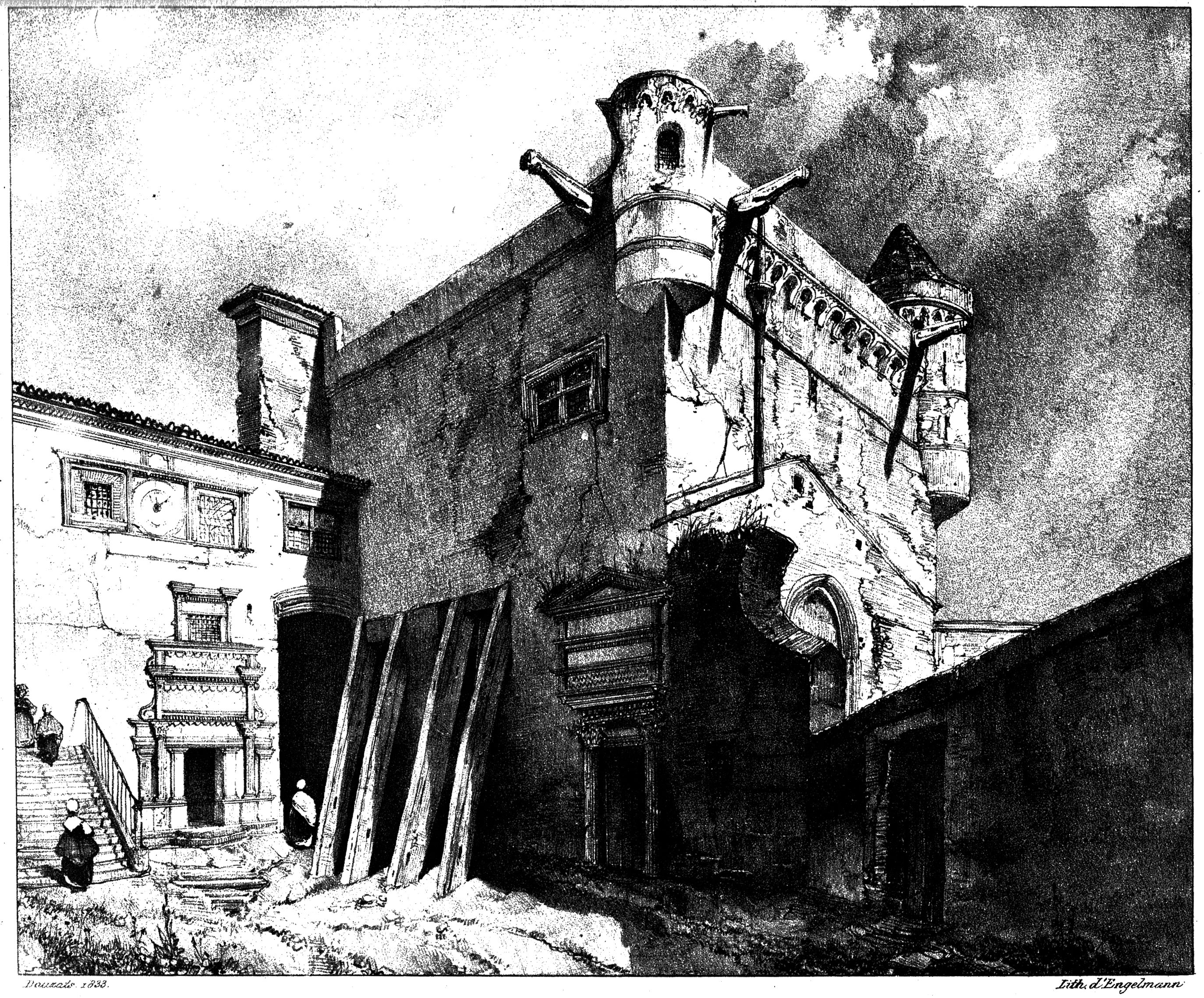
Le donjon, état au début du XIXe siècle, dessin d'Adrien Dauzats lithographié par Godefroy Engelmann (1833).
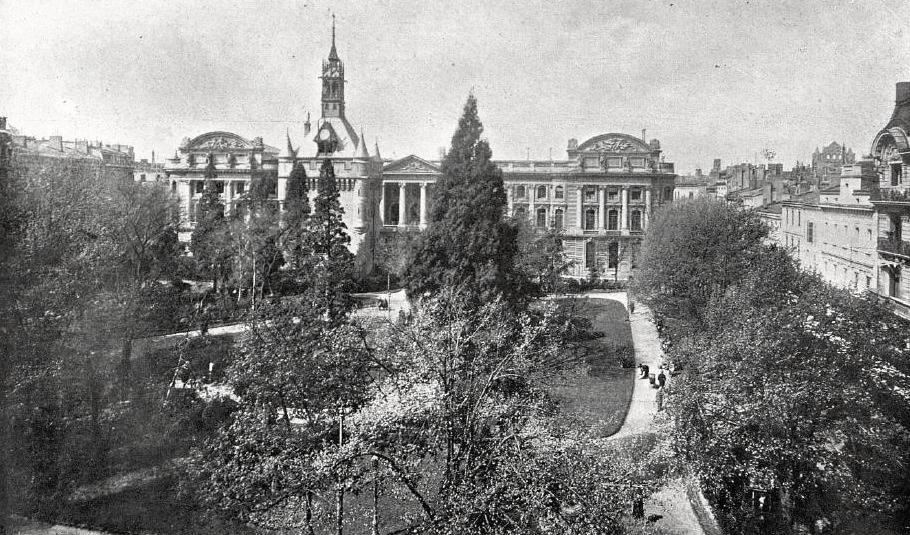
Le square du Capitole en 1926.
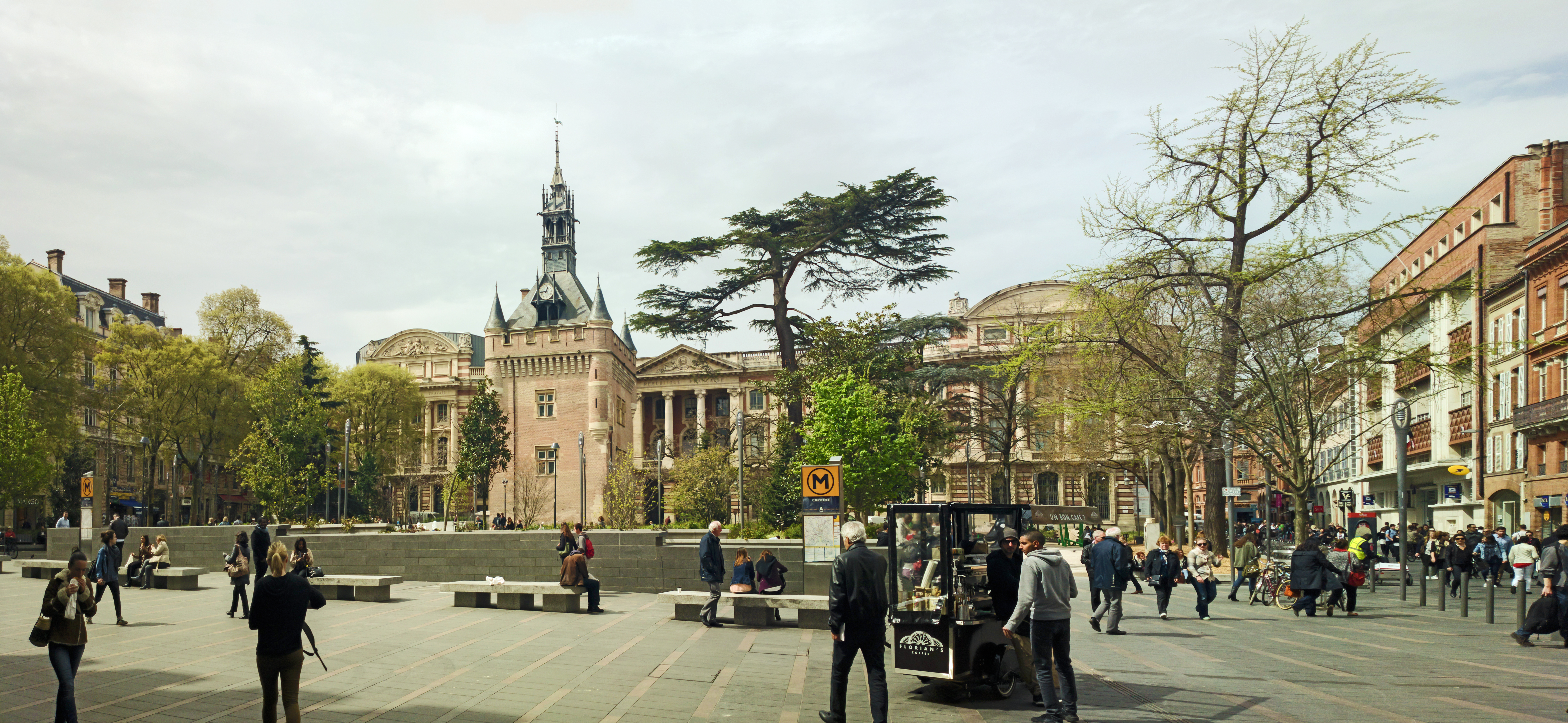
La façade arrière et le donjon vu de la rue d'Alsace.
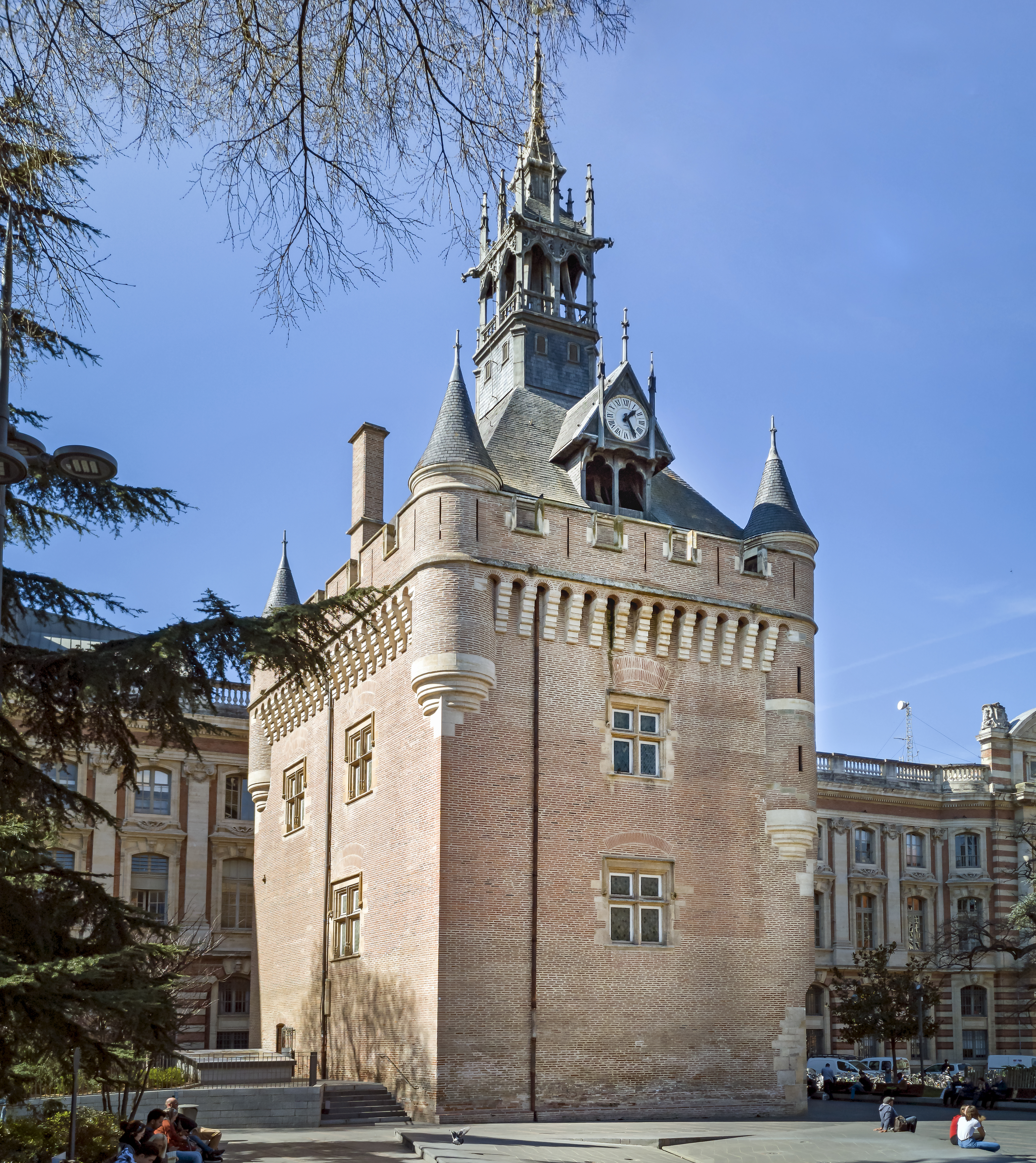
Donjon du Capitole ou tour des archives.
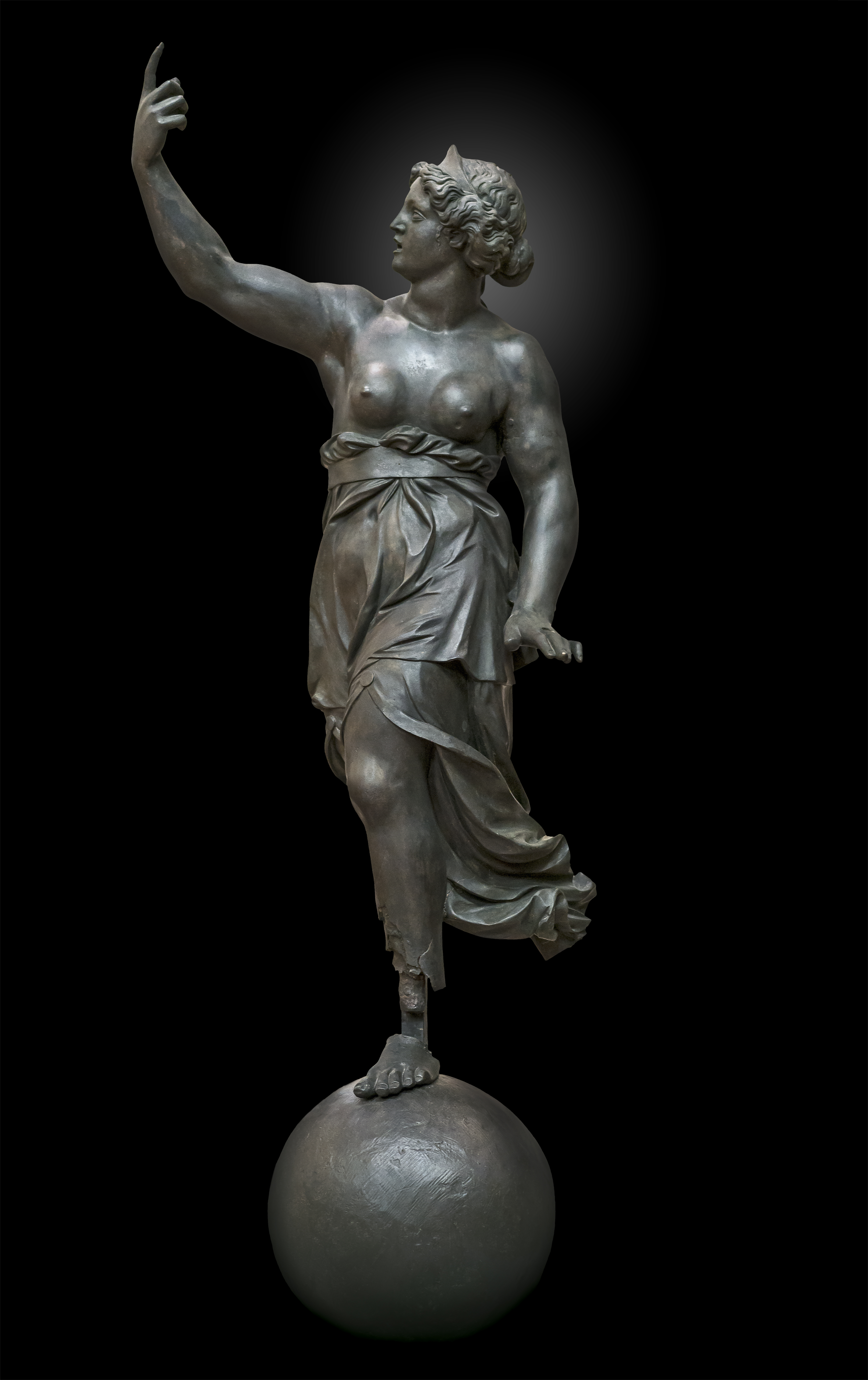
Dame Tholose, anciennement sur le Donjon, musée des Augustins de Toulouse.

### Projet de façade duXVIIesièclenon réalisé

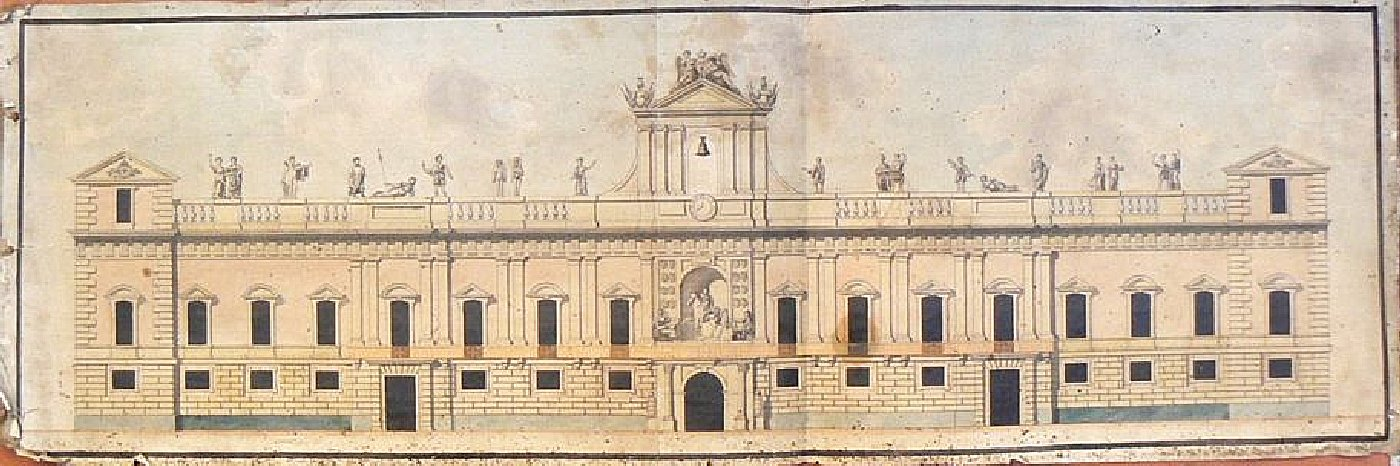
Projet non réalisé de Jean-Pierre Rivalz pour la façade du Capitole de Toulouse au XVIIe siècle.

Dès la deuxième moitié du XVIIe siècle, les capitouls ont le souci d'augmenter leur prestige et envisagent une nouvelle façade pour le palais municipal. Autour de l'année 1685, Jean-Pierre Rivalz est désigné pour ébaucher ce projet. Il occupe les fonctions d'architecte de la Ville et a déjà travaillé sur des programmes de réfection du Capitole, notamment sur l'ancienne salle des Illustres de 1674 à 1678.
L'architecte s'inspire des palais de Rome plus que de Paris pour son projet, principalement du palais Montecitorio, édifié par Le Bernin en 1650. Un attique et un programme statuaire très ambitieux sont notamment prévus pour enrichir cette façade de 96 m de long.
Mais entre les faibles moyens de la ville et l'opposition des parlementaires, ce projet ne verra finalement jamais le jour.